# Architettura liberty in Italia

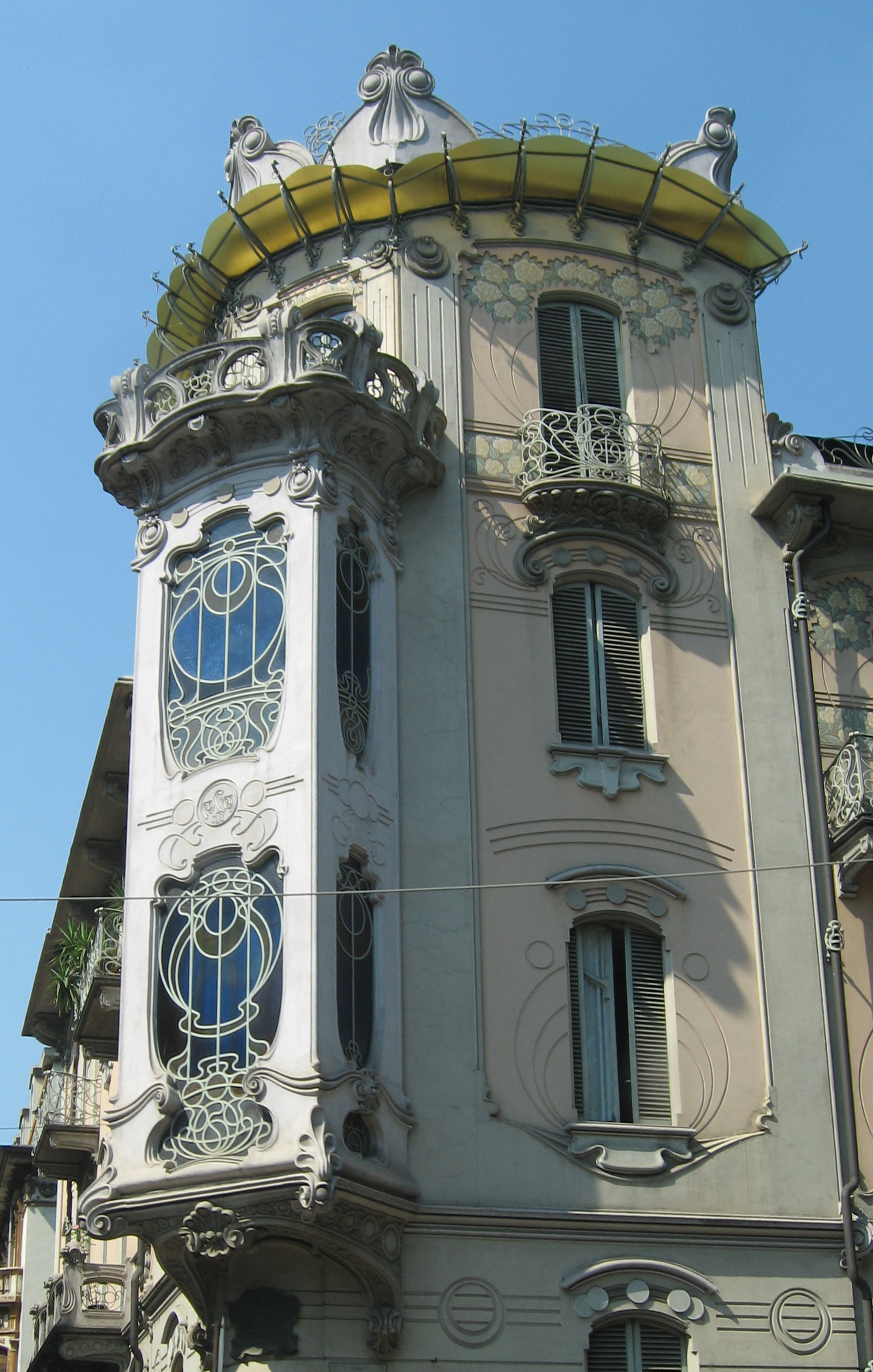
Casa Fenoglio-Lafleur a Torino, 1902.

L'architettura liberty in Italia si affermò inizialmente come «arte nuova» o, secondo il giornalista torinese Enrico Thovez, «arte floreale», questo nuovo stile stupì per essere così «fedelmente naturalistico e nella sostanza nettamente decorativo». A seguito delle edizioni dell'Esposizione internazionale d'arte decorativa moderna, Torino vide il crescente proliferare di questo nuovo stile in ambito prevalentemente architettonico, celebrando una sorta di «rinascimento delle arti decorative», avvalendosi di contributi dei maggiori autori dell'epoca come Raimondo D'Aronco e il torinese Pietro Fenoglio che si affermò per sua proficua attività di ingegnere e che fece del liberty torinese uno degli esempi più fulgidi e coerenti del variegato panorama architettonico italiano del tempo.
L'Art Nouveau in architettura e design degli interni superò lo storicismo eclettico che permeava l'età vittoriana. Gli artisti dell'Art Nouveau selezionarono e modernizzarono alcuni tra gli elementi del Rococò, come le decorazioni a fiamma e a conchiglia, al posto dei classici ornamenti naturalistici vittoriani. Prediligevano invece la Natura per fonte di ispirazione ma ne stilizzarono evidentemente gli elementi e ampliarono tale repertorio con l'aggiunta di alghe, fili d'erba, insetti.

In definitiva il carattere più rivoluzionario della ricerca architettonica fu la completa rinuncia all'ordine architettonico che nonostante alcuni sperimentalismi aveva conservato per tutto il XIX secolo il proprio ruolo dominante in tutto il panorama architettonico, non soltanto accademico. Tale rinuncia ebbe un carattere permanente e continuerà nel protorazionalismo e nel razionalismo.
Nel contesto nazionale questa nuova corrente, che in seguito assunse anche il nome di «stile floreale», non si consolidò mai in una vera e propria scuola italiana di riferimento, ma si affermò, seppur con un lieve ritardo rispetto ai maggiori paesi europei, vivendo il suo massimo splendore nei primissimi anni del Novecento. Nella sua prima decade, infatti, si può parlare di liberty, termine che infine si affermò più diffusamente nel complessivo e variegato panorama nazionale e derivante dai celebri magazzini londinesi di Arthur Lasenby Liberty.
Il liberty, dunque, trovò nell'architettura il suo maggior successo, lasciando ai posteri una delle testimonianze più durature.
Tuttavia la primordiale vocazione populistica del liberty andò scemando, l'ideale di un «socialismo della bellezza» andò evolvendosi in un ricco trionfo di motivi floreali, nervature filiformi, ardite decorazioni metalliche di chiara ispirazione fitomorfa ma divenne presto soltanto un privilegio delle classi sociali più abbienti.

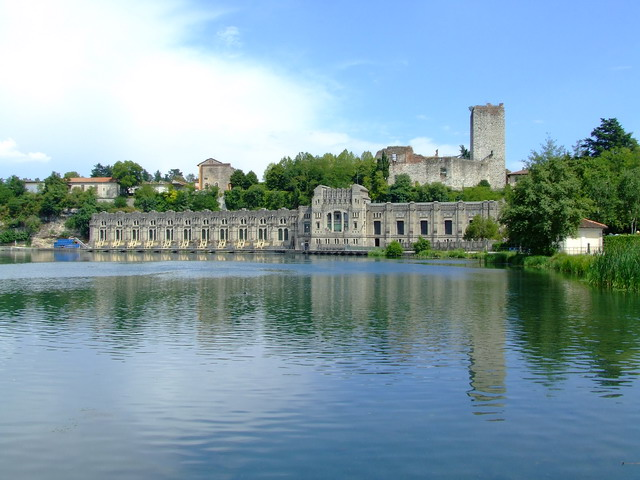
Centrale idroelettrica di Gaetano Moretti a Trezzo sull'Adda, 1906.

Esempi di liberty in Italia sono visibili a Palermo, Torino, Milano, Napoli, Genova, Bari, Reggio Calabria, La Spezia, Bologna, Pescara, Avezzano, Cagliari (Crescentino Caselli e Annibale Rigotti), Olbia (Bruno Cipelli, sostenuto dai nobili Colonna di Ponza).

## Lostile modernoin Italia

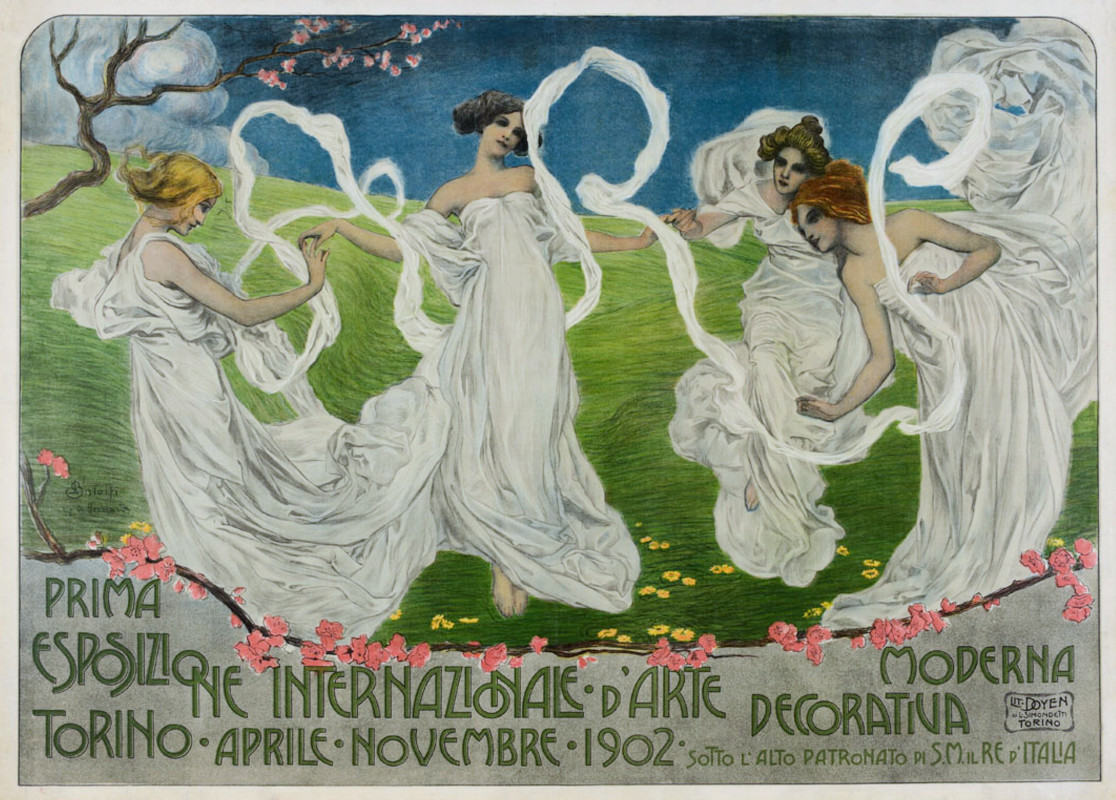
La locandina dell'Esposizione Internazionale d'Arte Decorativa Moderna del 1902 realizzata da Leonardo Bistolfi.

Lo stile moderno ebbe grande visibilità in Italia a Palermo a fine Ottocento e nel 1902 all'Esposizione internazionale d'arte decorativa moderna, in generale alle esposizioni italiane di quegli anni. Tuttavia la definizione di quello stile oscillava in descrizioni diverse, denotando la grande varietà di interpretazioni stilistiche che lo stile moderno assommava in sé. Scriveva nel 1906, a margine dell'esposizione di Milano, il critico d'arte Ugo Ojetti:
Ancora, nel tentativo di dare una definizione più precisa dello stile nuovo, il professor Renzo Canella scriveva nel 1914 per Hoepli:
imperante della linea contorta.»

## Stile liberty nelle città italiane
Principali architetti dello stile liberty in Italia:
- Giuseppe Sommaruga
- Giulio Ulisse Arata
- Ernesto Basile
- Giuseppe Brega
- Raimondo D'Aronco
- Mariano Fortuny y Madrazo
- Annibale Rigotti
- Romeo Depaoli
- Pietro Fenoglio
- Alfredo Campanini

### Piemonte

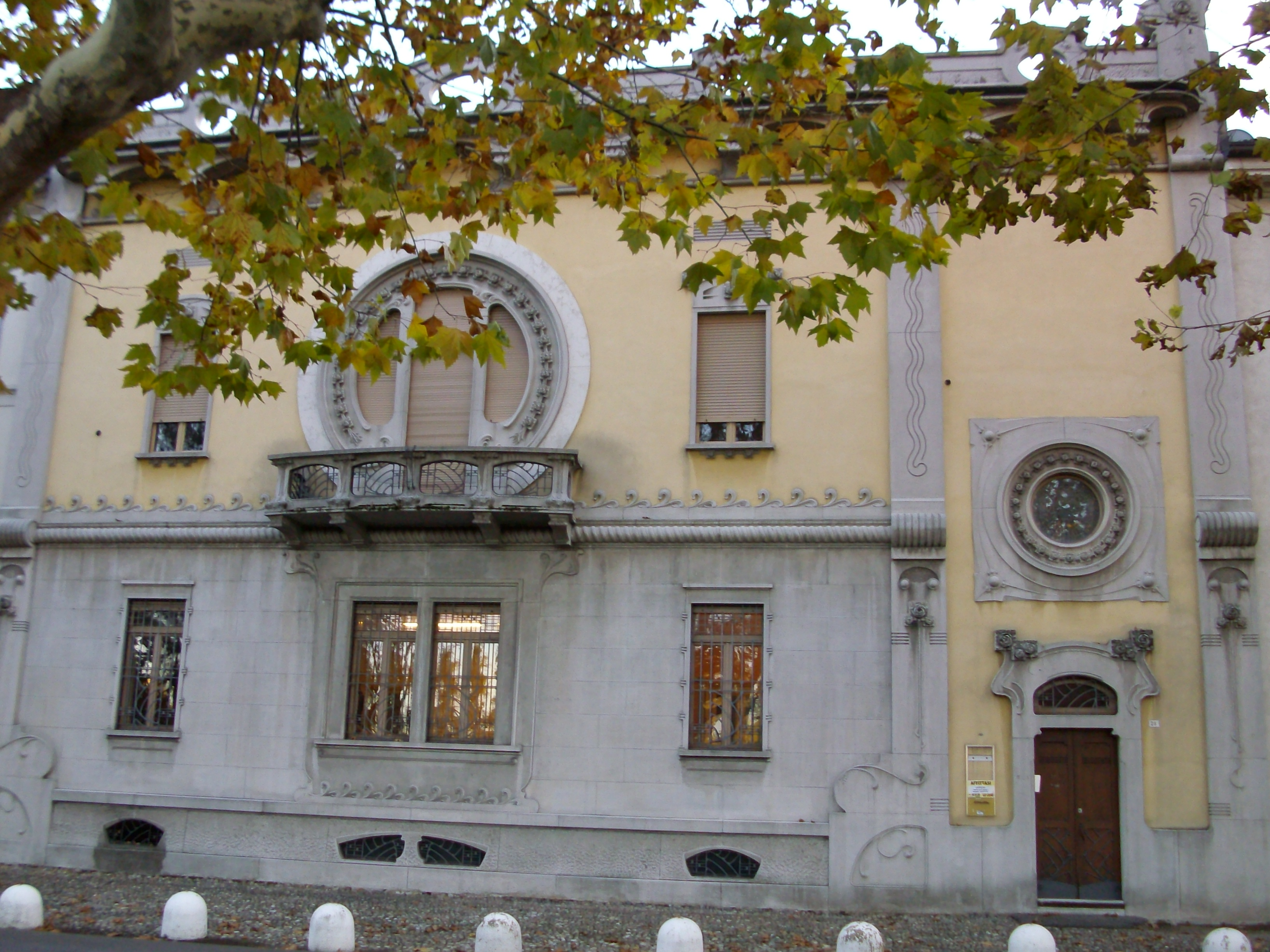
Casa Quaroni, Novara, 1905-07
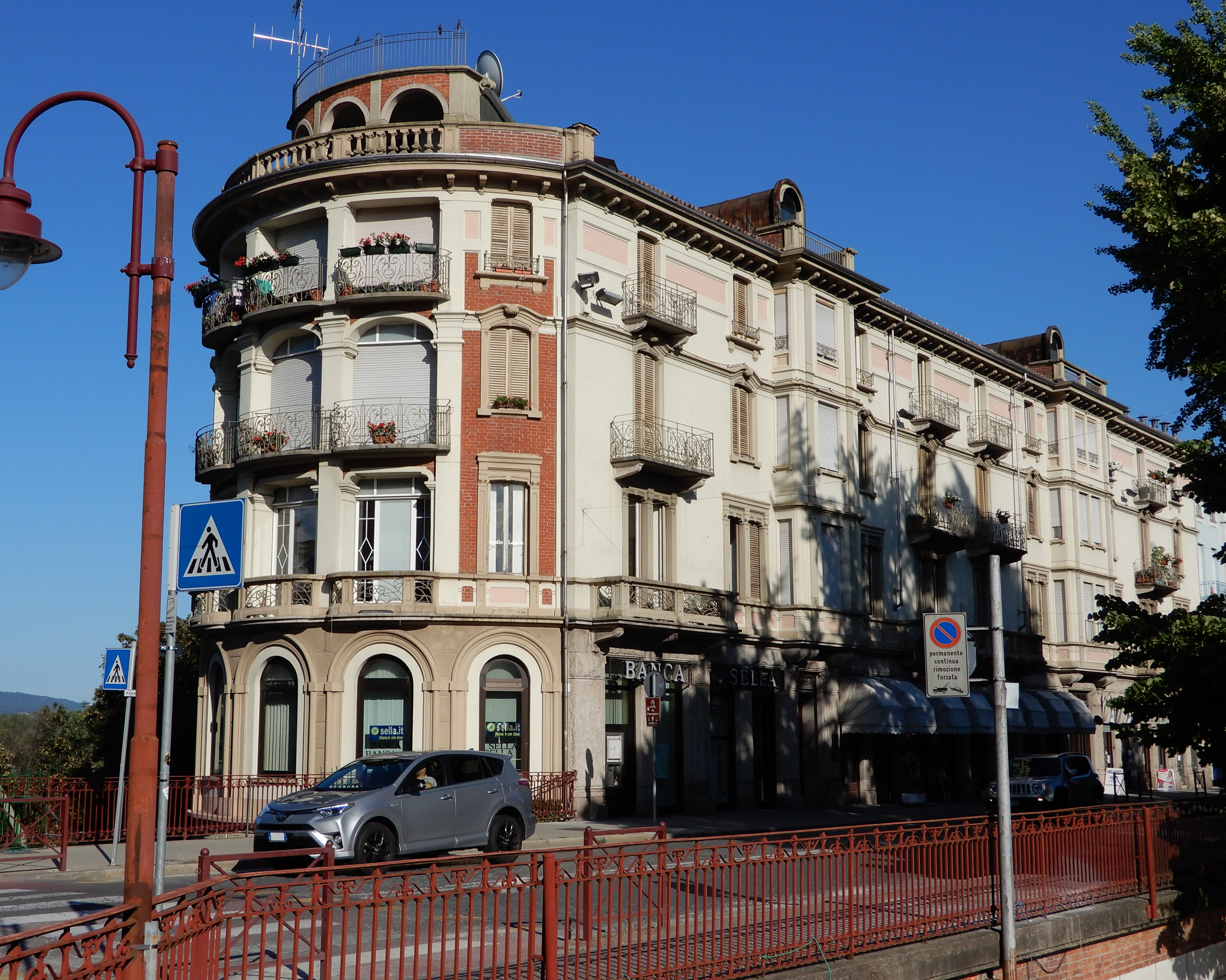
Palazzo Ravera, Ivrea, 1906
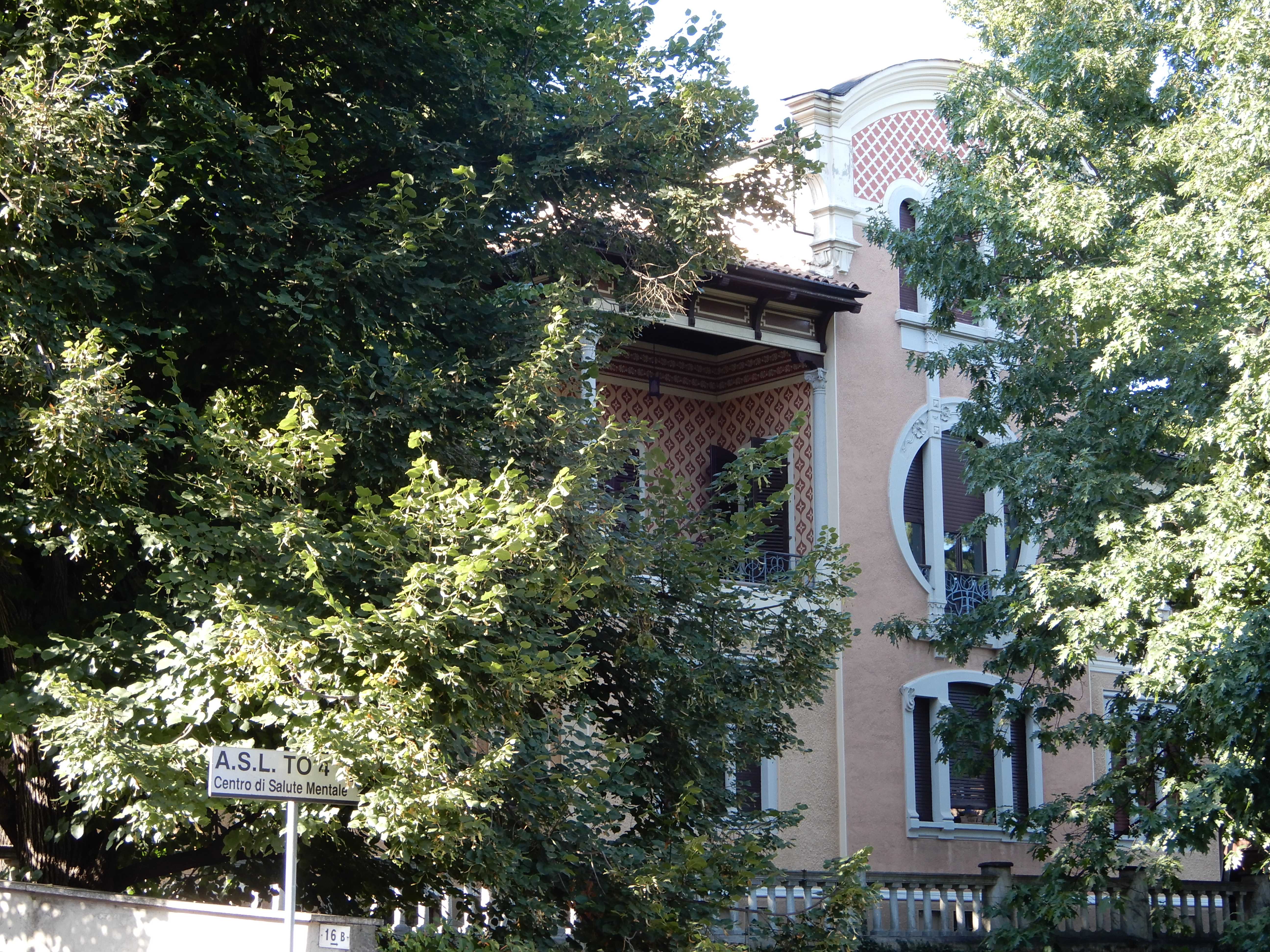
Villa Botalla, Ivrea, 1910-11
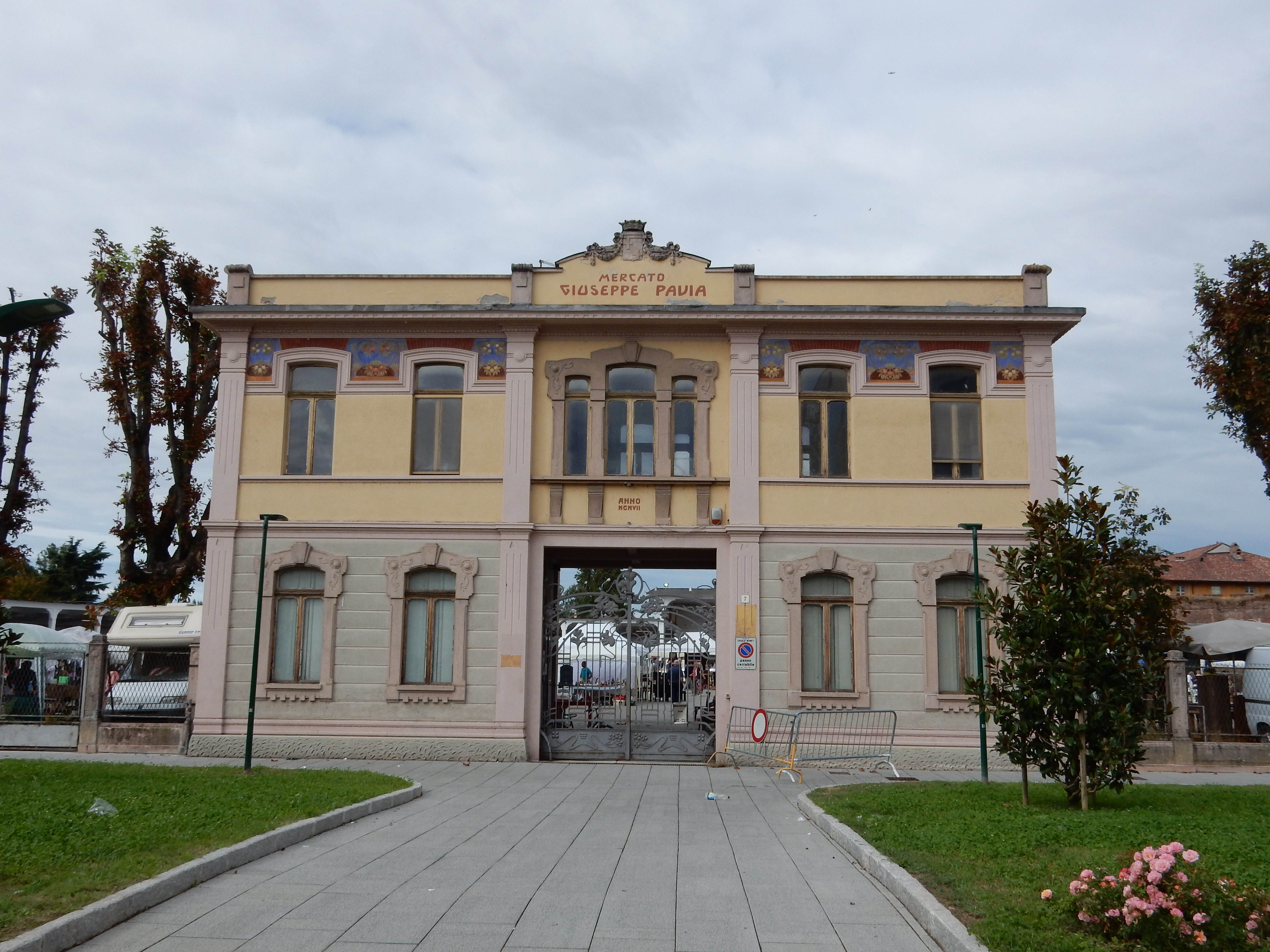
Ingresso mercato, Casale Monferrato

Torino

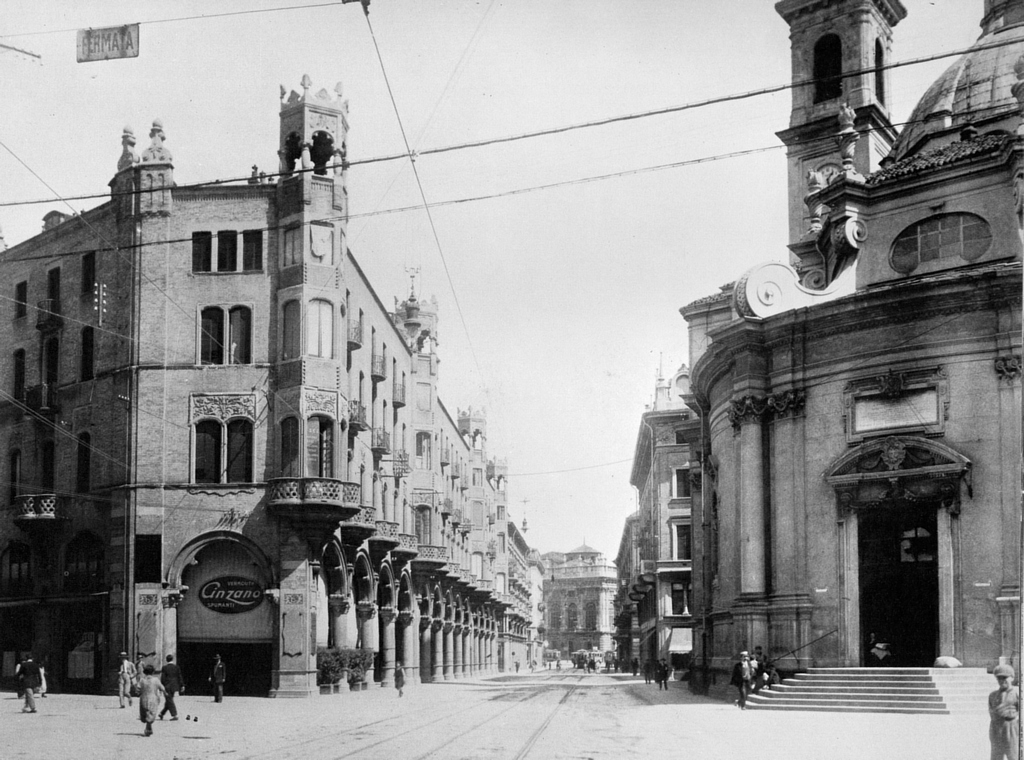
Palazzo Bellia, di Carlo Ceppi, 1892-98
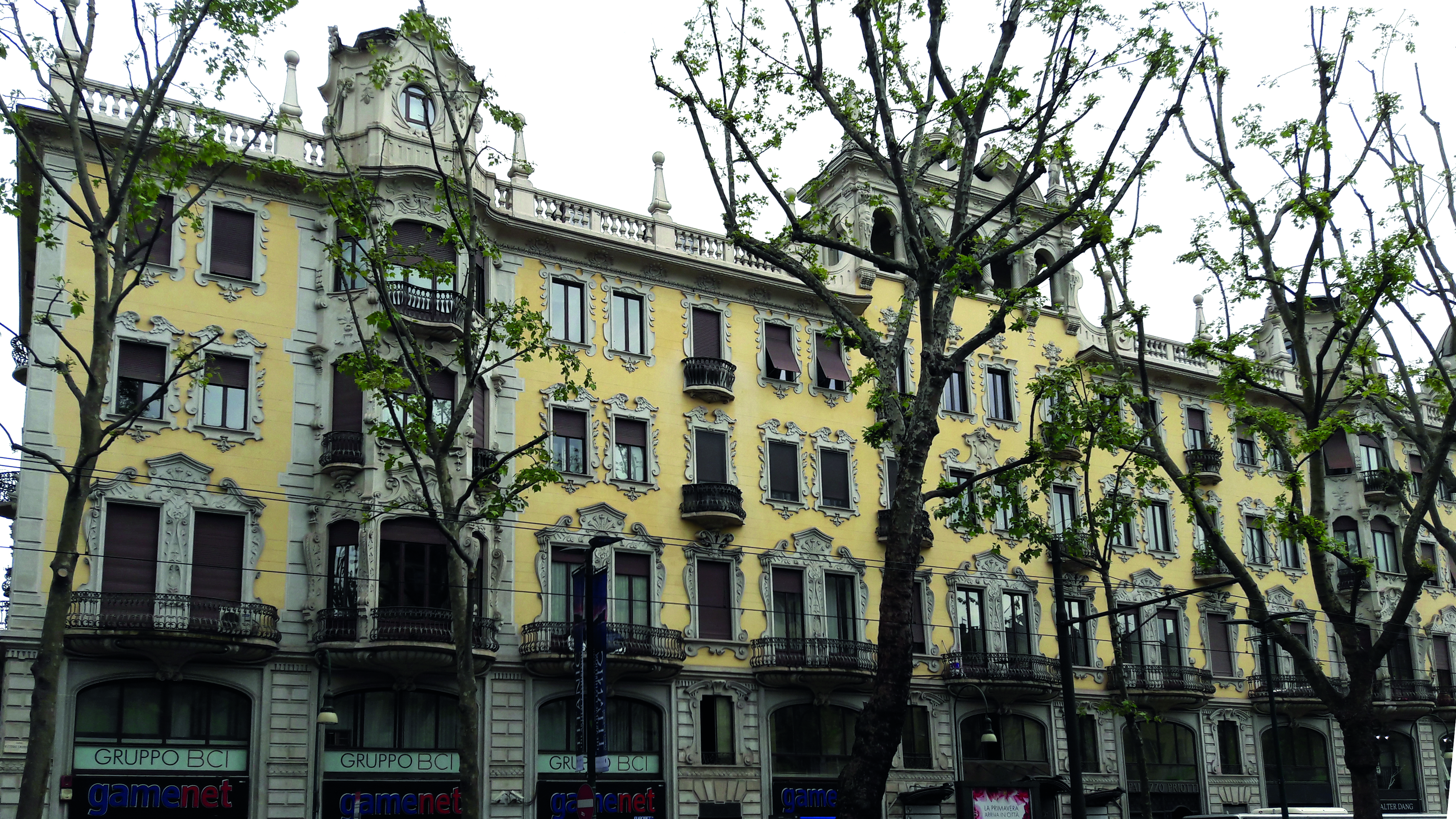
Palazzo Priotti, di Carlo Ceppi, 1900
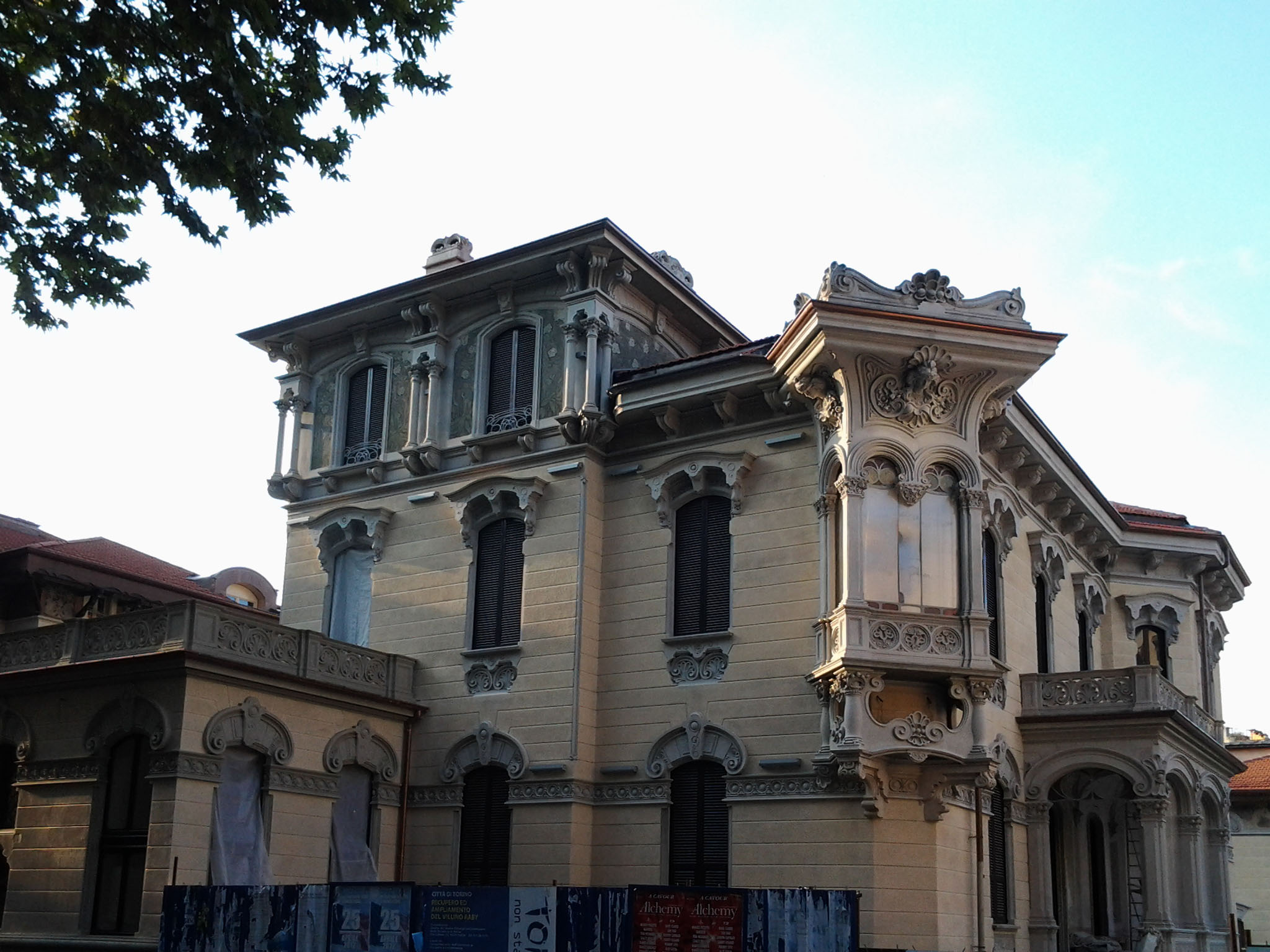
Villino Raby di Fenoglio e Gussoni, 1901
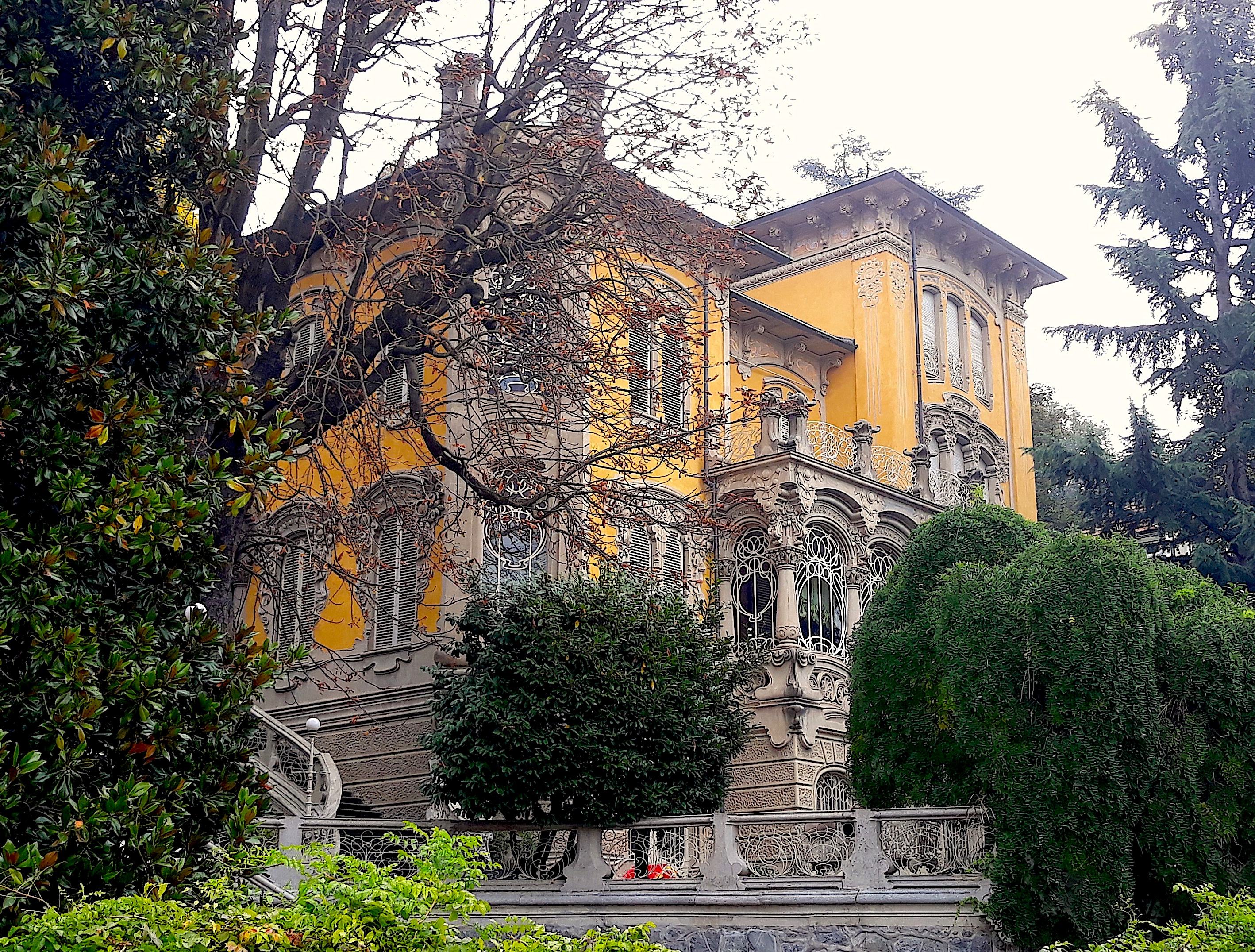
Villa Scott, di Pietro Fenoglio, 1902
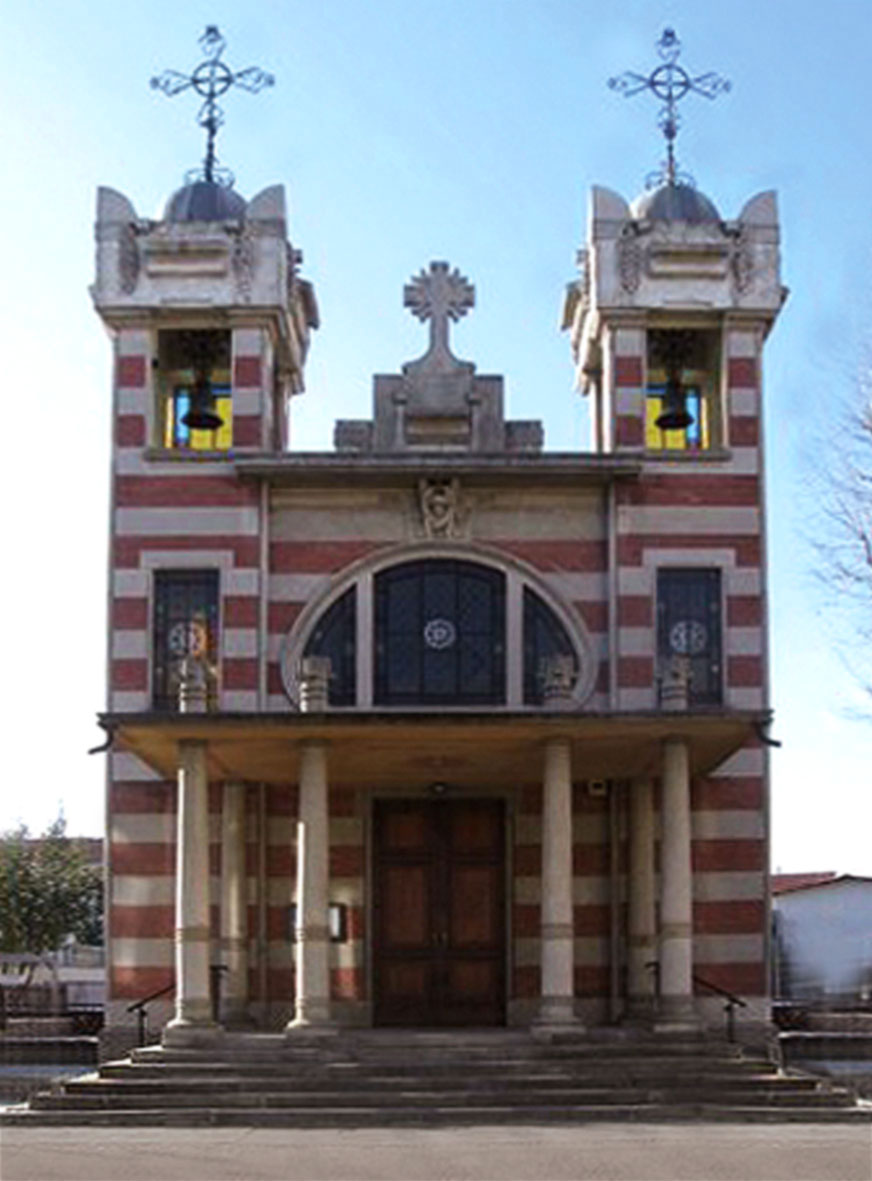
Sant'Elisabetta al Villaggio Leumann a Collegno, di Pietro Fenoglio, 1907
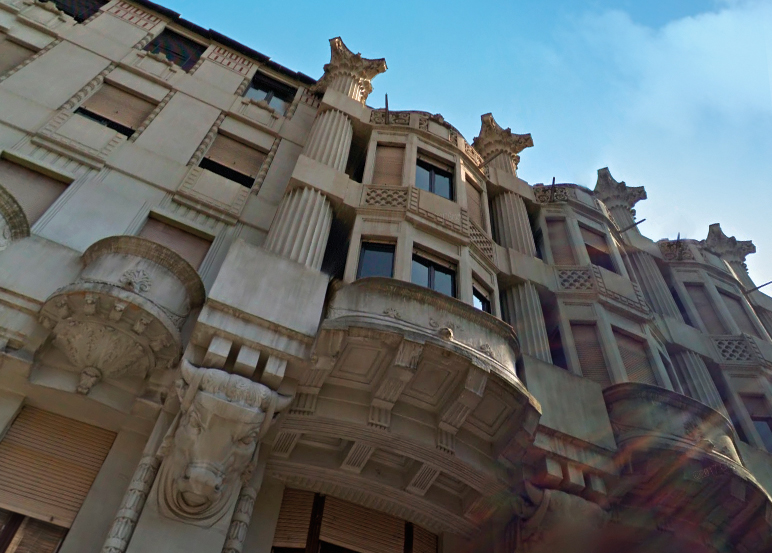
Casa Avezzano di Pietro Betta, 1912
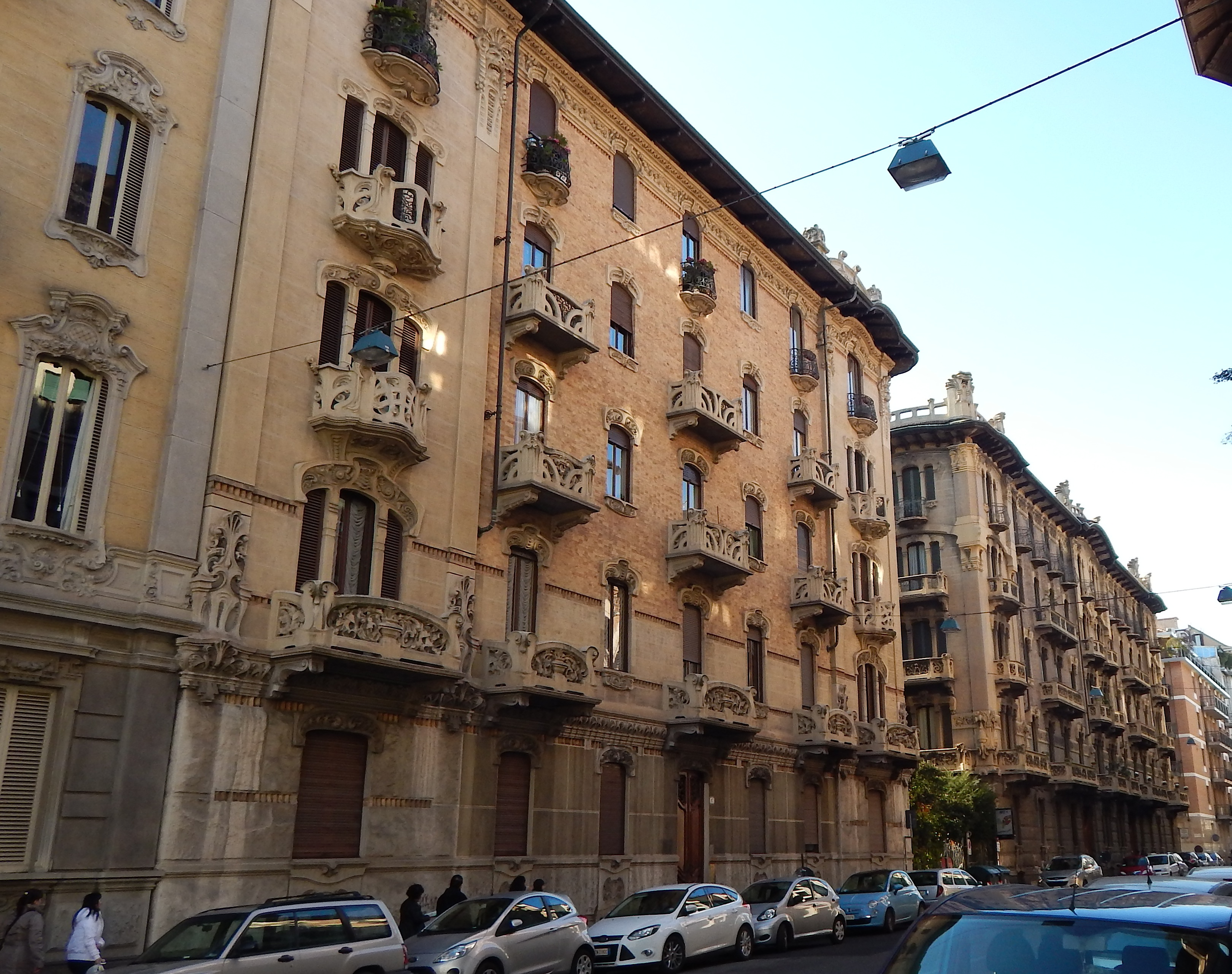
Edifici liberty al Cit Turin (via Duchessa Jolanda)
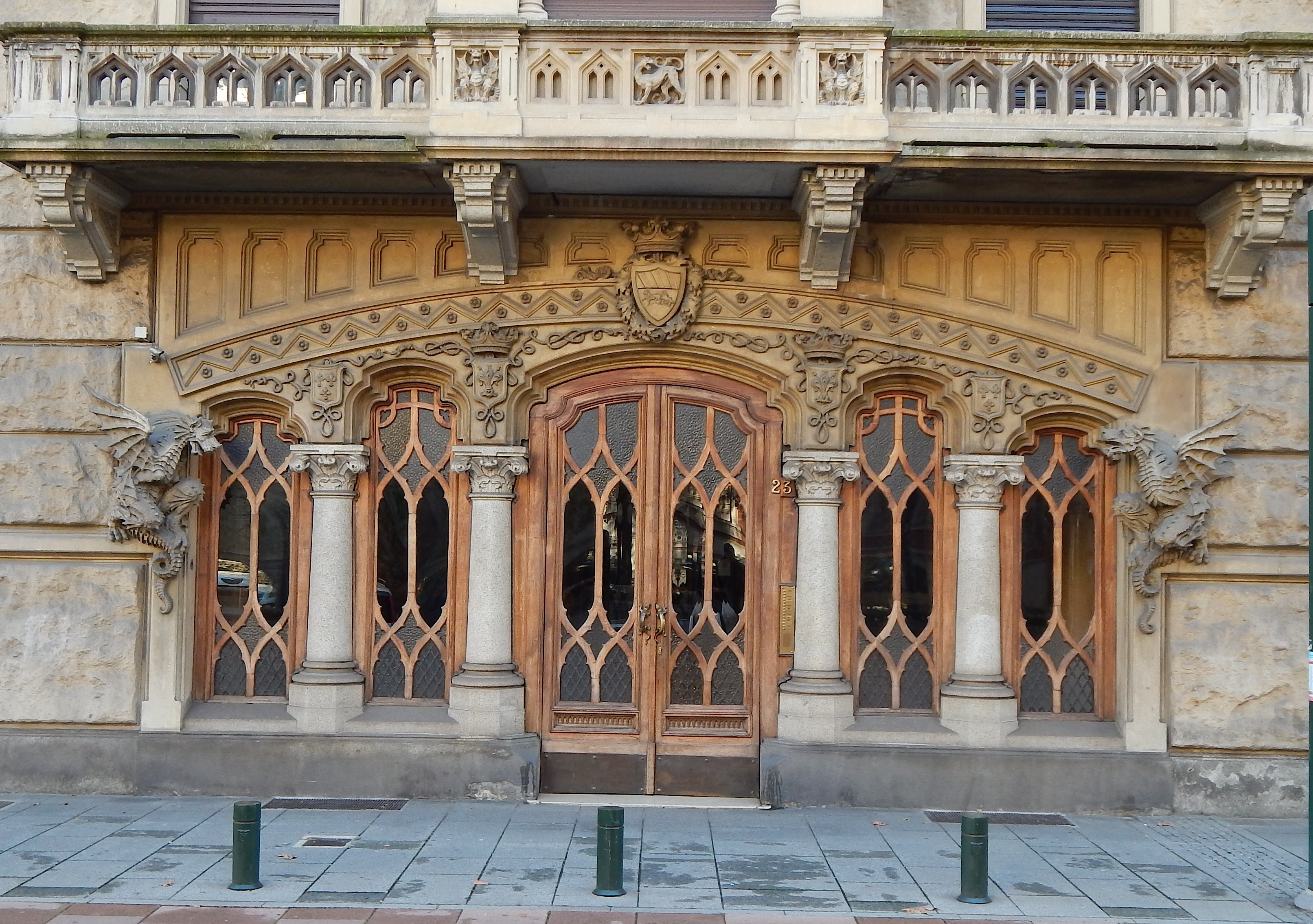
Casa della Vittoria, portale, Gottardo Gussoni, 1918-1920

### Lombardia

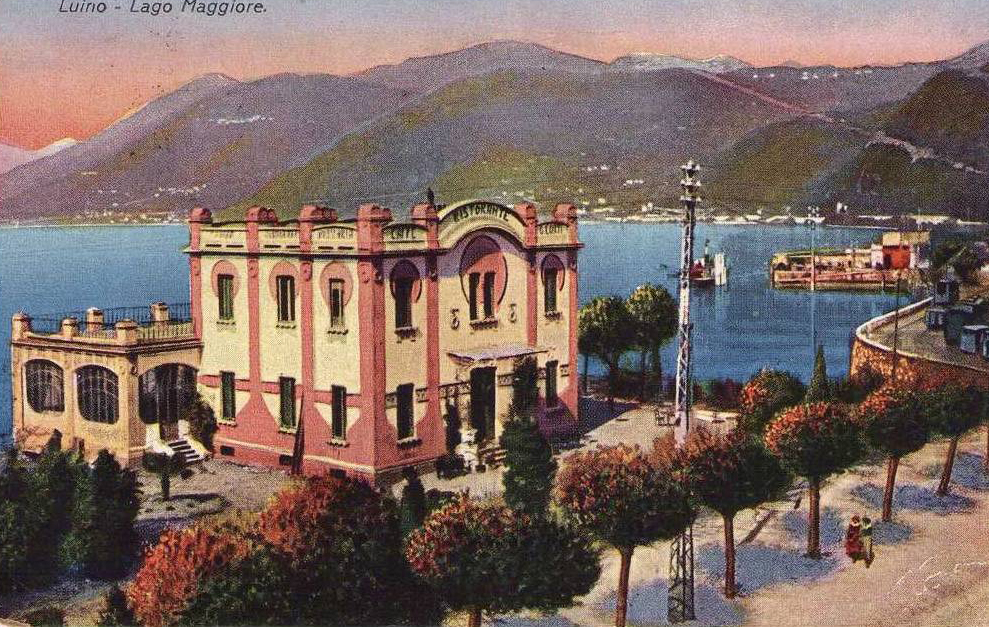
Palazzo Verbania, Luino
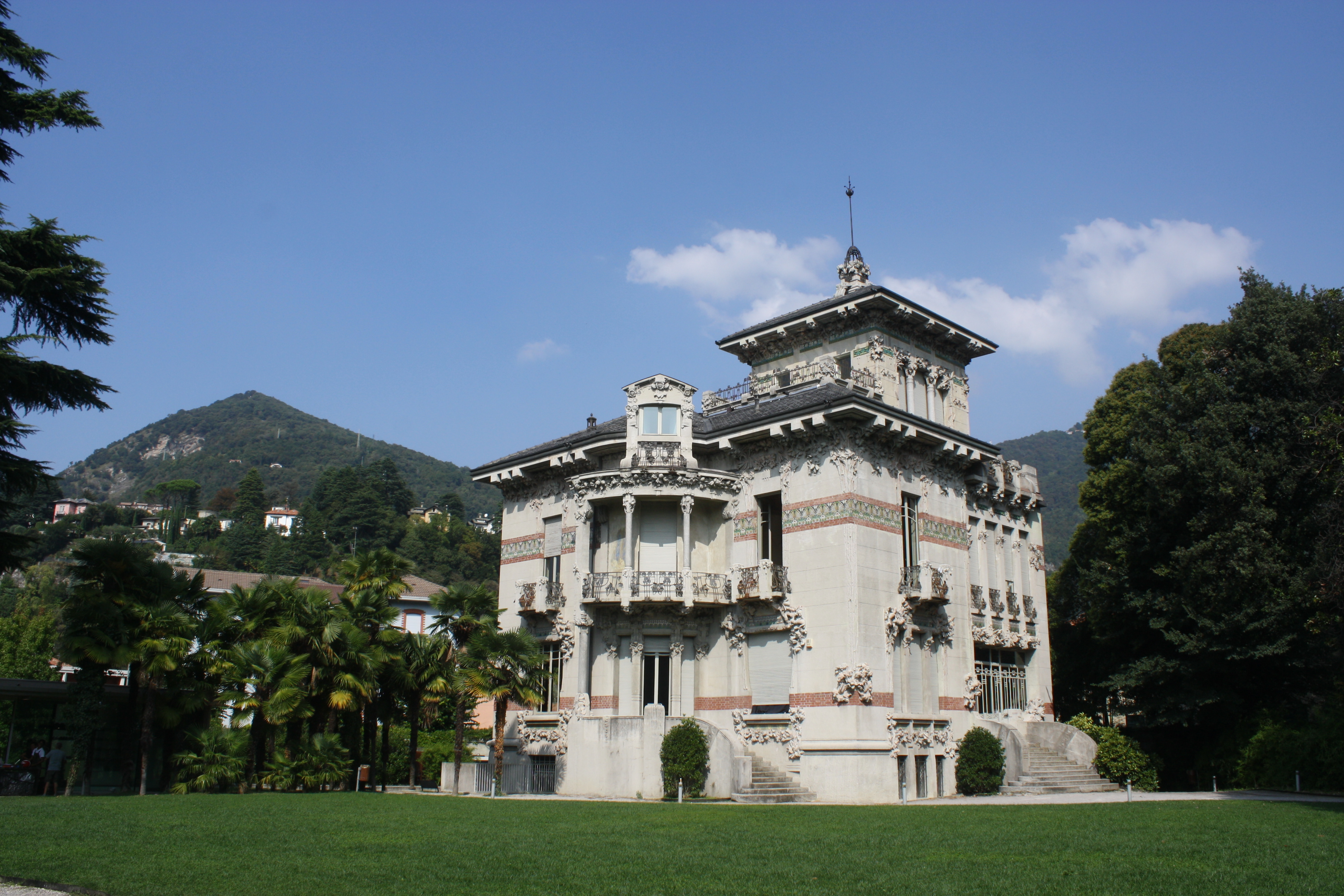
Villa Bernasconi, Cernobbio
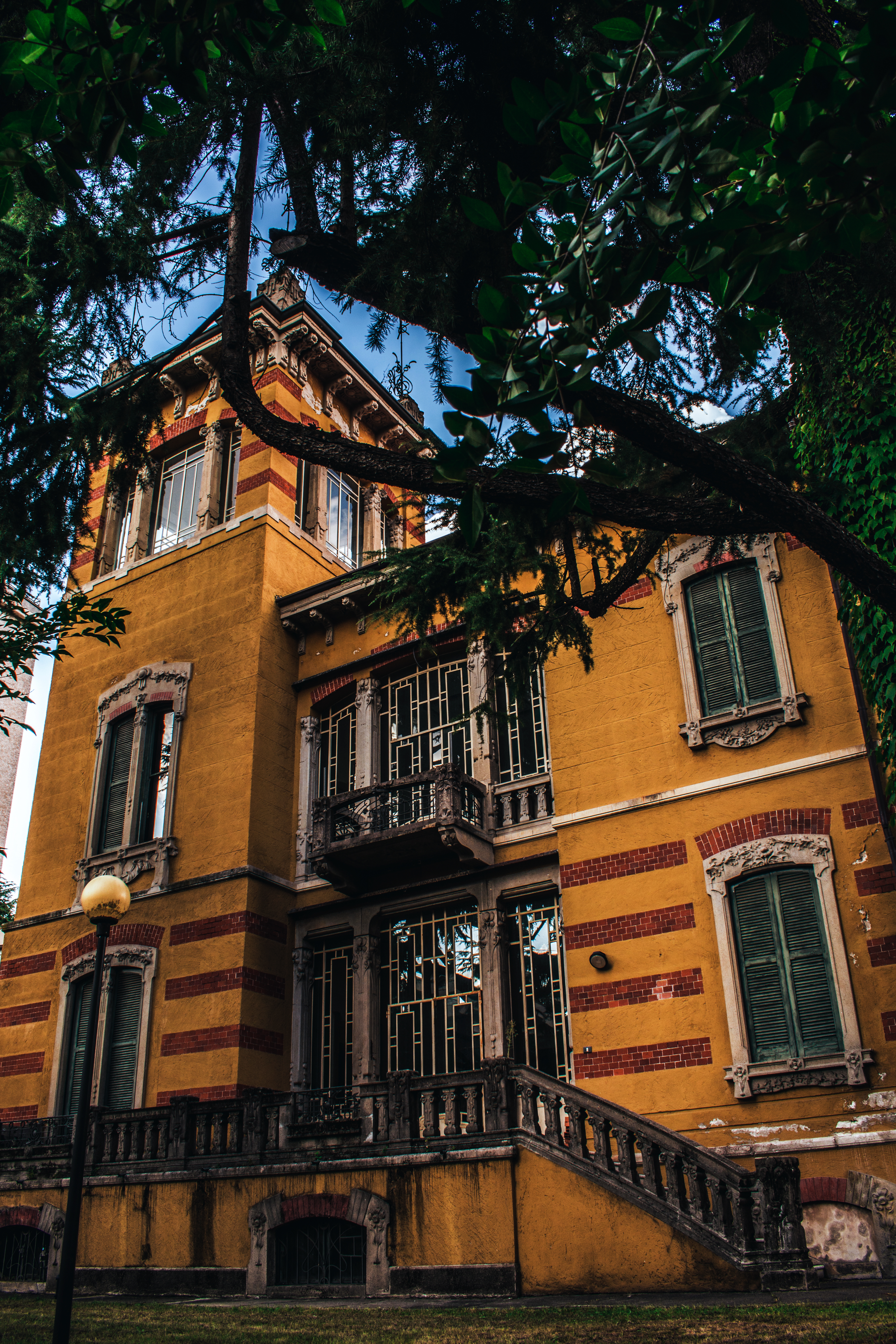
Villa Bossi, Gallarate, 1900
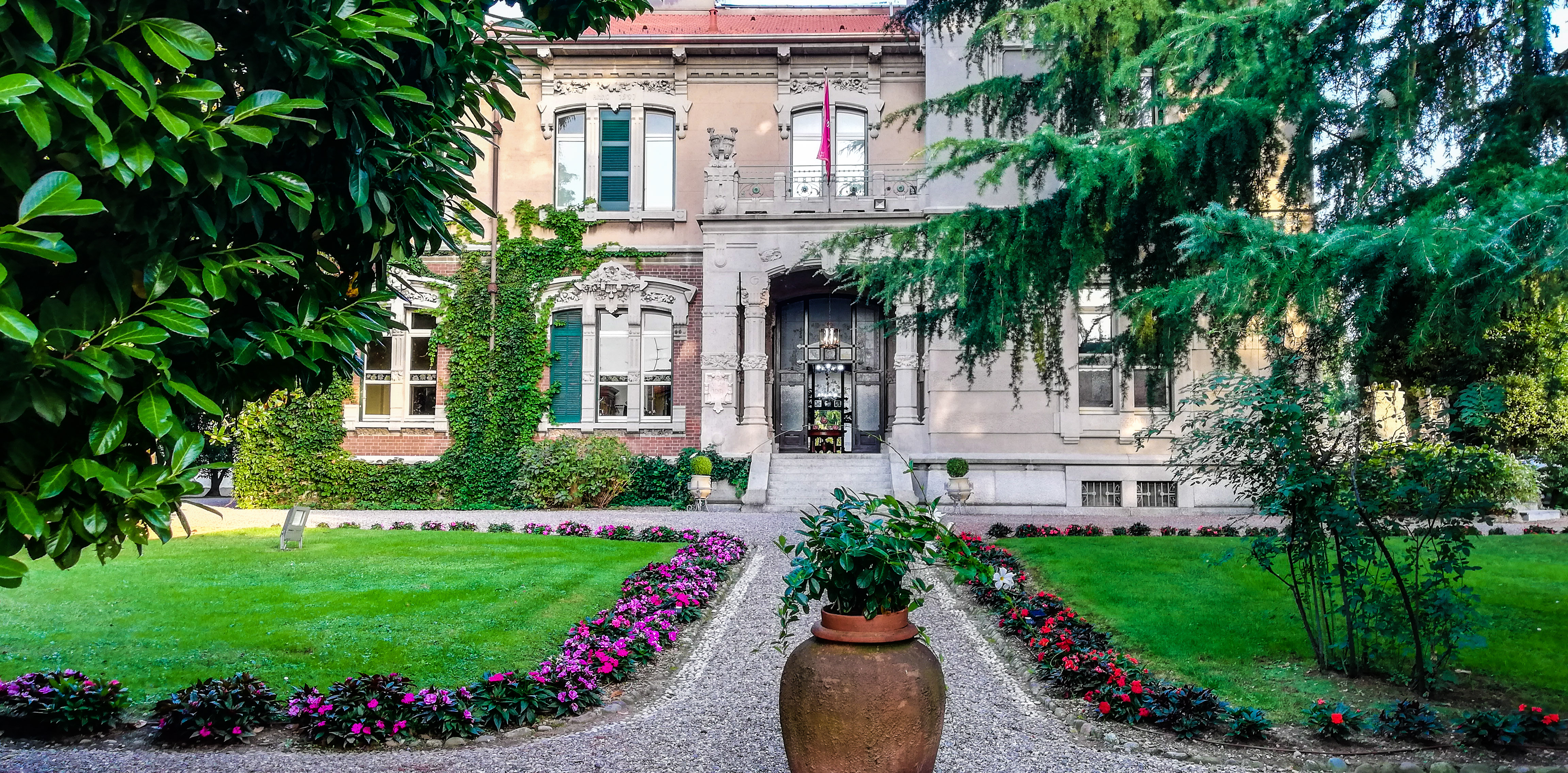
Villa Gajo, Parabiago
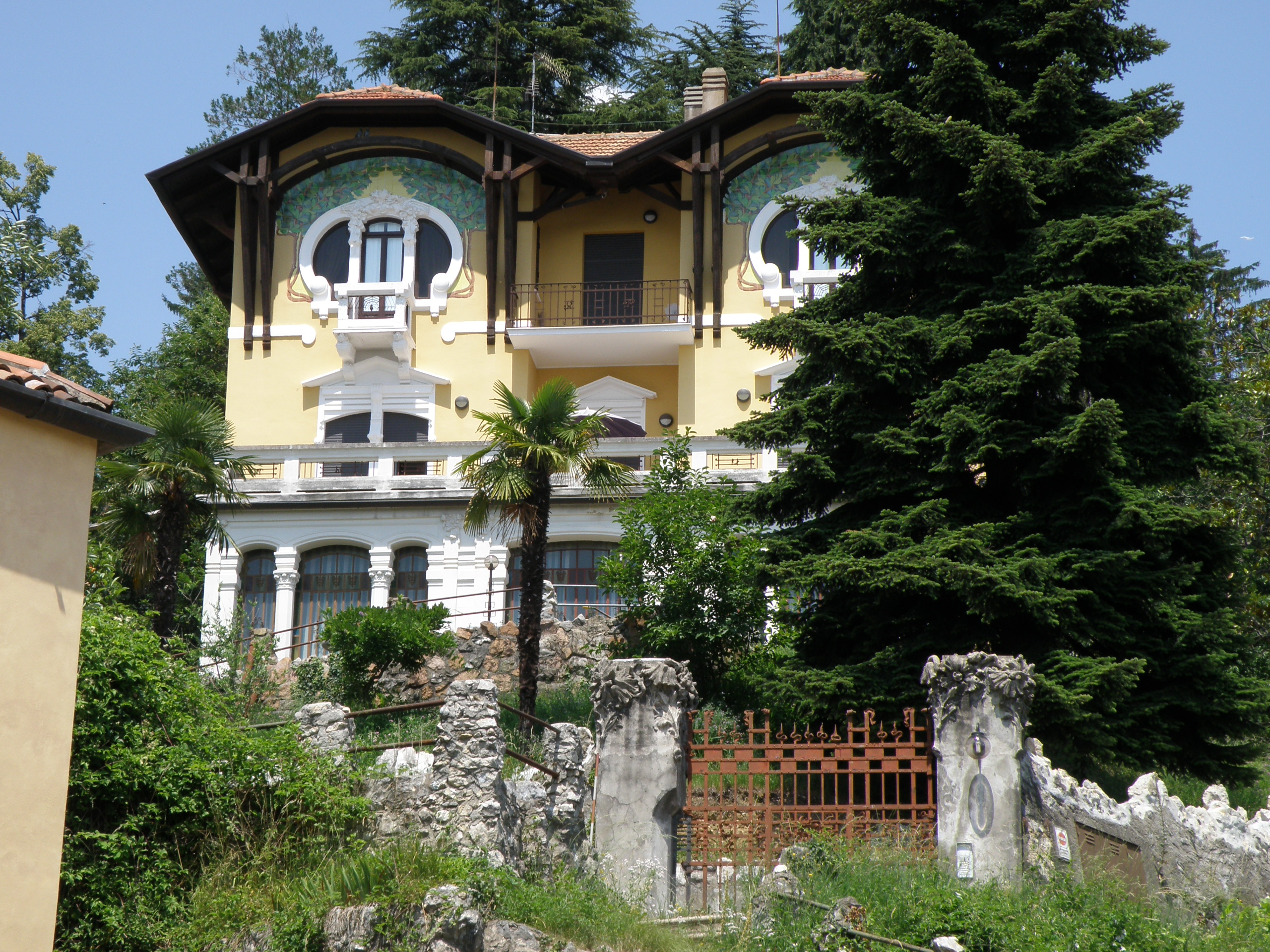
Villa Agosteo, Varese

Milano

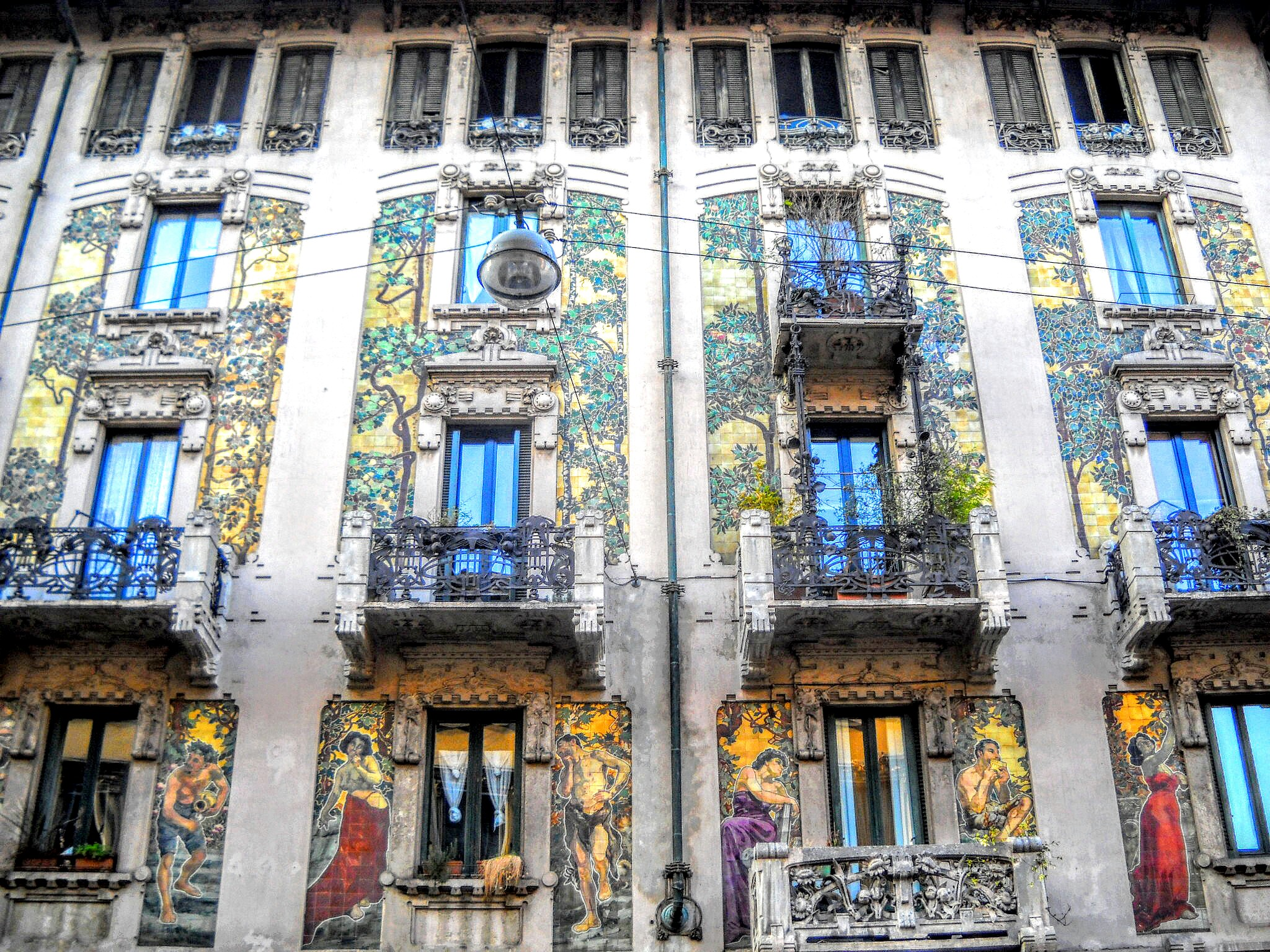
Casa Galimberti
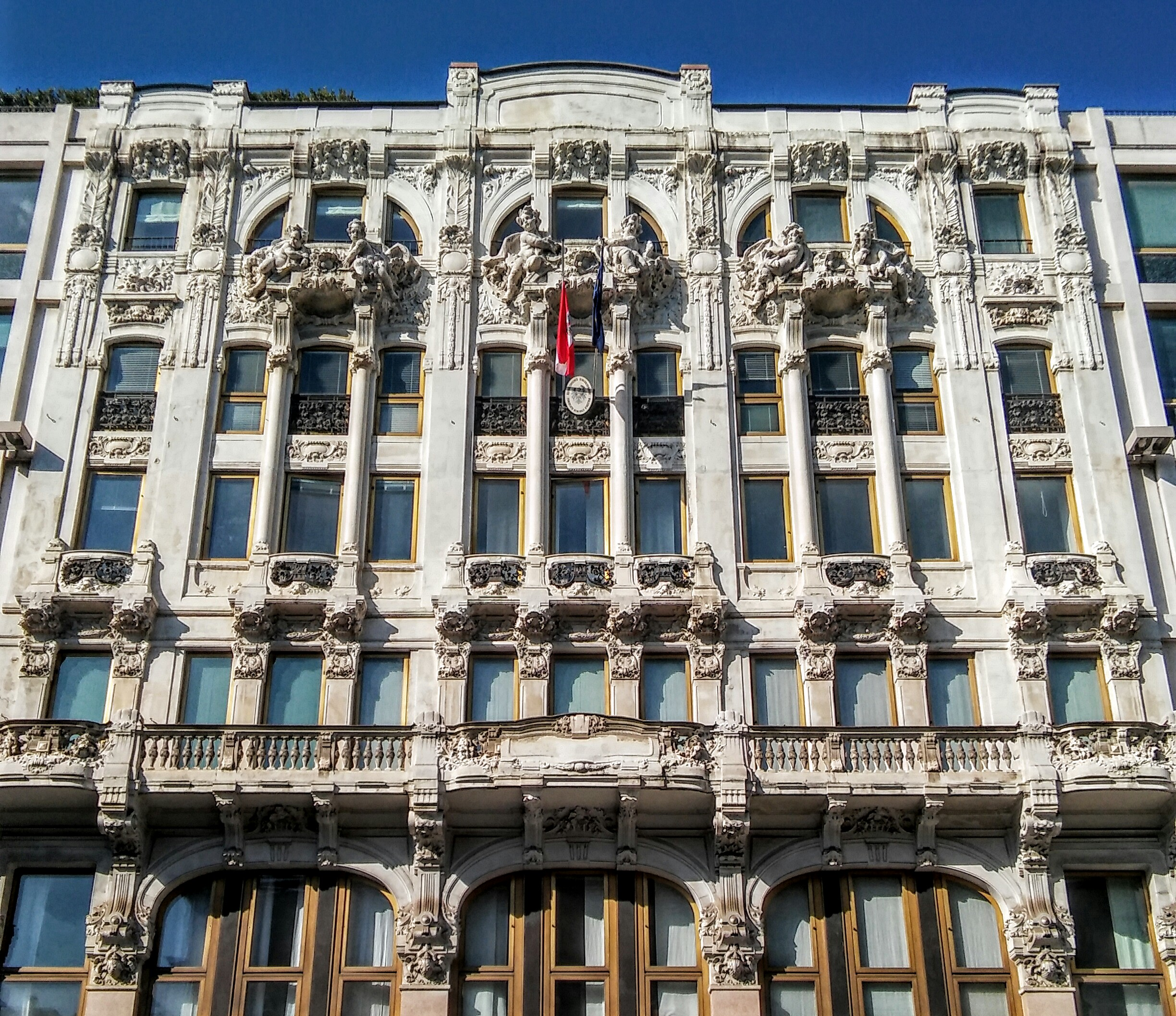
Hotel Trianon
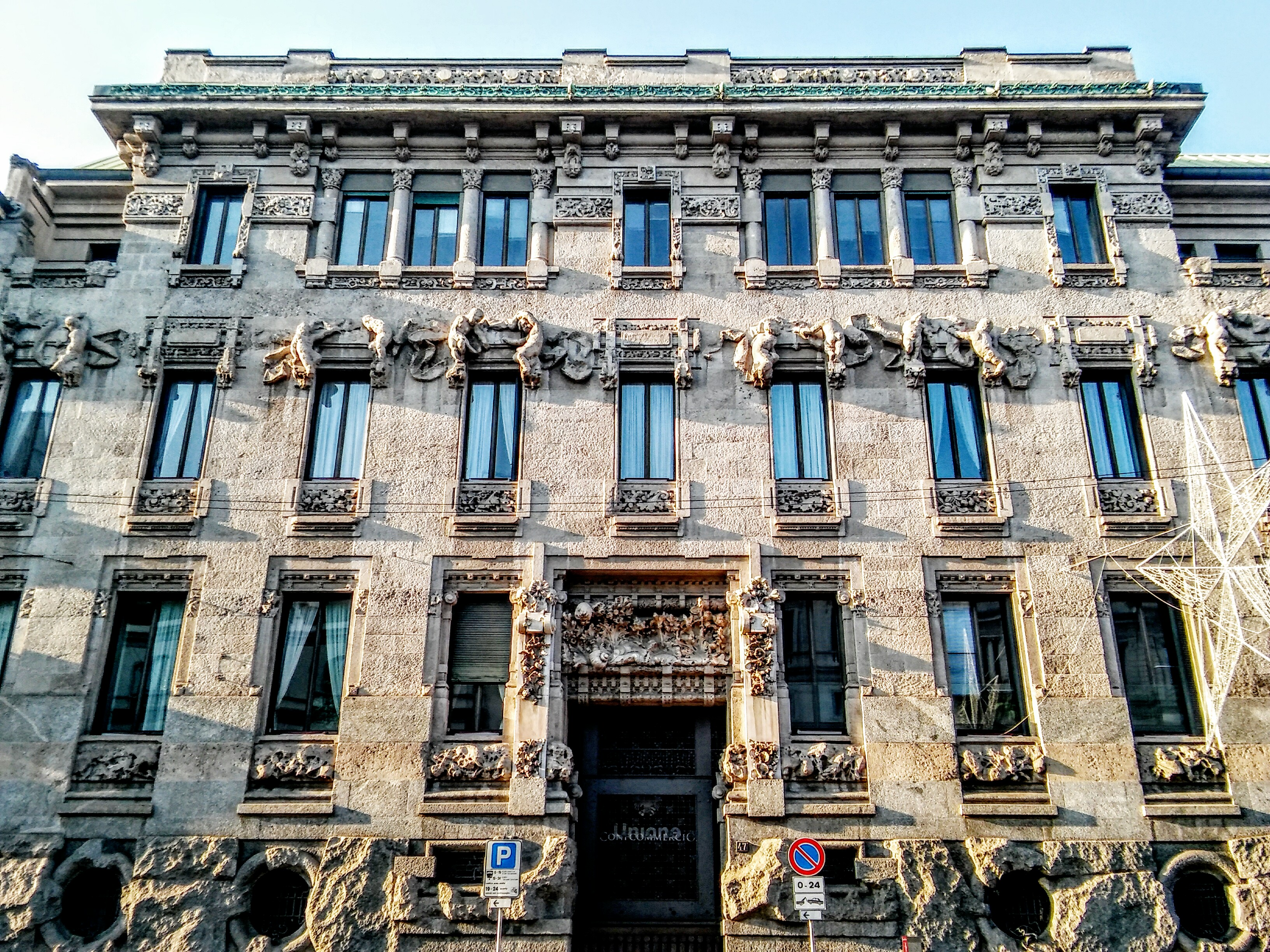
Palazzo Castiglioni
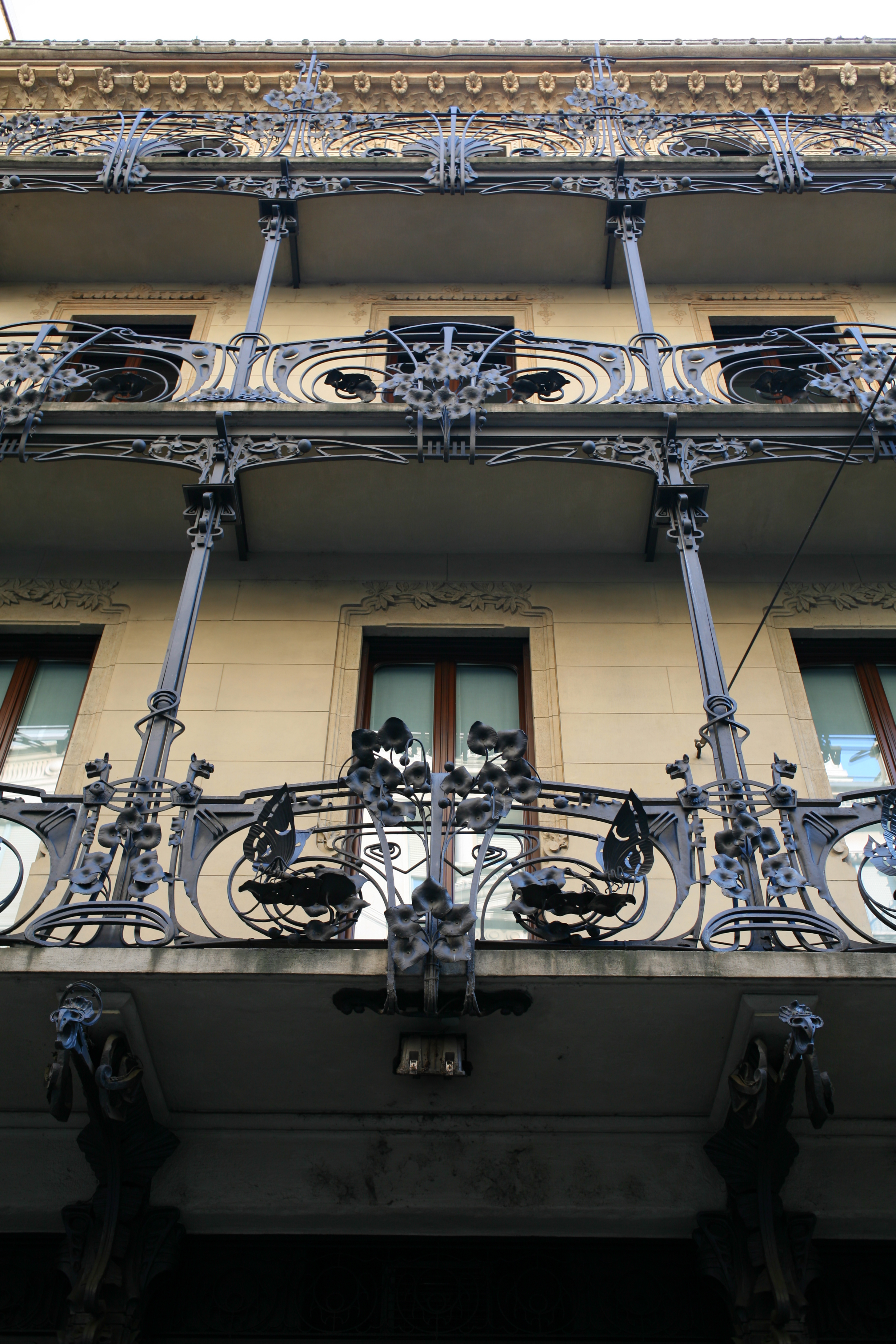
Casa Ferrario
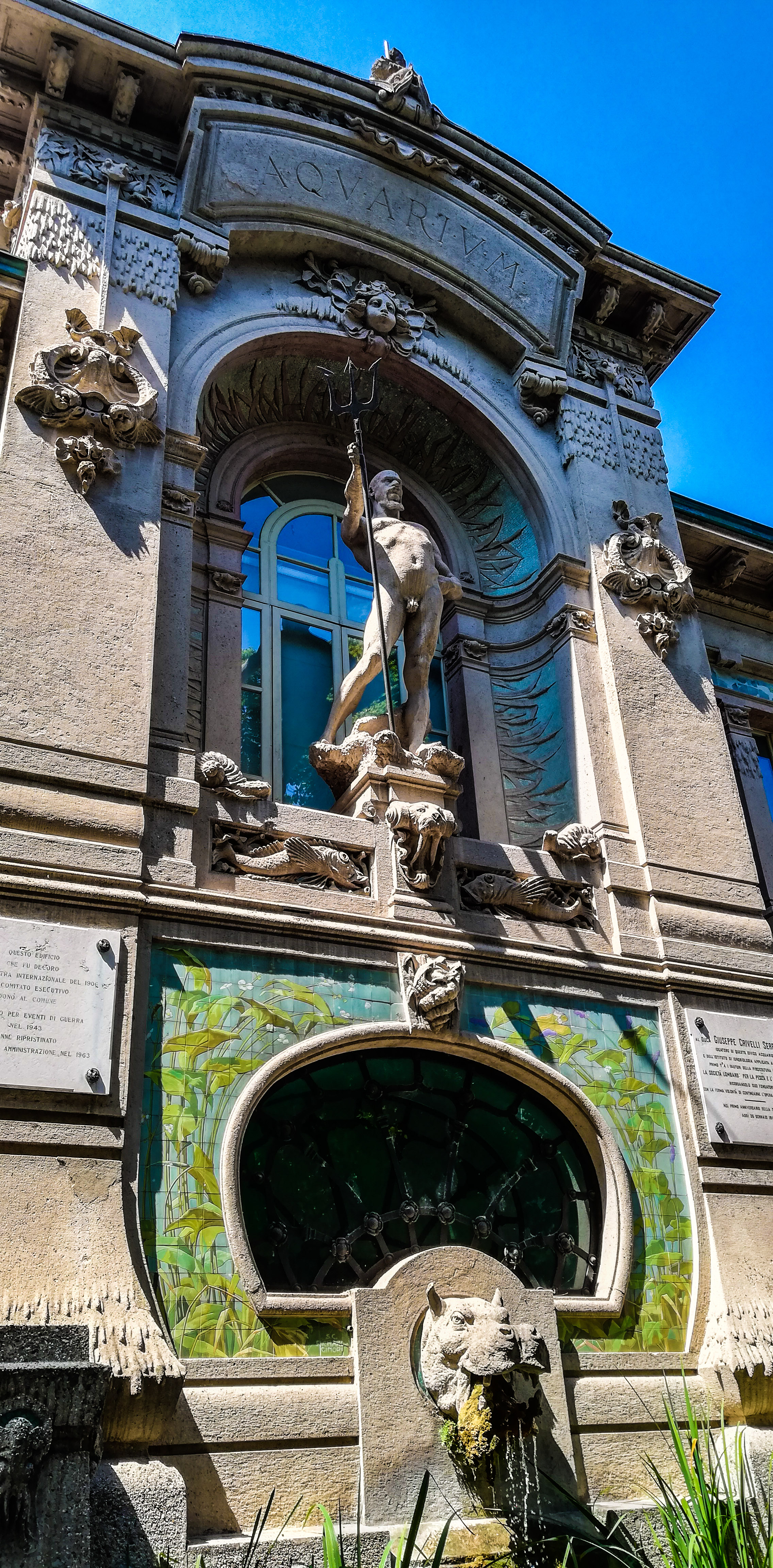
Acquario civico di Milano
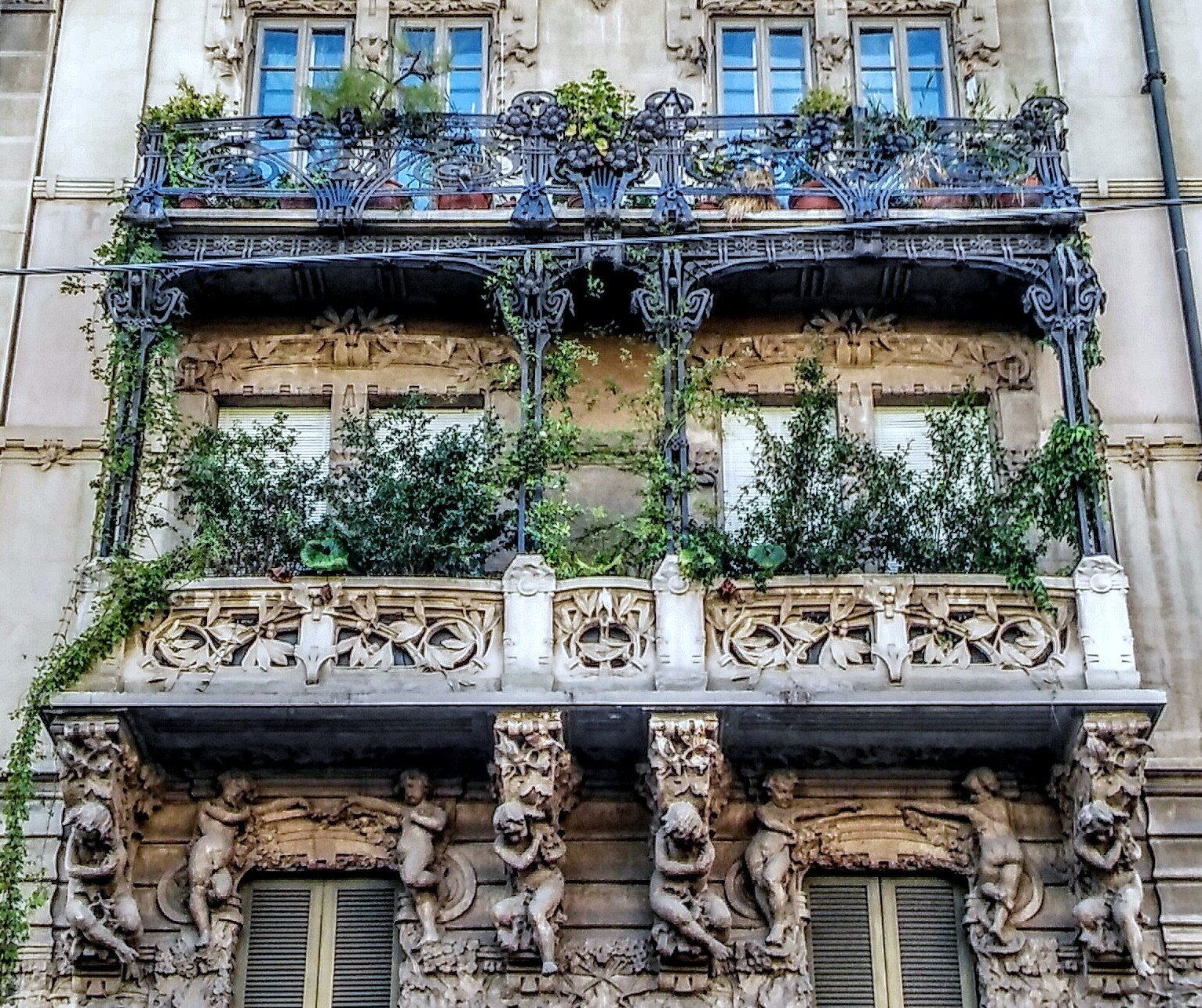
Casa Guazzoni
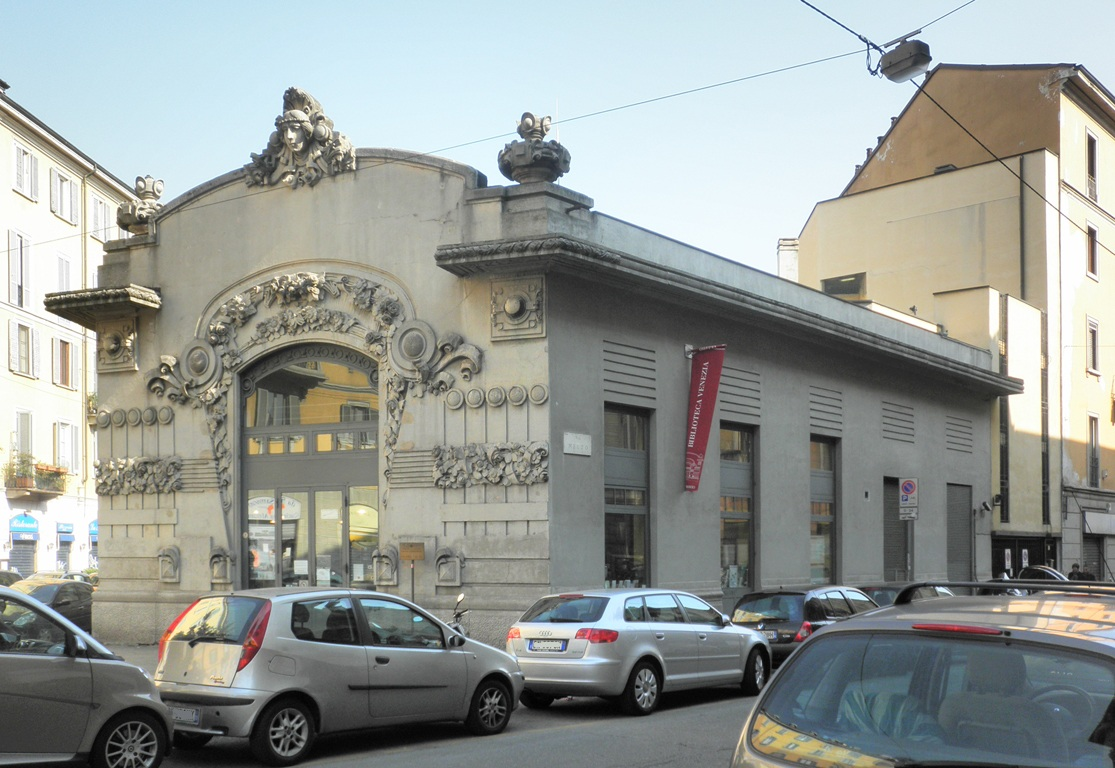
Ex cinema Dumont, di Tettamanzi e Mainetti, 1908-10

Busto Arsizio

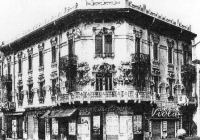
Casa Rena, di Silvio Gambini, 1906
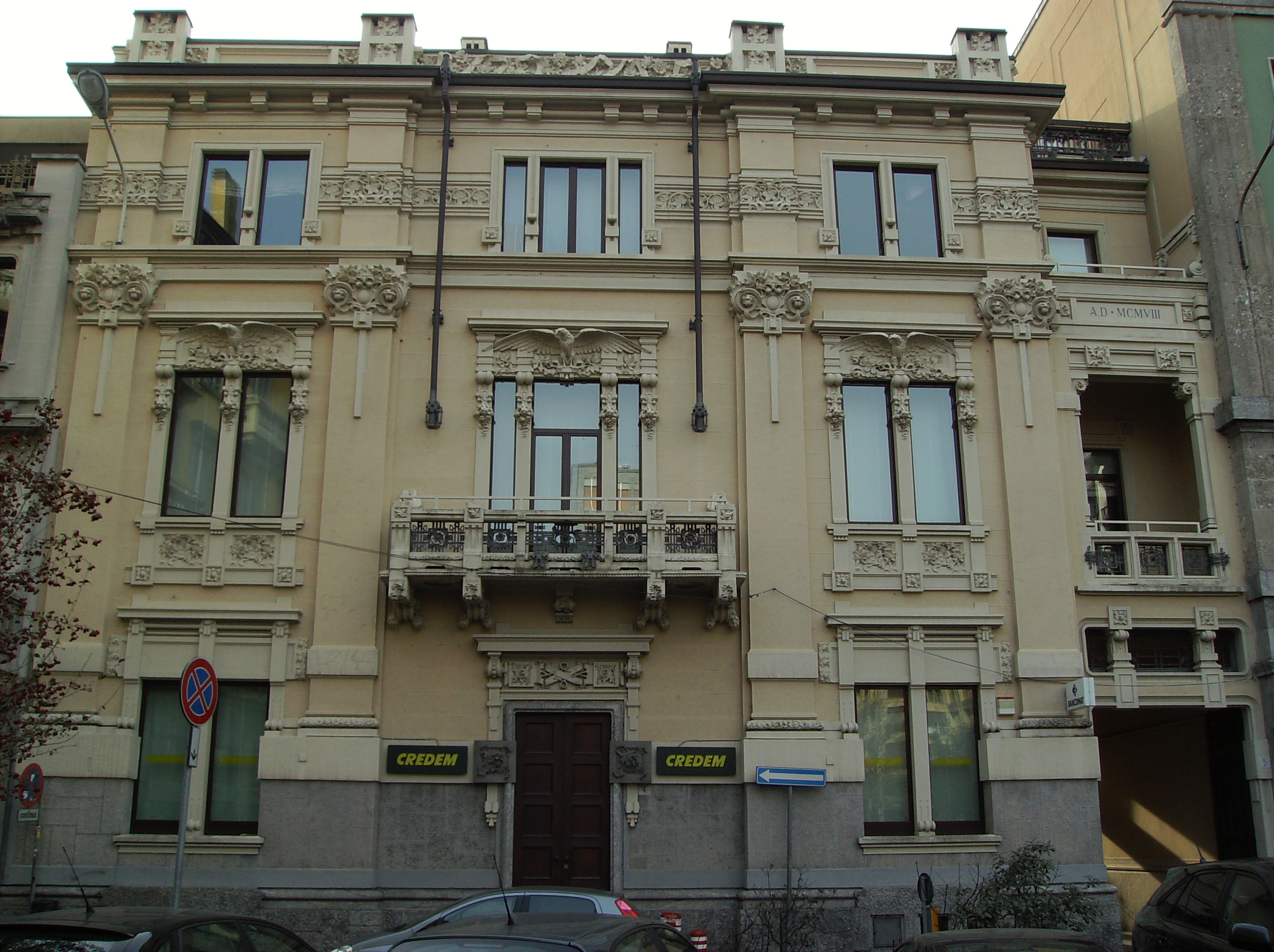
Casa Castiglioni, di Silvio Gambini, 1907
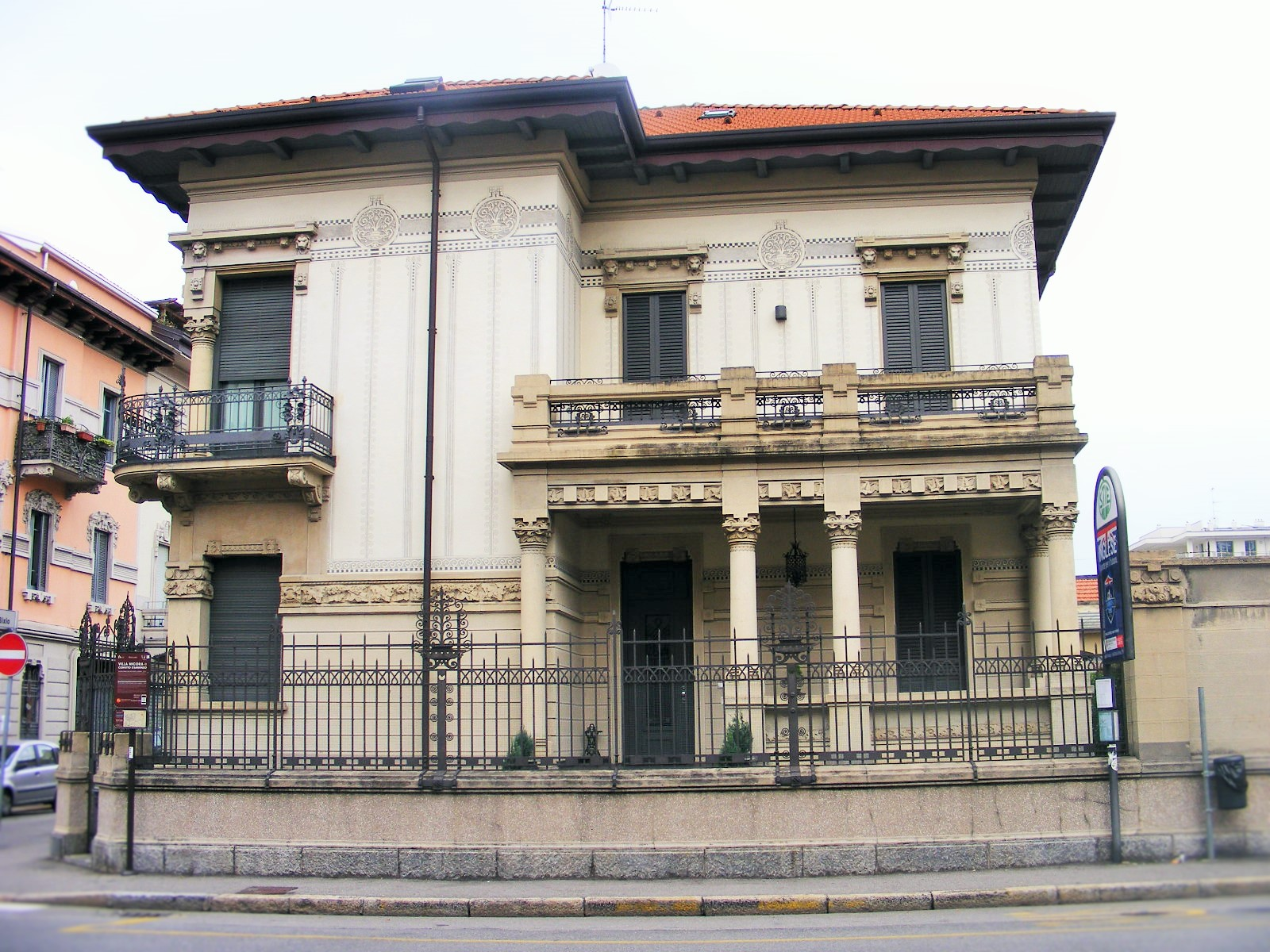
Villa Nicora-Colombo, di Silvio Gambini, 1911
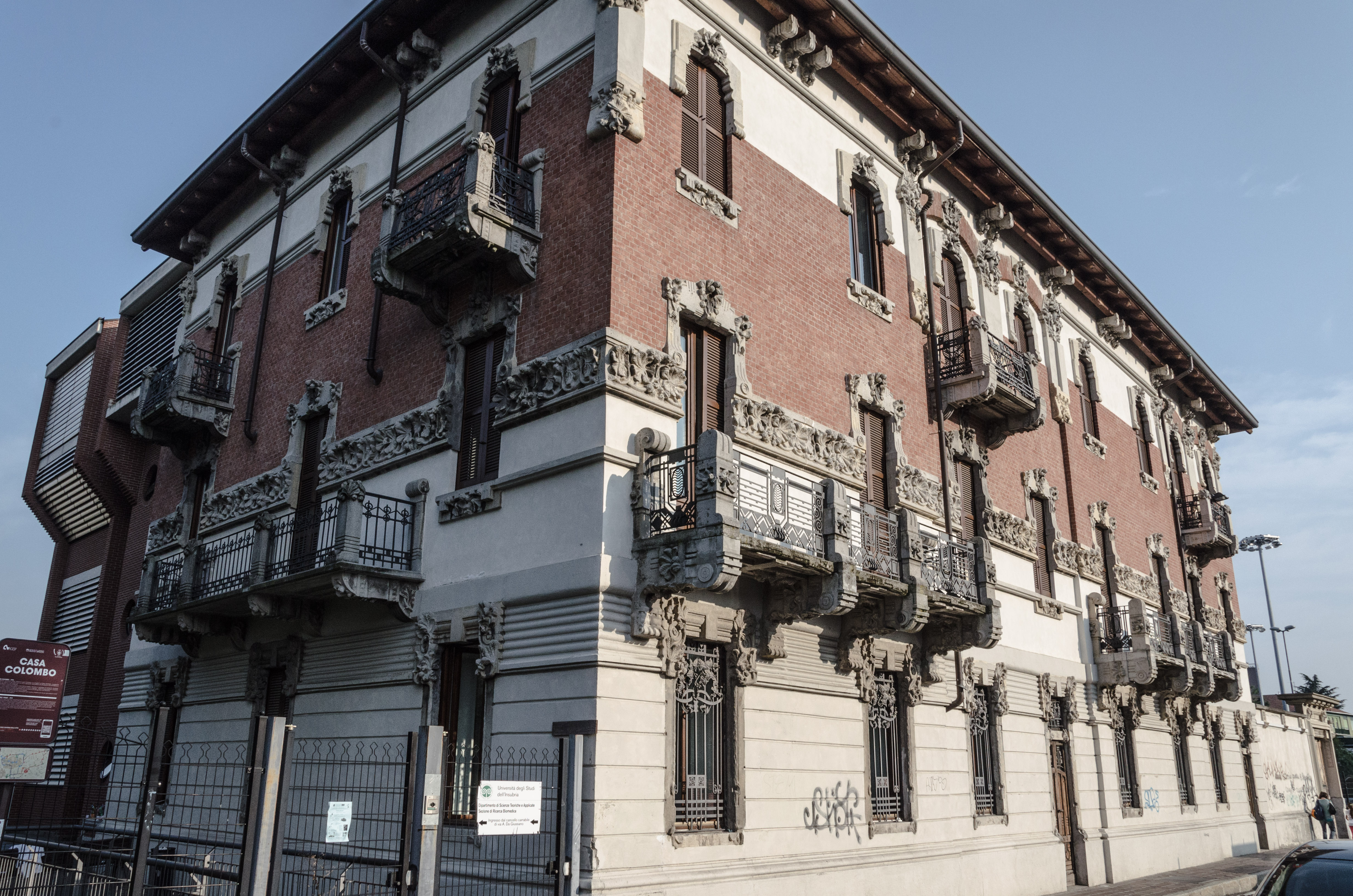
Casa Colombo (Villa Manara), di Silvio Gambini, 1915
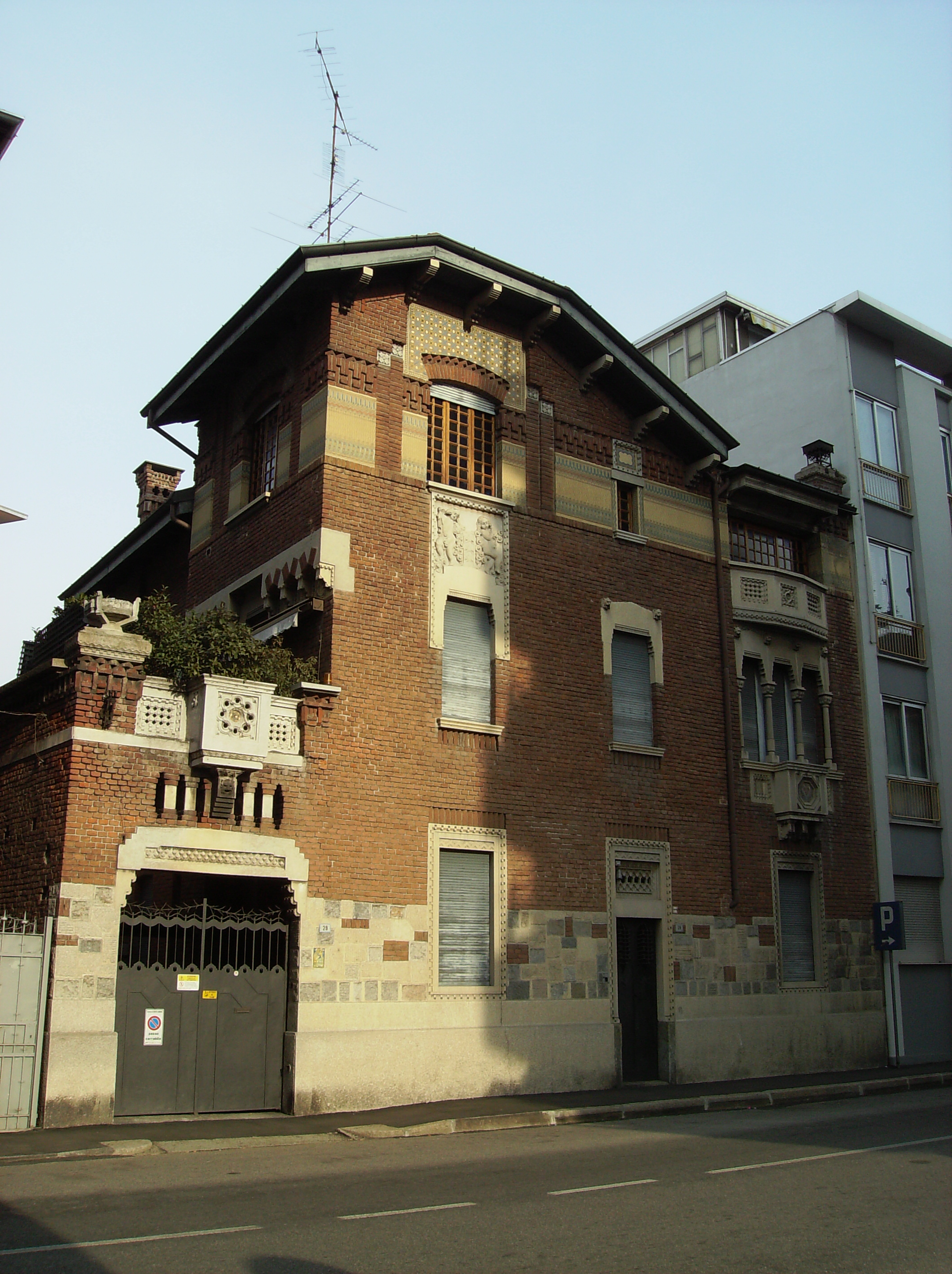
Villino Dircea Gambini, di Silvio Gambini, 1921
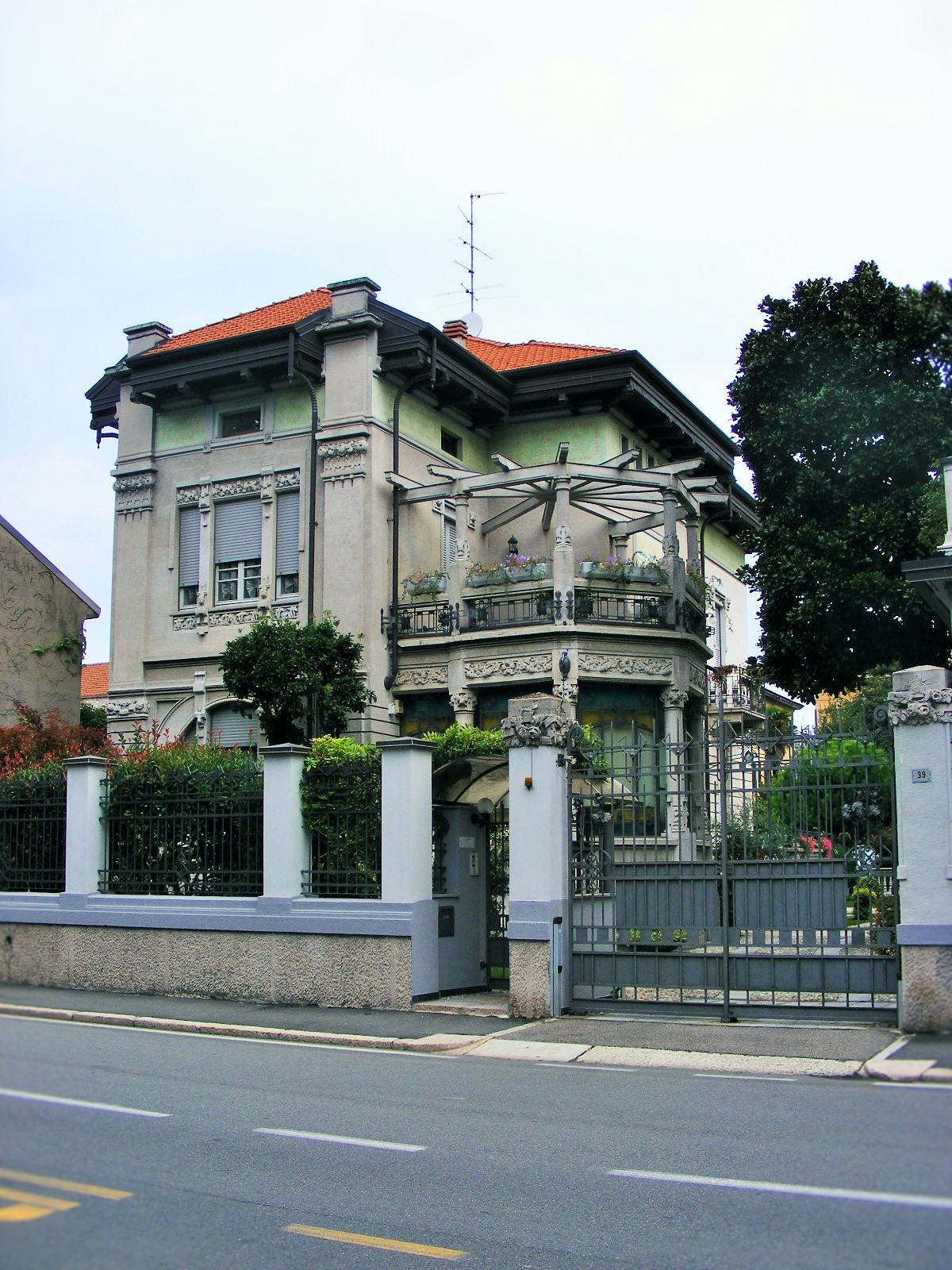
Villa Leone di Silvio Gambini
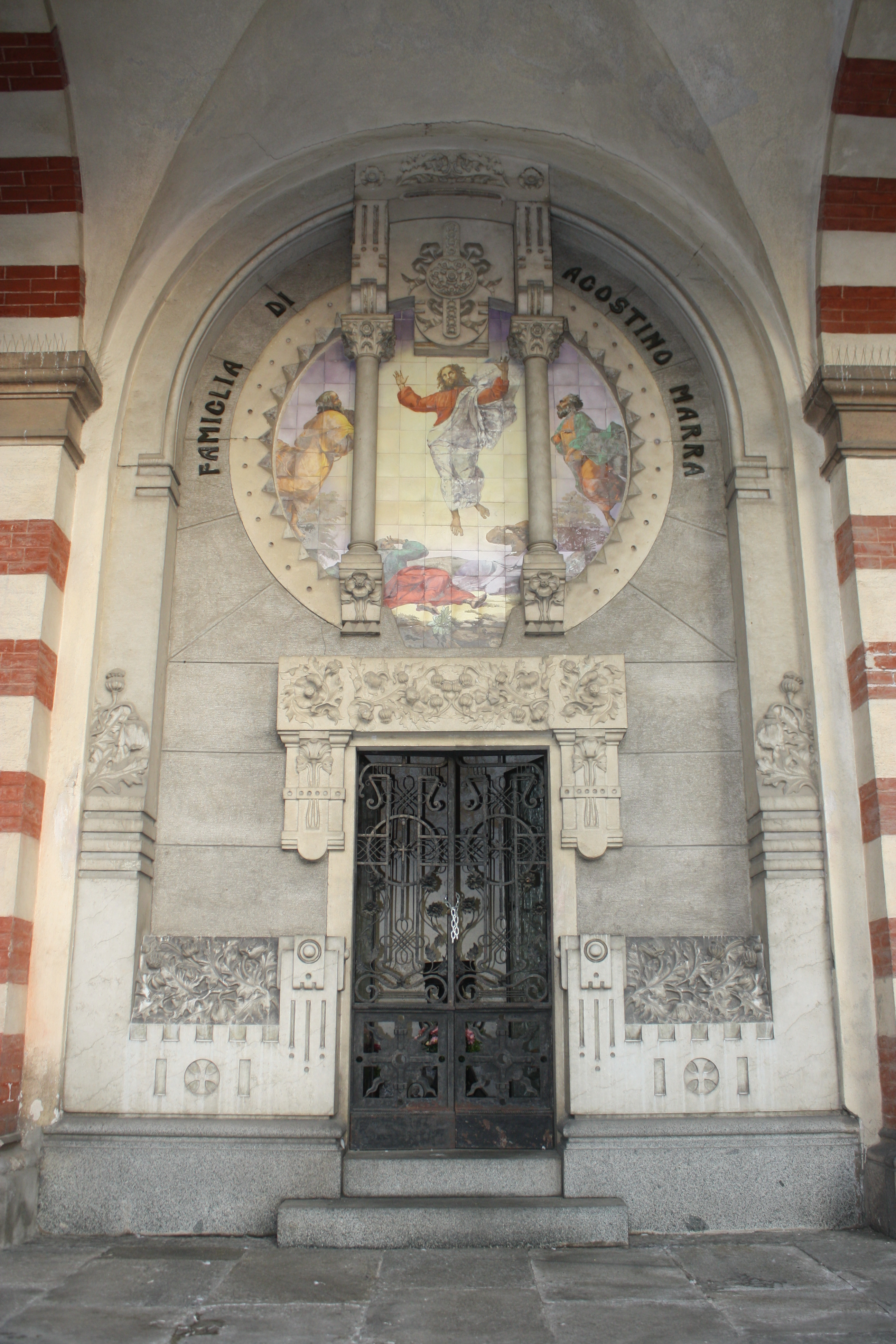
Cappella Agostino Marra
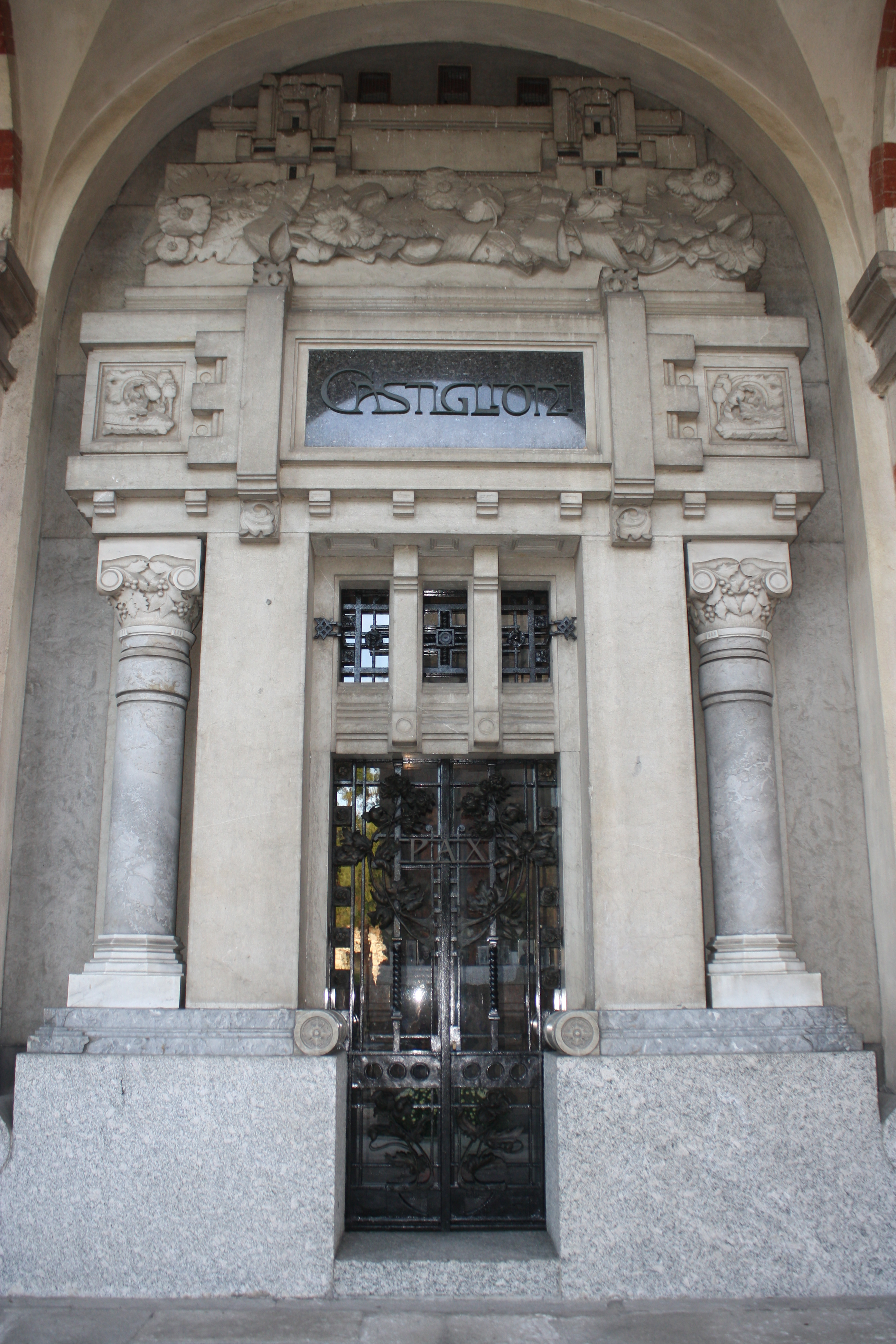
Cappella Castiglioni

Monza

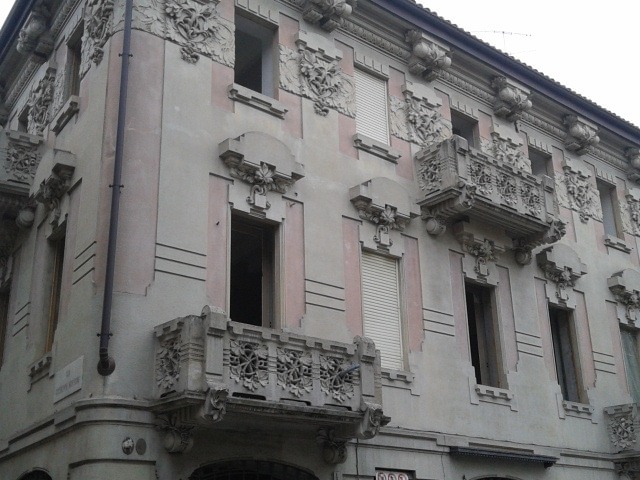
Palazzo Ranzini
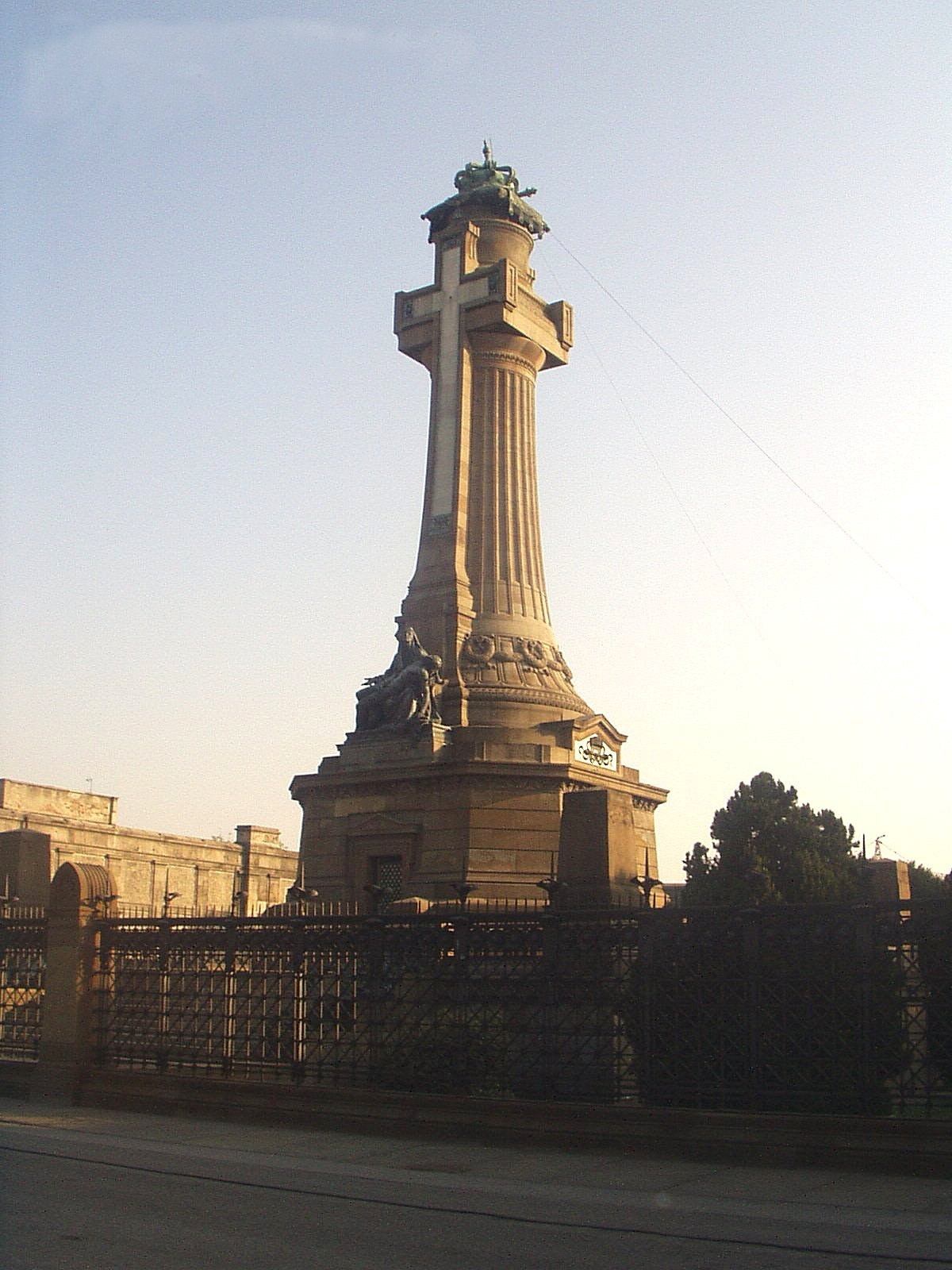
Cappella Espiatoria
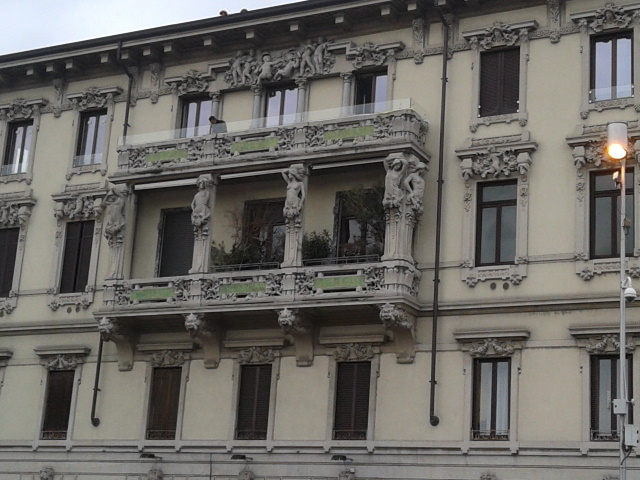
Palazzo delle Cariatidi (Monza)

Bergamo e San Pellegrino Terme

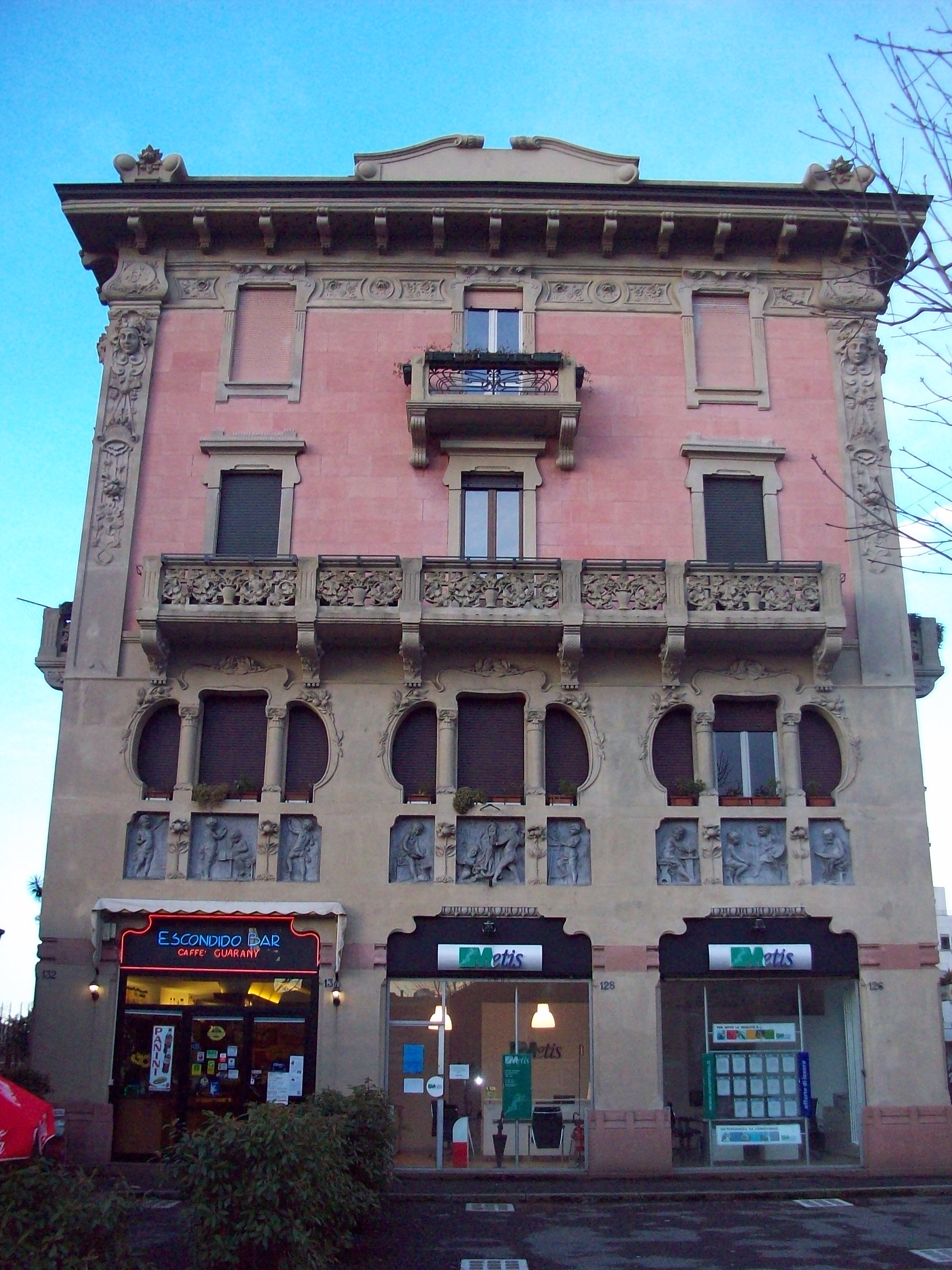
Casa Paleni a Bergamo, 1902-04
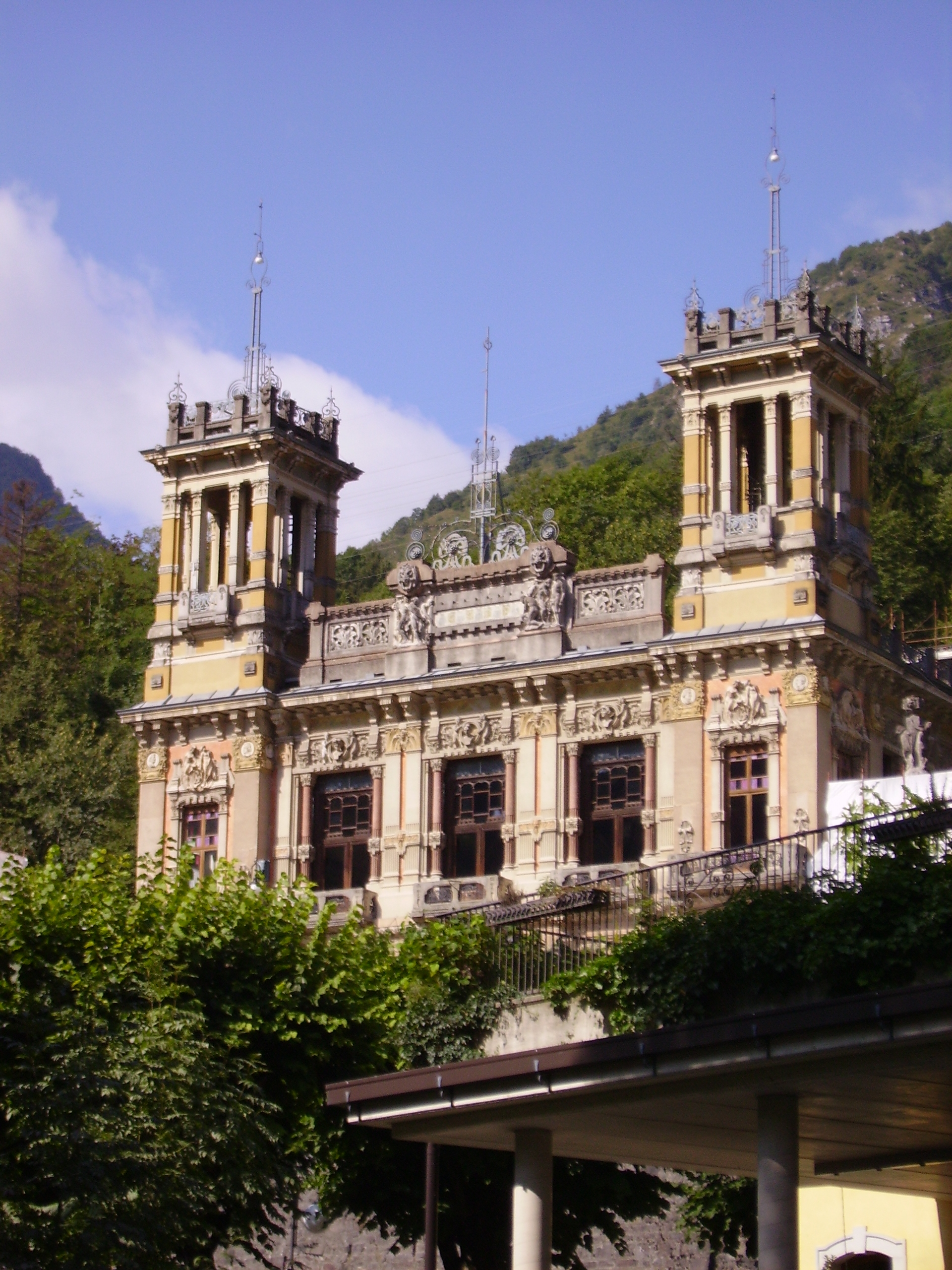
Casinò di San Pellegrino Terme
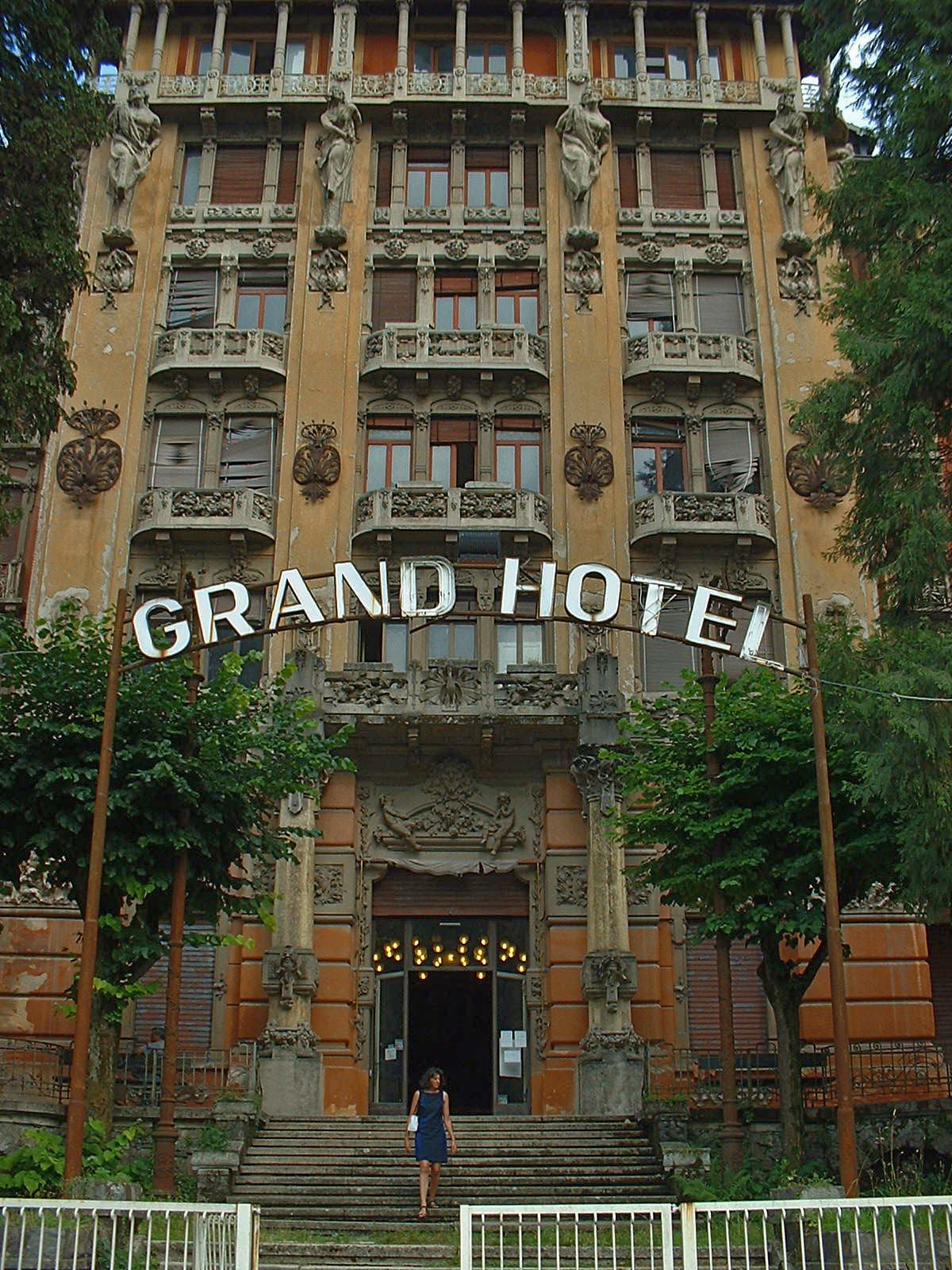
Grand Hotel di San Pellegrino Terme
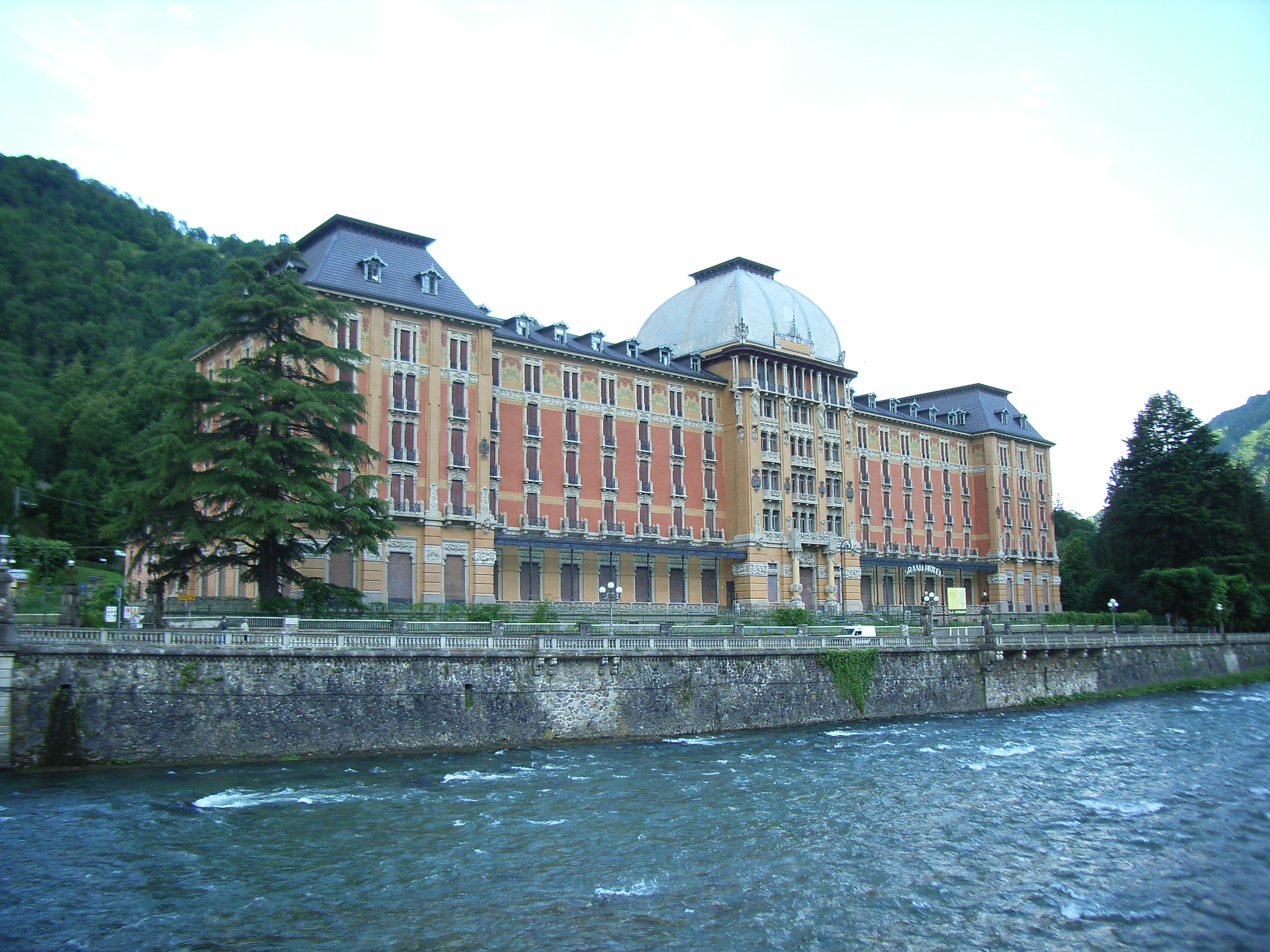
Grand Hotel di San Pellegrino Terme

Brescia

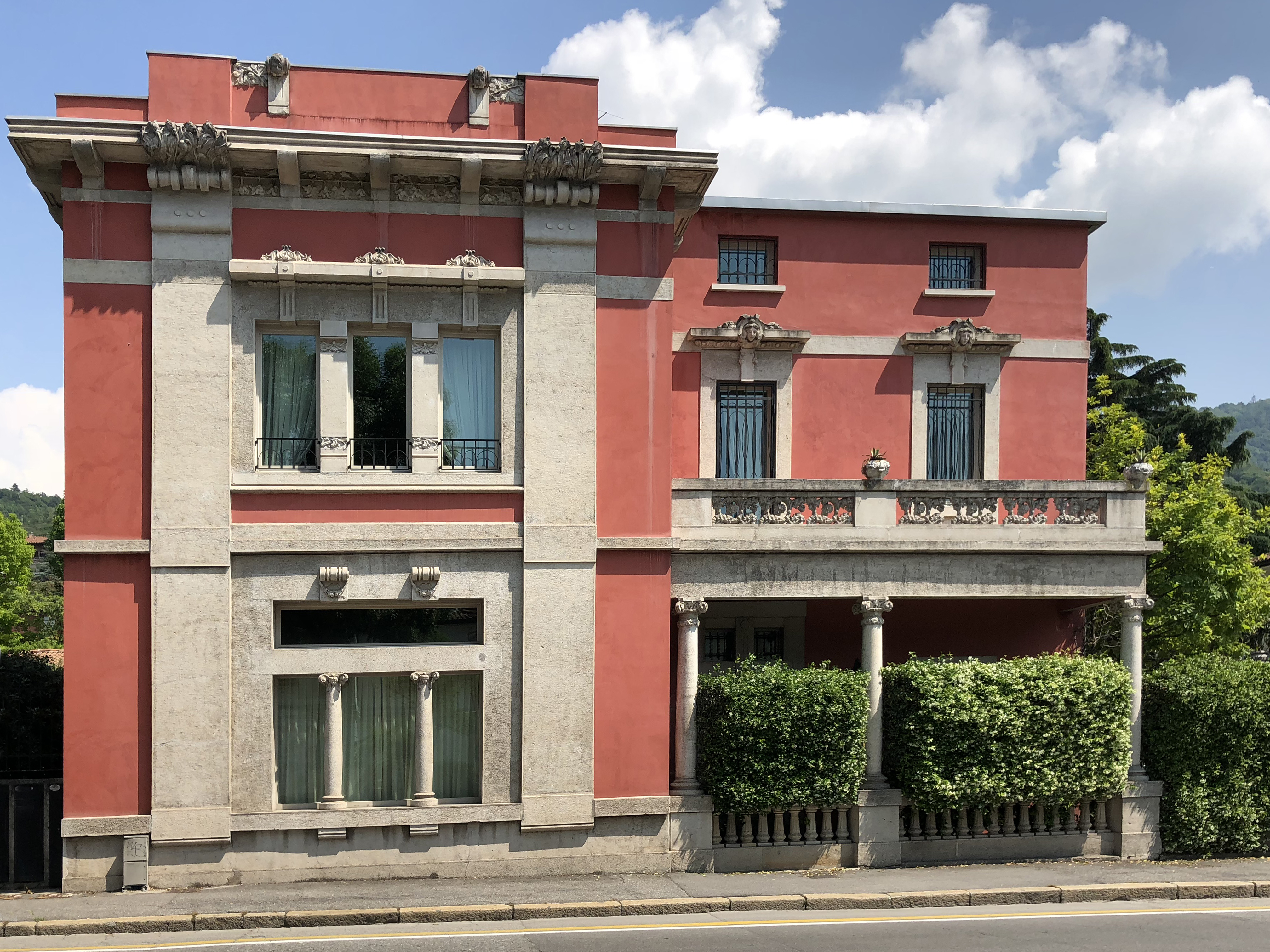
Viale Venezia, Brescia

### Veneto

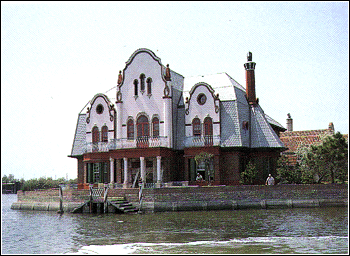
Casone di Valle Zappa, di Duilio Torres, 1923-28
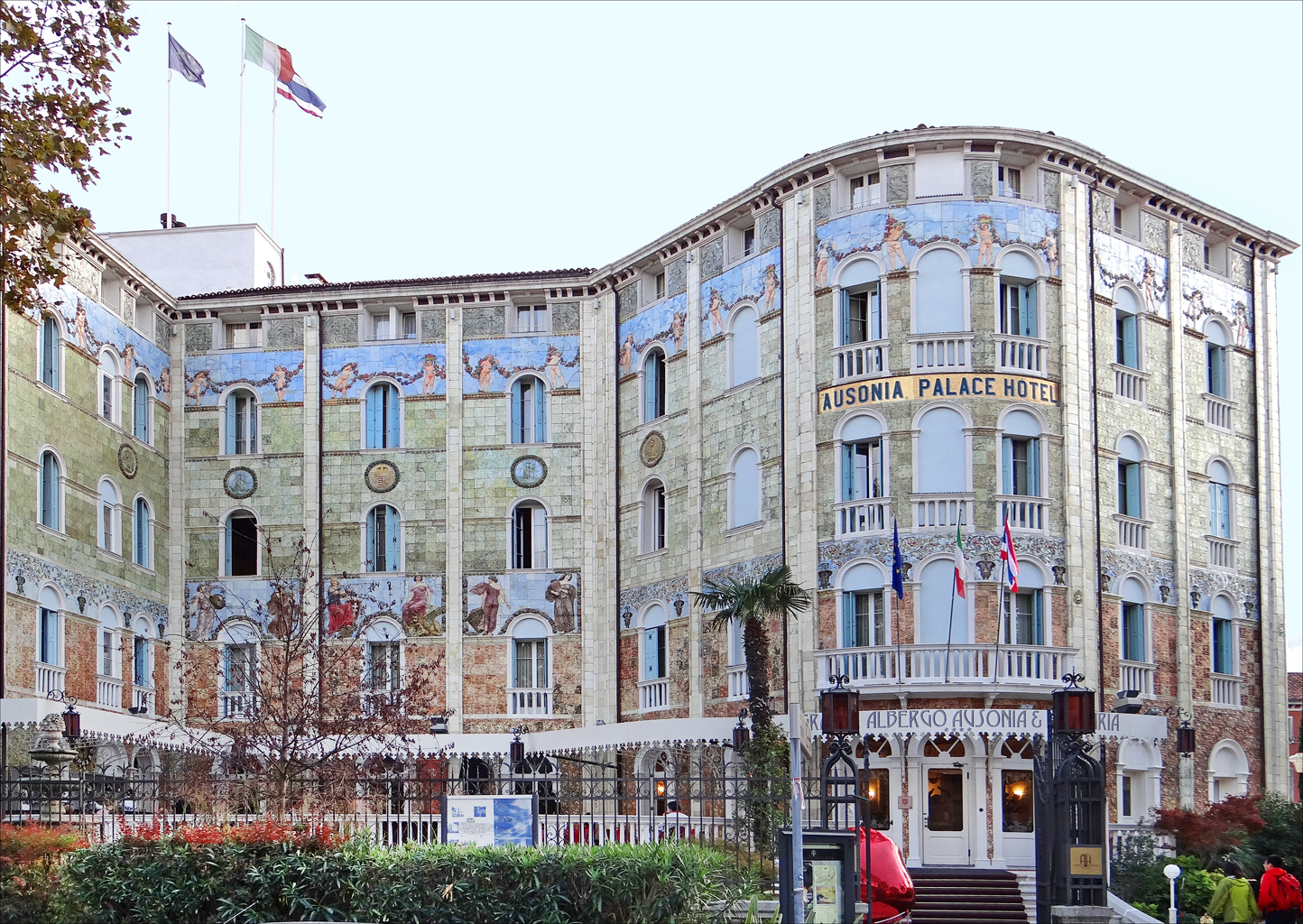
Grand Hotel Ausonia & Hungaria al Lido di Venezia, di Nicolò Piamonte, 1905-07

### Trentino-Alto Adige

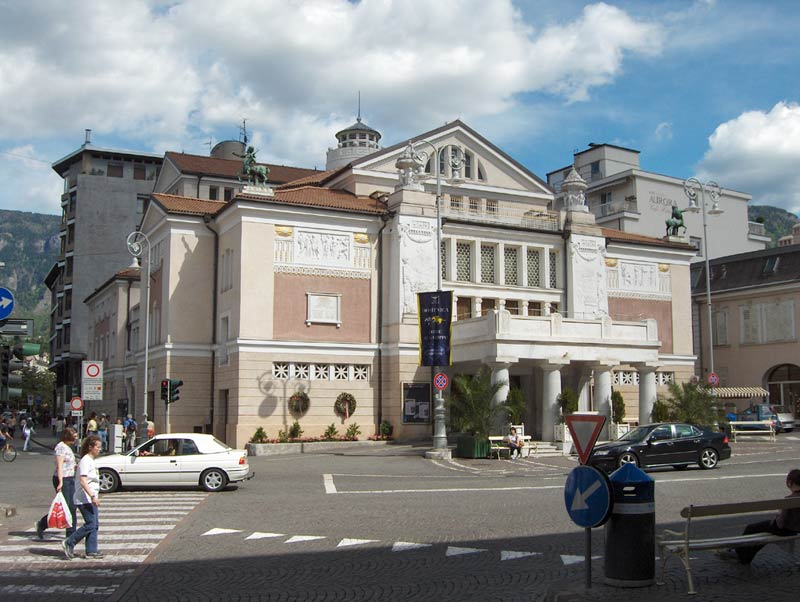
Teatro Civico (Merano)

### Friuli-Venezia Giulia
Trieste

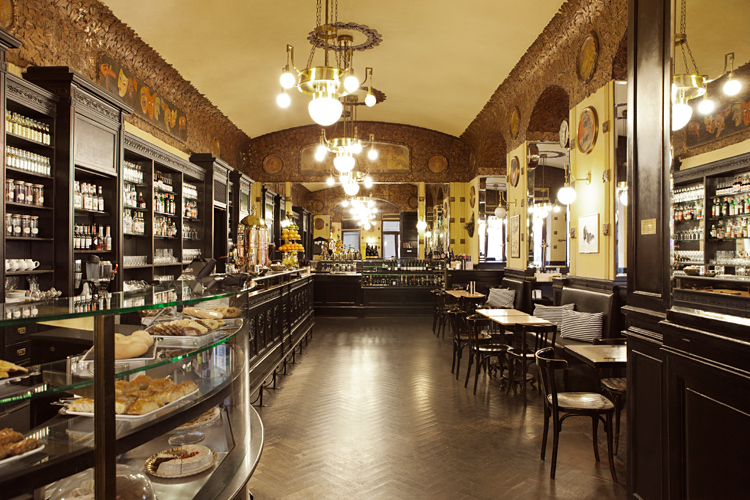
Caffè San Marco a Trieste
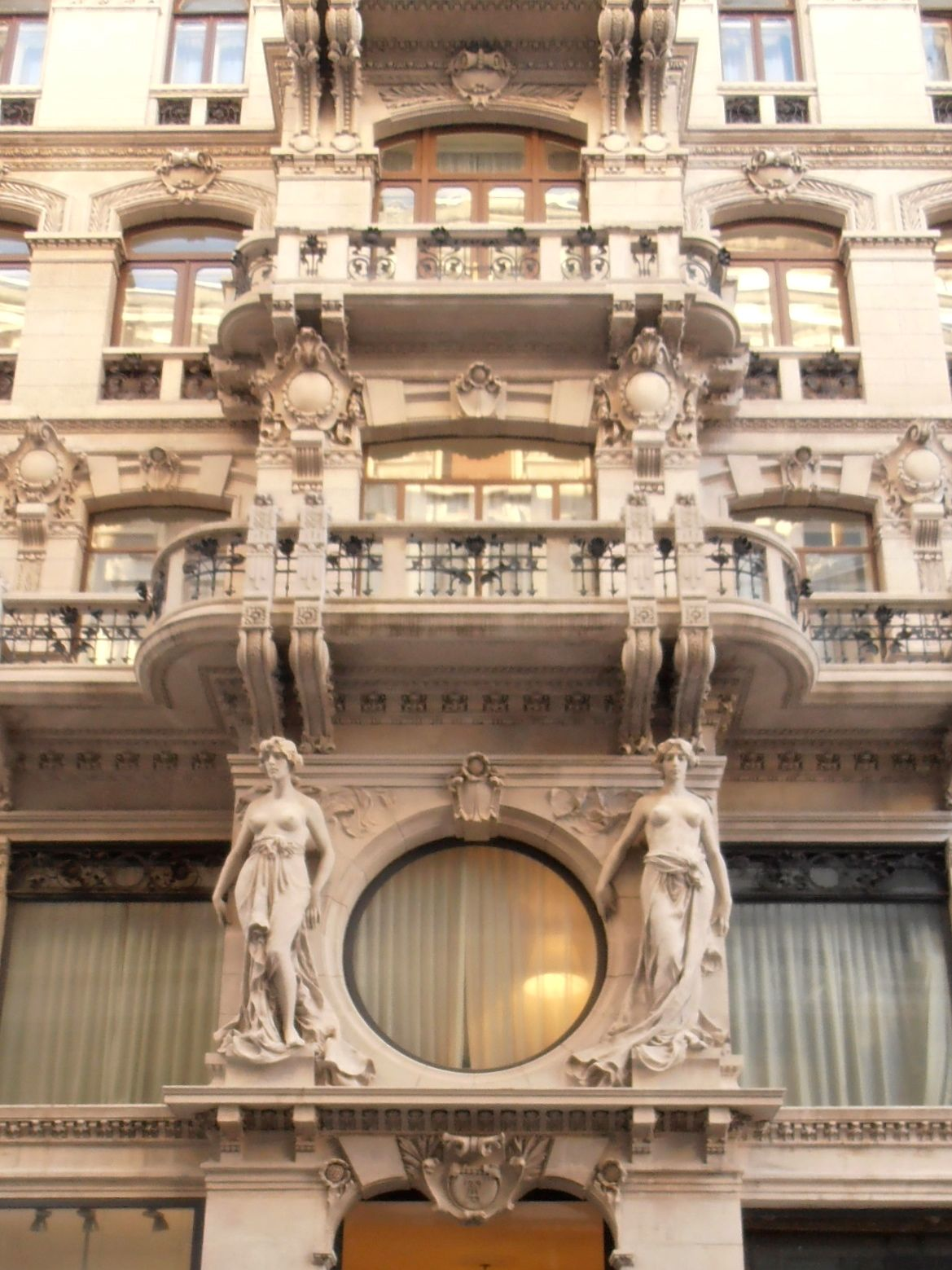
Casa Terni-Smolars a Trieste, di Romeo Depaoli
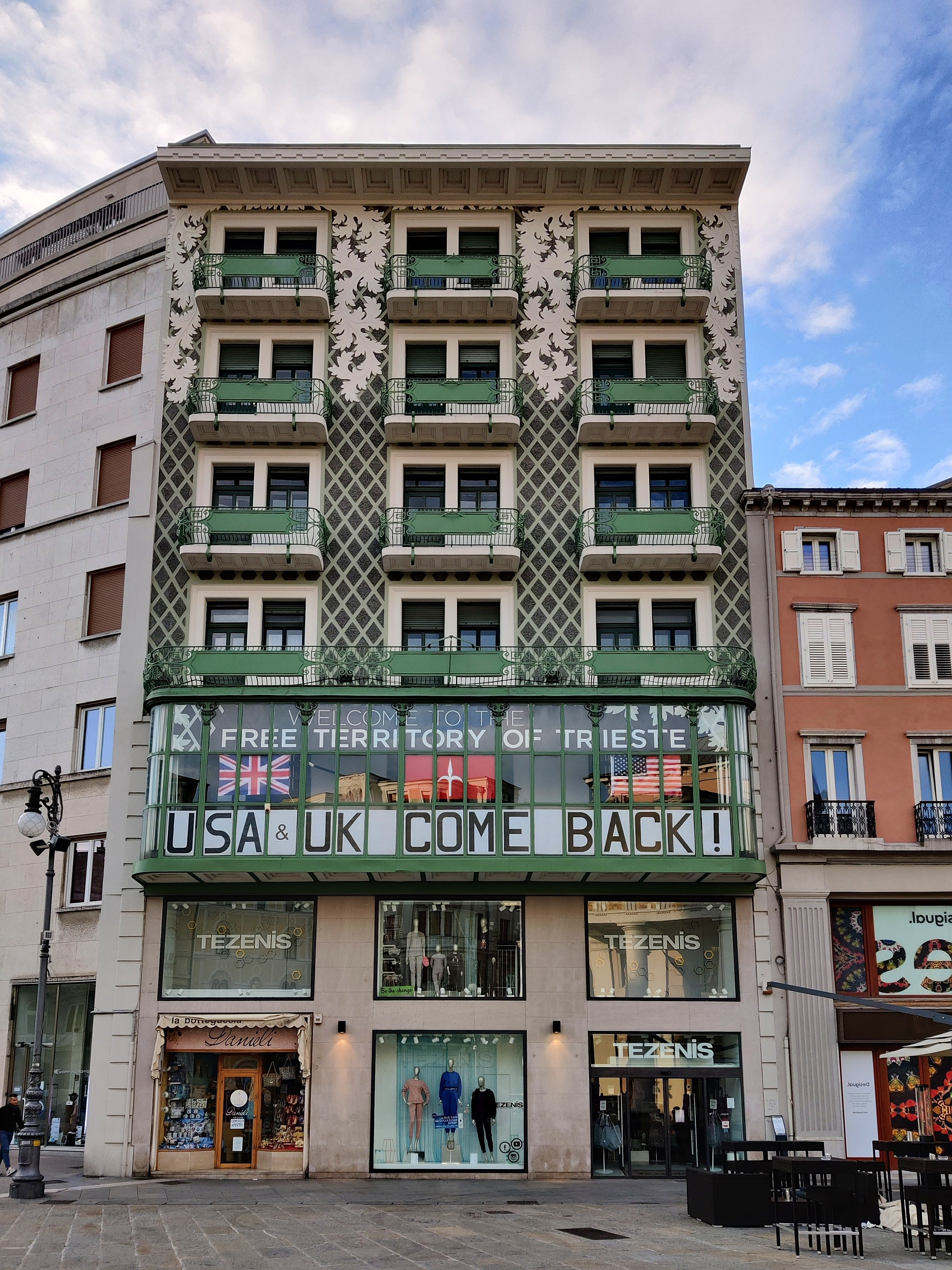
Casa Bartoli, di Max Fabiani
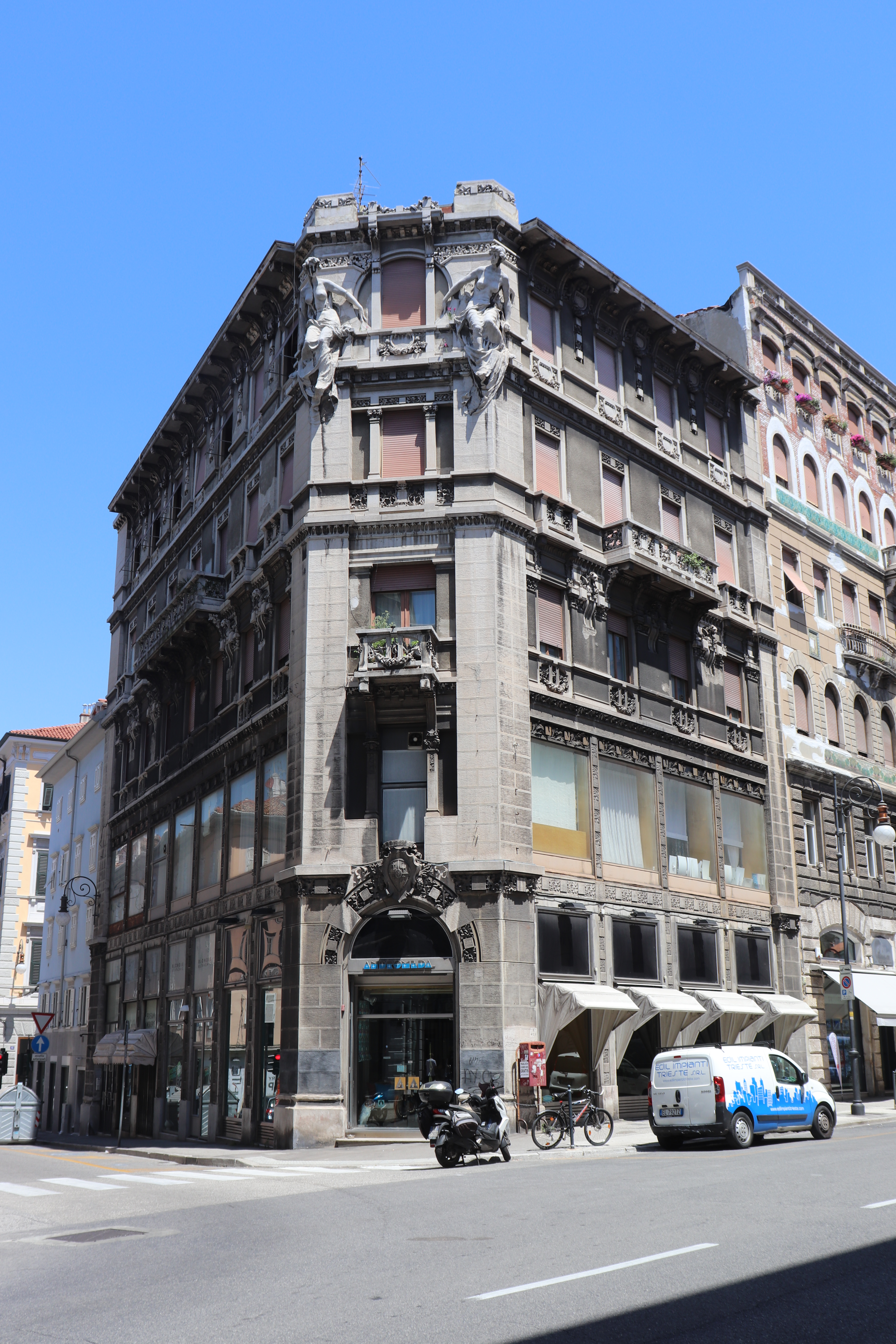
Casa Polacco (1909)
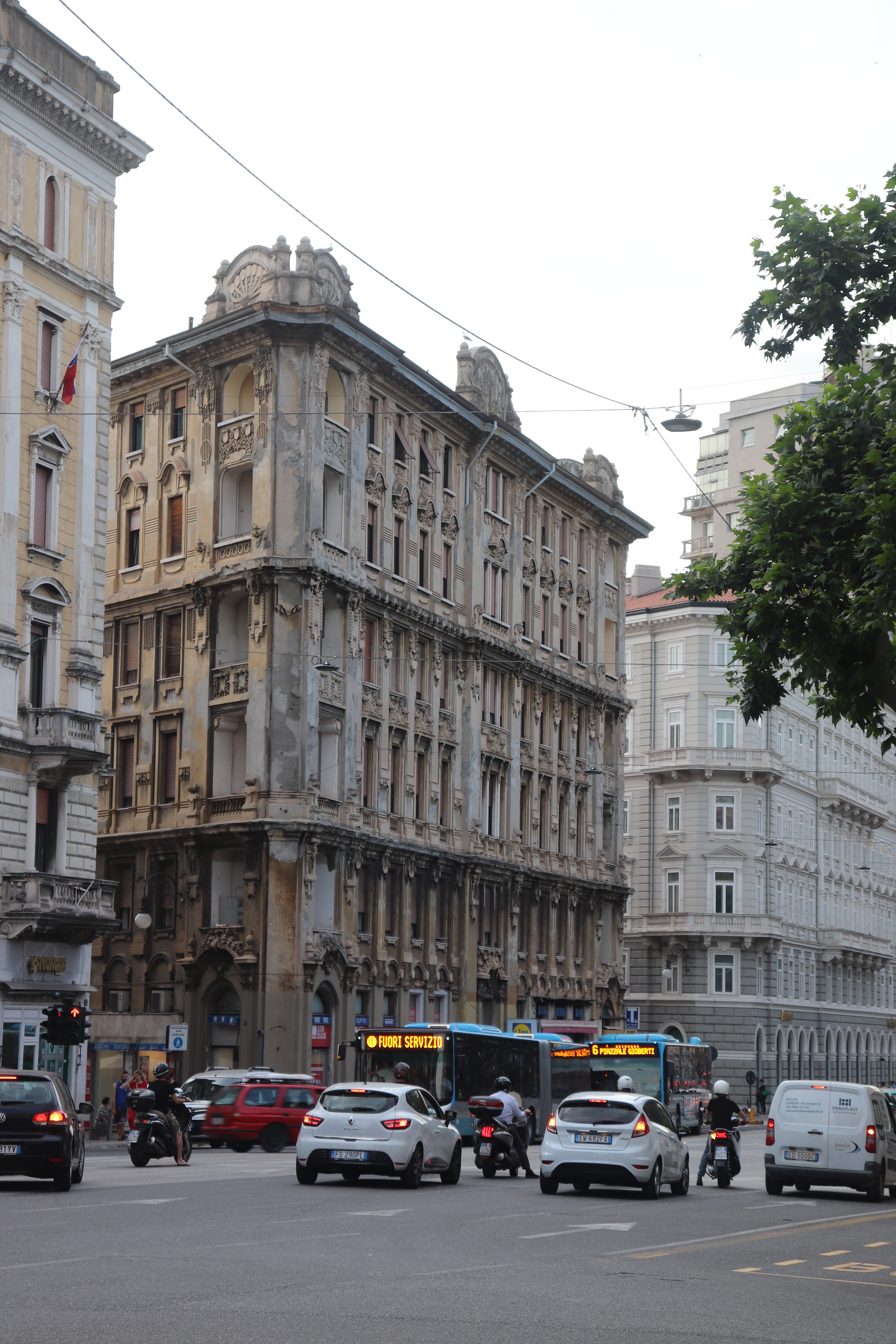
Casa Calebrese (1904)

Udine

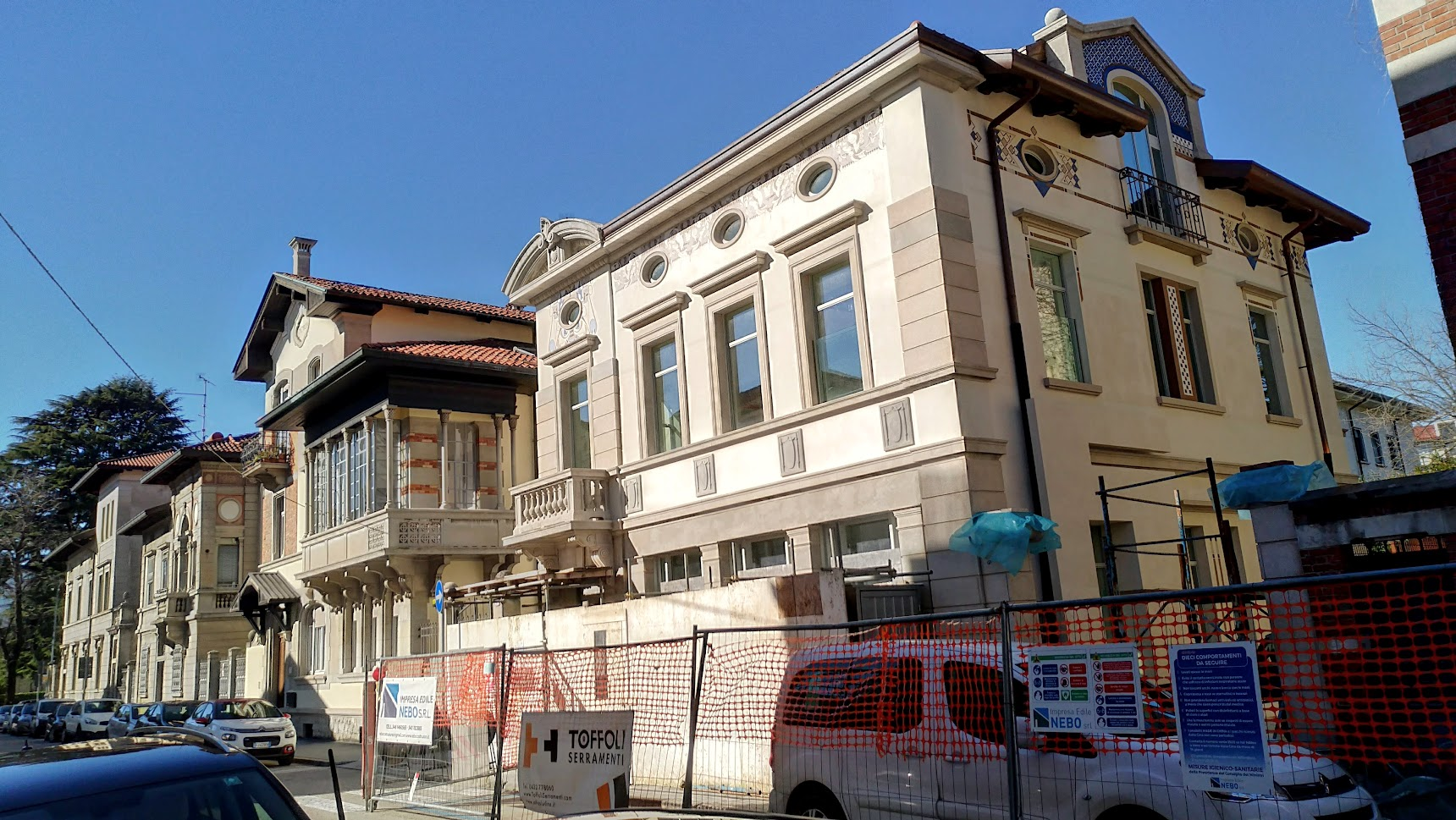
Ville liberty in Via Giuseppe Girardini
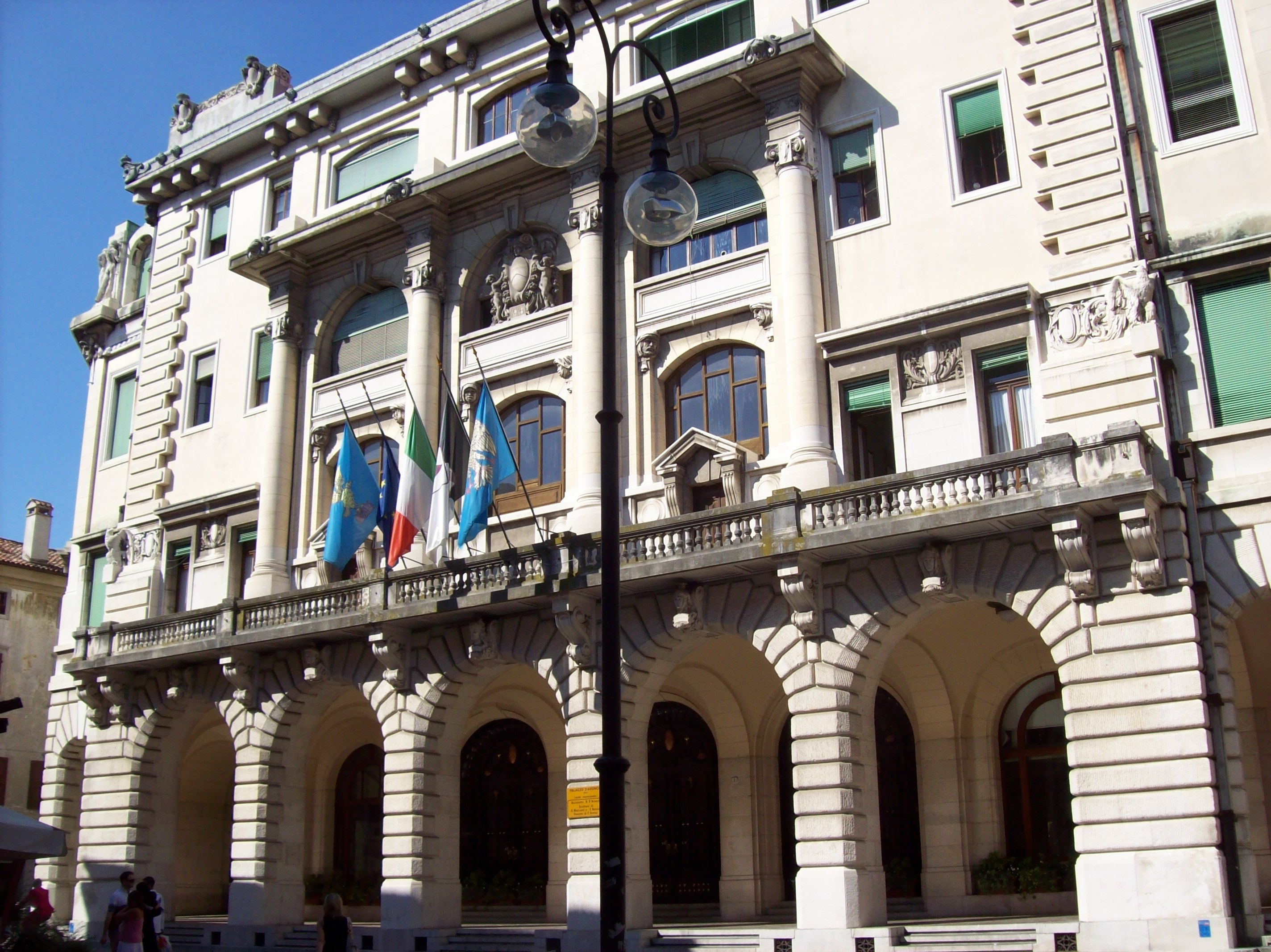
Palazzo d'Aronco (1911-1925)

### Emilia-Romagna

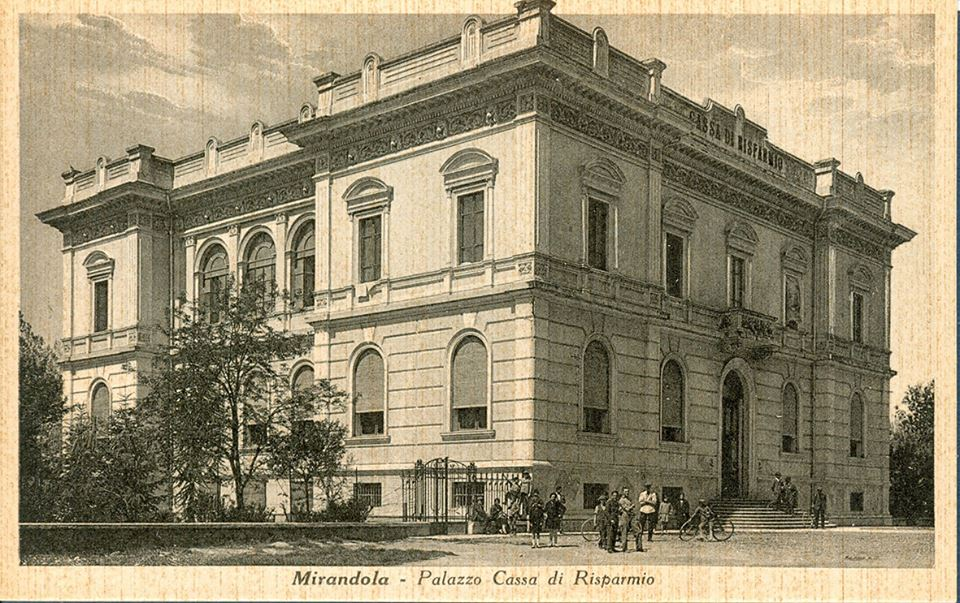
Palazzo della Cassa di risparmio di Mirandola, 1911-12
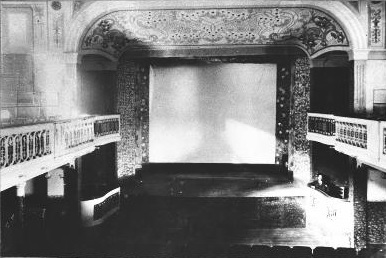
Politeama sociale (Sassuolo), 1906-1912
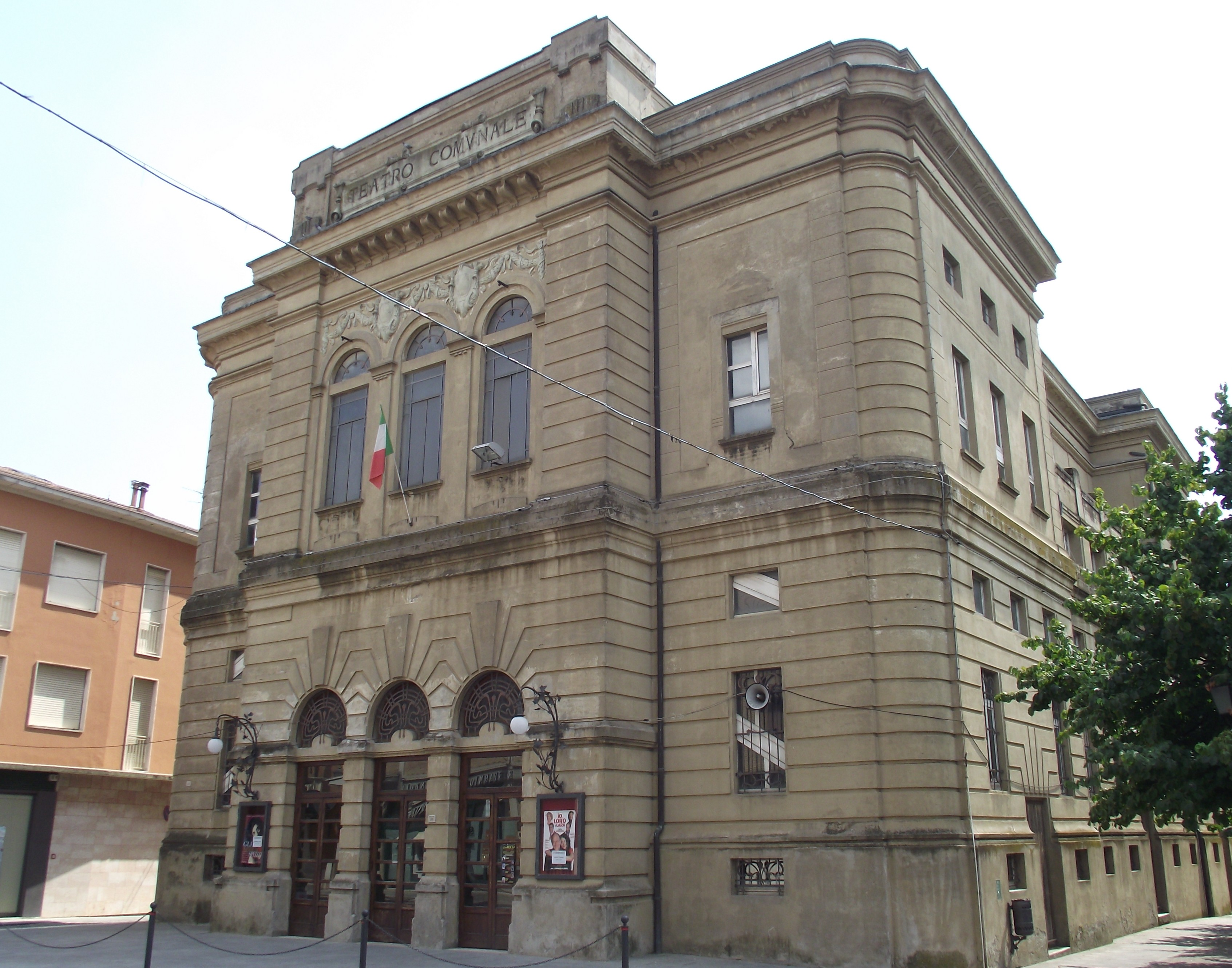
Teatro comunale (San Felice sul Panaro), di Arturo Prati, 1907
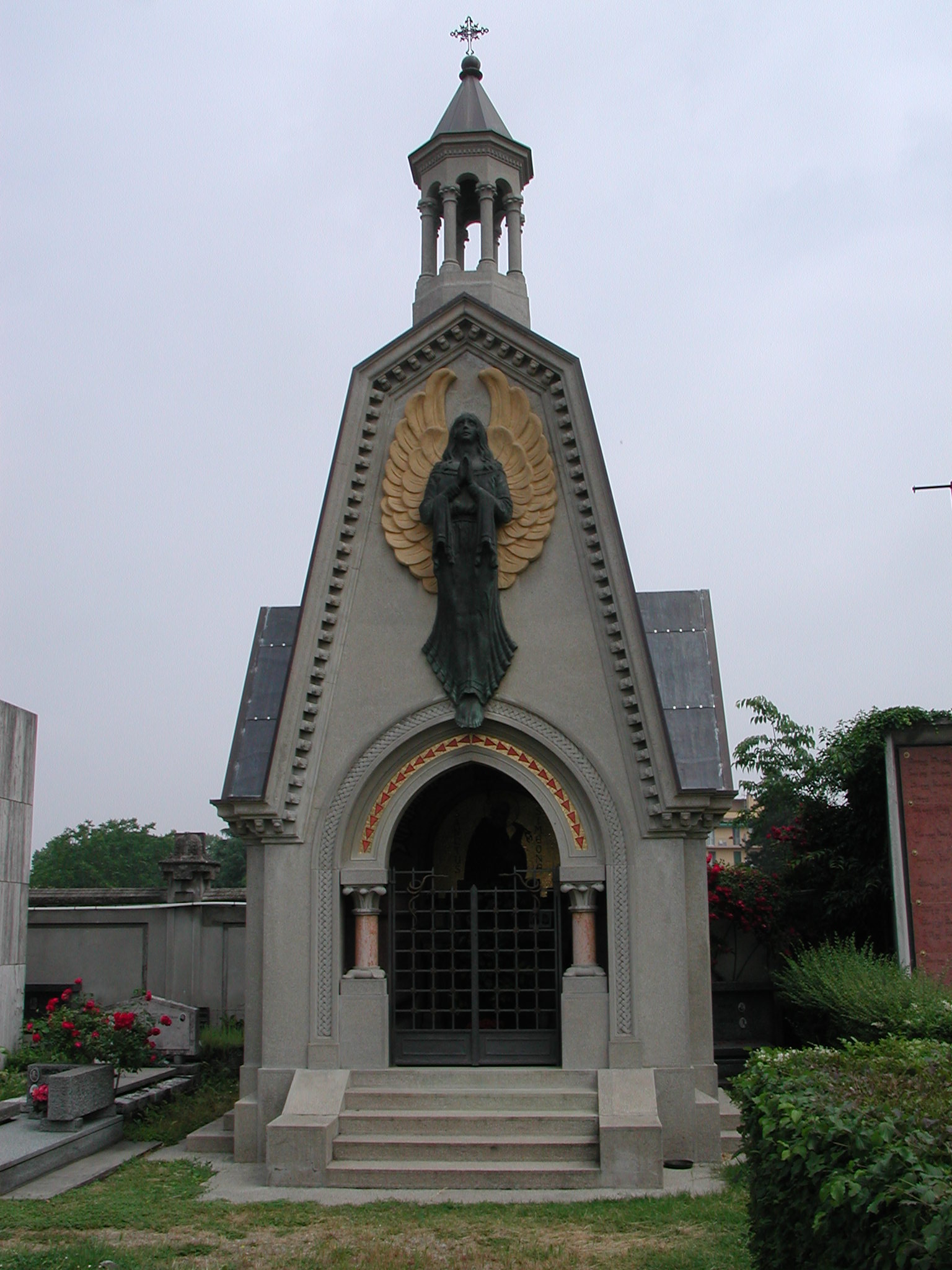
Cimitero di Reggio Emilia
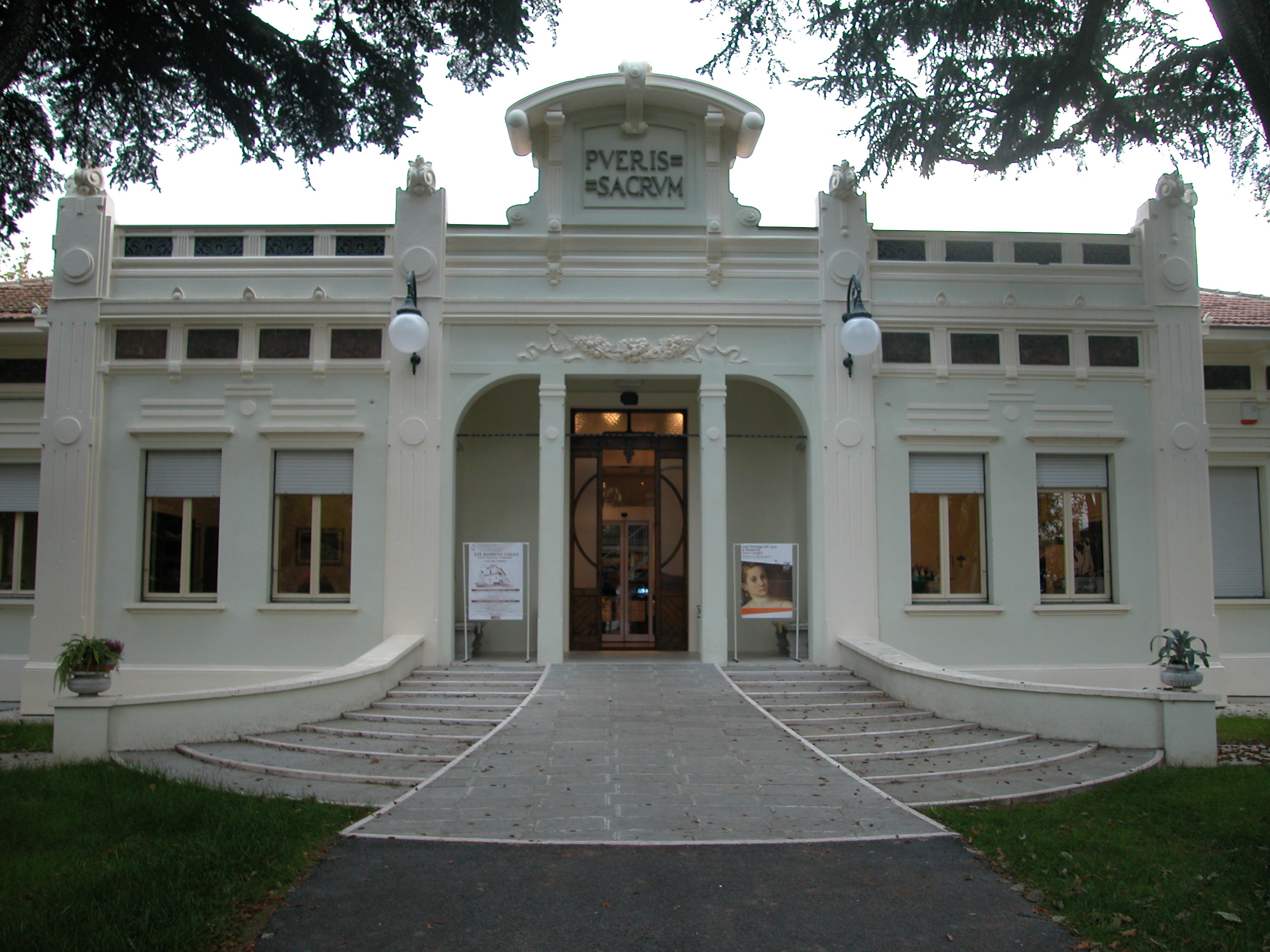
Pueris Sacrum, Massa Lombarda
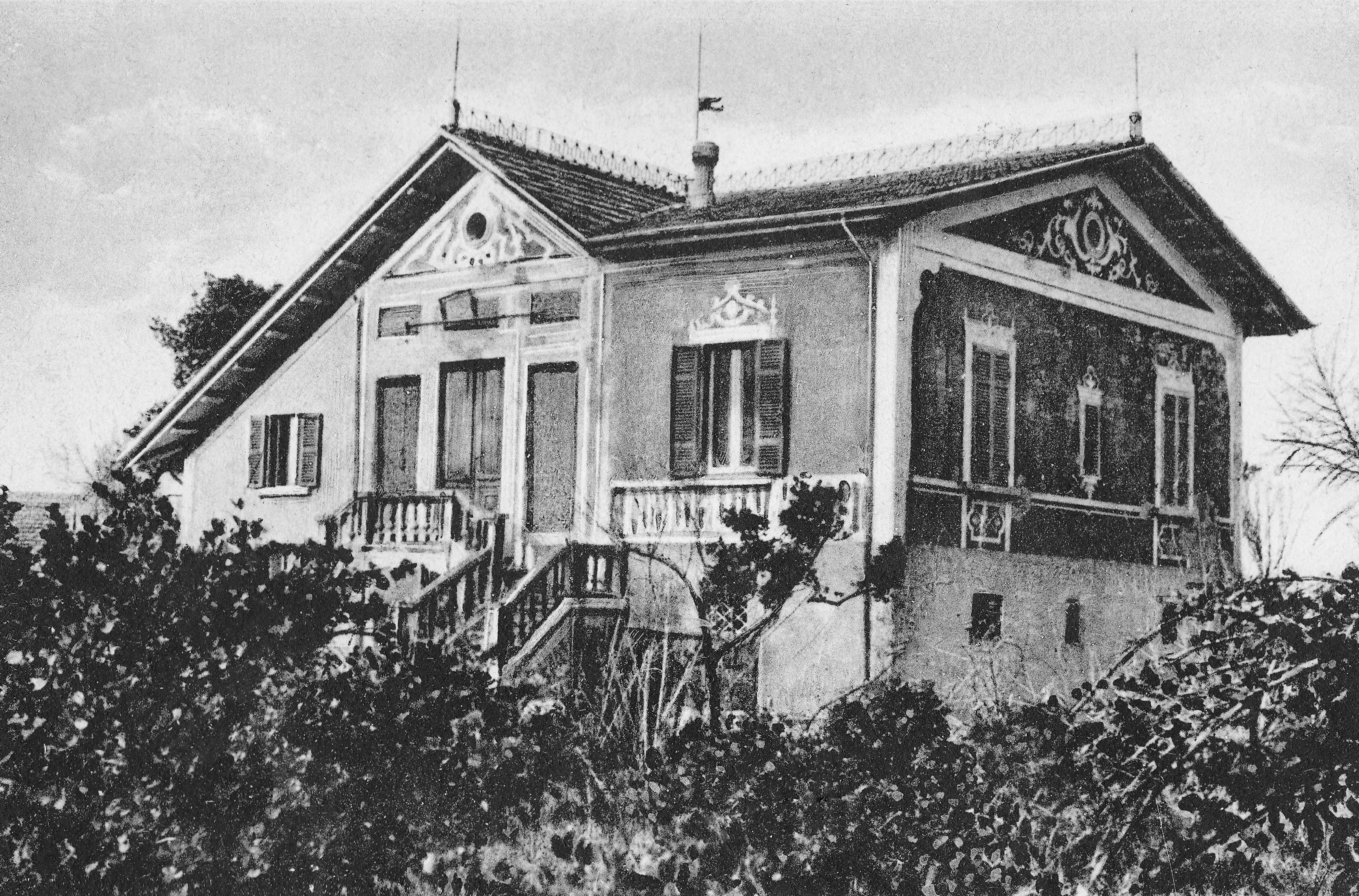
Villa Semprini, San Mauro a Mare
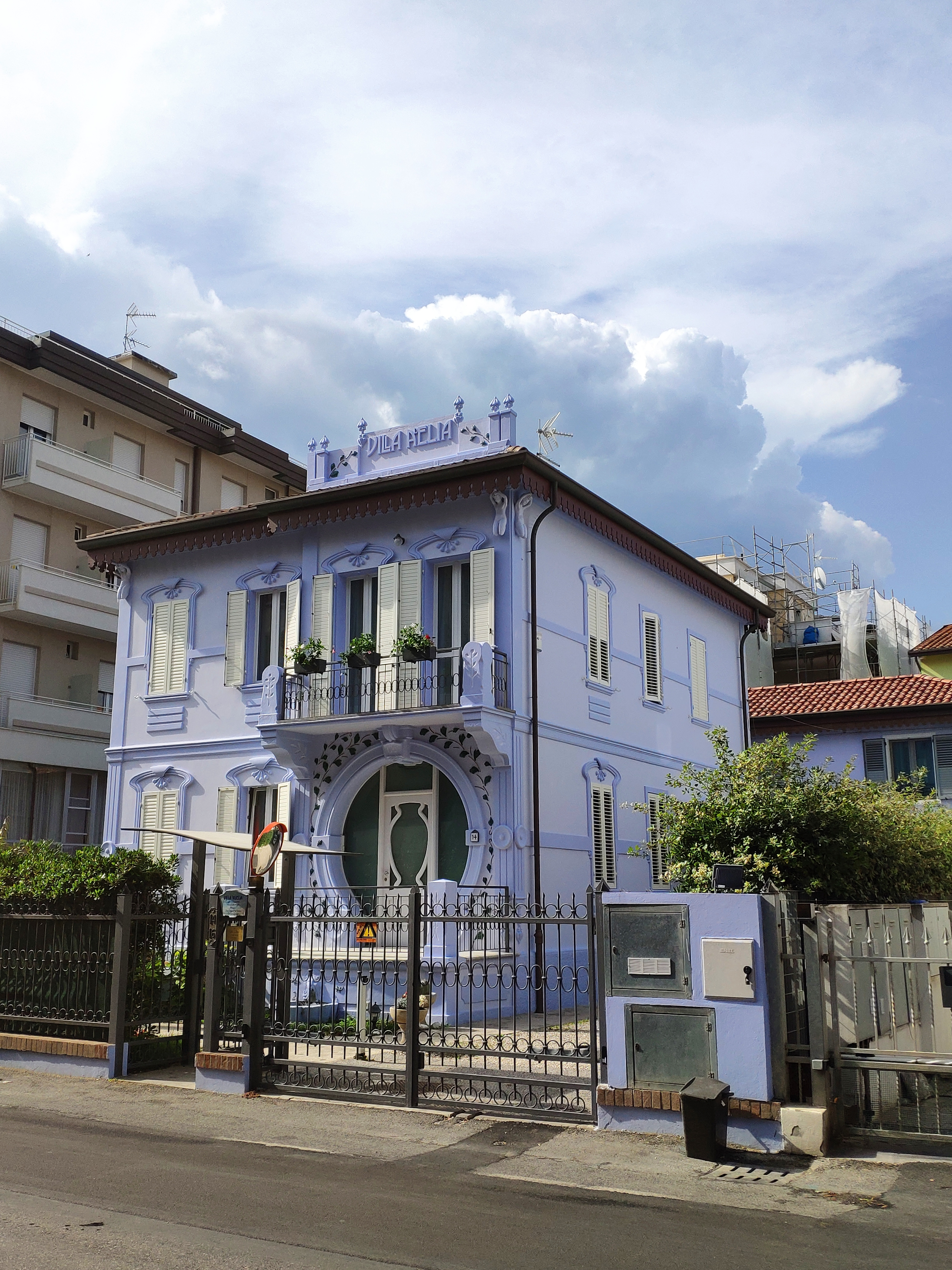
Villa Adelia, Viserba
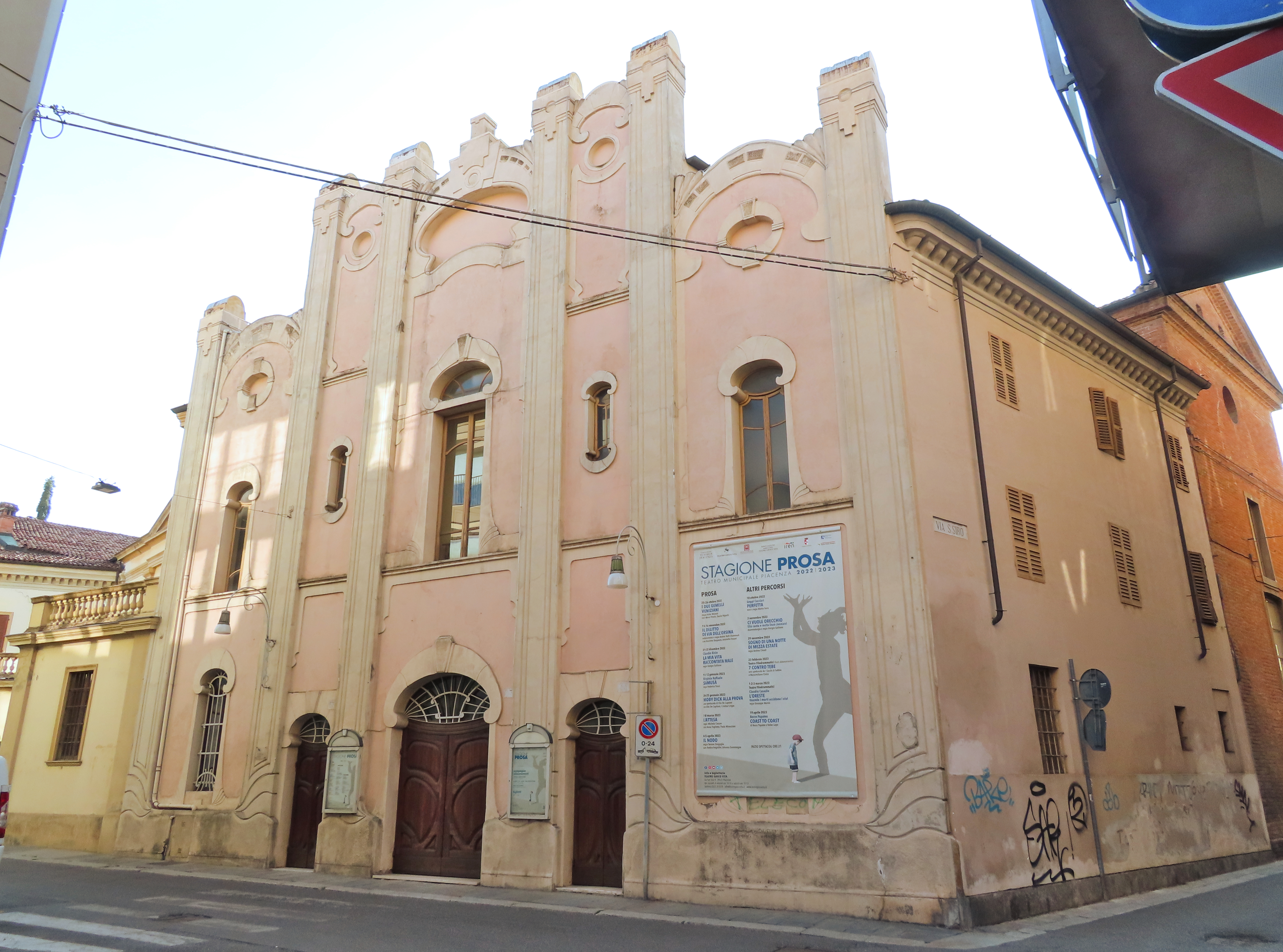
Teatro dei Filodrammatici, Piacenza

Bologna

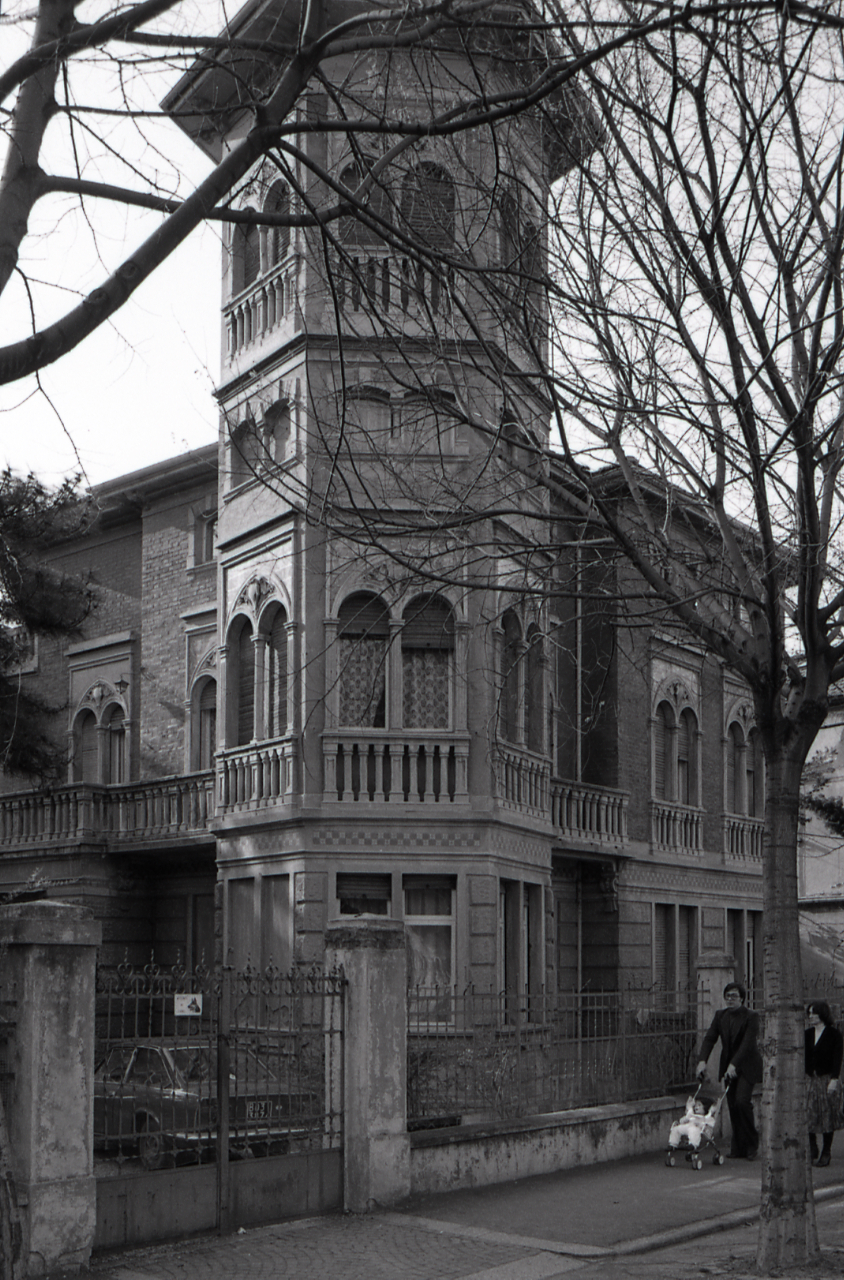
Villini floreali, Via Rodolfo Audinot 29 (foto Paolo Monti, 1977)
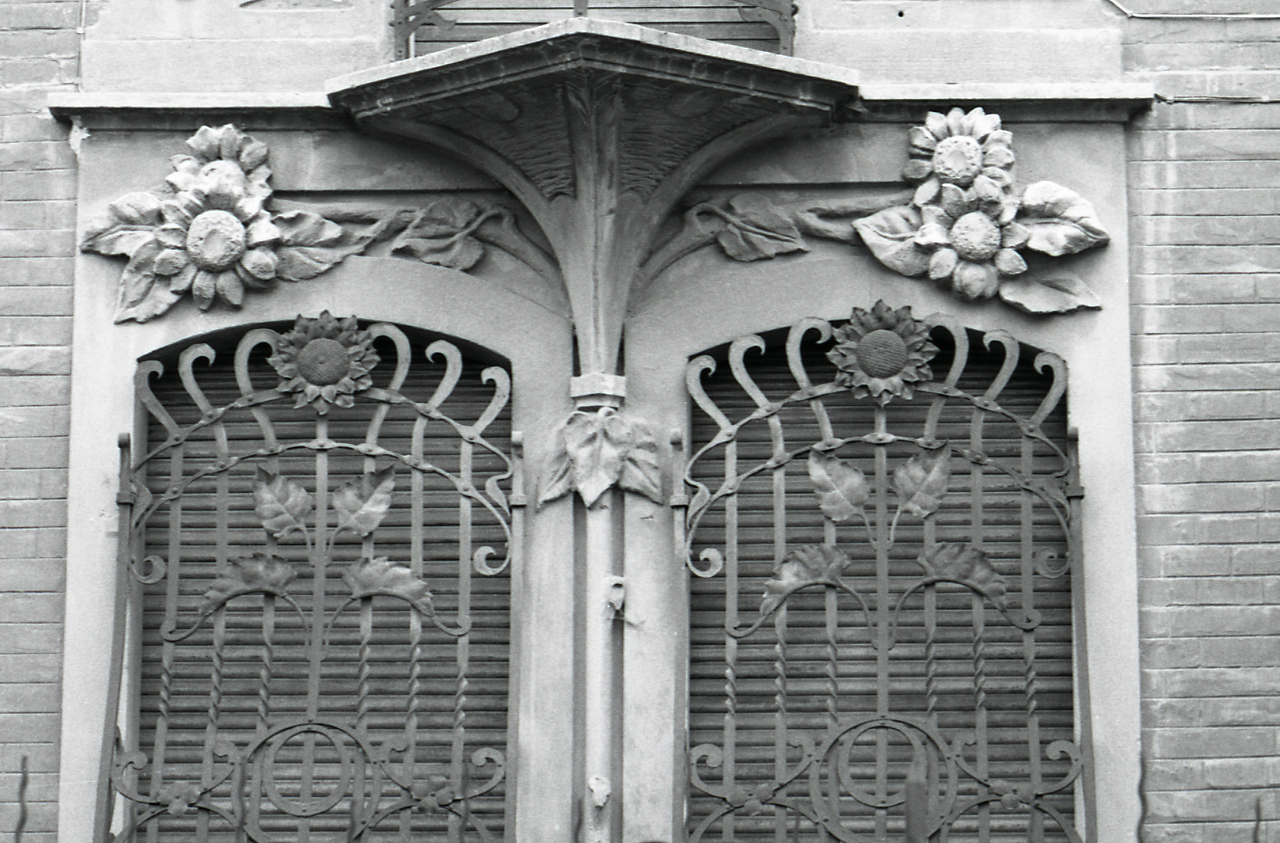
Particolare (foto Paolo Monti, 1977)
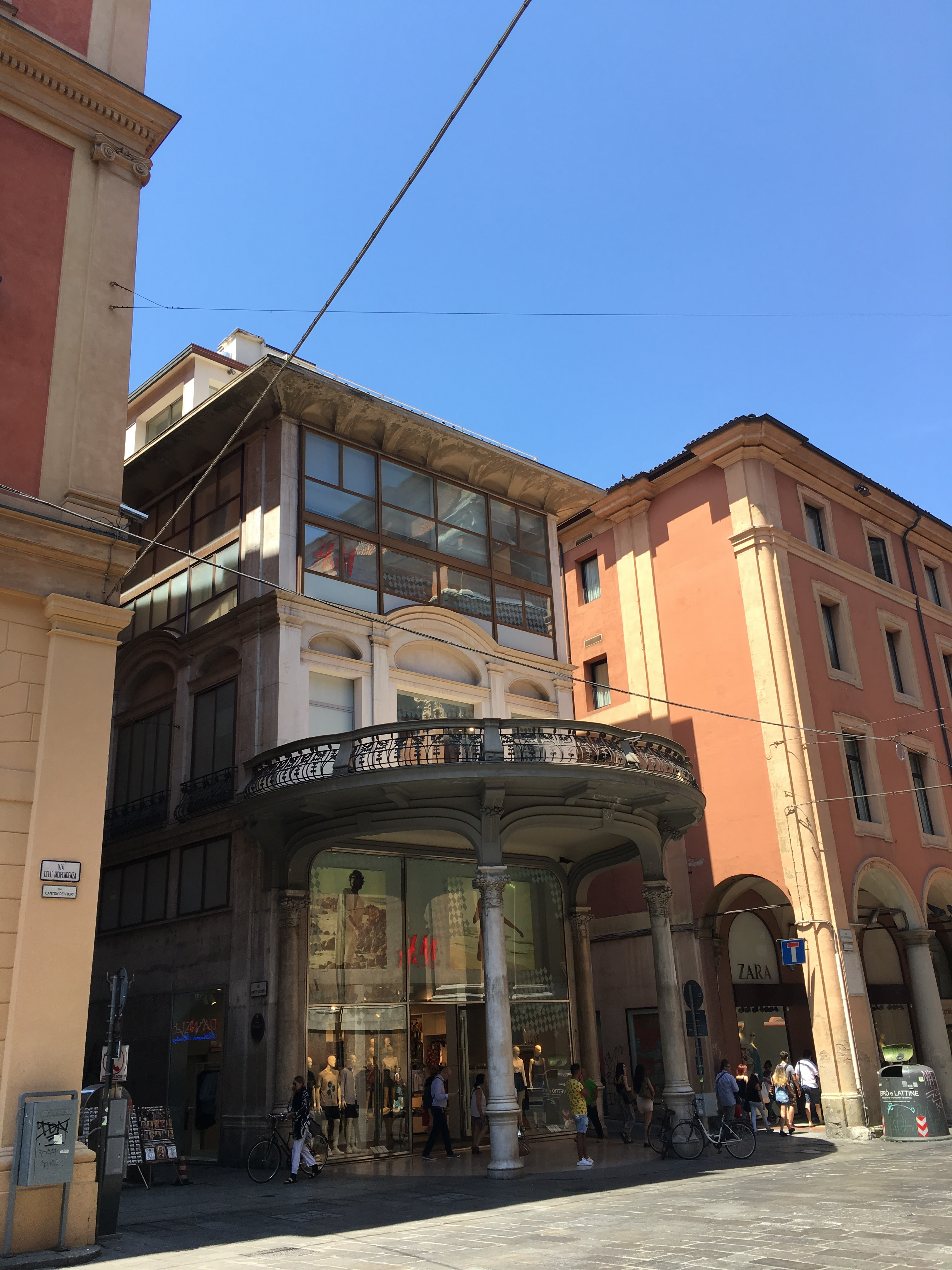
Palazzina Majani a Bologna, 1908

Ferrara

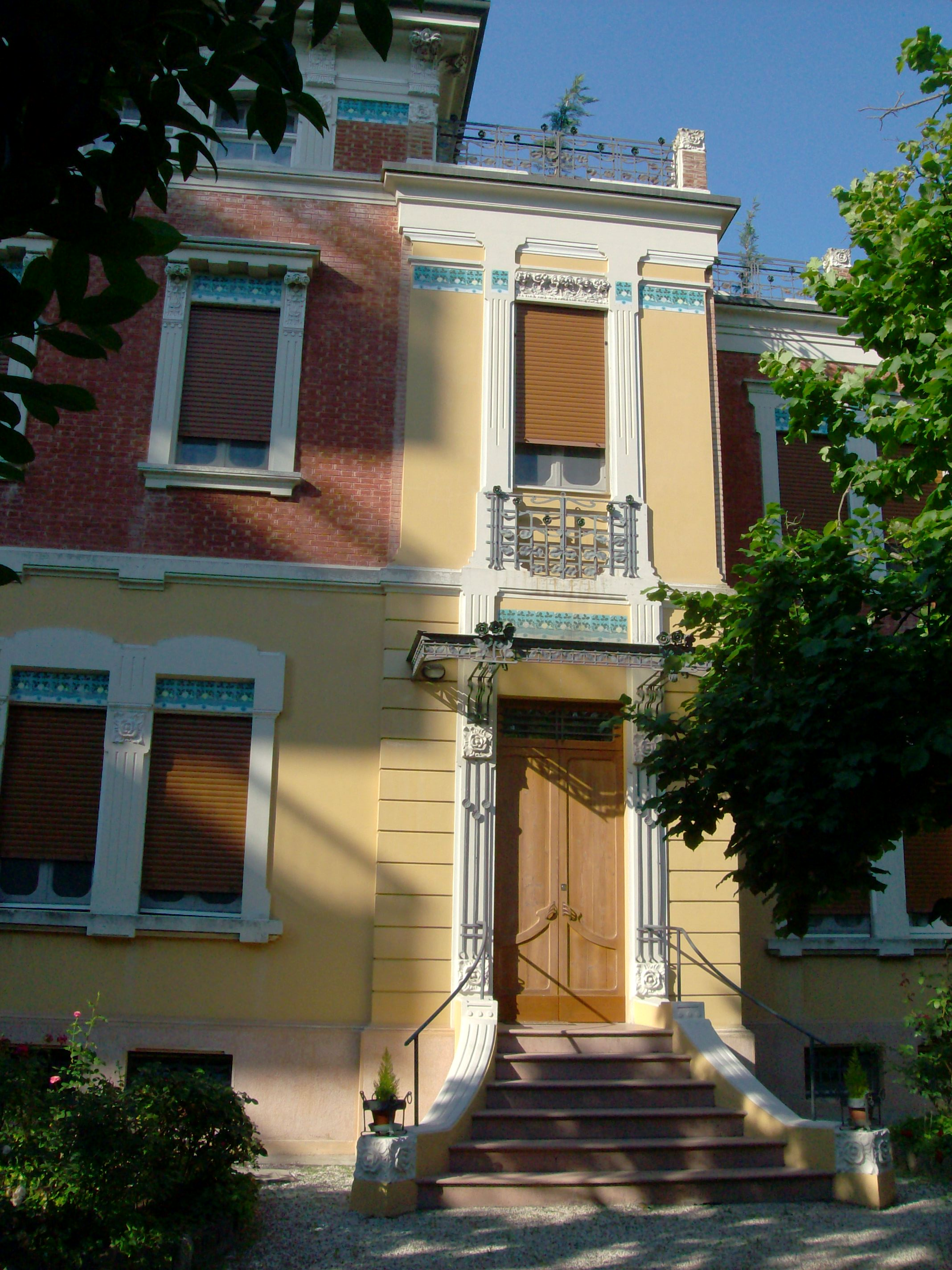
Villa Amalia, 1905
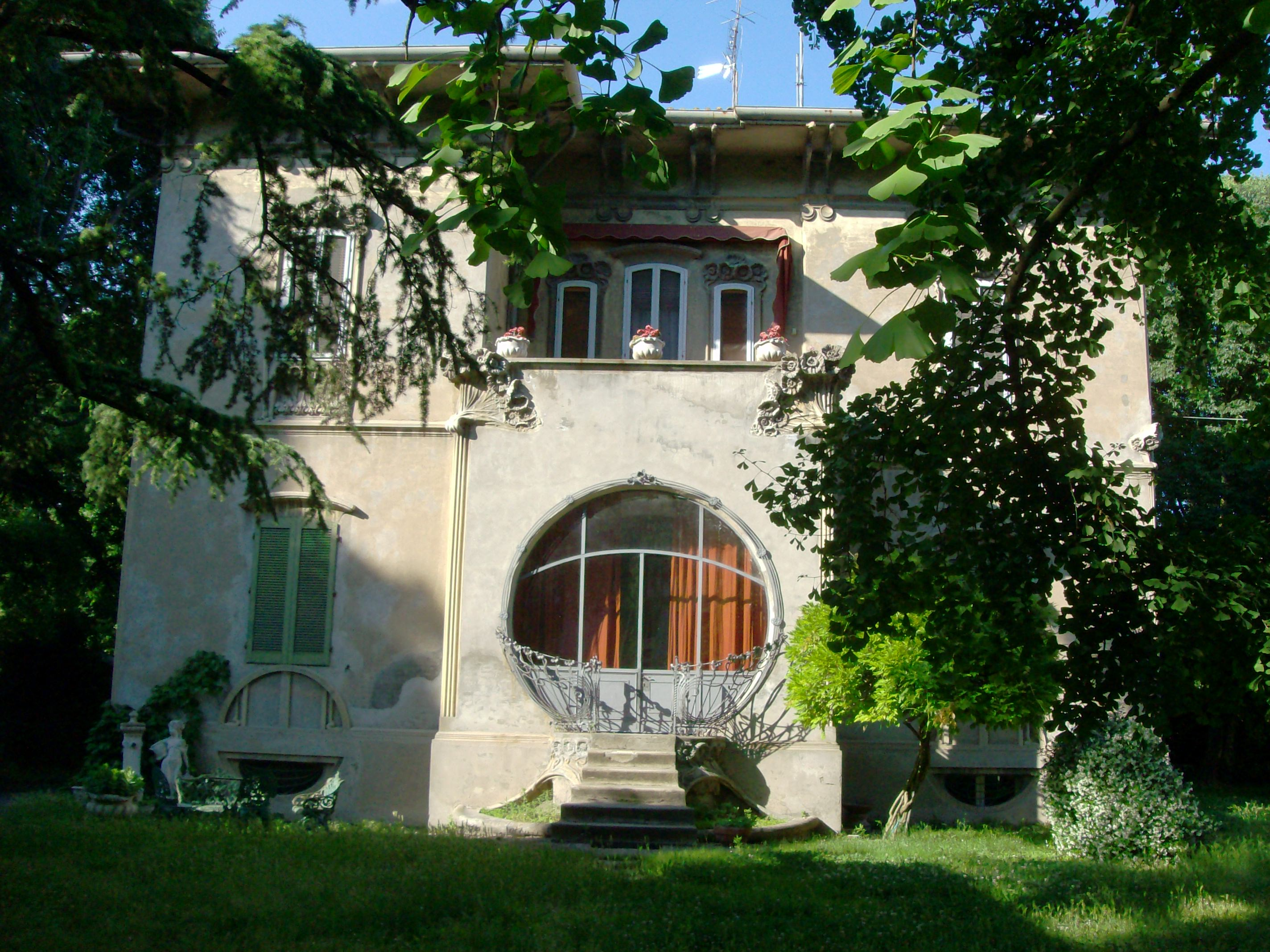
Villa Melchiorri, 1906
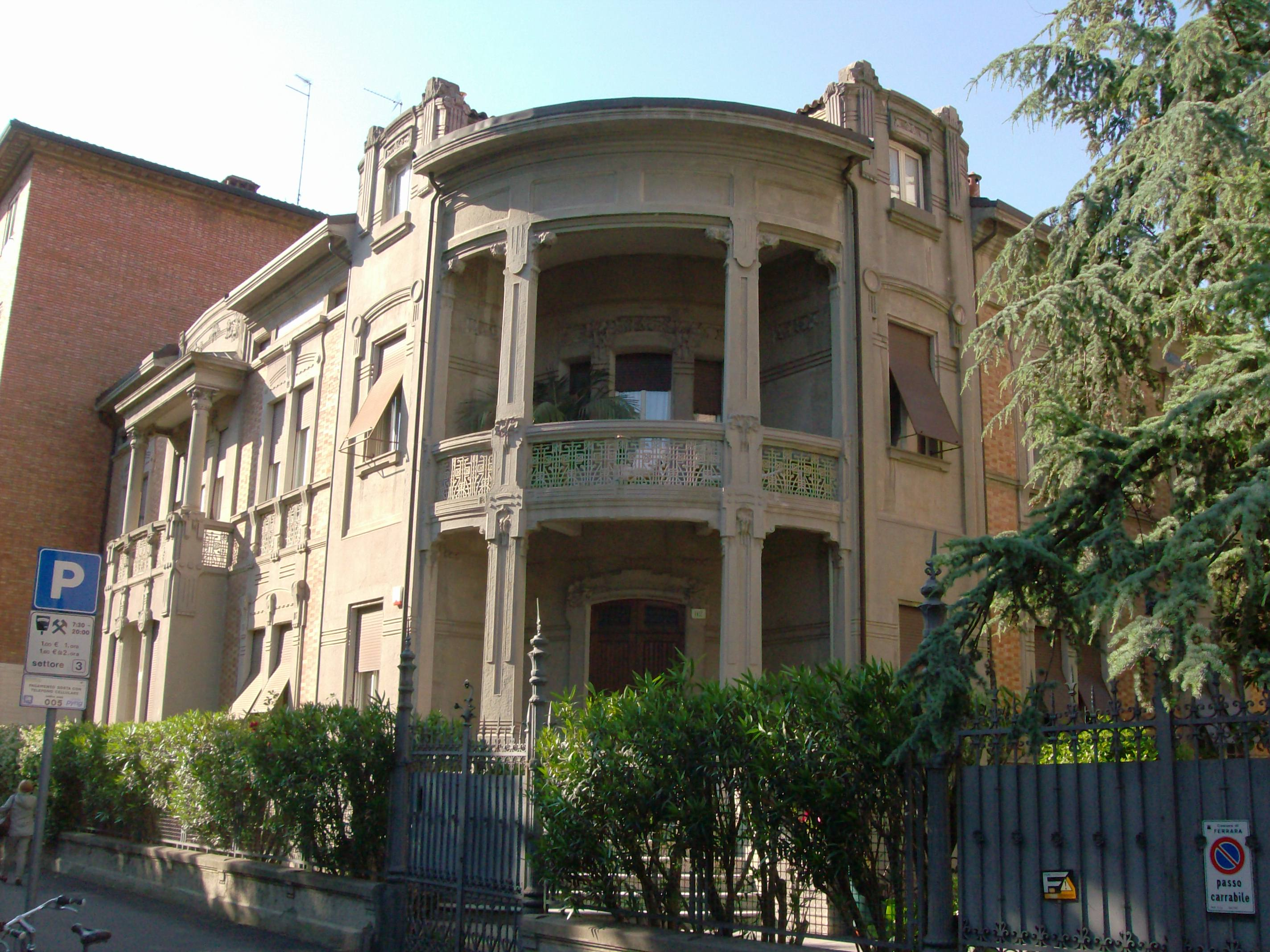
Villino Masieri-Finotti

Parma

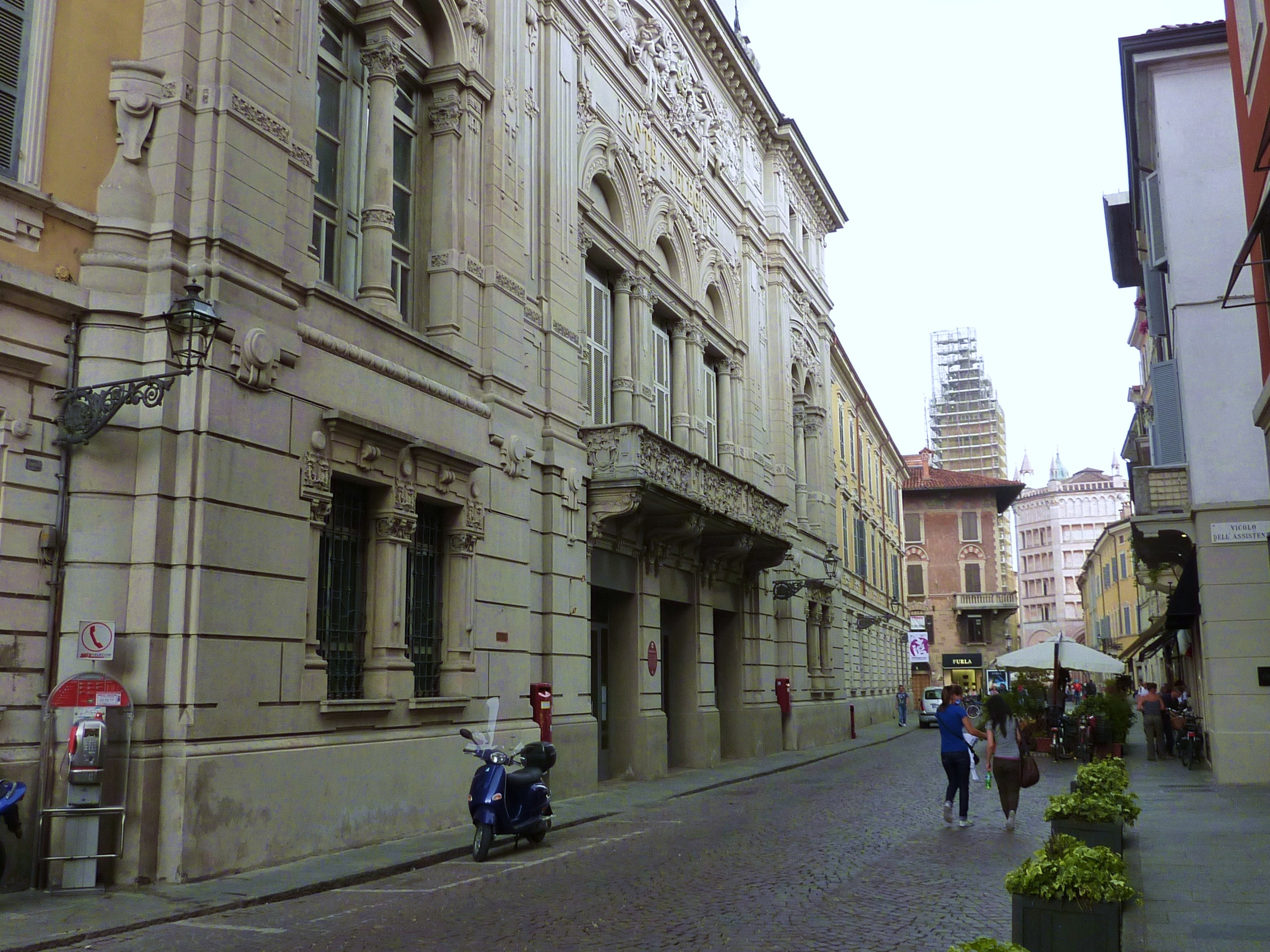
Palazzo delle Poste, Parma, di Moderanno Chiavelli, 1906-08
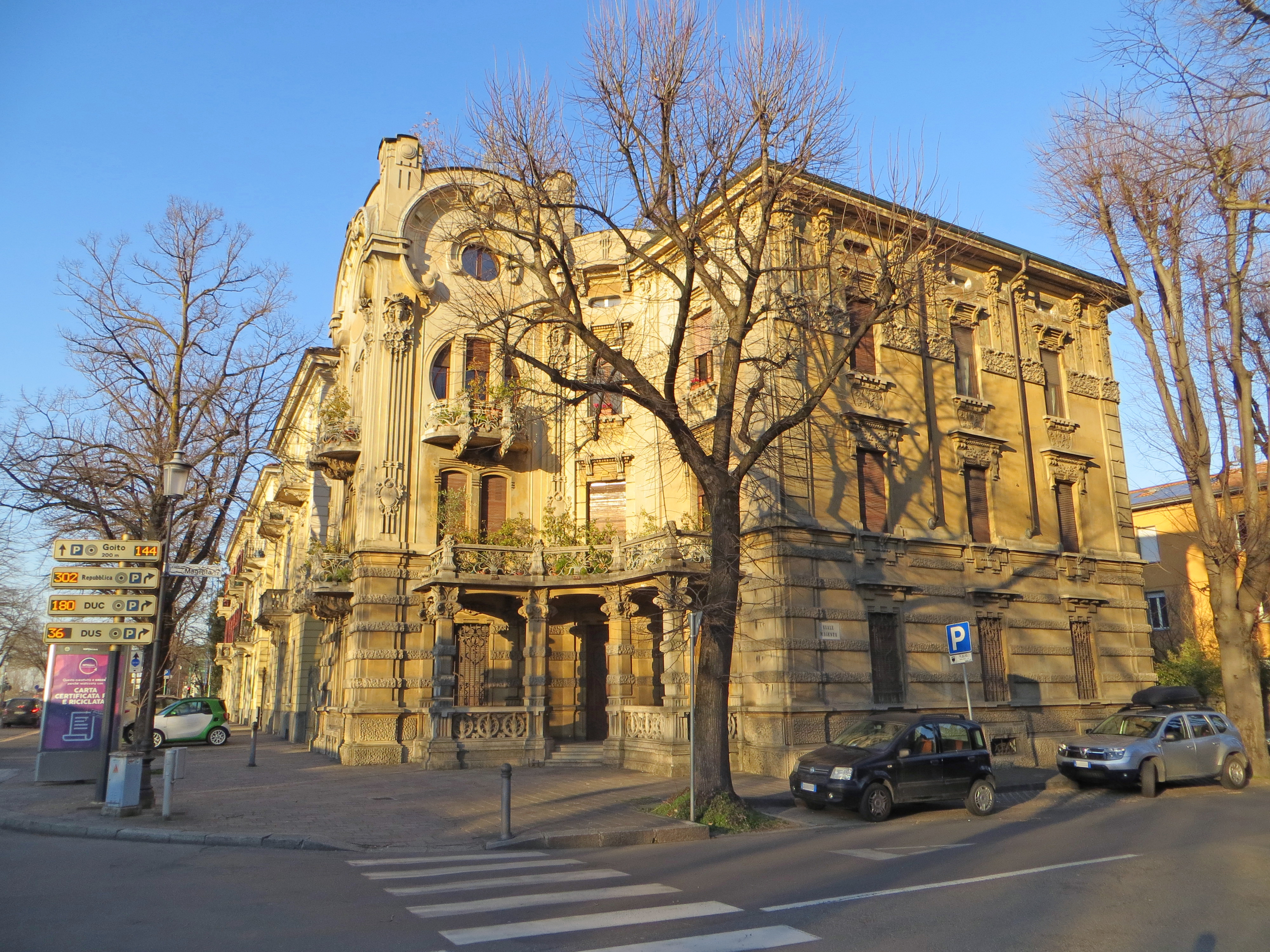
Villino Bonazzi, Parma, di Mario Stocchi Monti, 1911
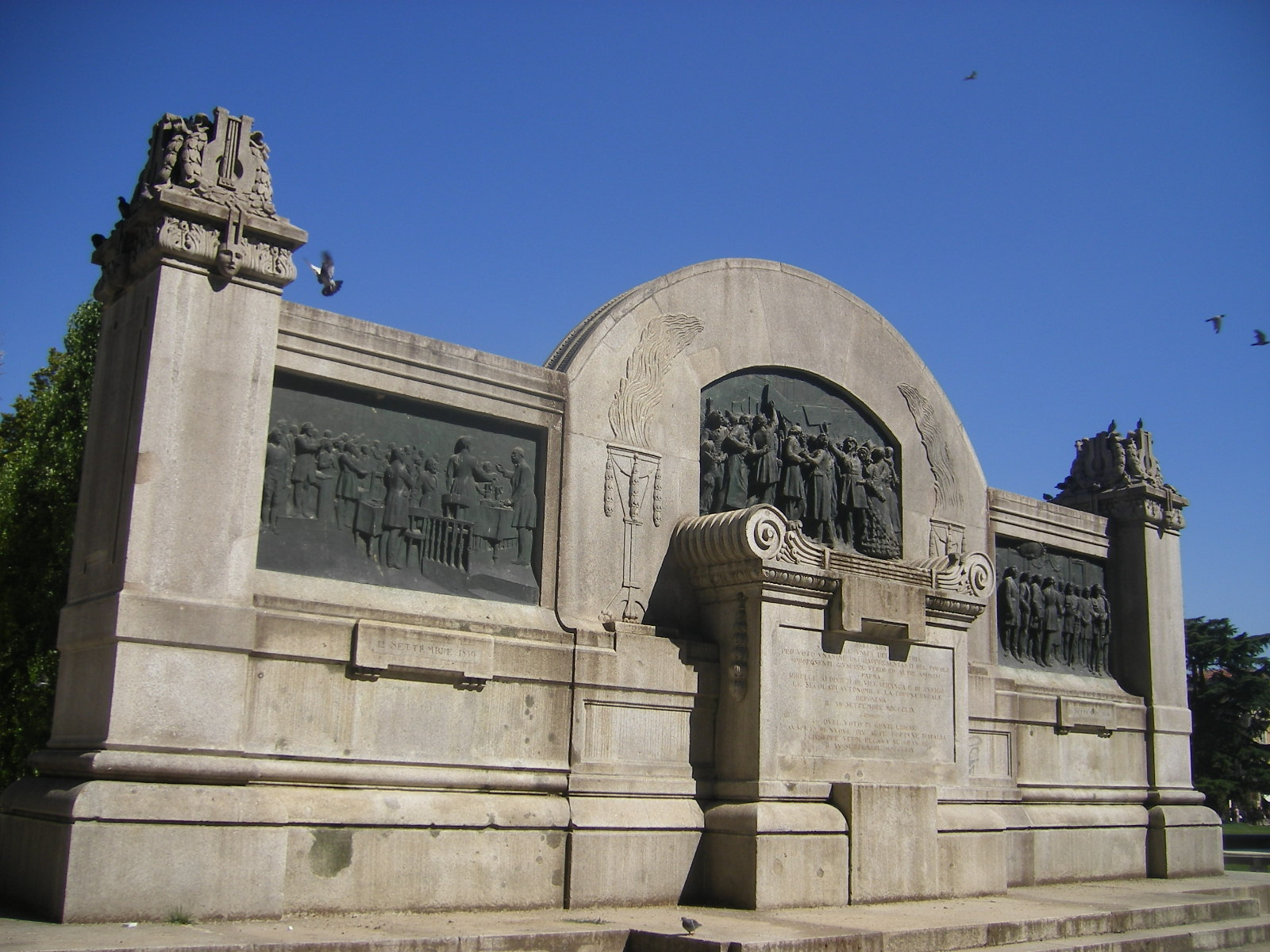
Monumento a Giuseppe Verdi, Parma

Salsomaggiore Terme

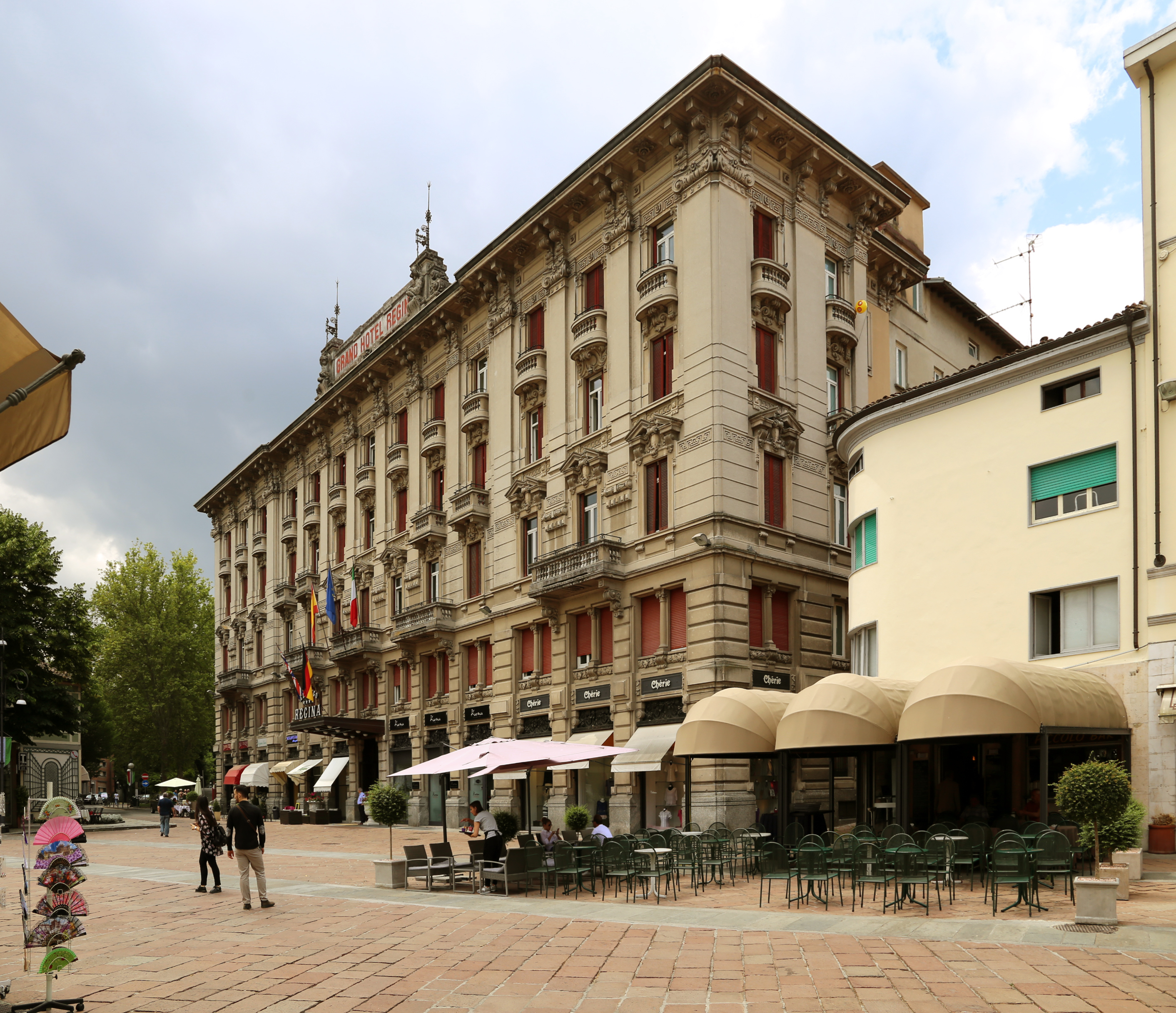
Grand Hotel Regina a Salsomaggiore Terme, di Giuseppe Boni, 1911-13
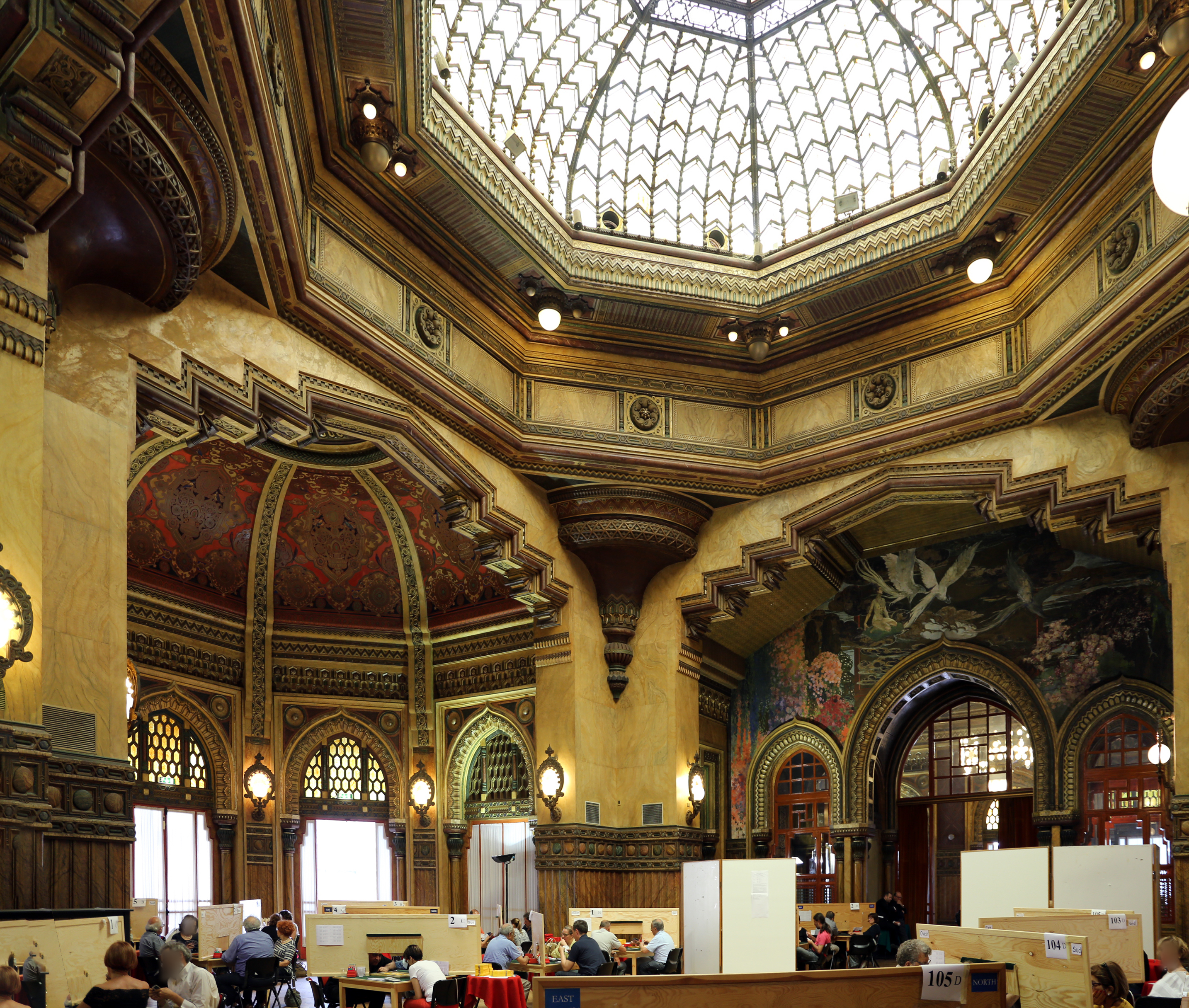
Salone moresco del palazzo dei Congressi di Salsomaggiore Terme, di Galileo Chini, 1898-1901
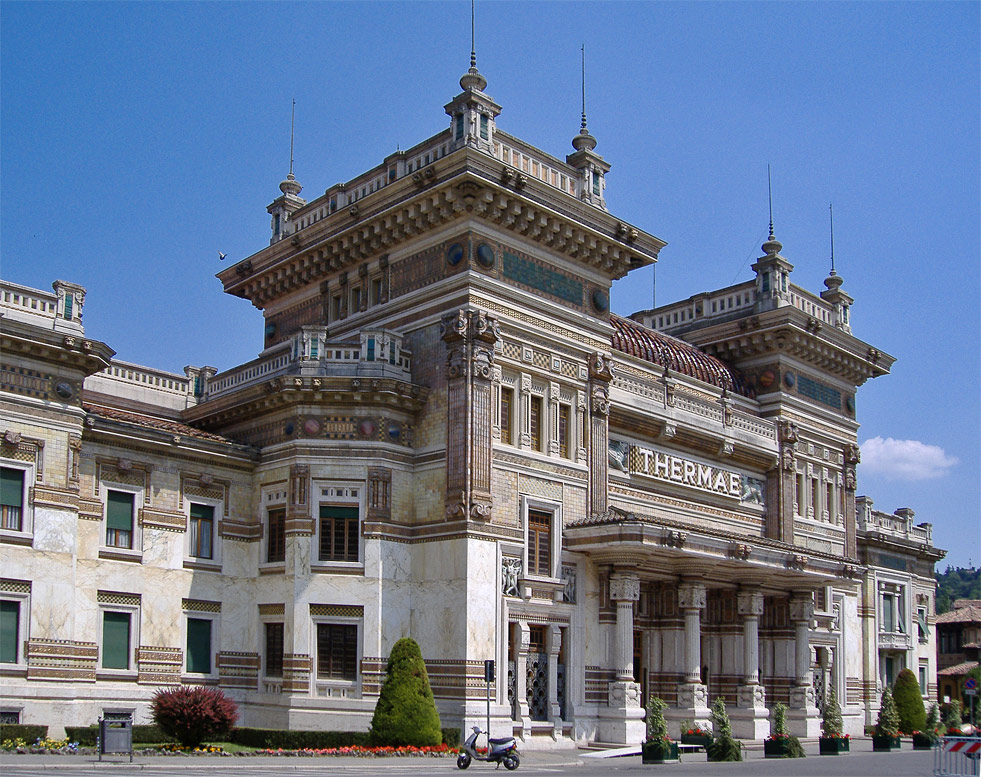
Terme Berzieri a Salsomaggiore Terme decorate da Galileo Chini, 1914-1923

### Liguria

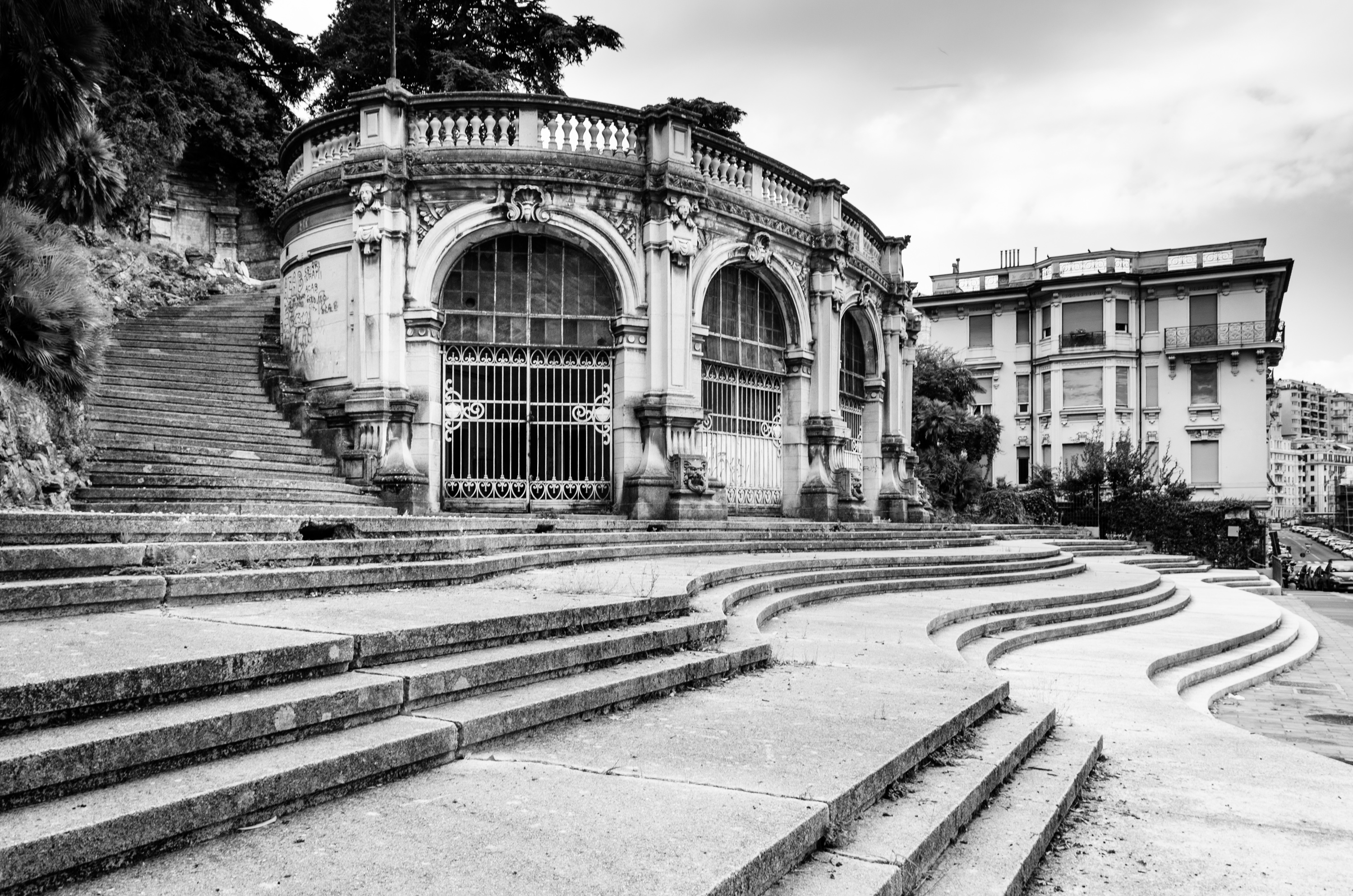
Scalinata Borghese, 1910

Genova - Scalinata Borghese, 1910
Mignanego (Giovi)
Villa Ida, 1900/1903
Savona

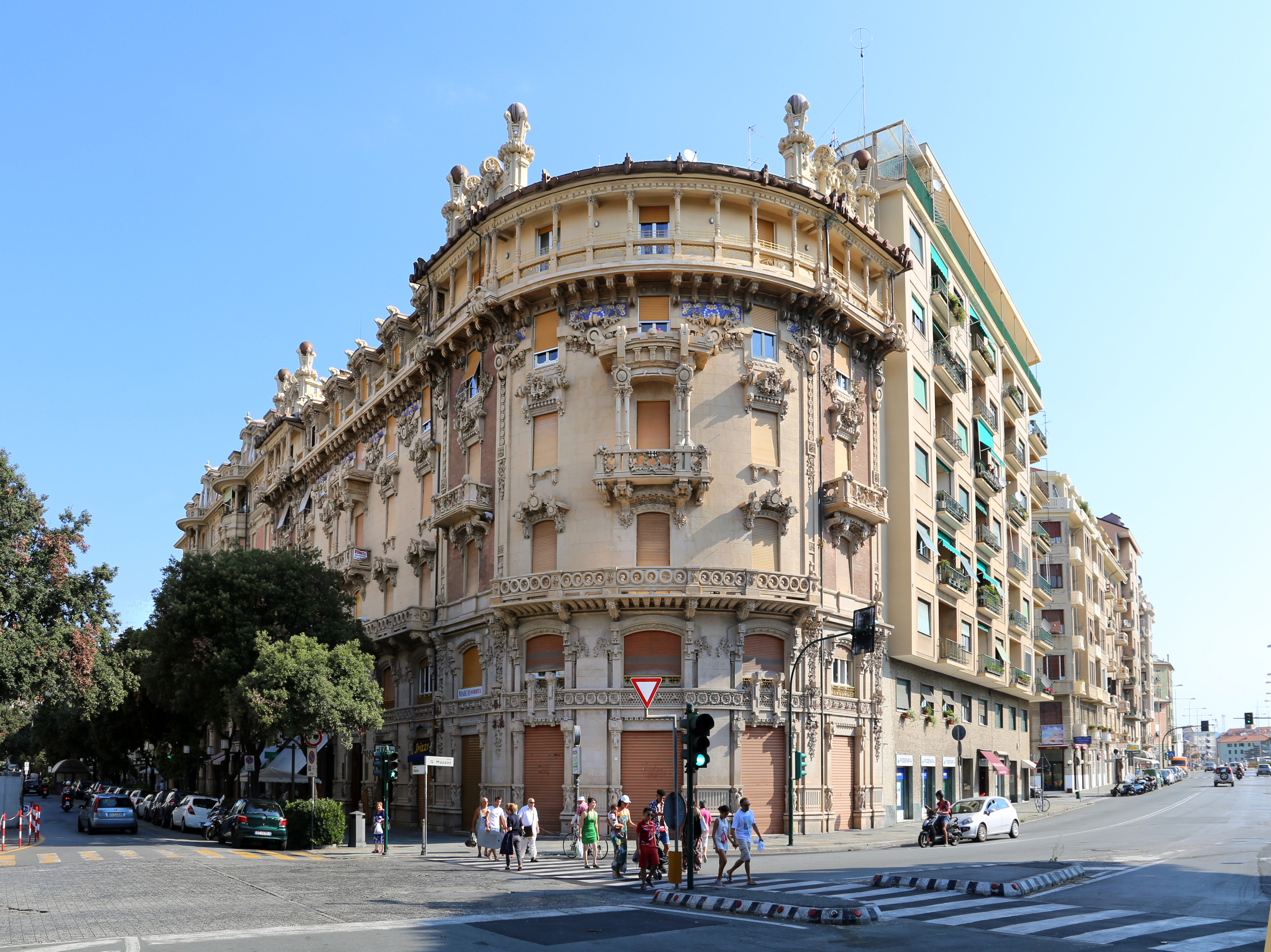
Palazzo delle Piane, Savona
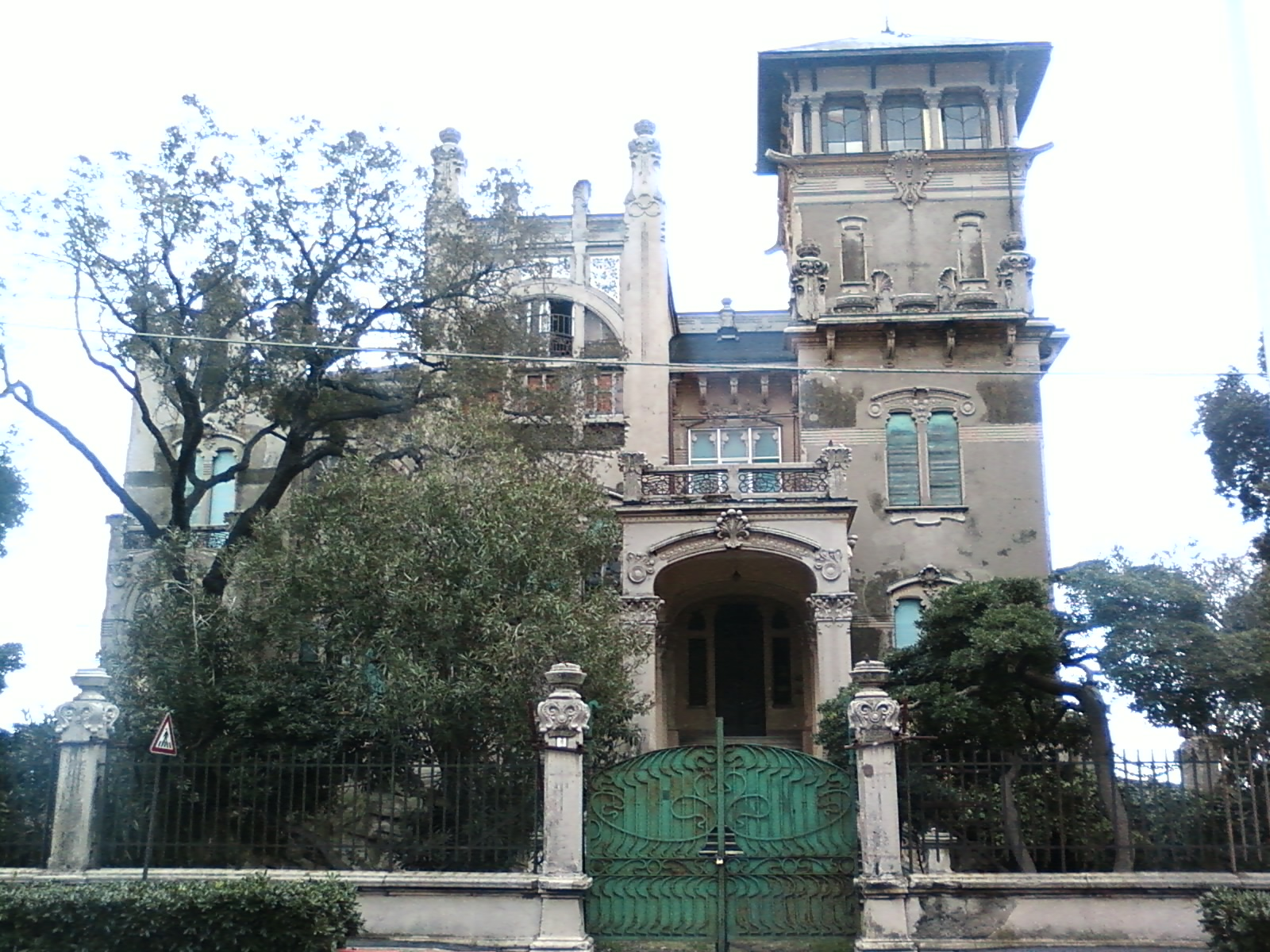
Villa Zanelli, Savona 1907

Sanremo

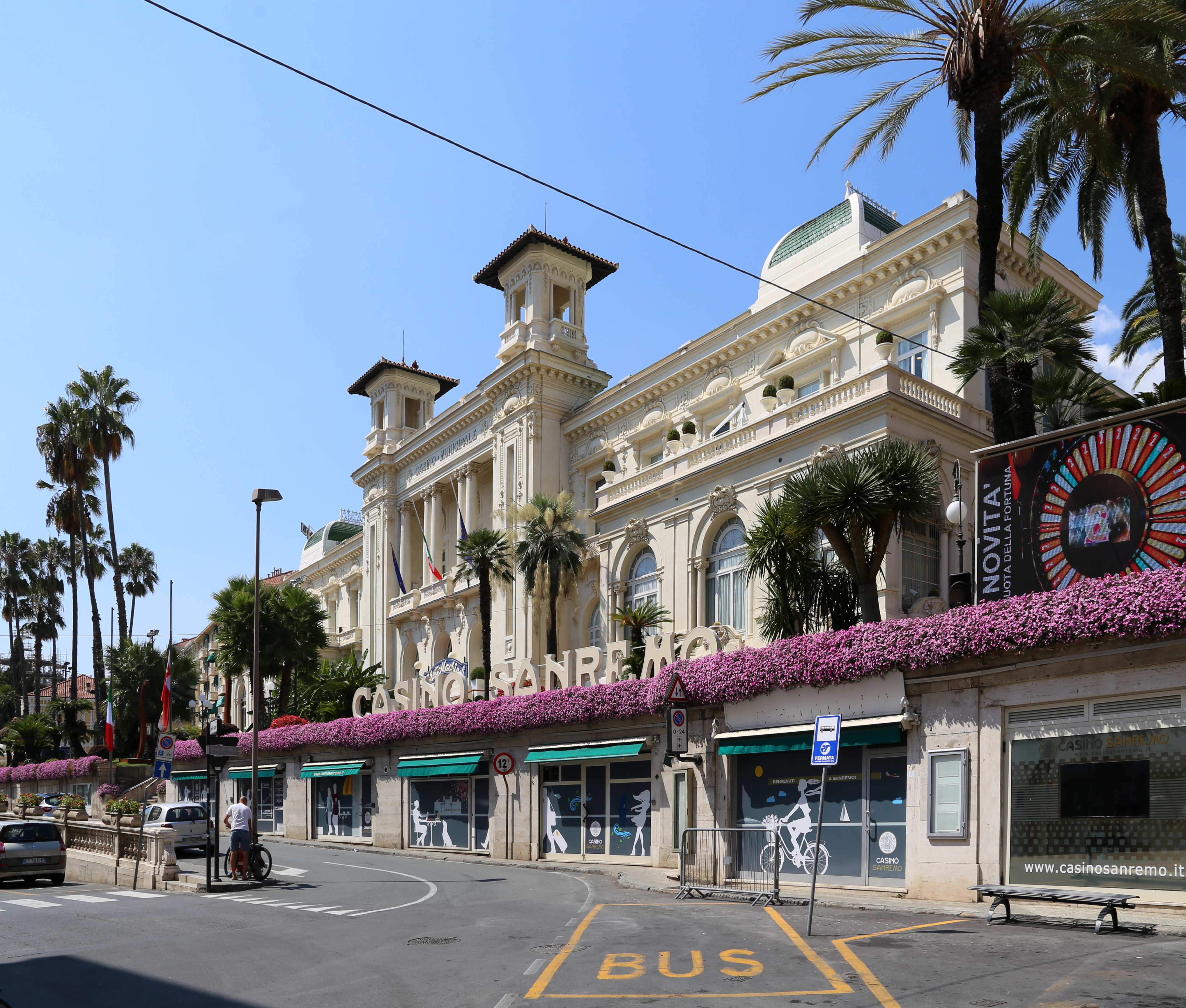
Casinò di Sanremo di Eugene Ferret, 1905
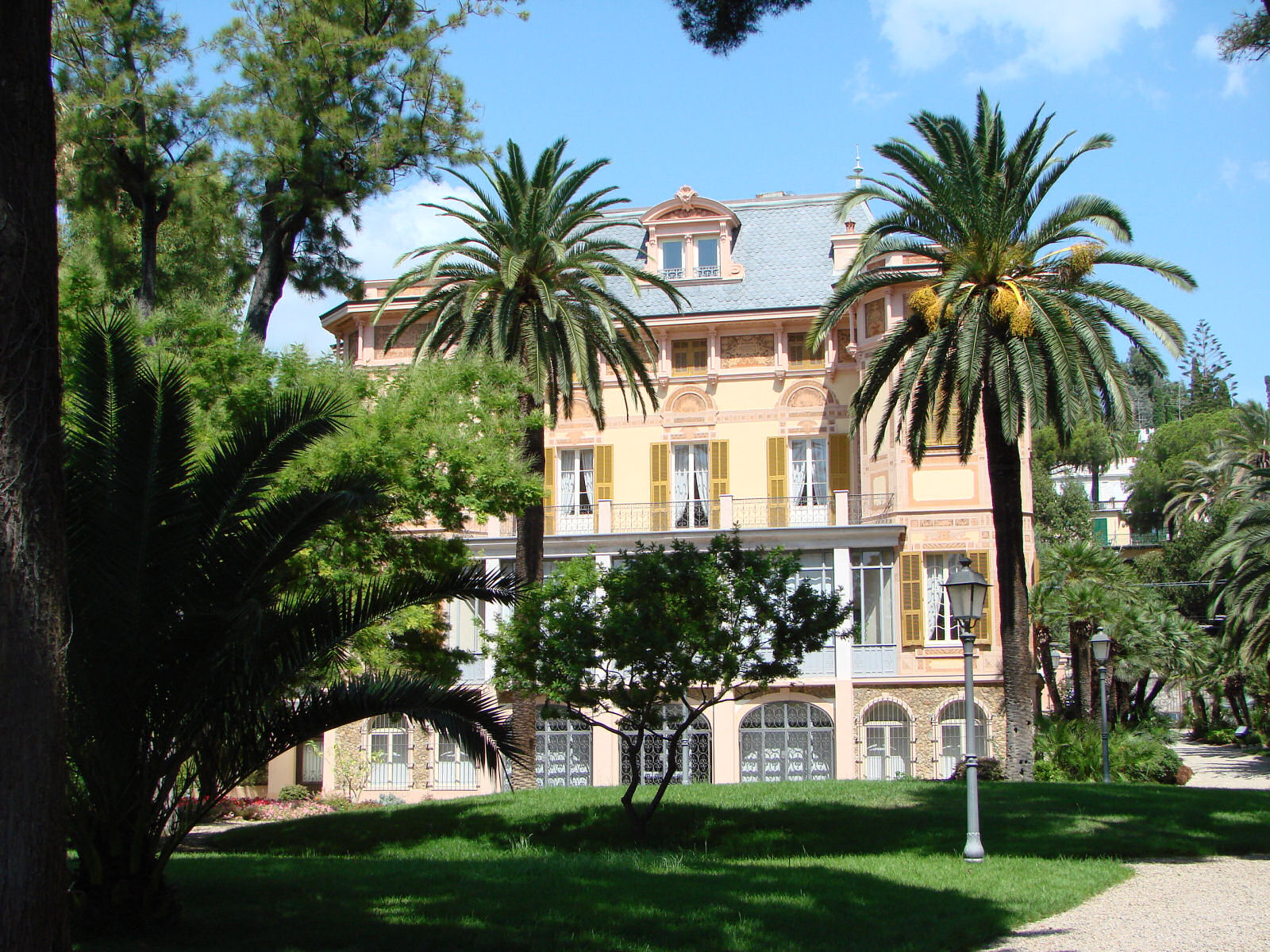
Villa Nobel

La Spezia

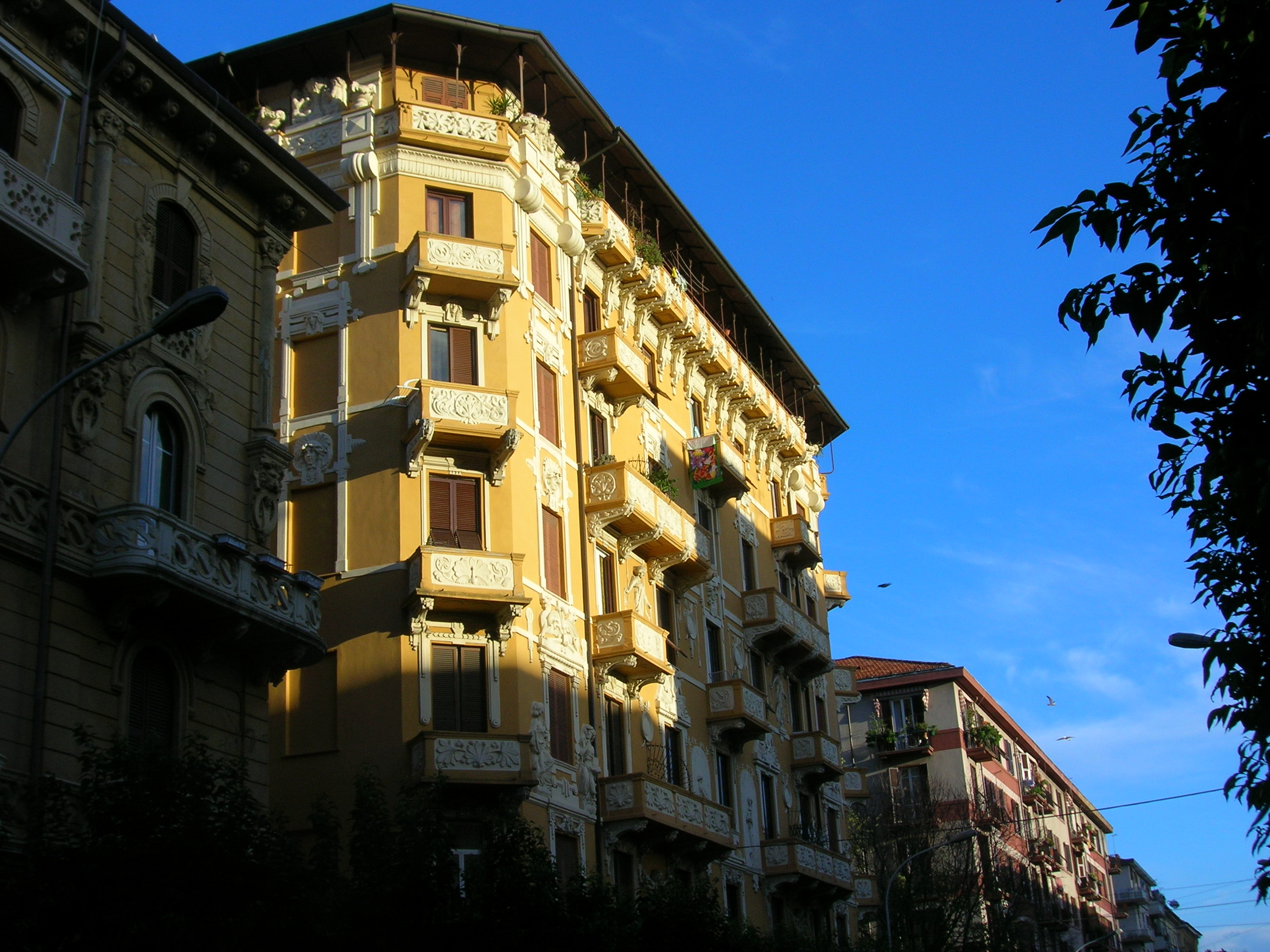
Palazzo Maggiani, 1900-1902
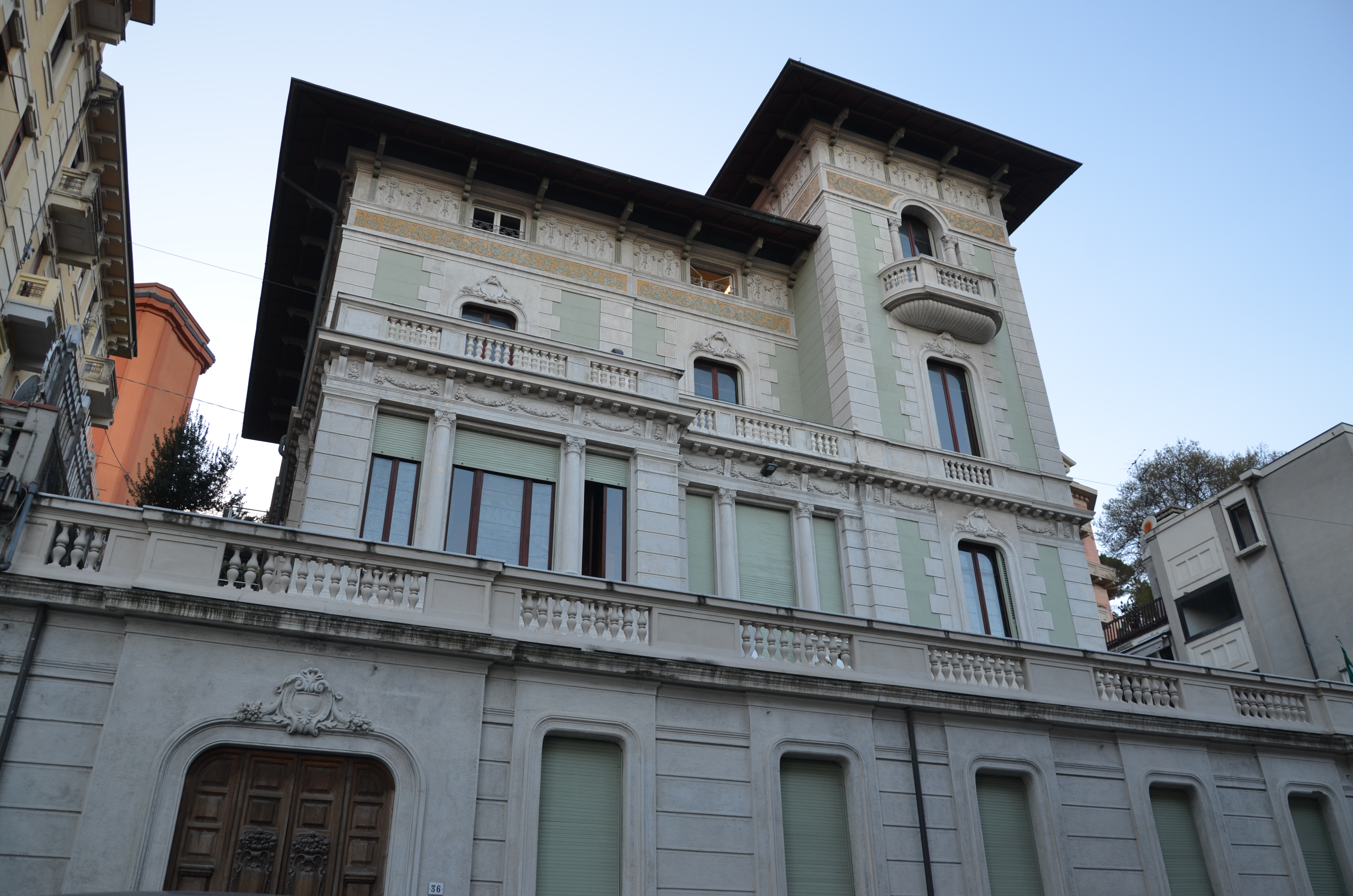
Villa Marmori, di Franco Oliva, 1923

### Toscana

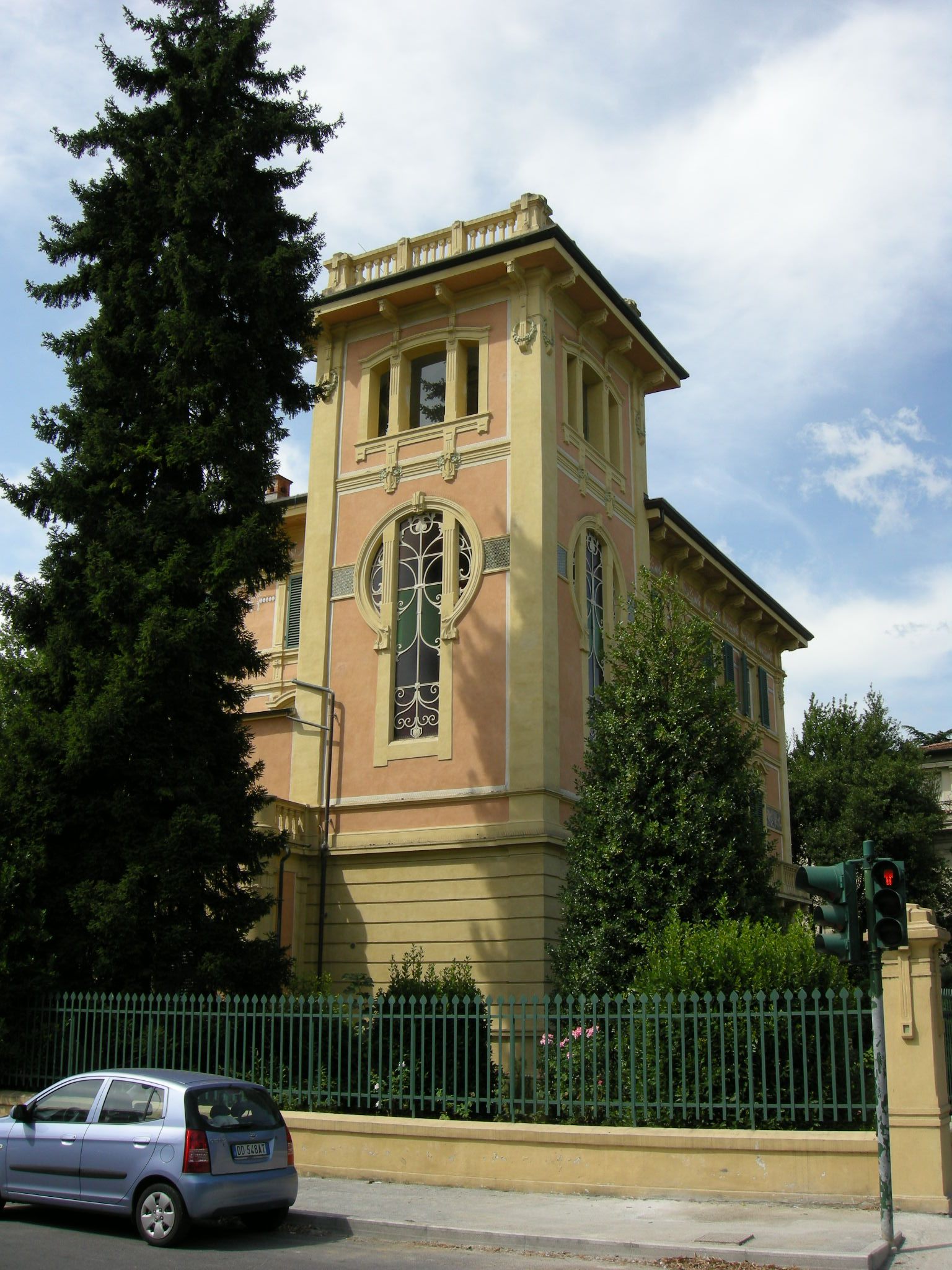
Villa Del Magro a Lucca, 1912
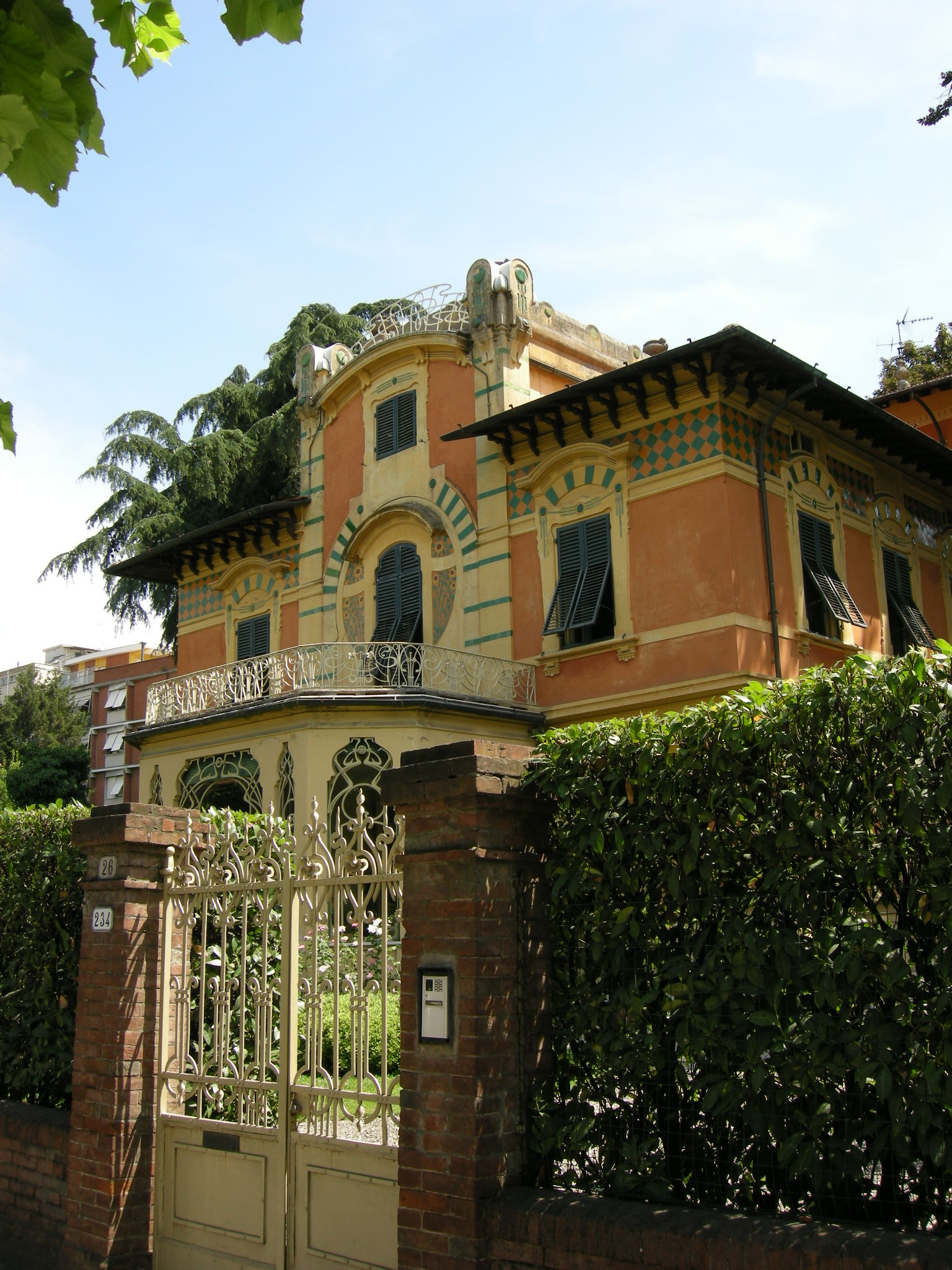
Villa Ducloz-Dianola a Lucca di Gaetano Orzali, 1903
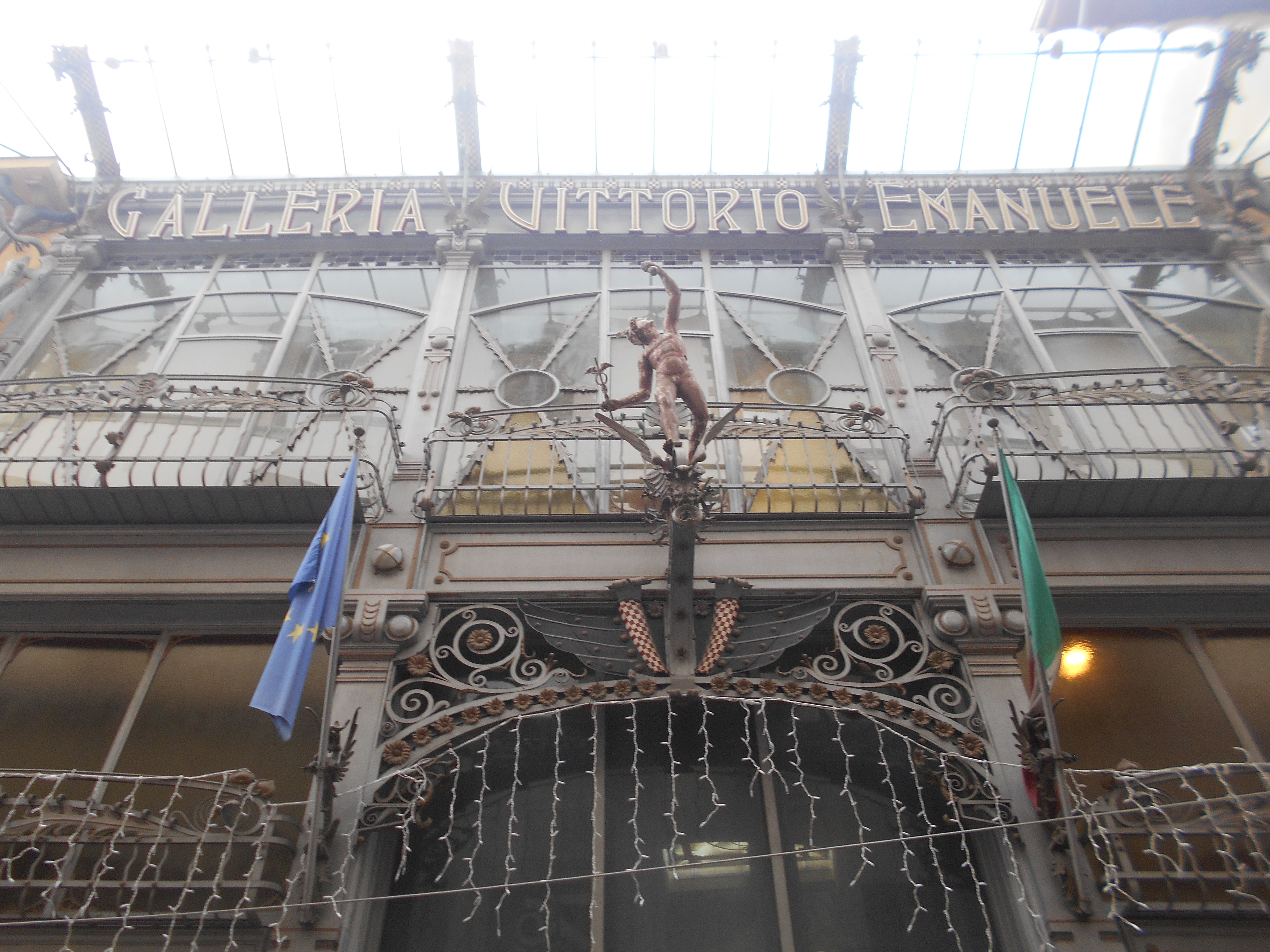
Cinema Eden a Pistoia, 1912
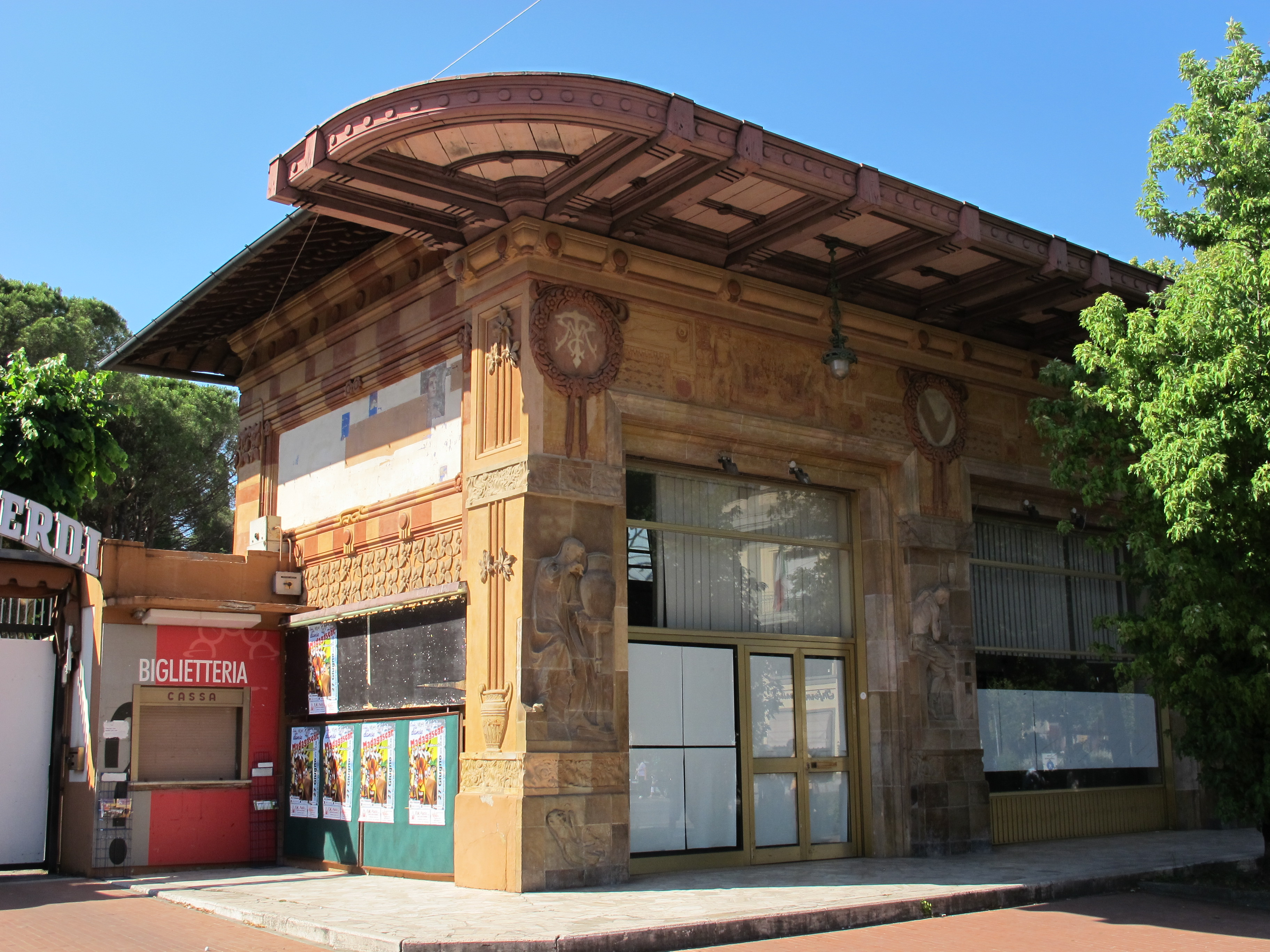
Padiglioncino Tamerici a Montecatini Terme, decorato da Galileo Chini, 1911

Firenze

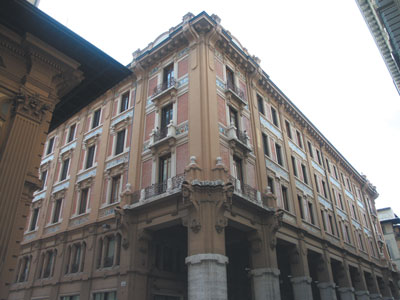
Palazzo Pola e Todescan a Firenze, di Giovanni Paciarelli, 1901-1903
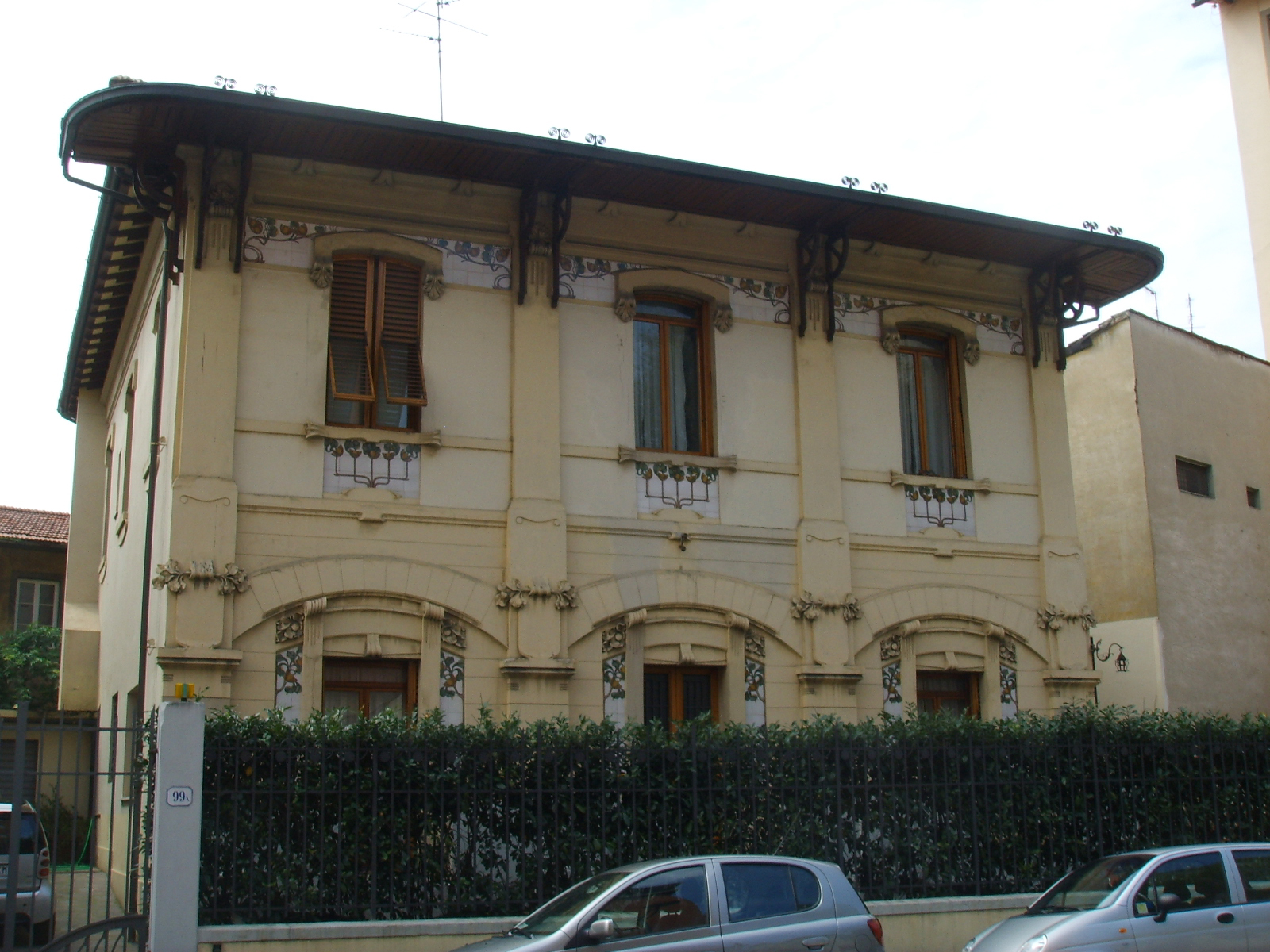
Villino Ravazzini a Firenze, di Giovanni Michelazzi, 1907
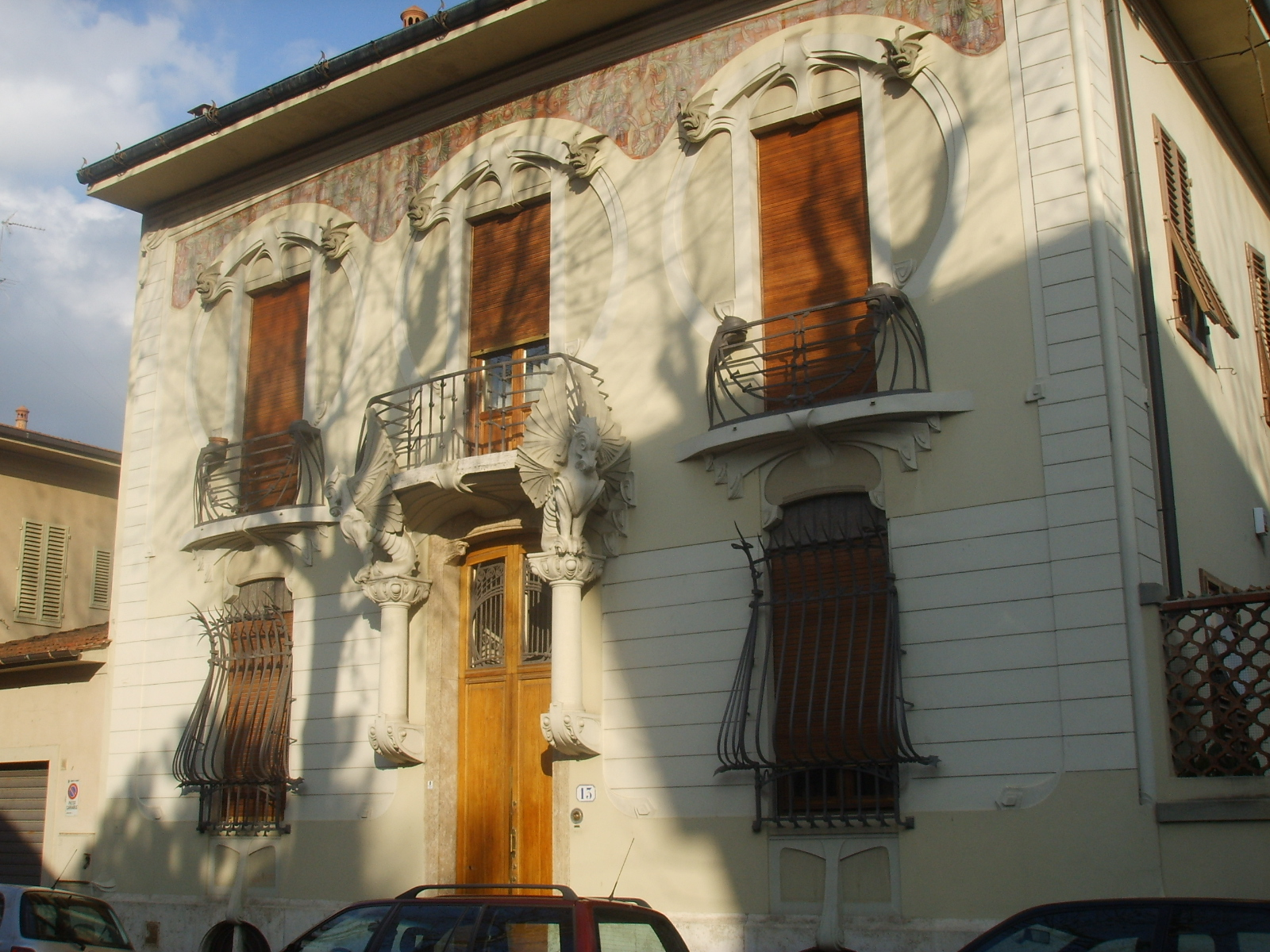
Villino Lampredi a Firenze, di Giovanni Michelazzi, 1908-09
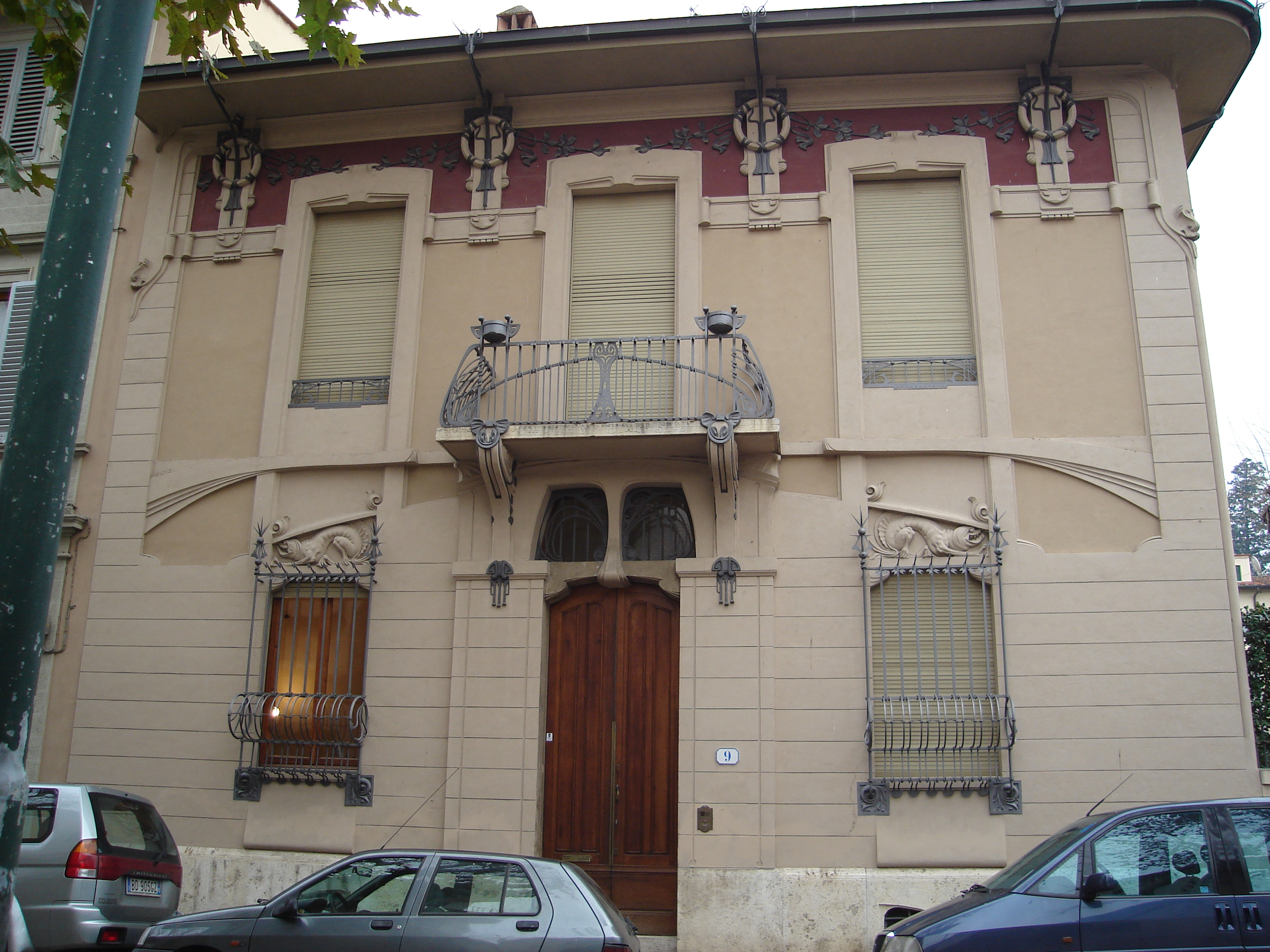
Villino Lampredi (via Giano della Bella, 9) a Firenze, di Giovanni Michelazzi, 1908-09
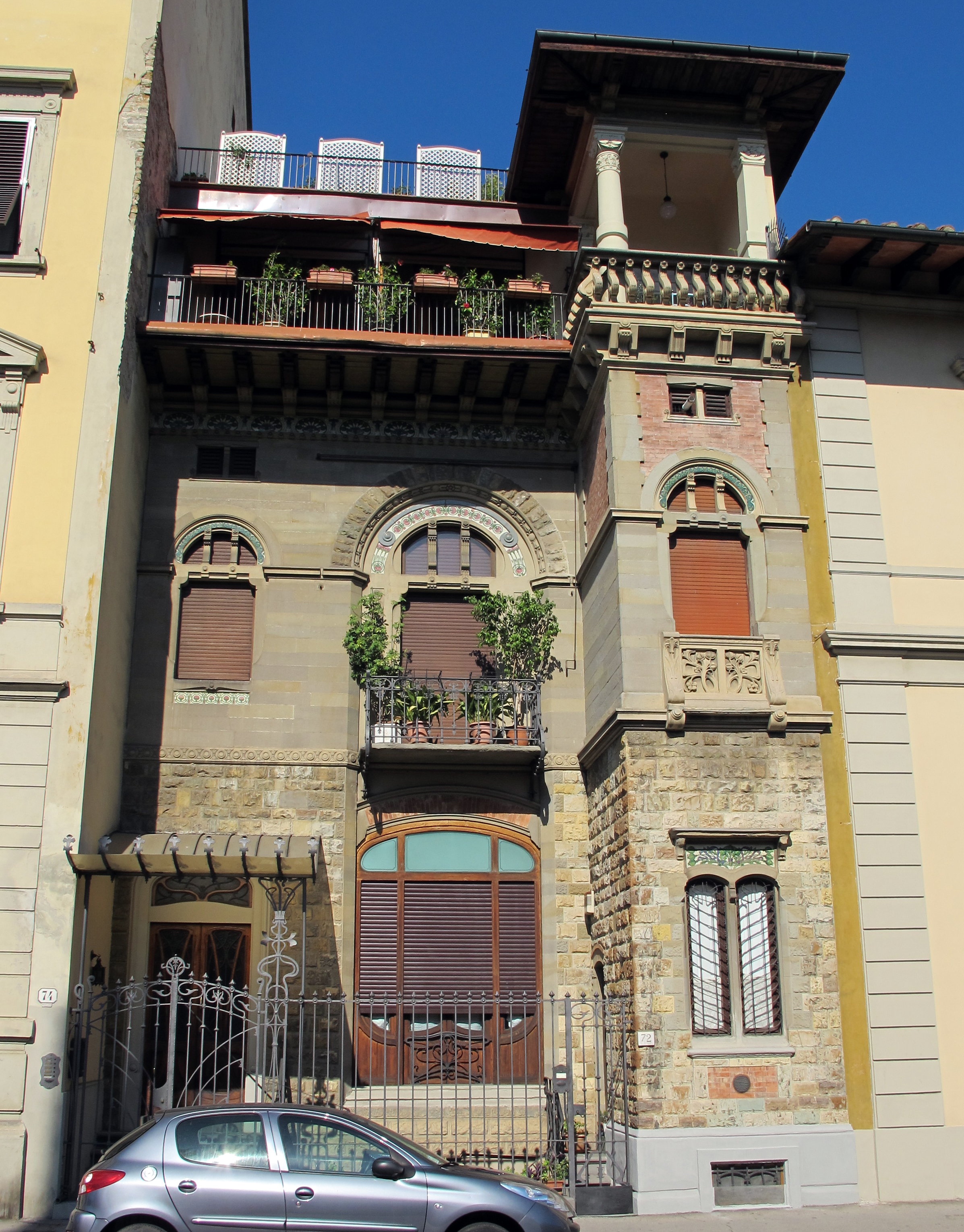
Villino Ciuti a Firenze, 1910
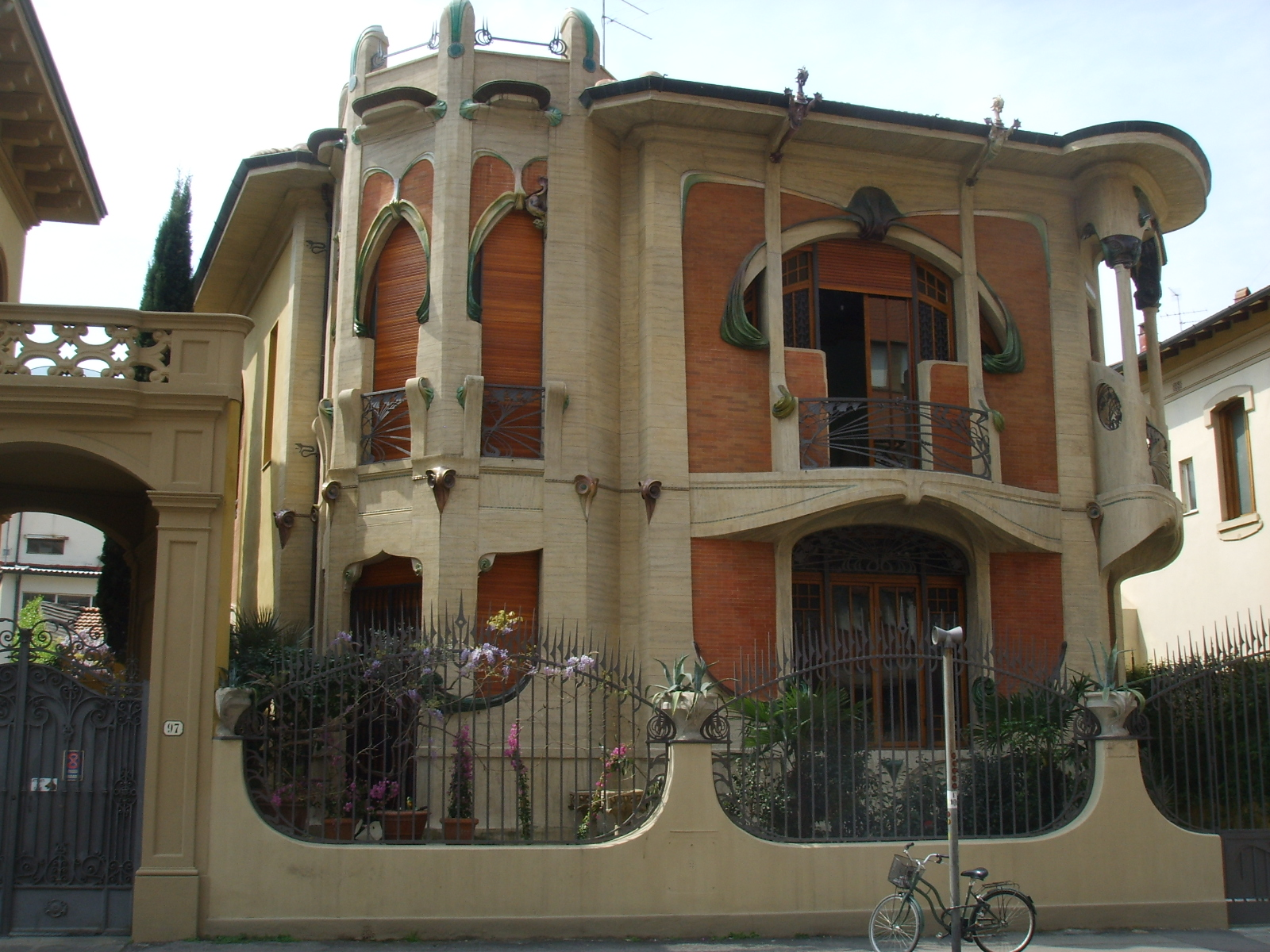
Villino Broggi-Caraceni a Firenze, di Giovanni Michelazzi, 1910-11
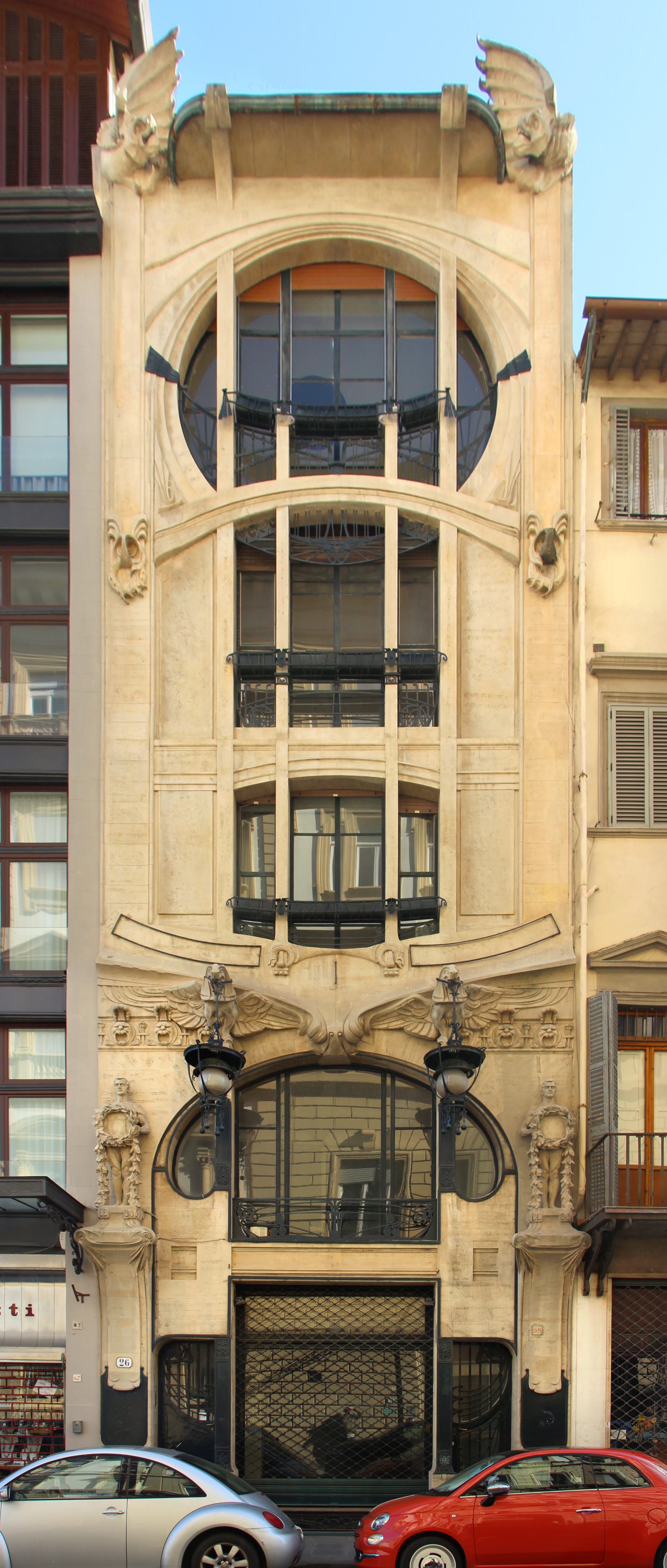
Casa-galleria Vichi a Firenze, di Giovanni Michelazzi, 1911
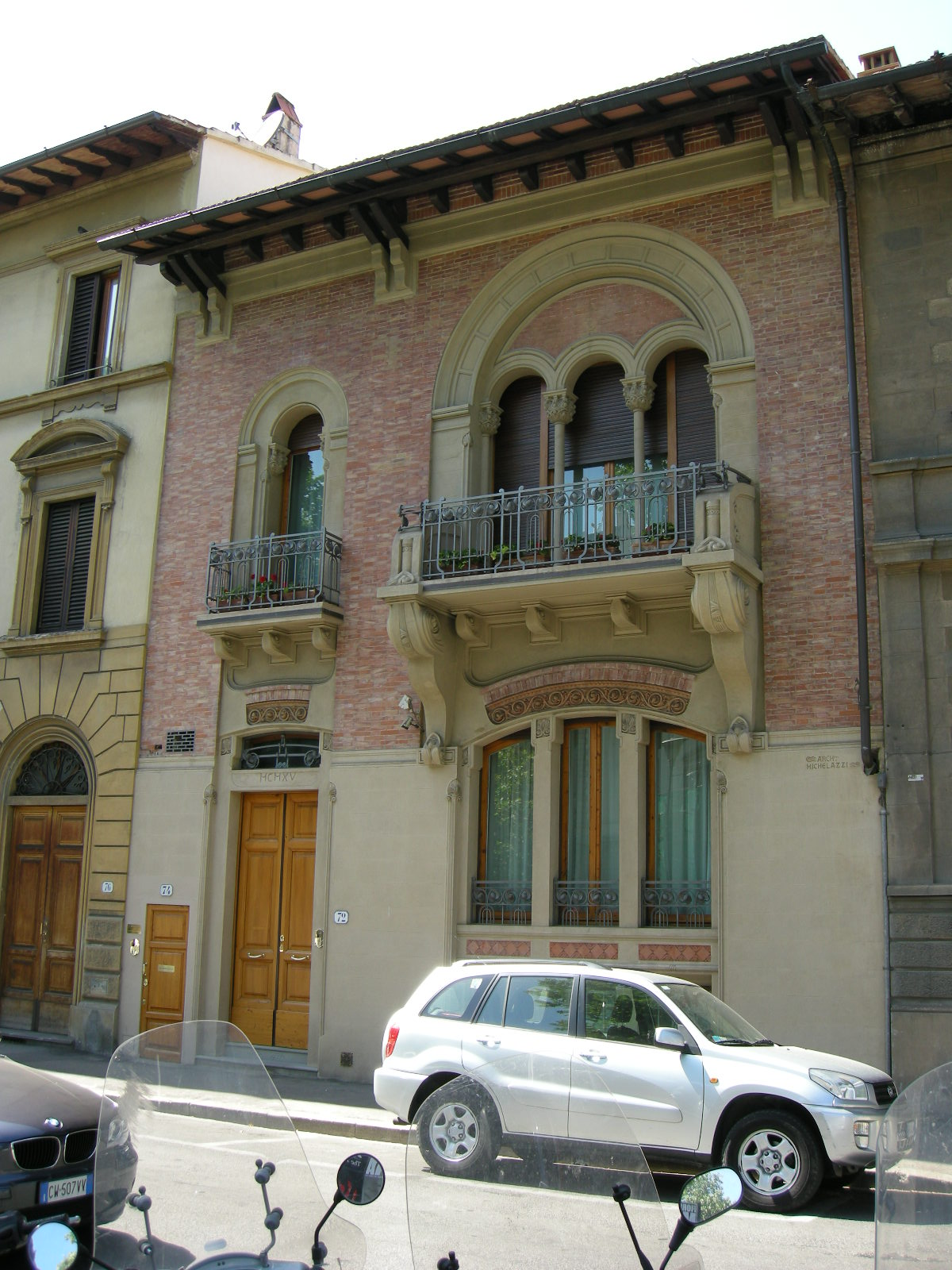
Villino Galeotti-Flori a Firenze, di Giovanni Michelazzi, 1914-15
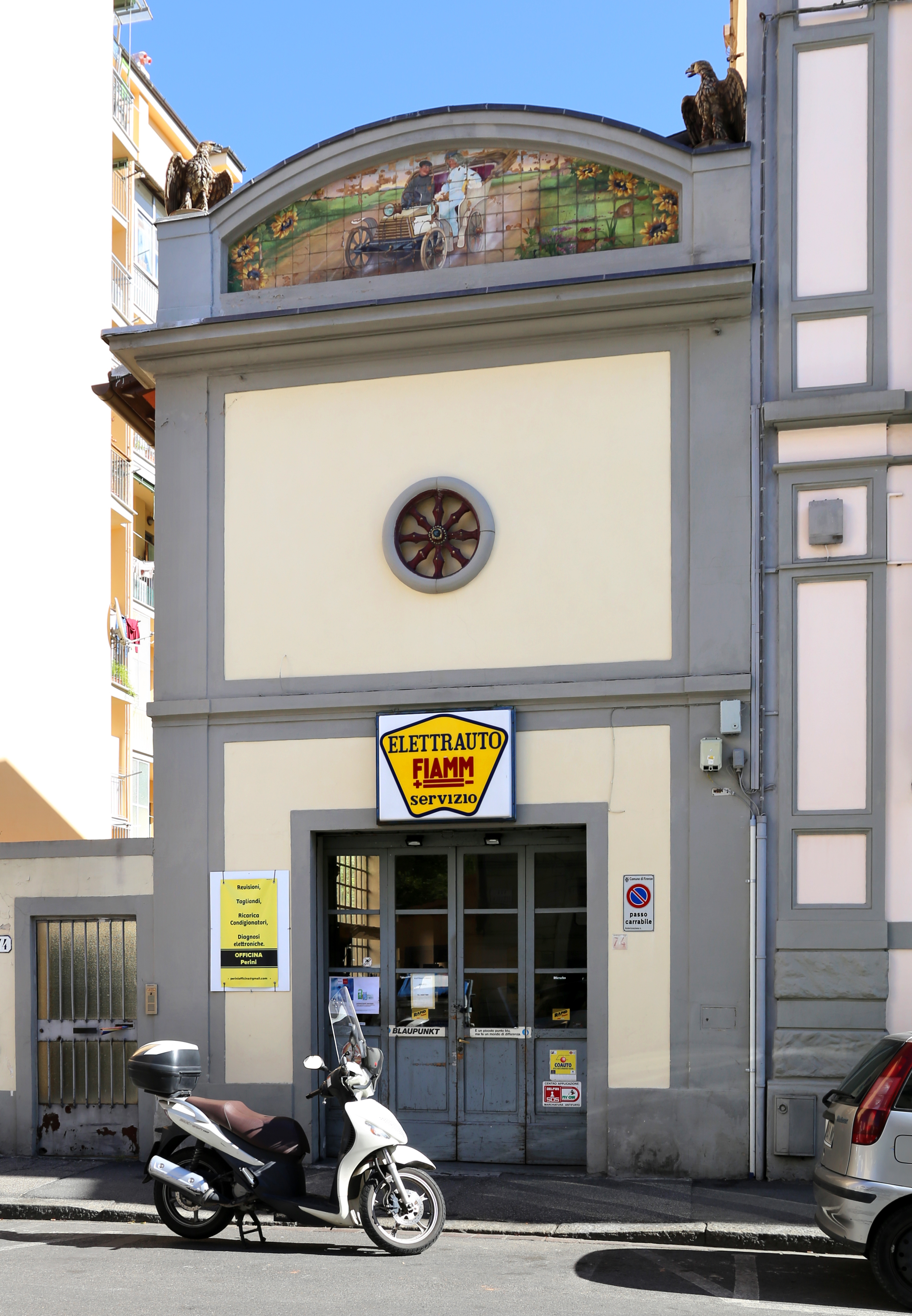
Garage Liberty a Firenze

Livorno

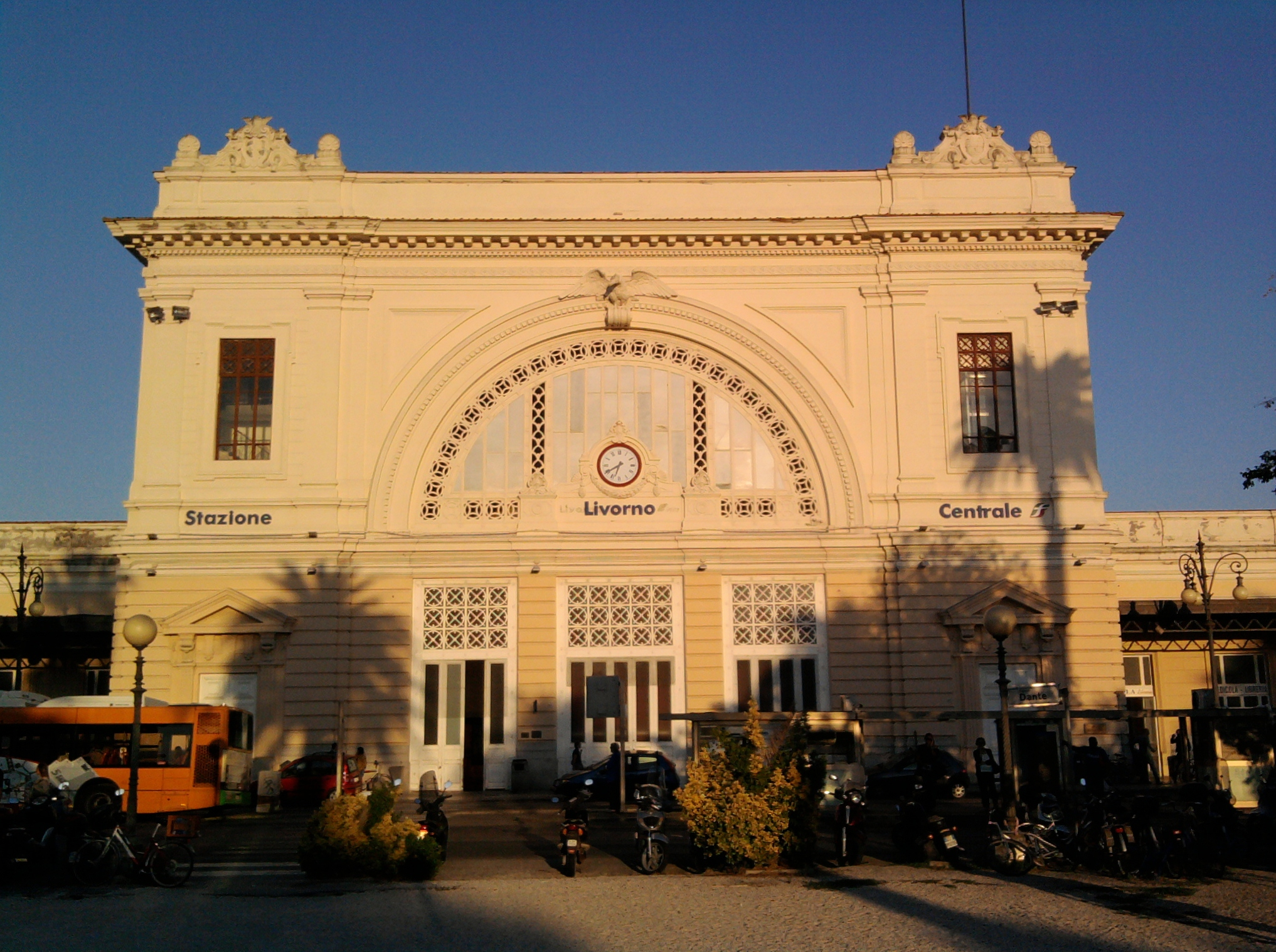
Stazione di Livorno Centrale
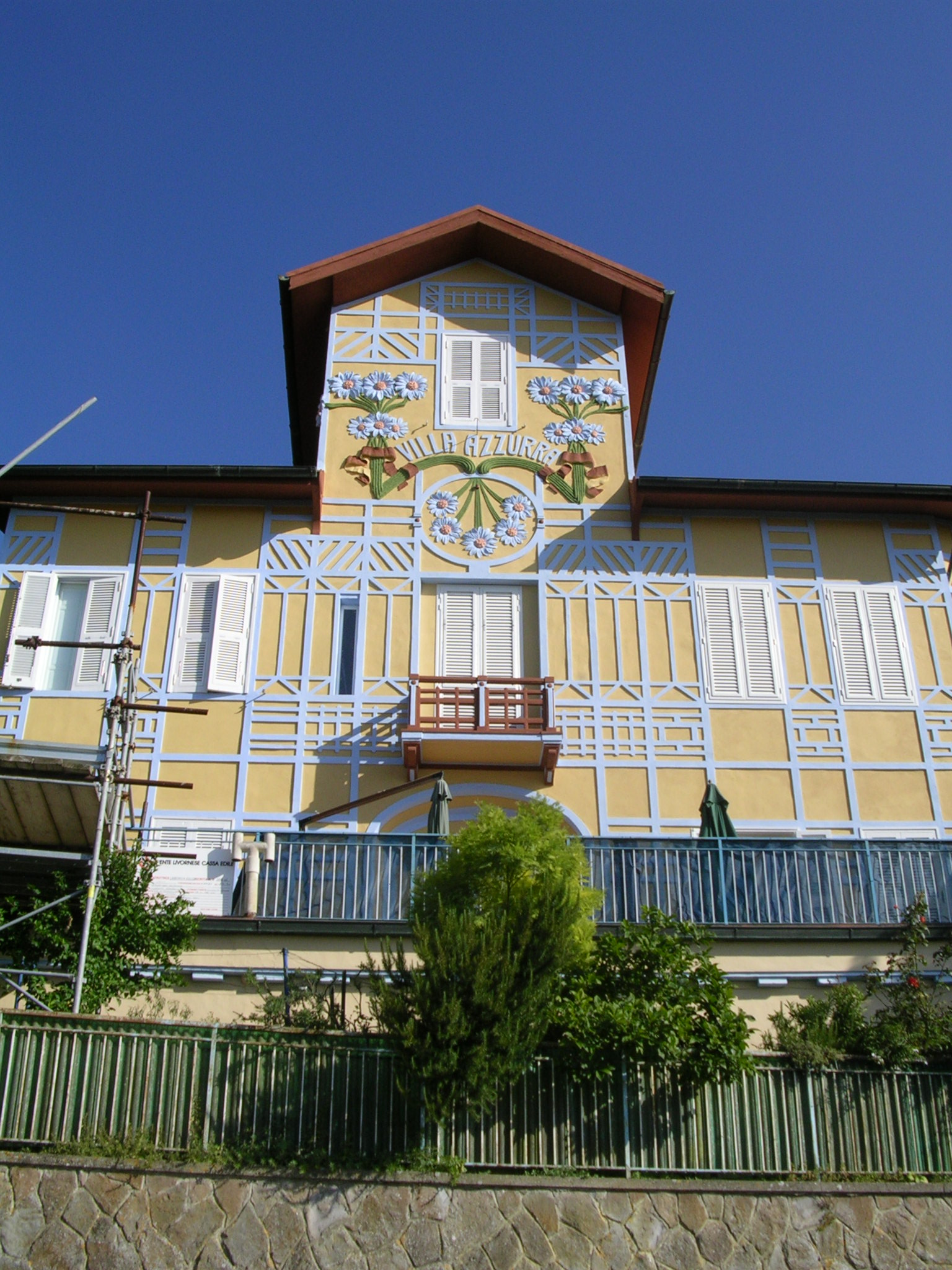
Villa Azzurra a Montenero
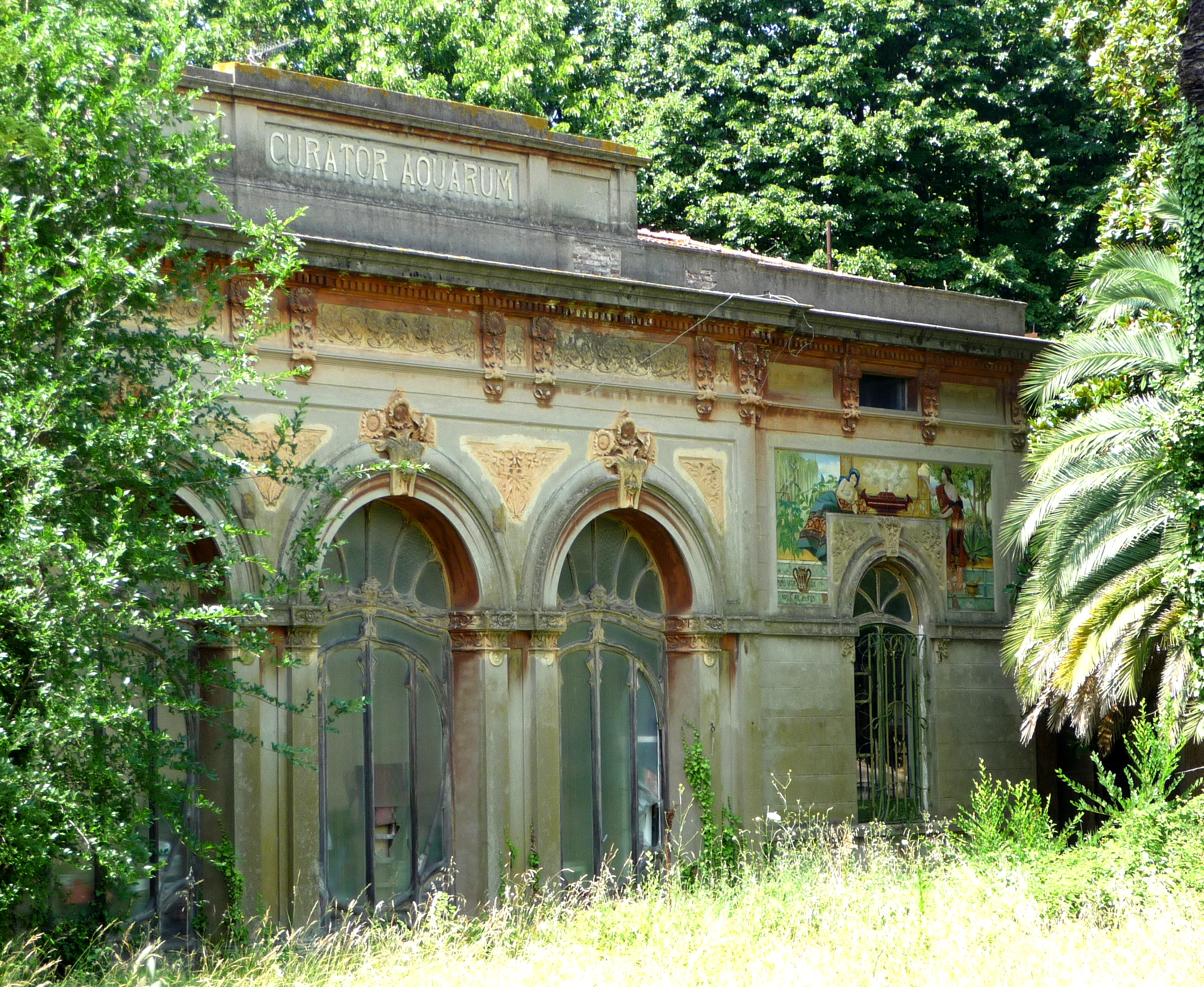
Terme del Corallo a Livorno, di Angiolo Badaloni, 1904

Grosseto

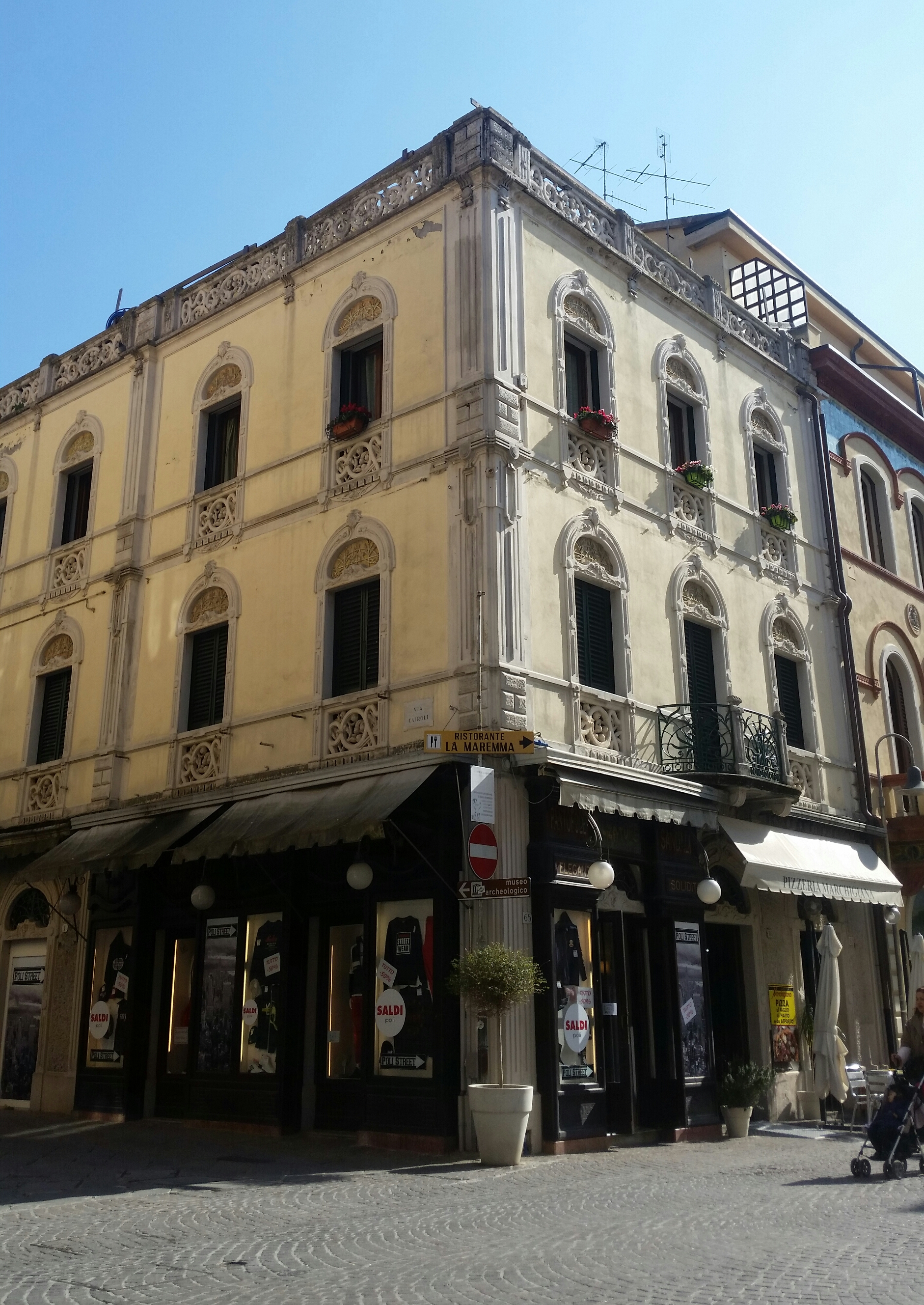
Palazzo Tognetti, di Giuseppe Luciani, 1910
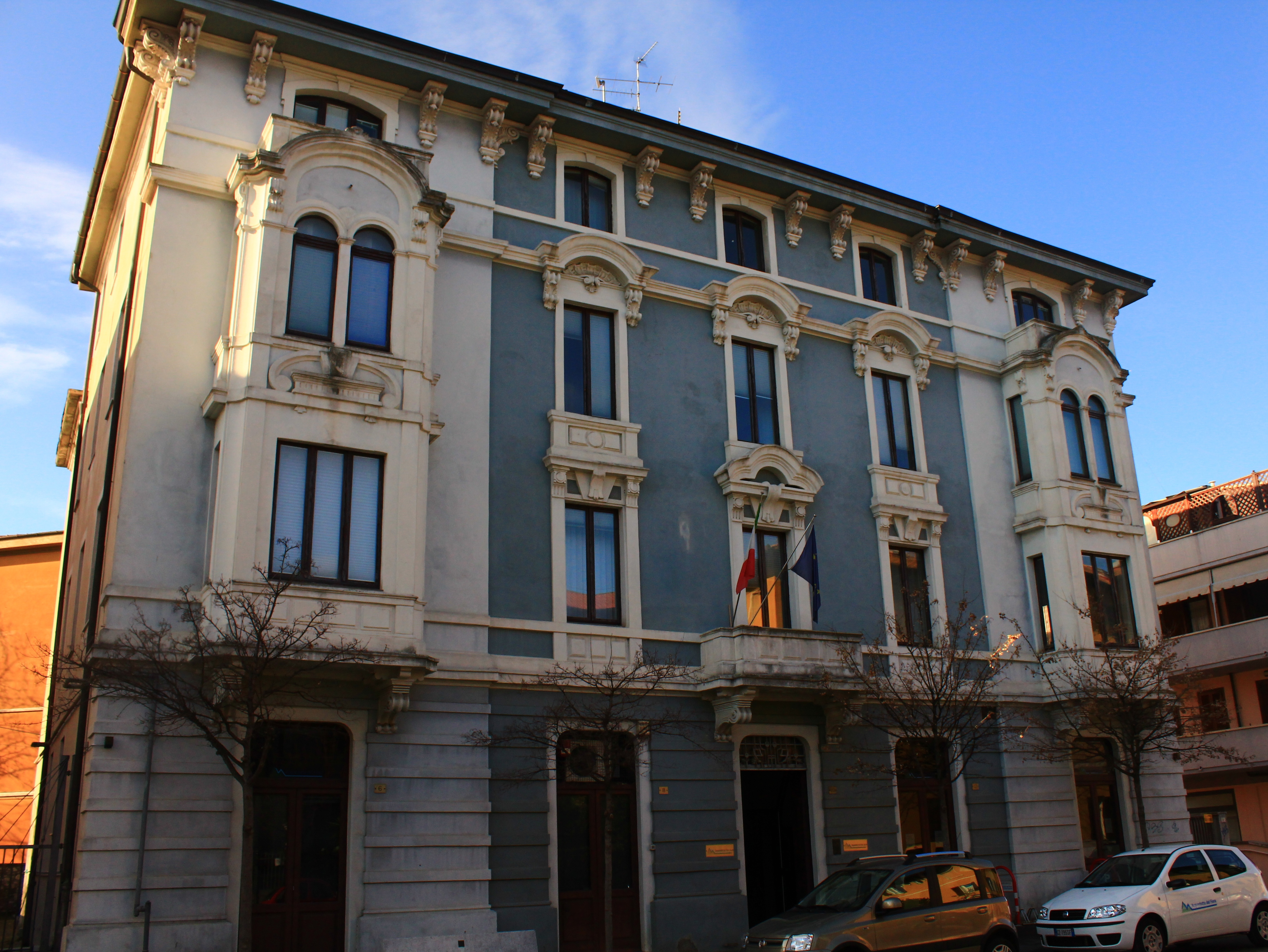
Palazzina Tempesti, di Corrado Andreini, 1913
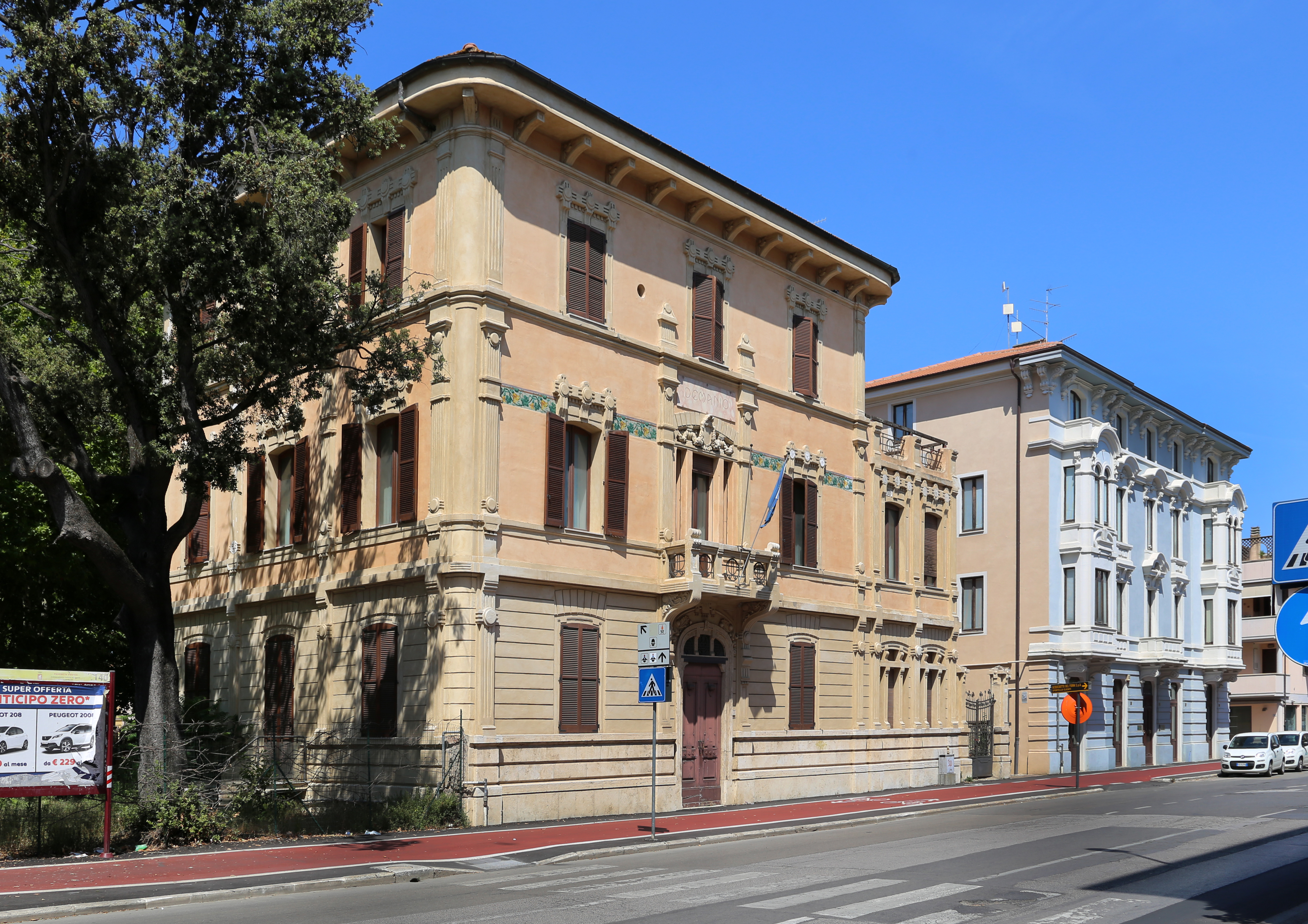
Villino Andreini, di Corrado Andreini, 1909

Viareggio

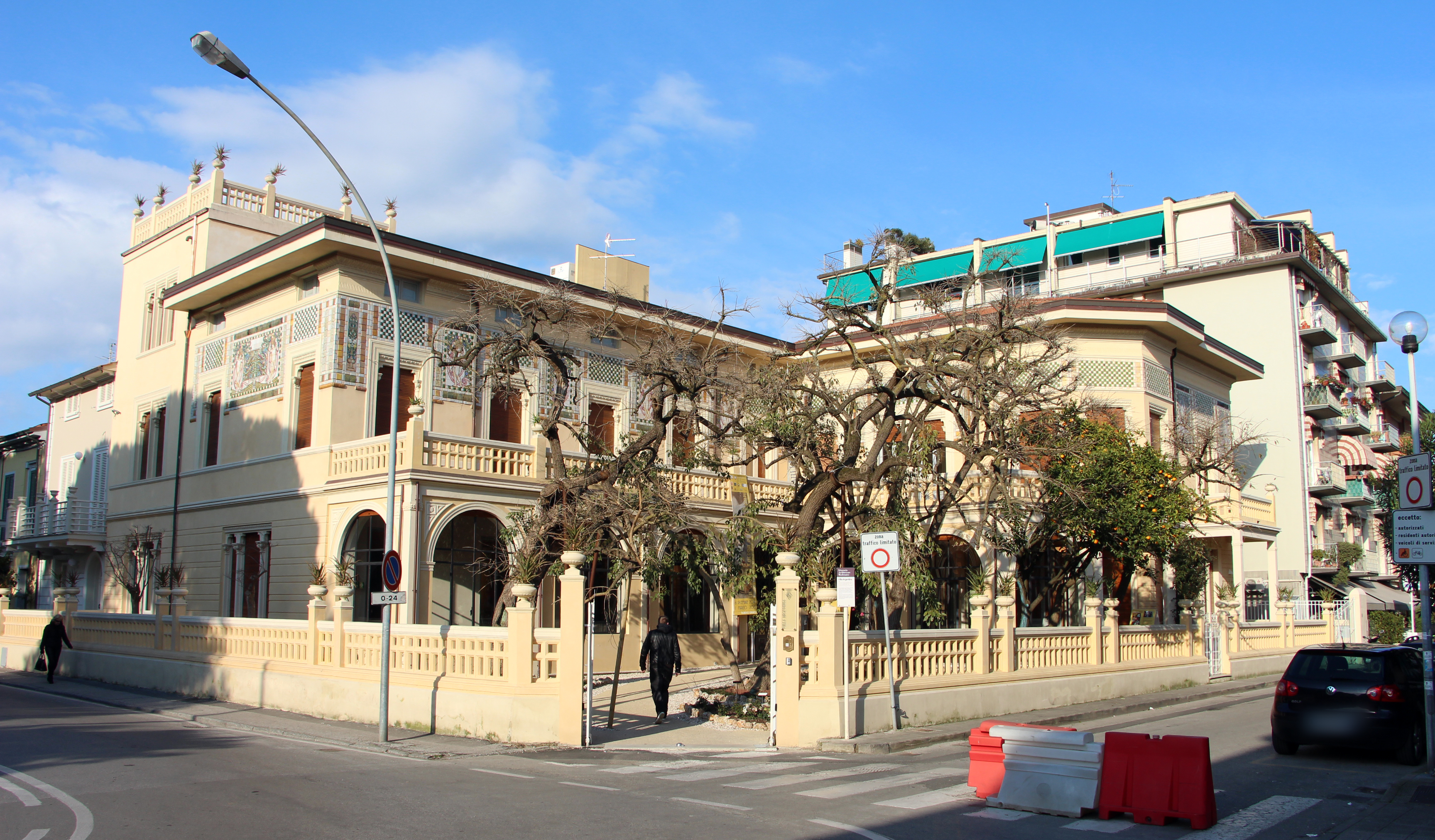
Villa Argentina a Viareggio, decorata da Galileo Chini
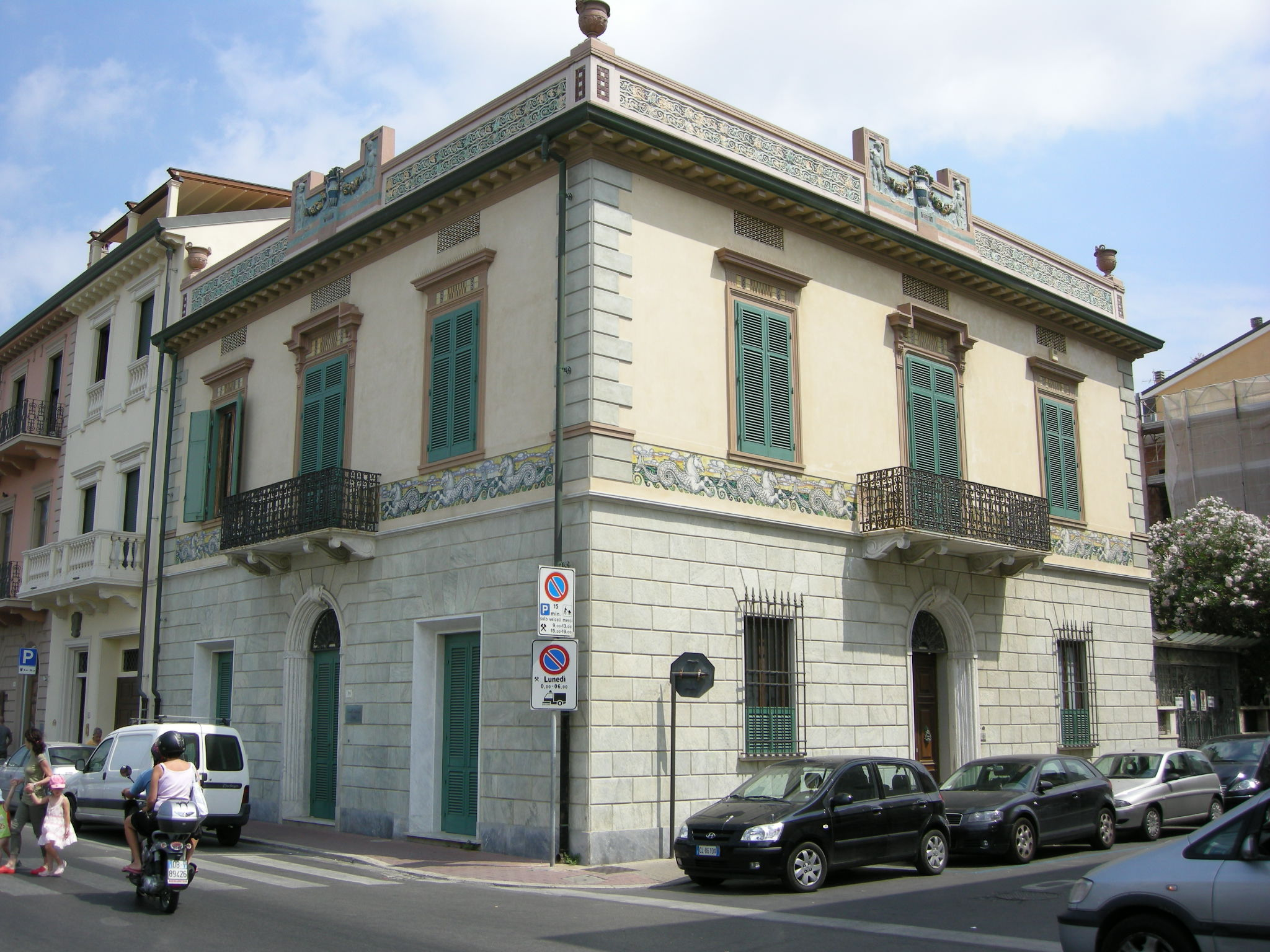
Villino Tolomei a Viareggio
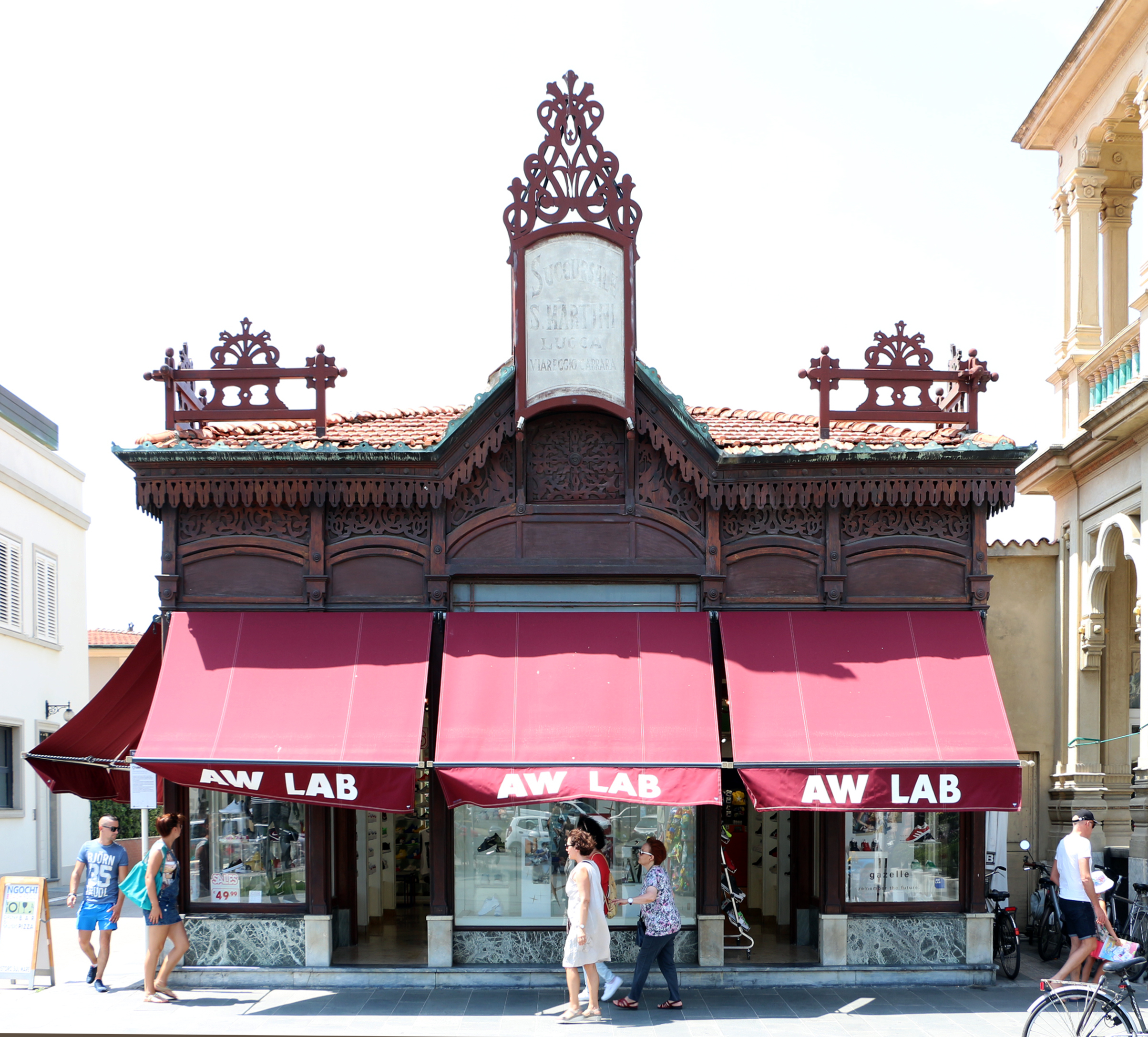
Negozio Martini a Viareggio, di Modesto Orzali (padre di Gaetano), 1899

### Marche

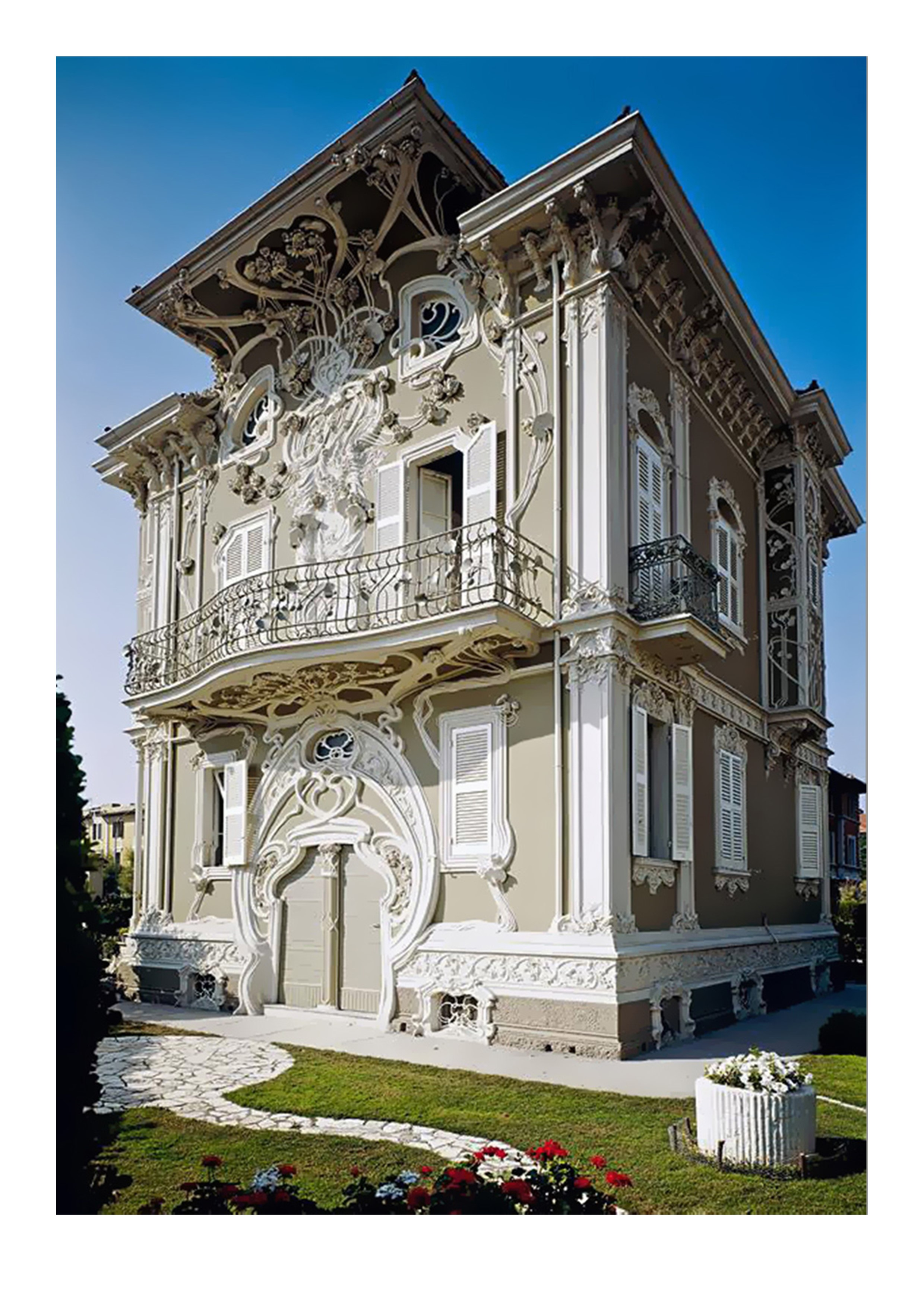
Villino Ruggeri, Pesaro, 1907
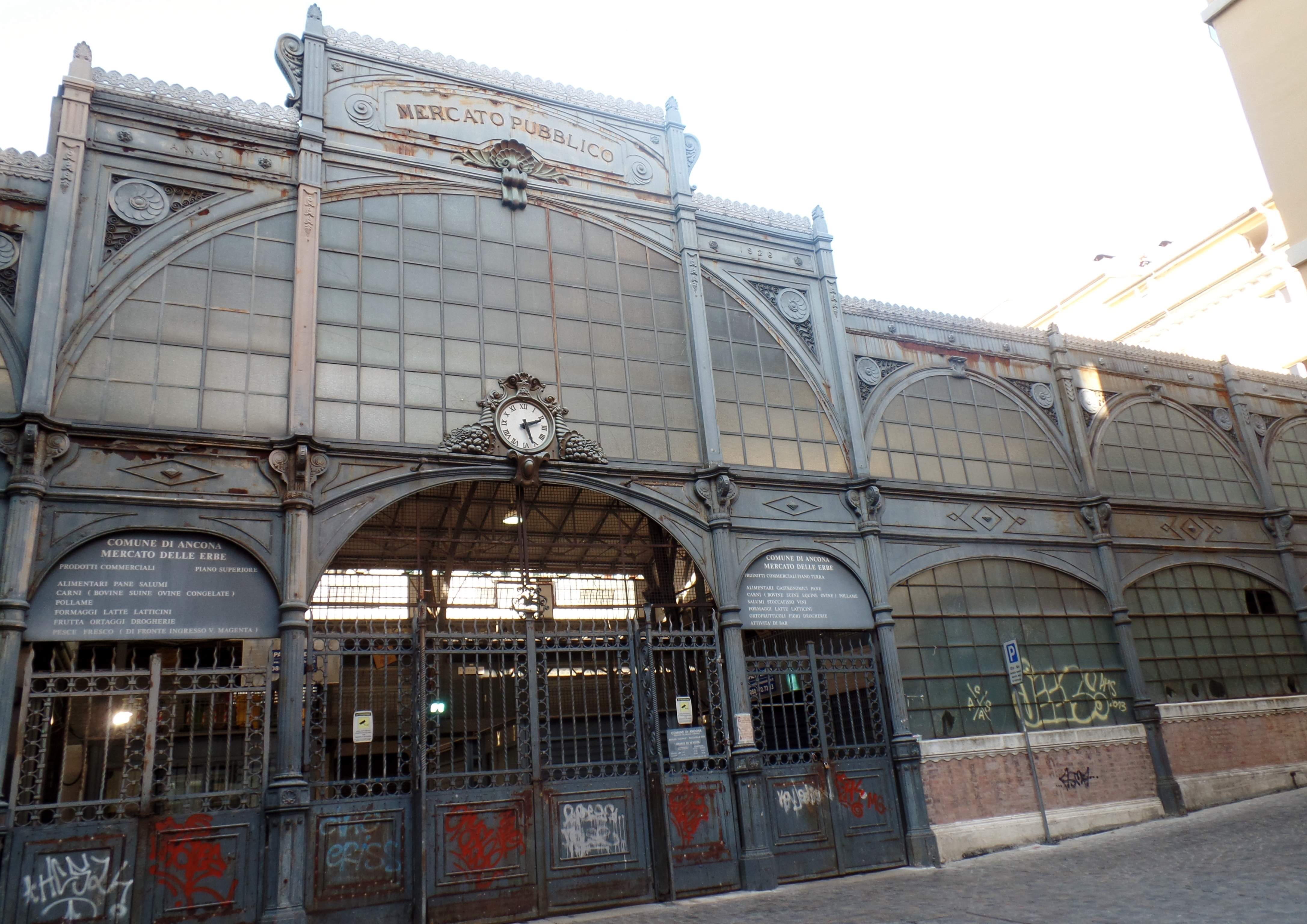
Mercato delle Erbe (Ancona), 1926

### Lazio
Roma

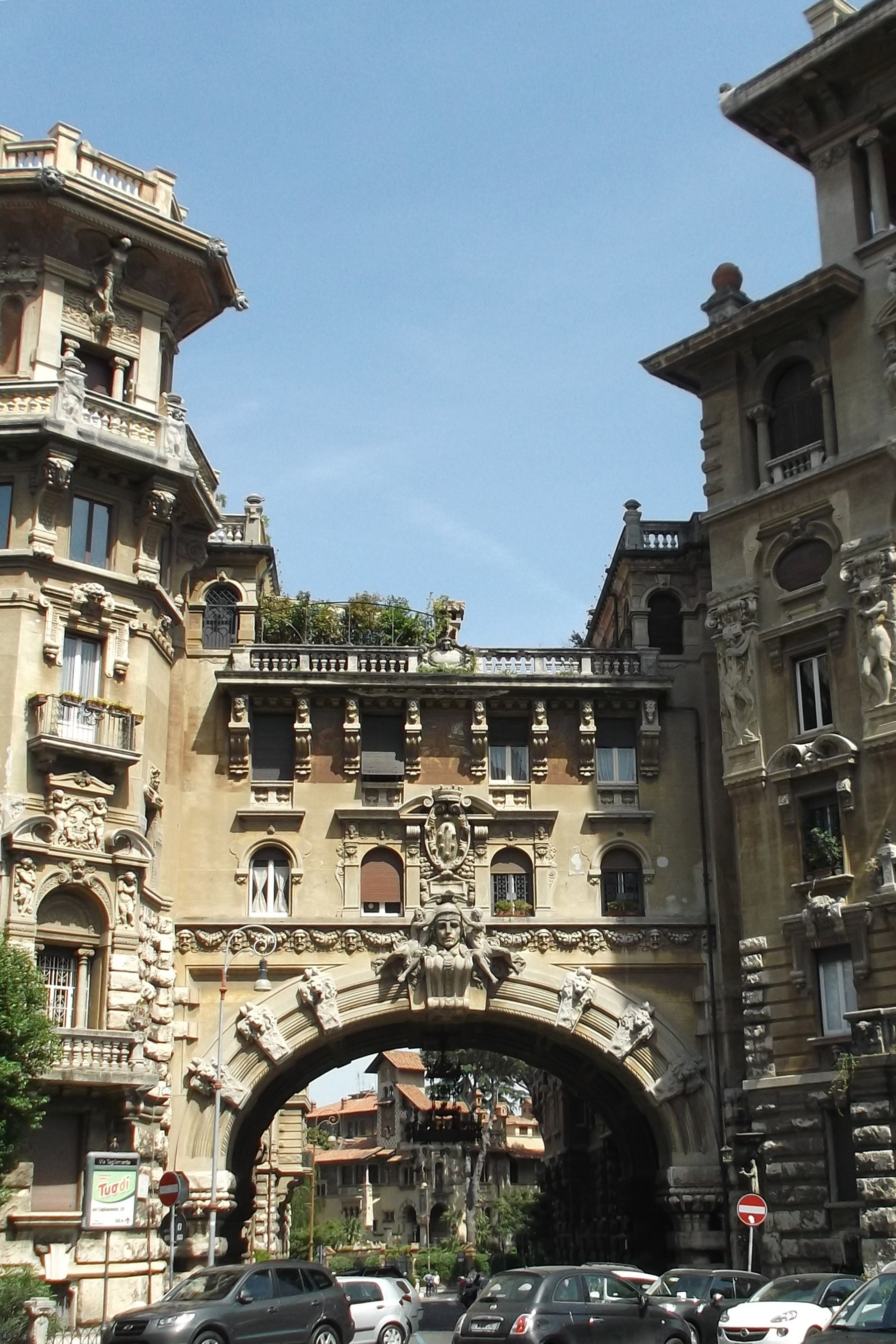
Palazzi degli Ambasciatori (Quartiere Coppedè), Roma
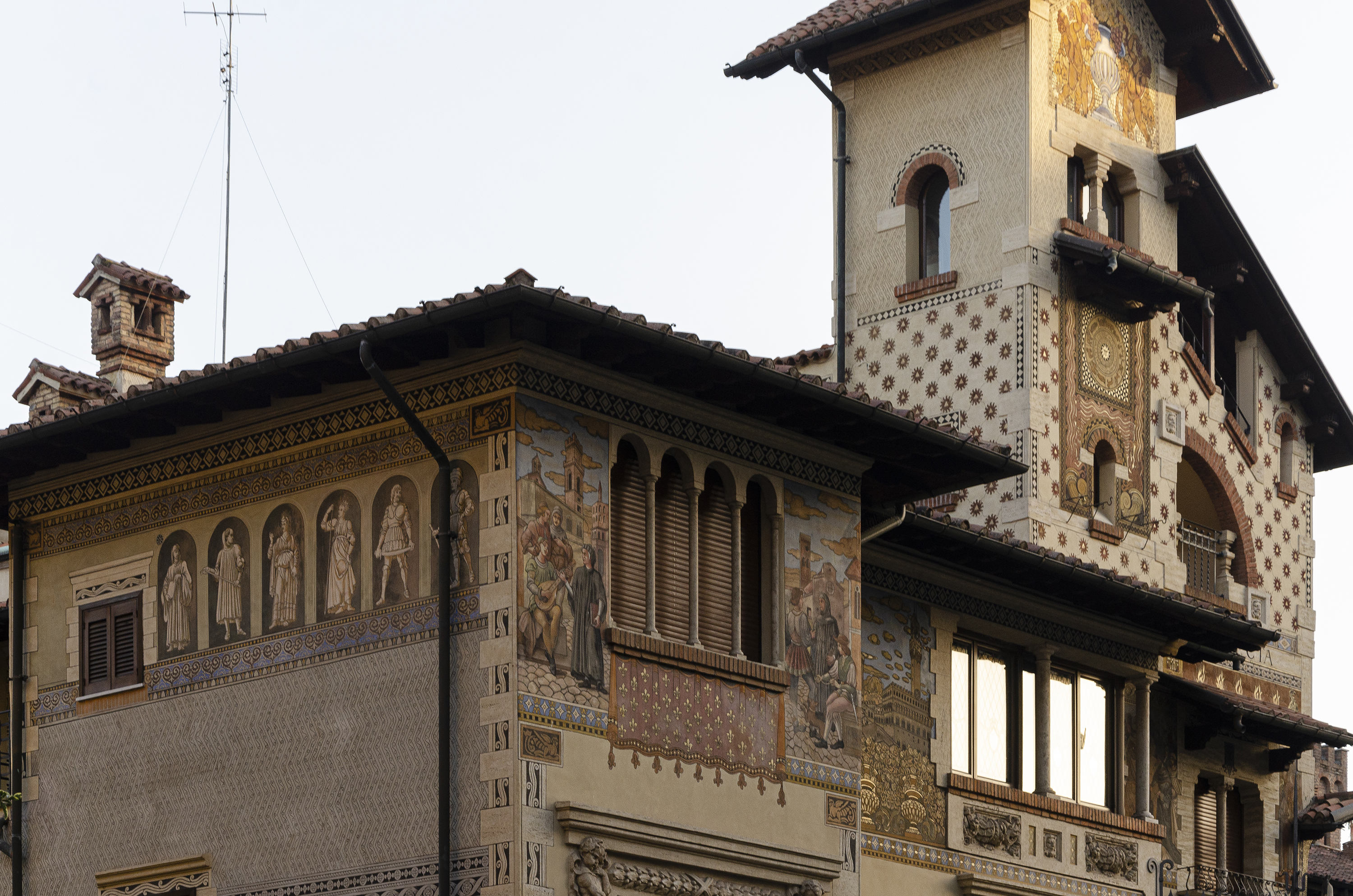
Villini delle Fate, Quartiere Coppedè
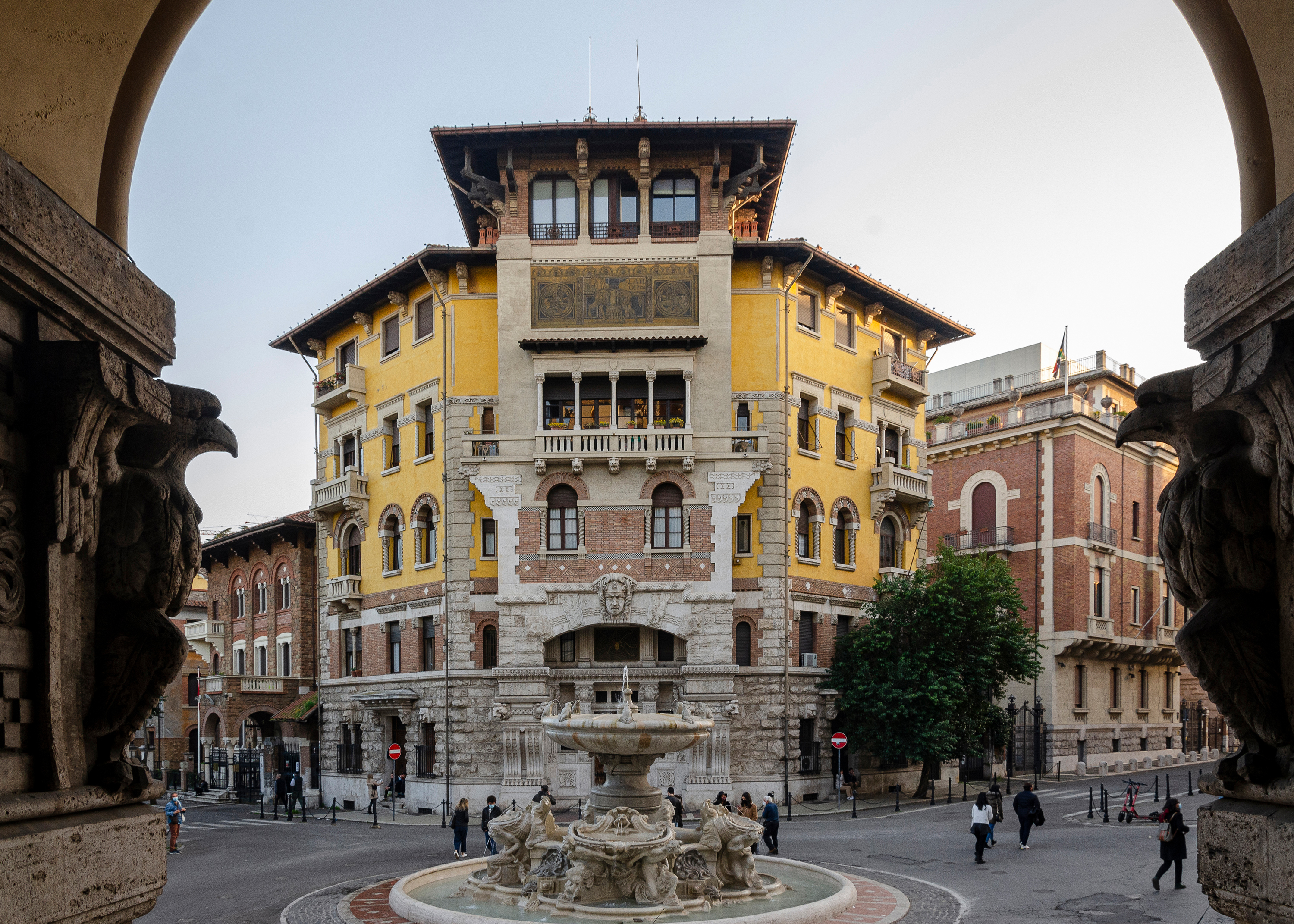
Palazzo del Ragno, Quartiere Coppedè
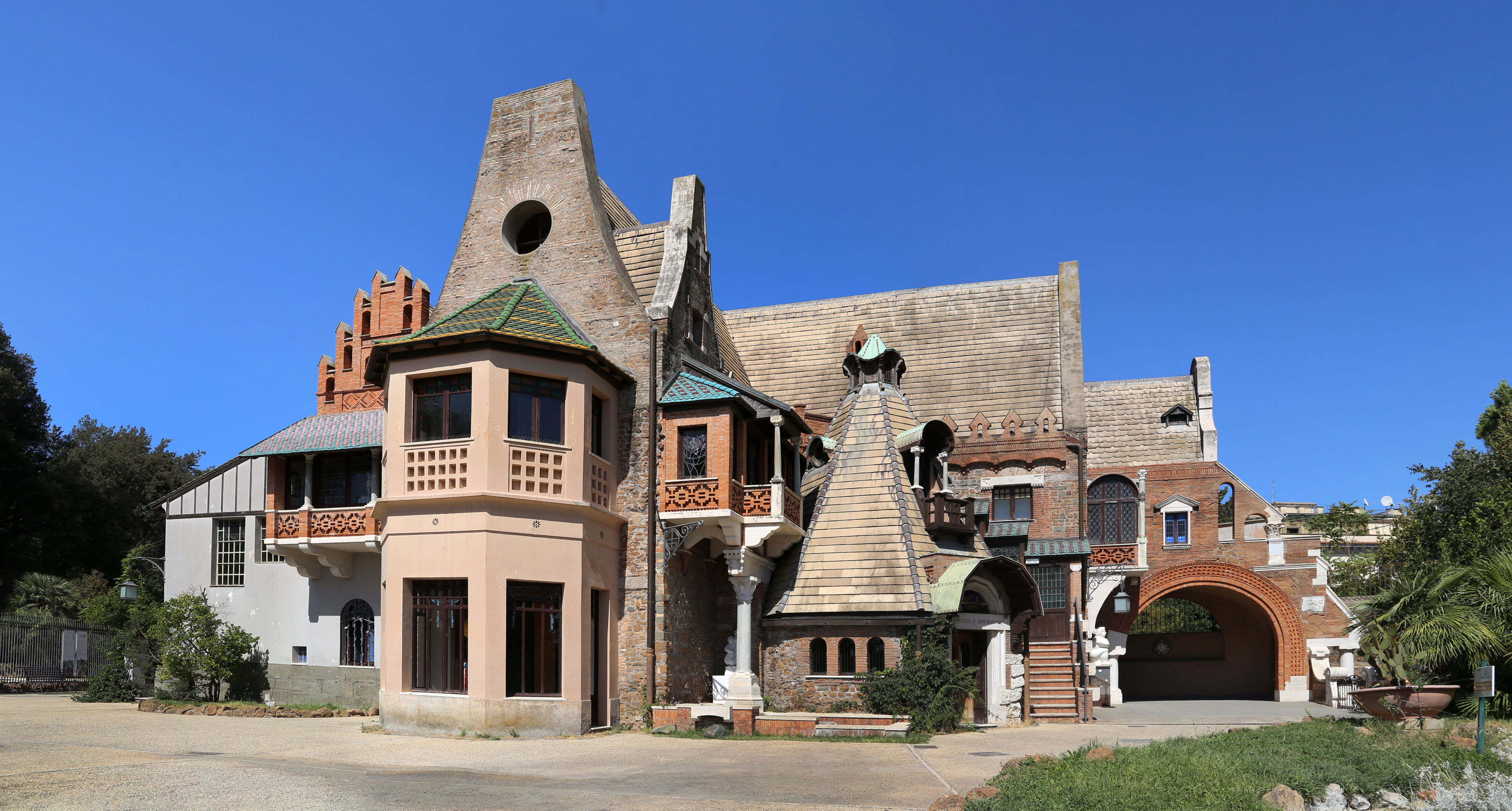
Casina delle civette

Rieti

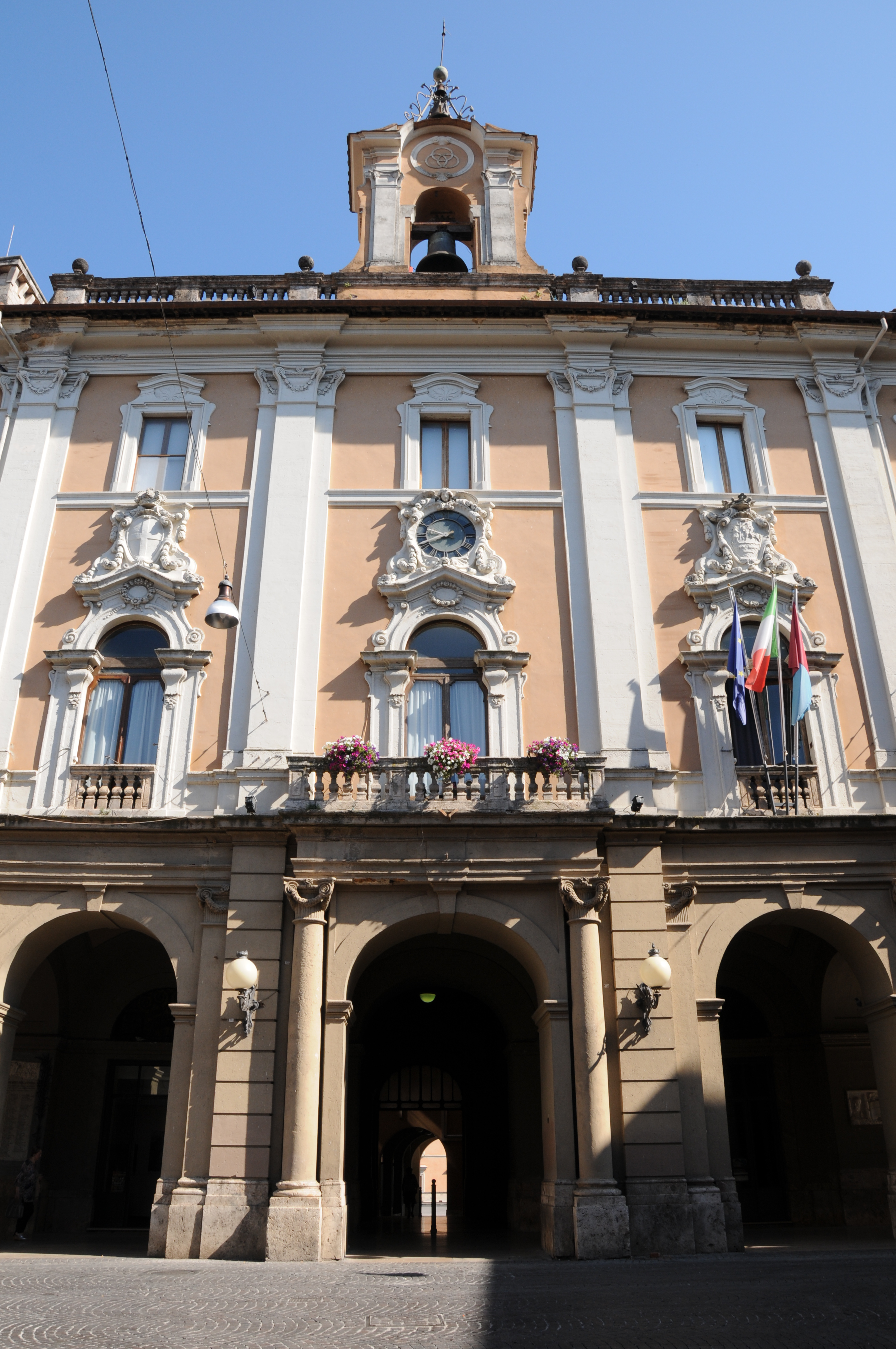
Palazzo Comunale (Rieti)

### Abruzzo

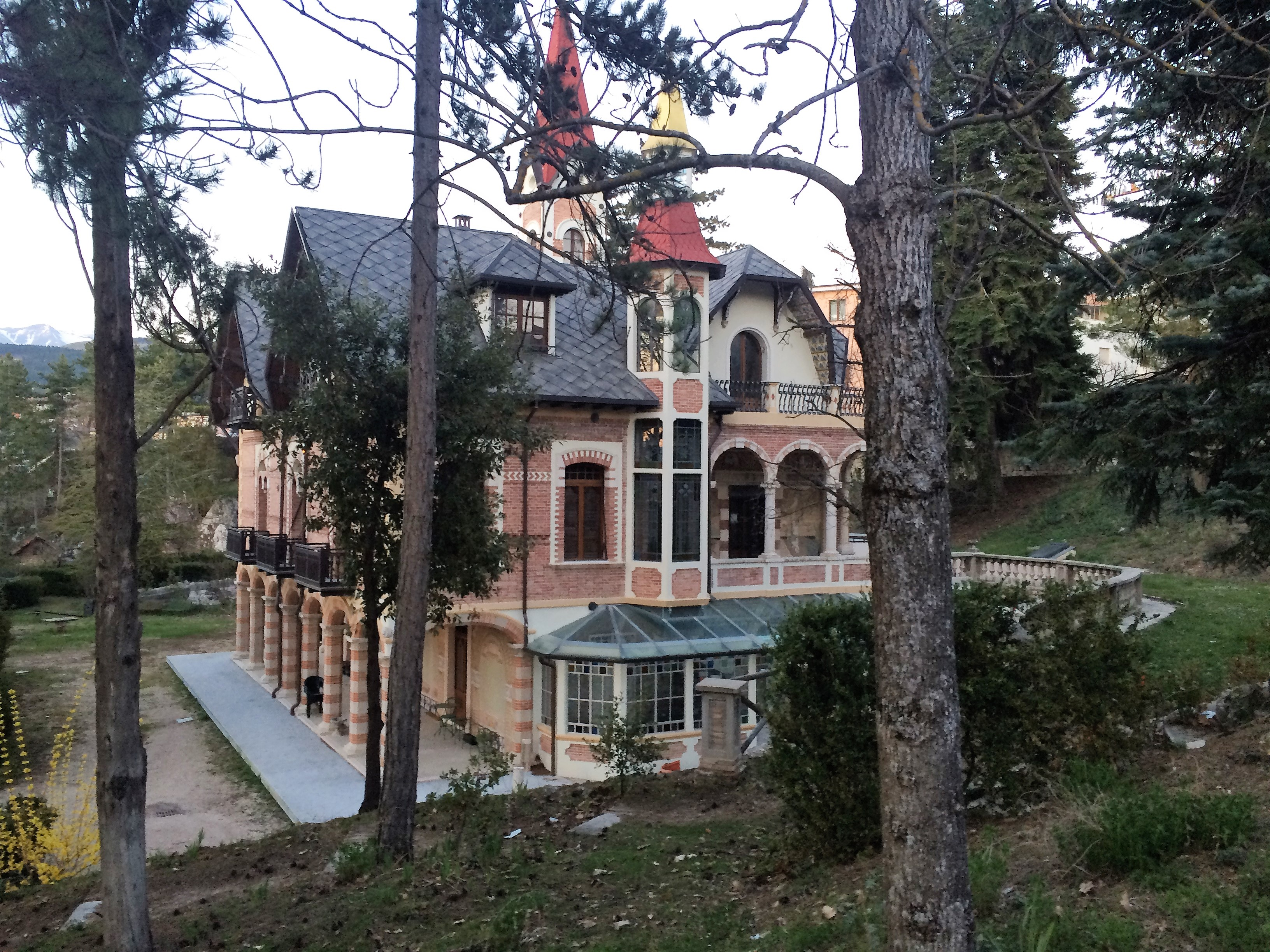
Villa Silvestrella all'Aquila, ca. 1915
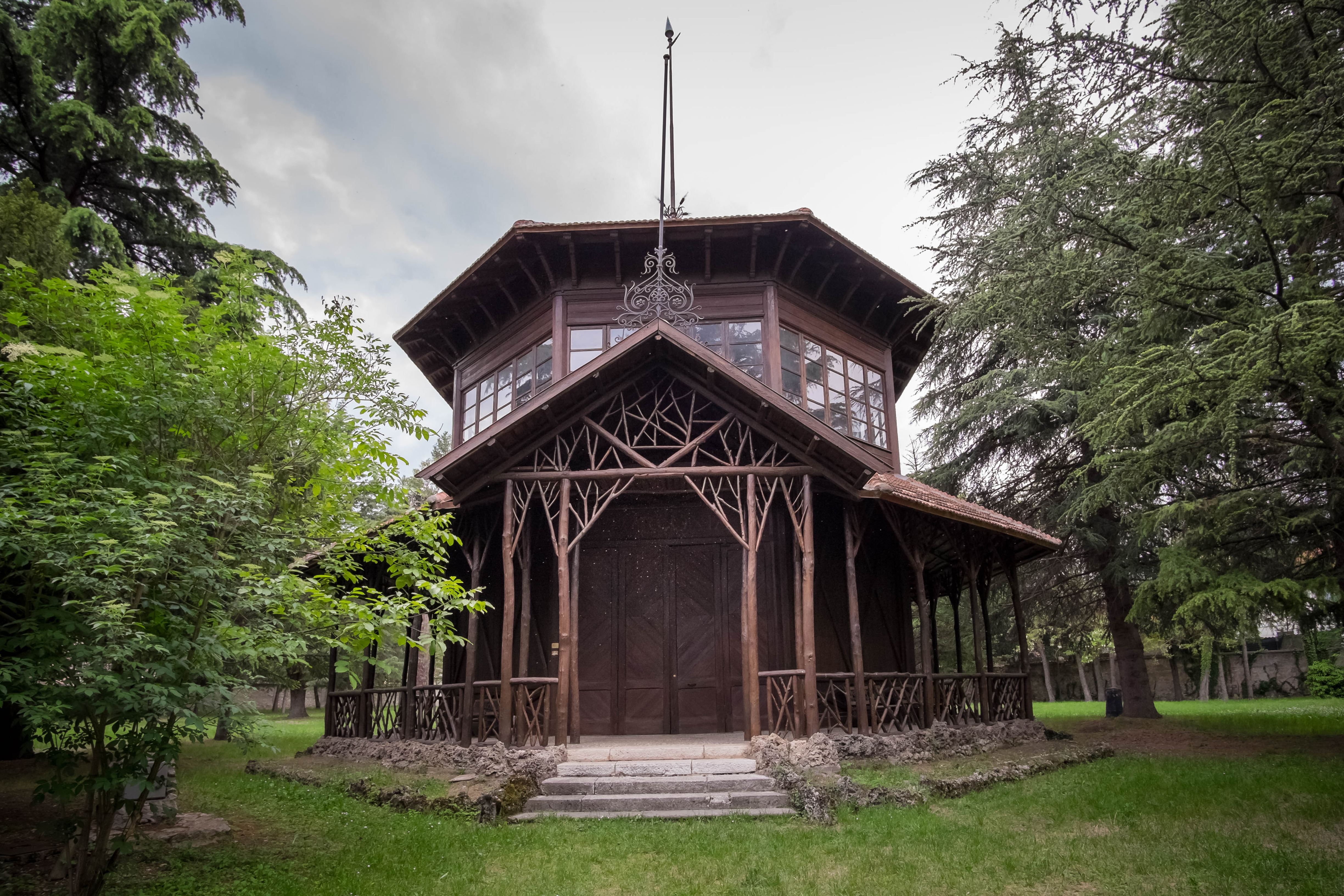
Padiglione Torlonia ad Avezzano, 1891
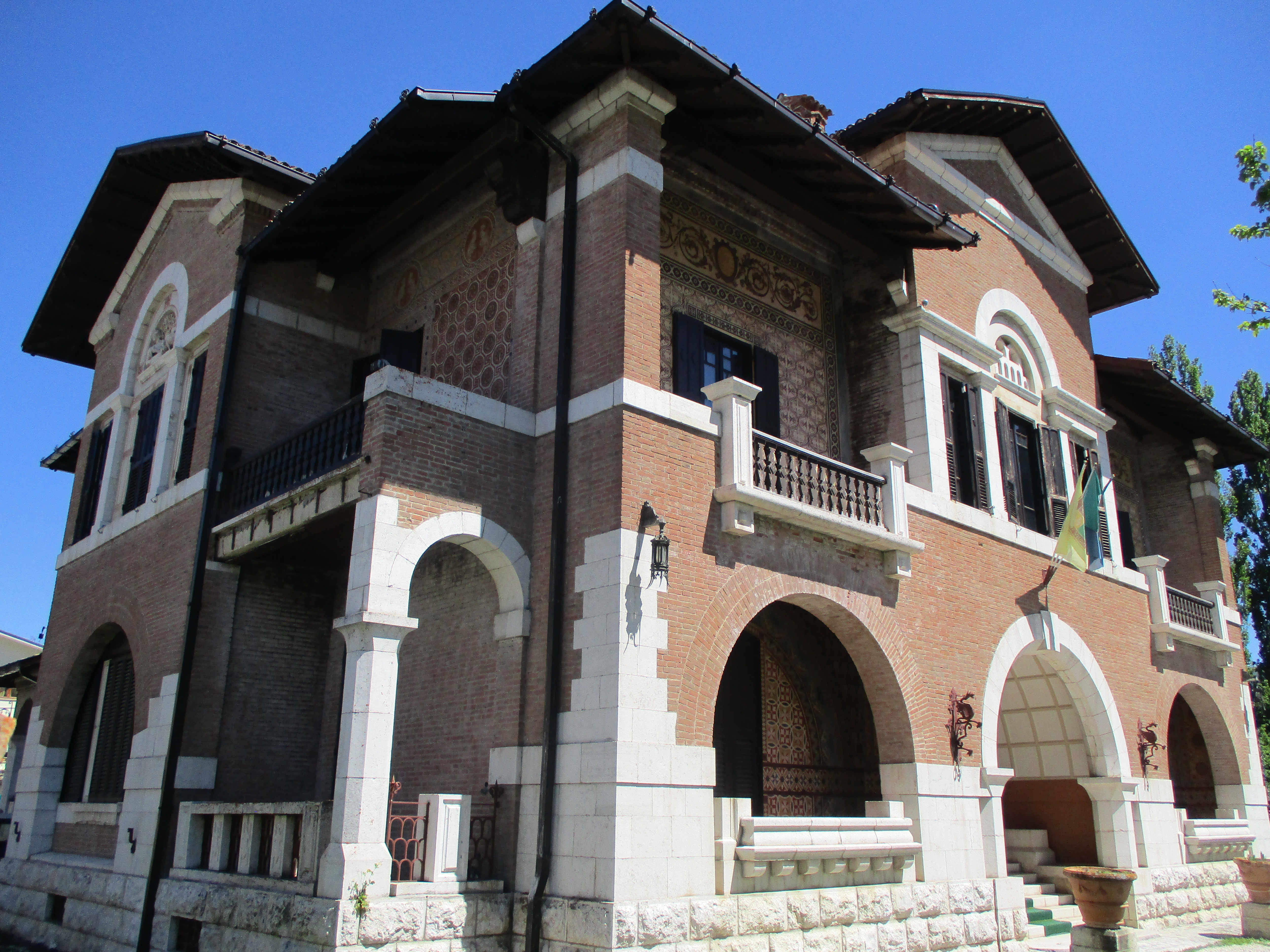
Villa Cidonio a Rocca di Mezzo, 1925 ca.
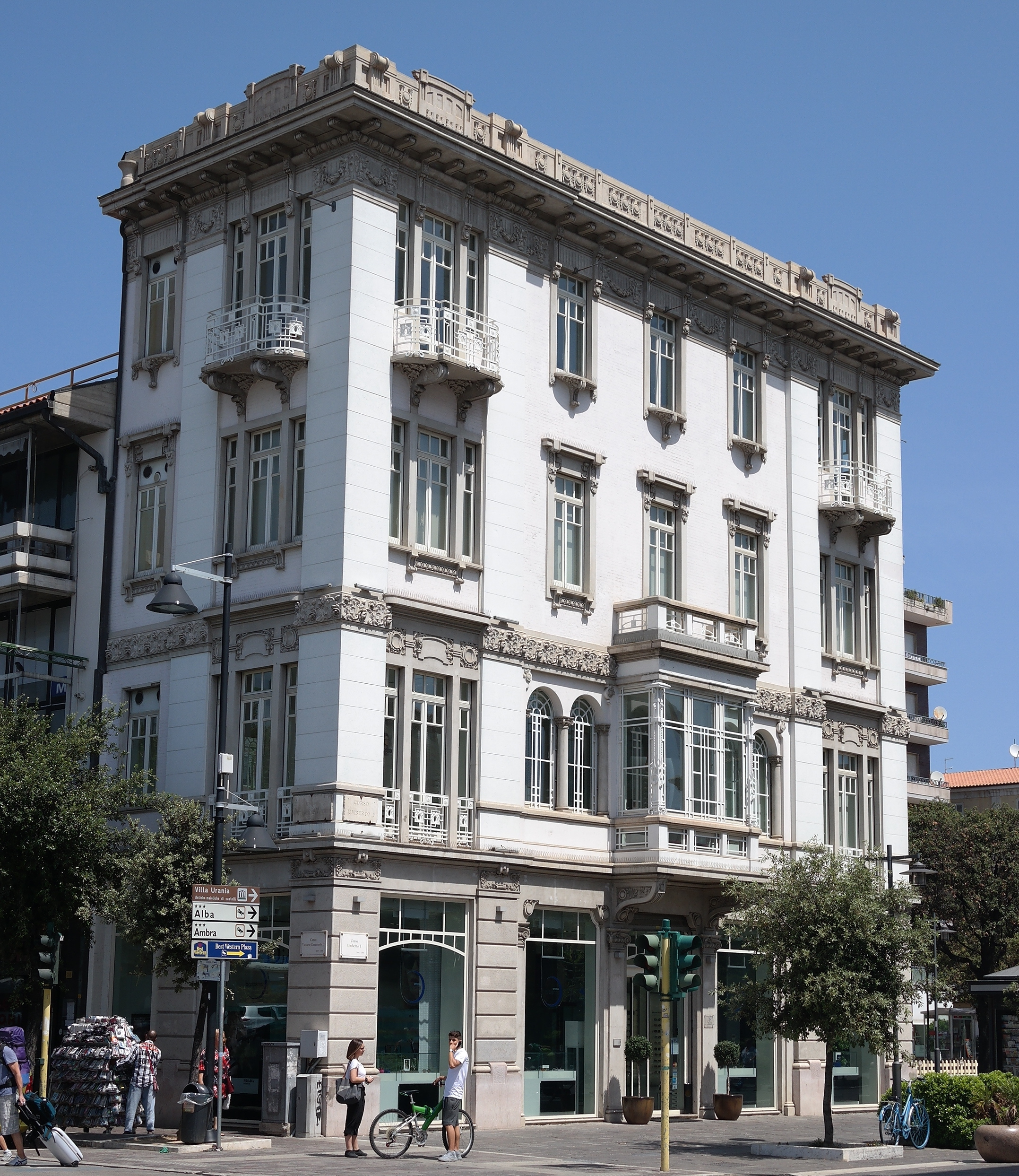
Palazzo Imperato, a Pescara, 1926

### Campania

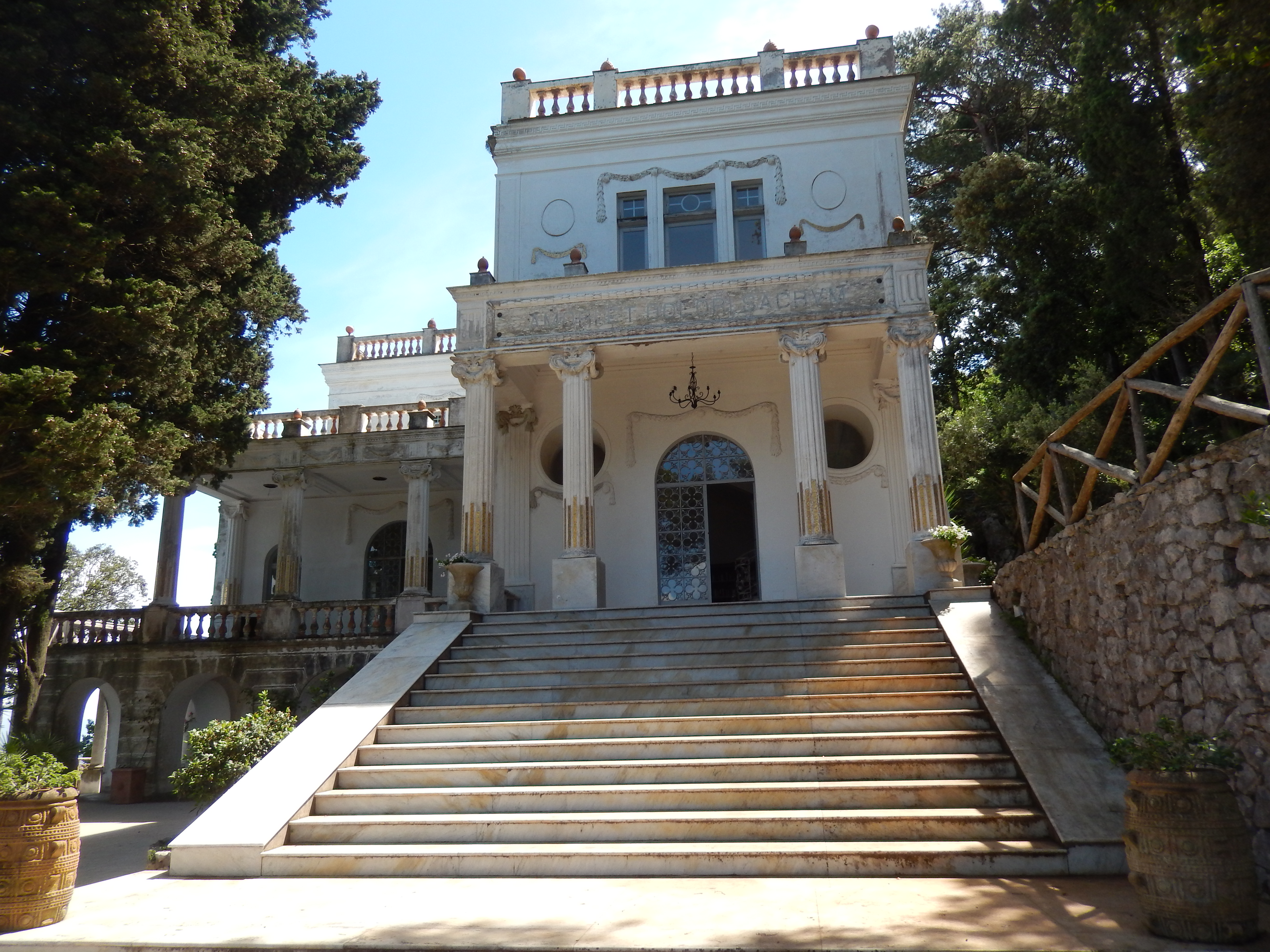
Villa Lysis (Capri)

Napoli

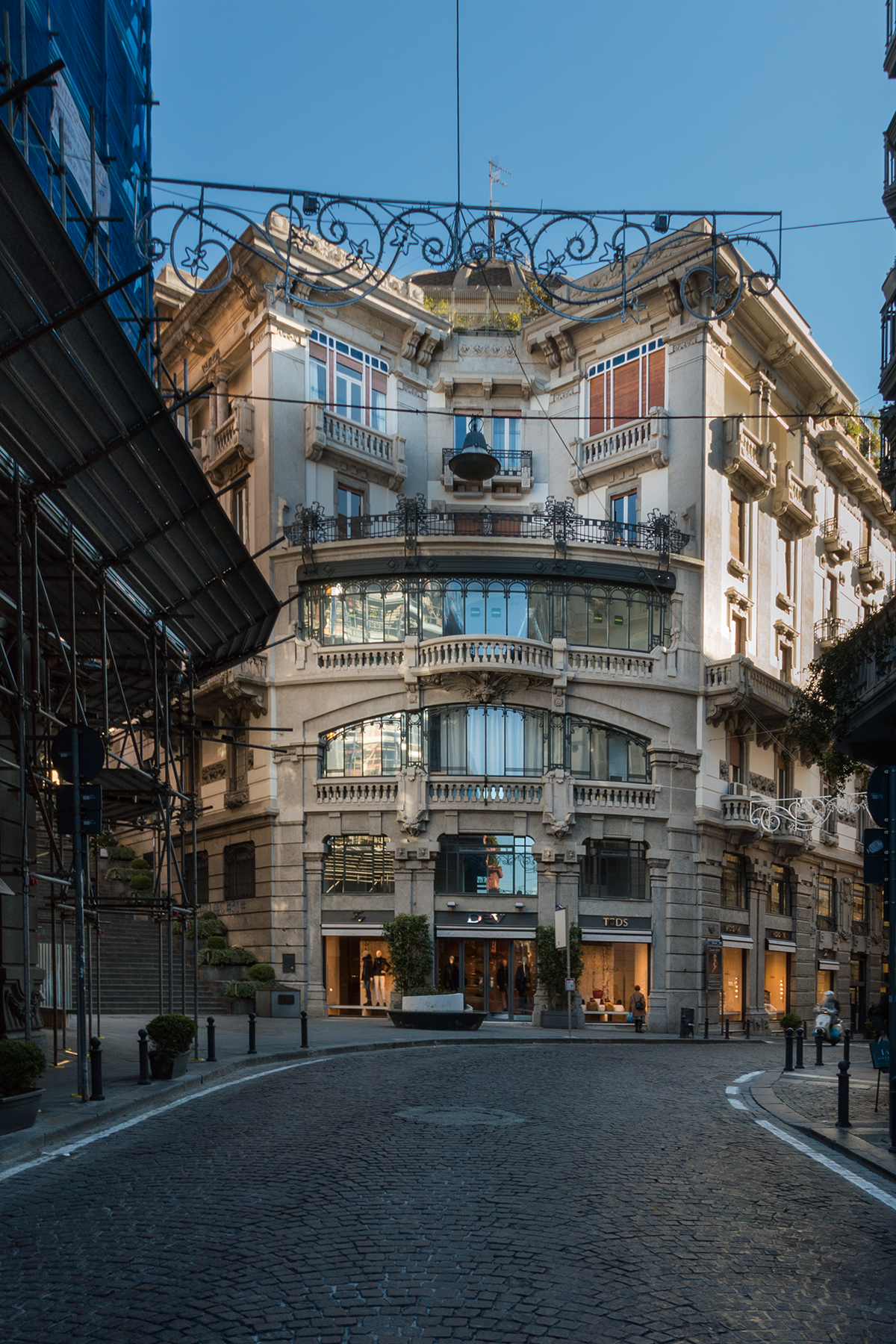
Palazzo Mannajuolo
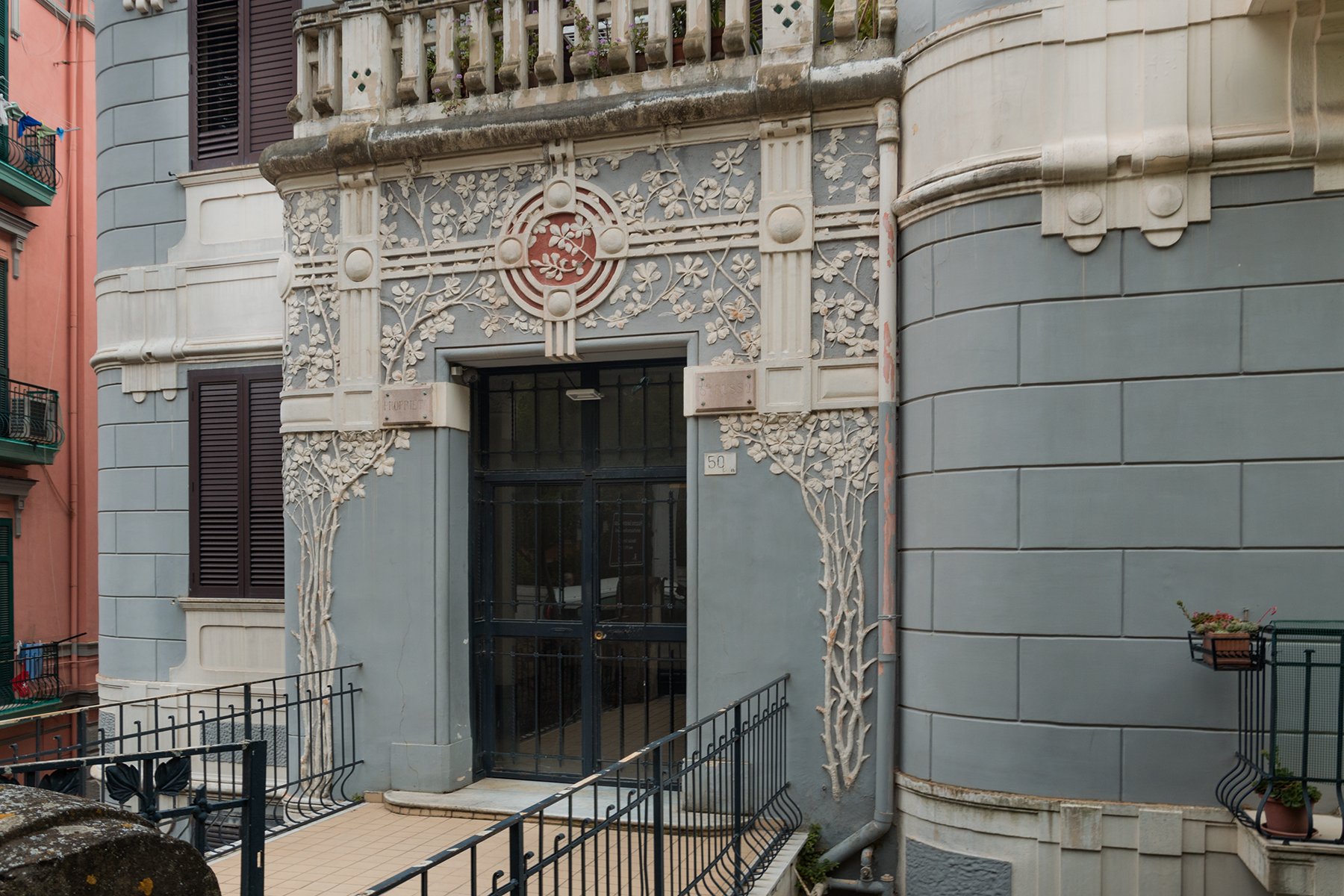
Palazzina Russo Ermolli
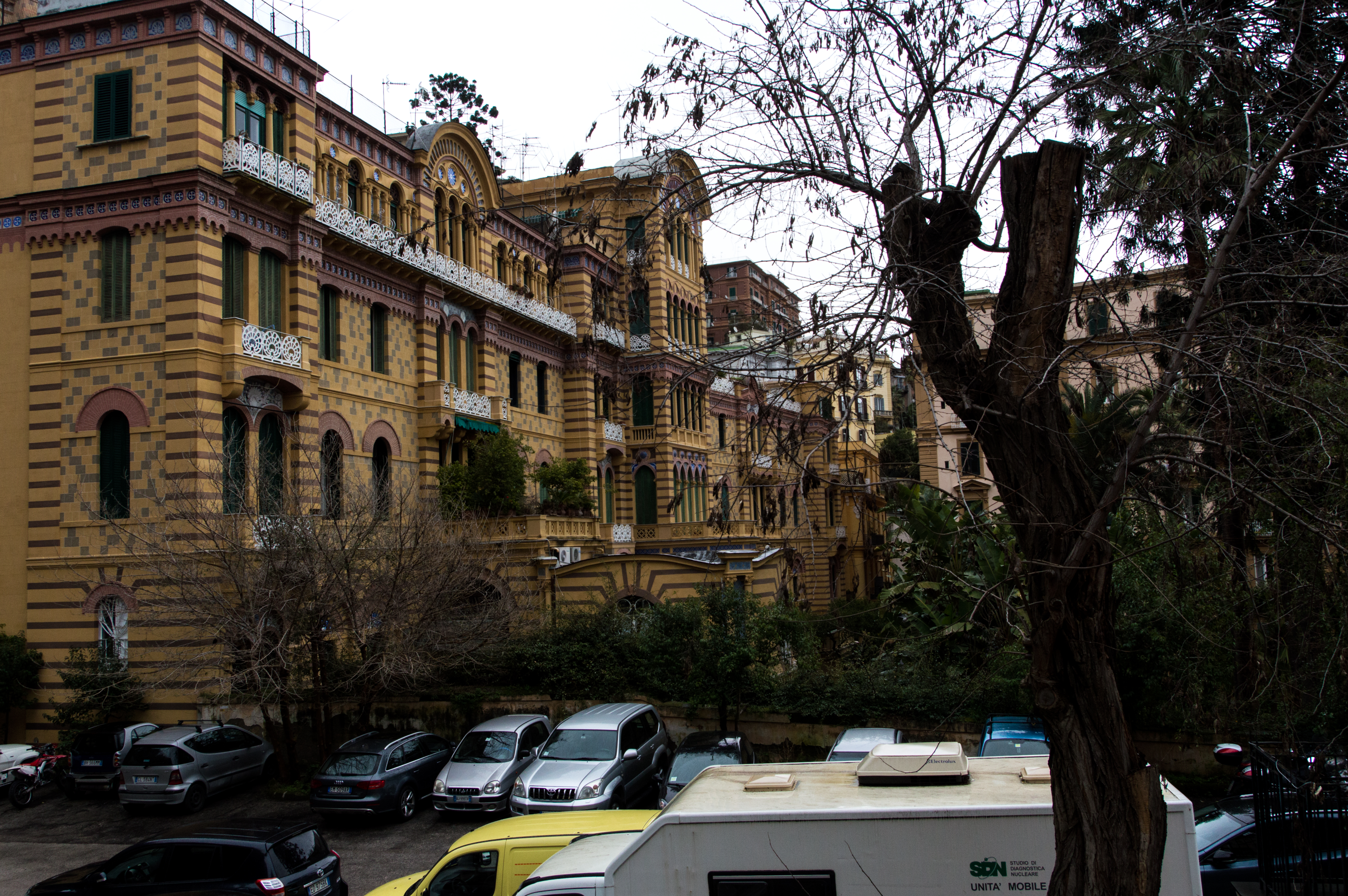
Grand Hotel Eden
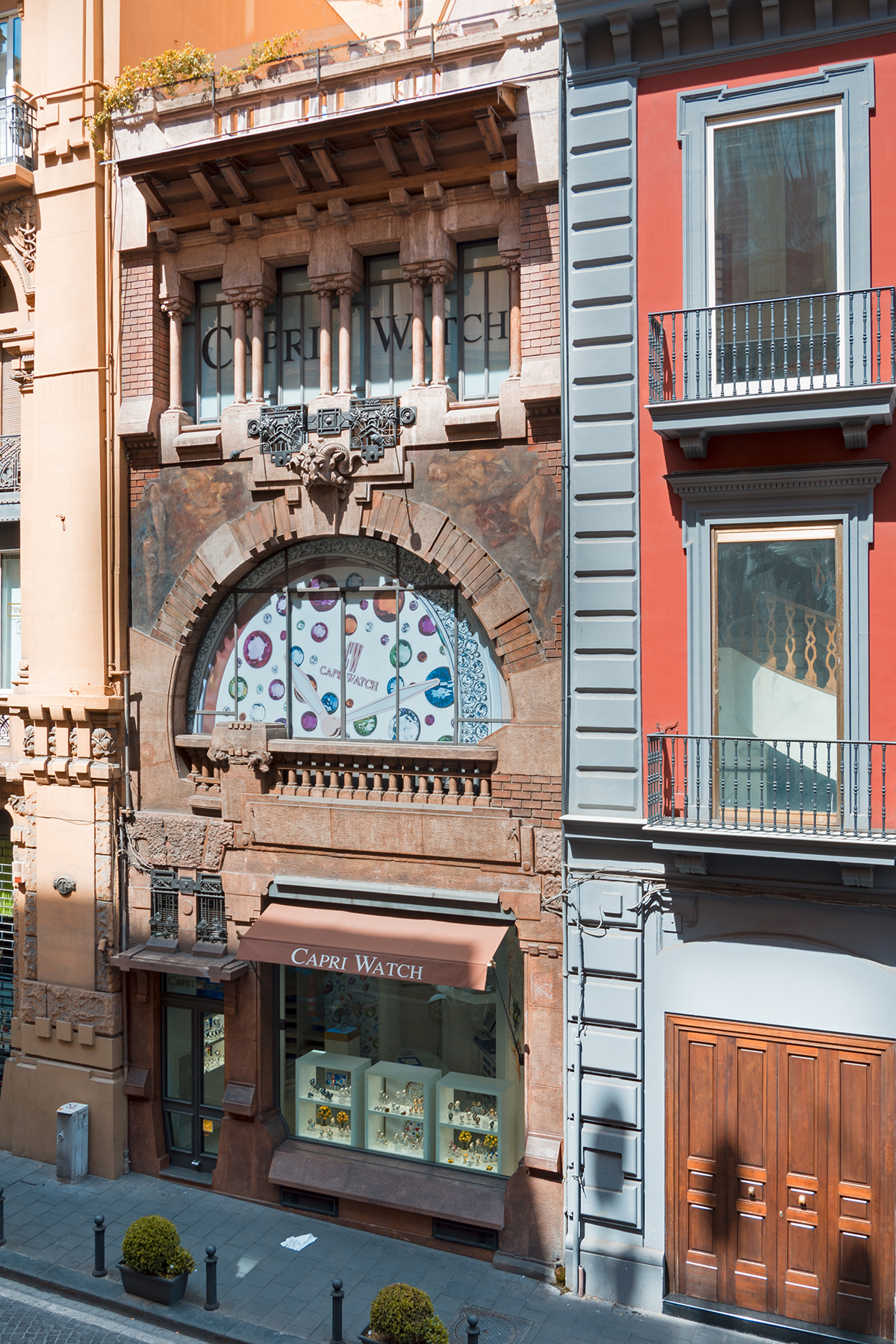
Negozio "Lotto zero"

### Puglia

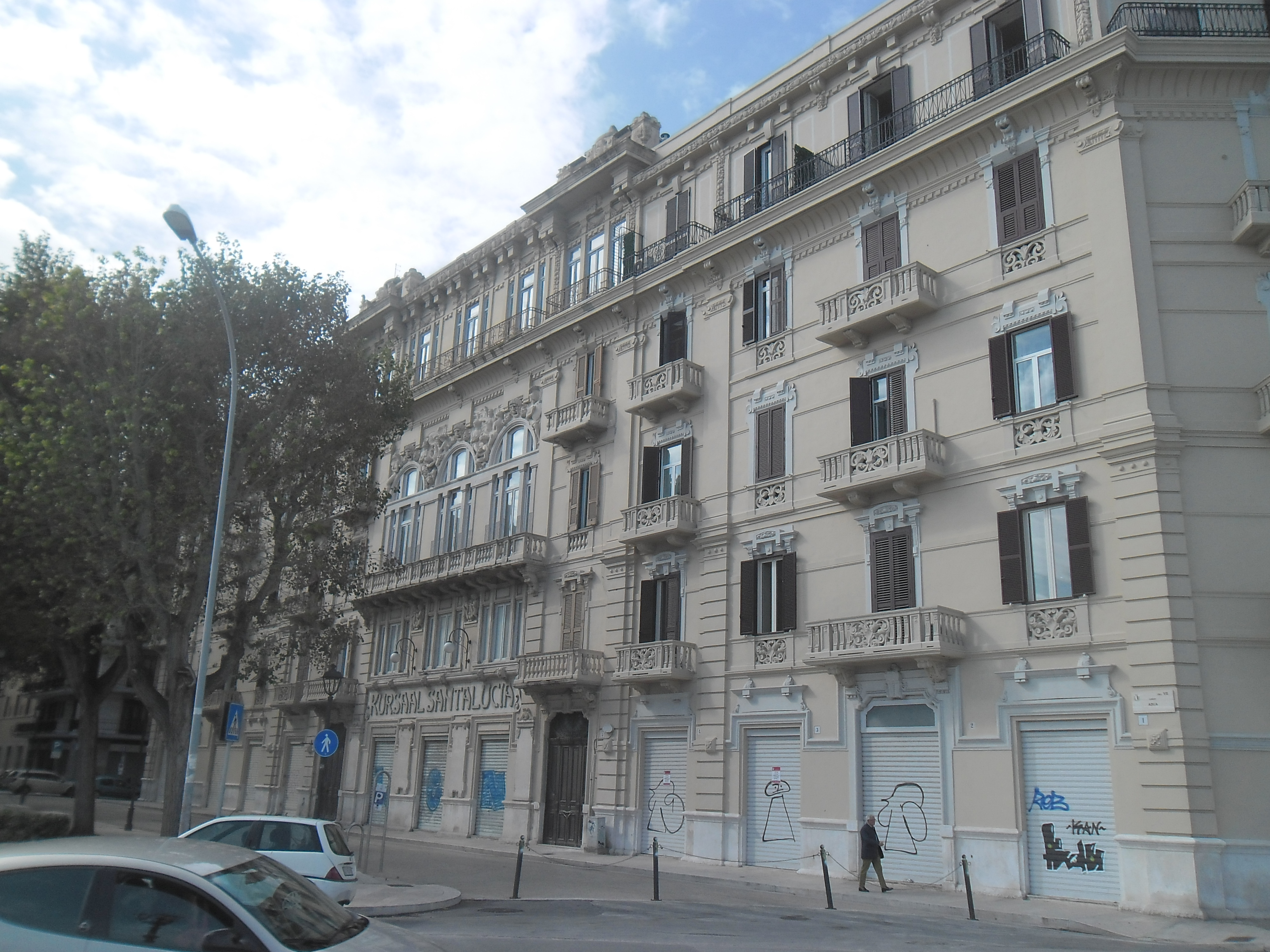
Teatro Kursaal Santalucia a Bari
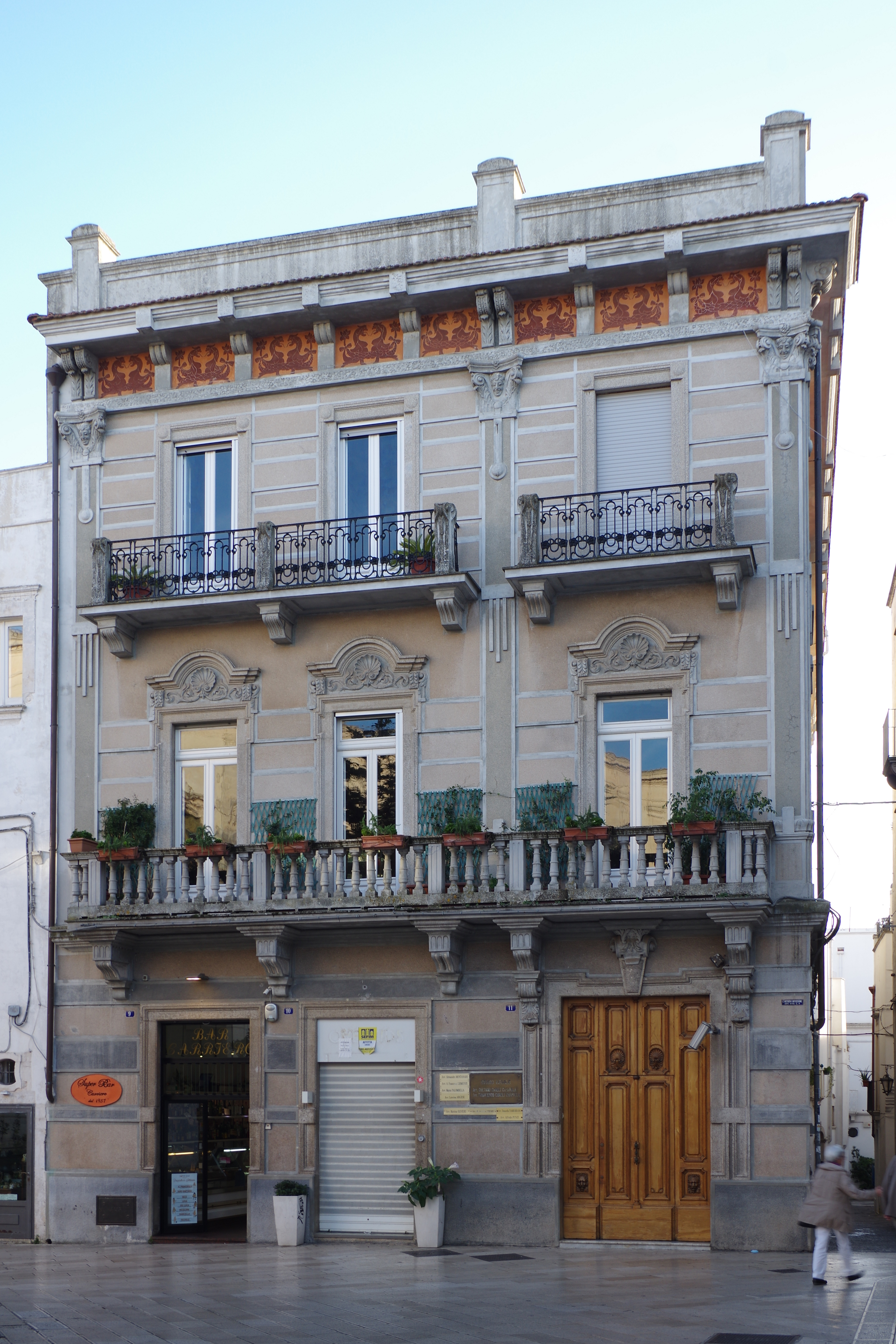
Palazzina liberty in Corso Vittorio Emanuele II a Martina Franca
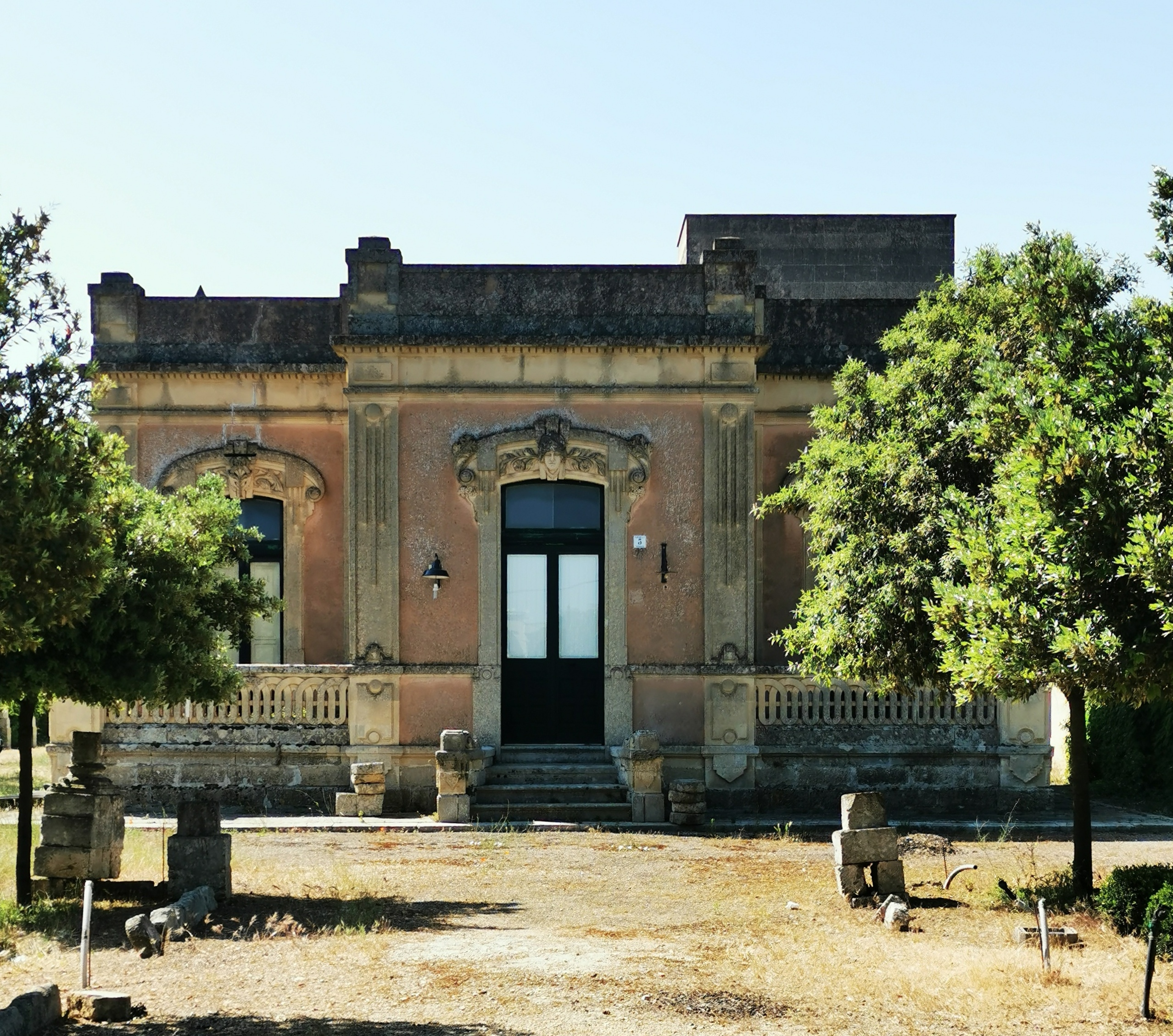
Villa liberty a Francavilla Fontana
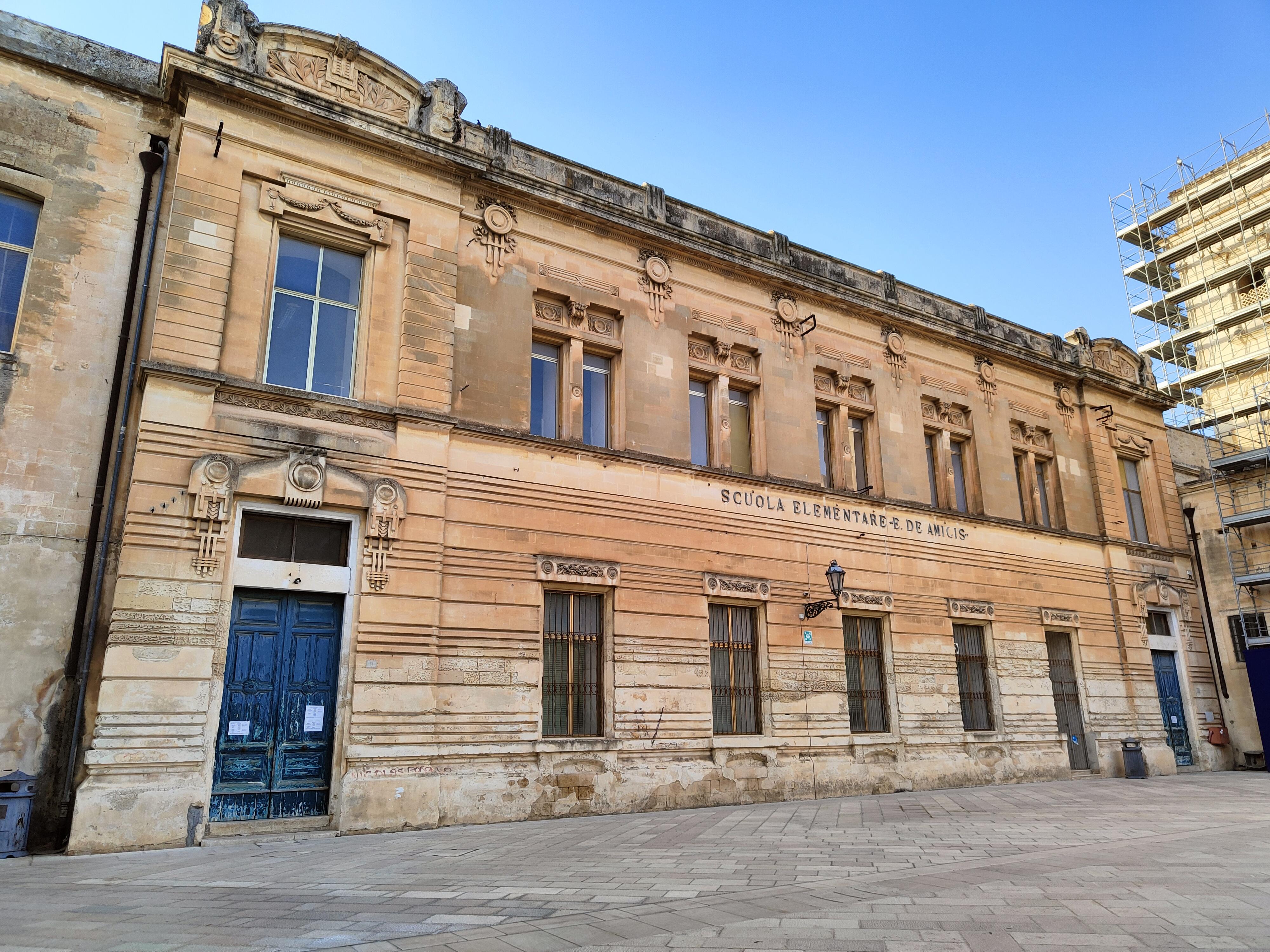
Scuola primaria Edmondo De Amicis a Lecce

Palazzo dell'acquedotto pugliese di Foggia (Il palazzo venne eretto in stile liberty nel 1926, secondo il progetto dell'ingegnere Cesare Vittorio Brunetti che negli stessi anni progettò, in stile neoromanico, anche il Palazzo dell'Acquedotto Pugliese di Bari, sede legale e di rappresentanza dell'ente).
Brindisi

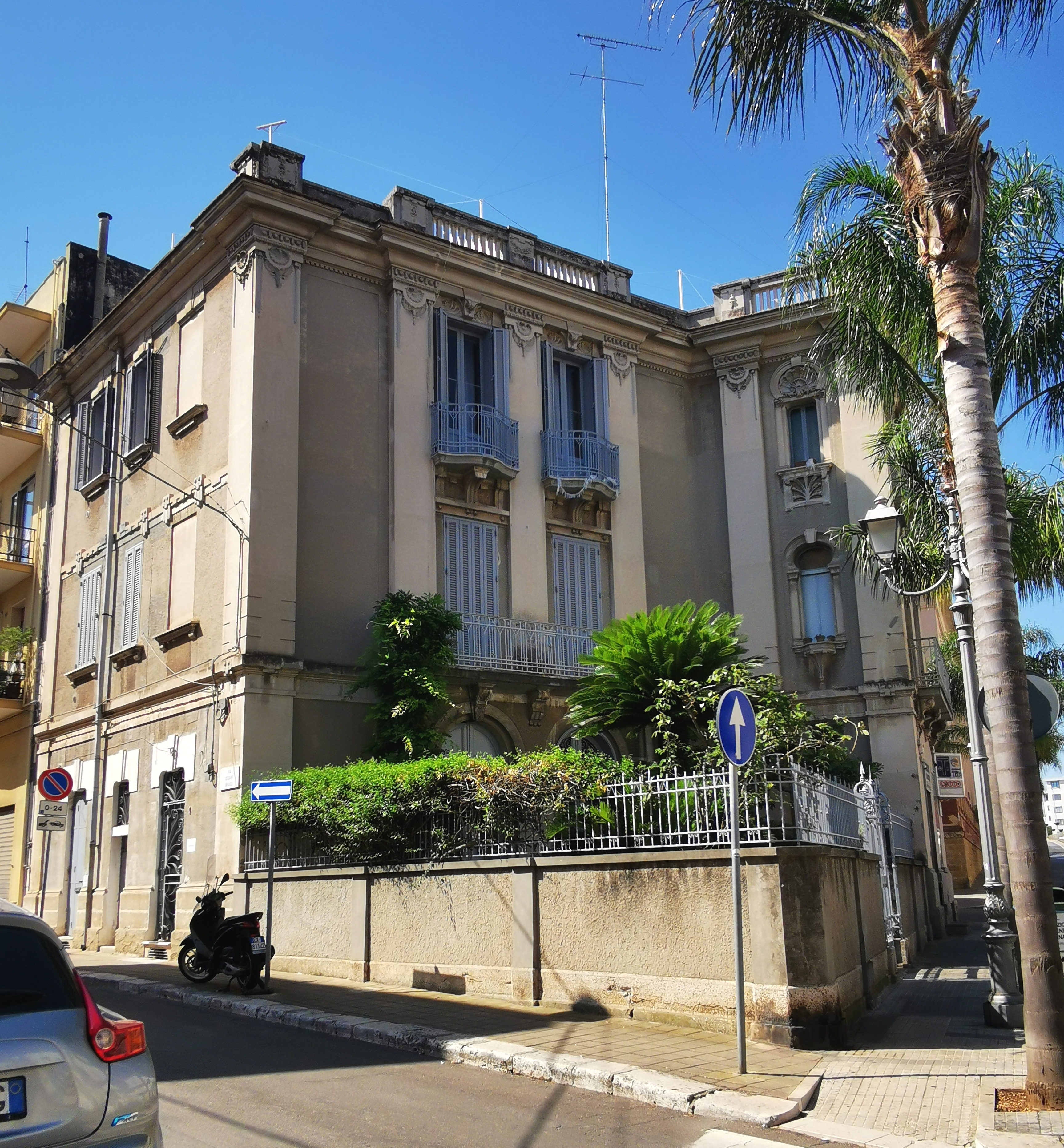
Palazzina liberty in corso Roma
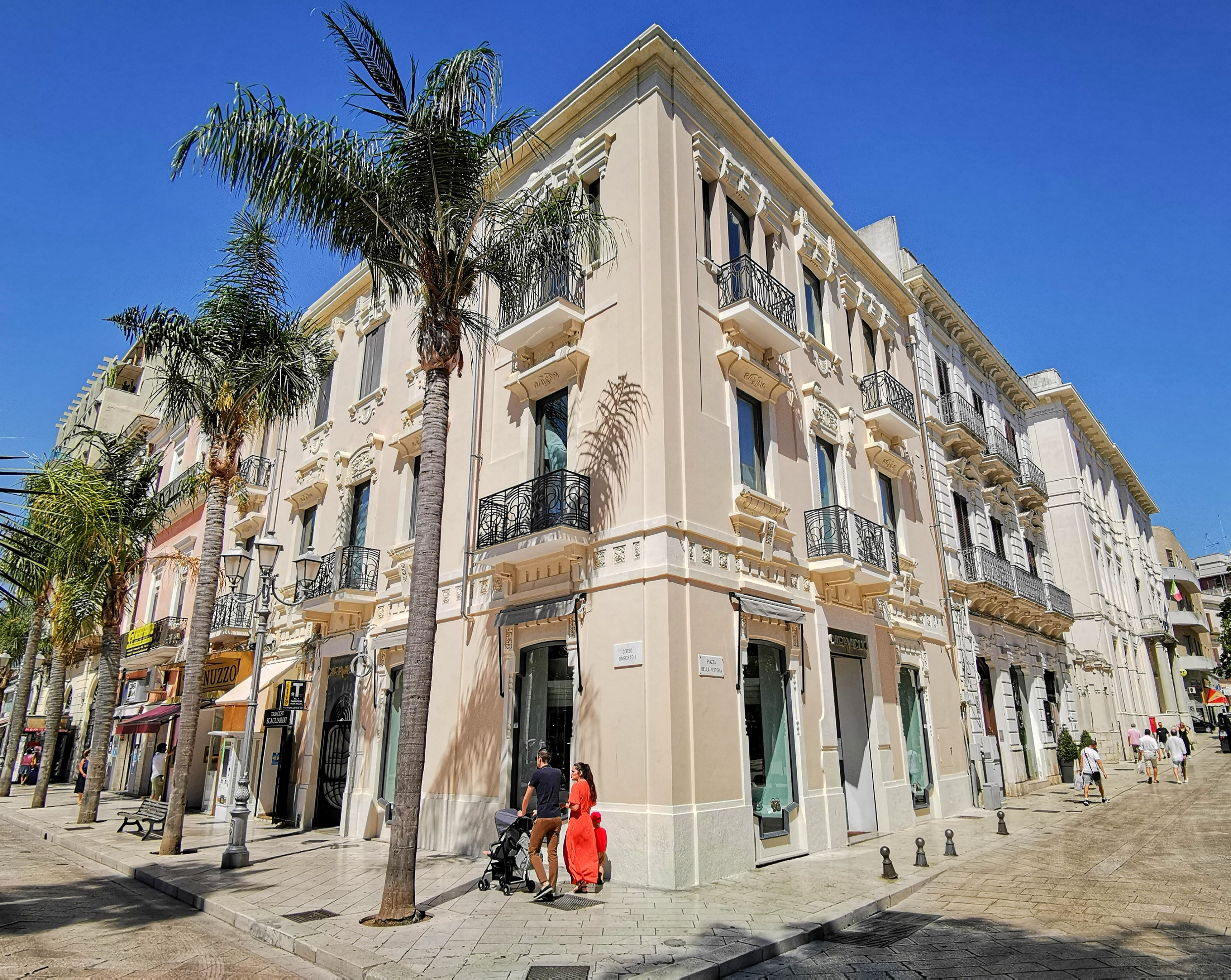
Palazzina liberty in corso Umberto I
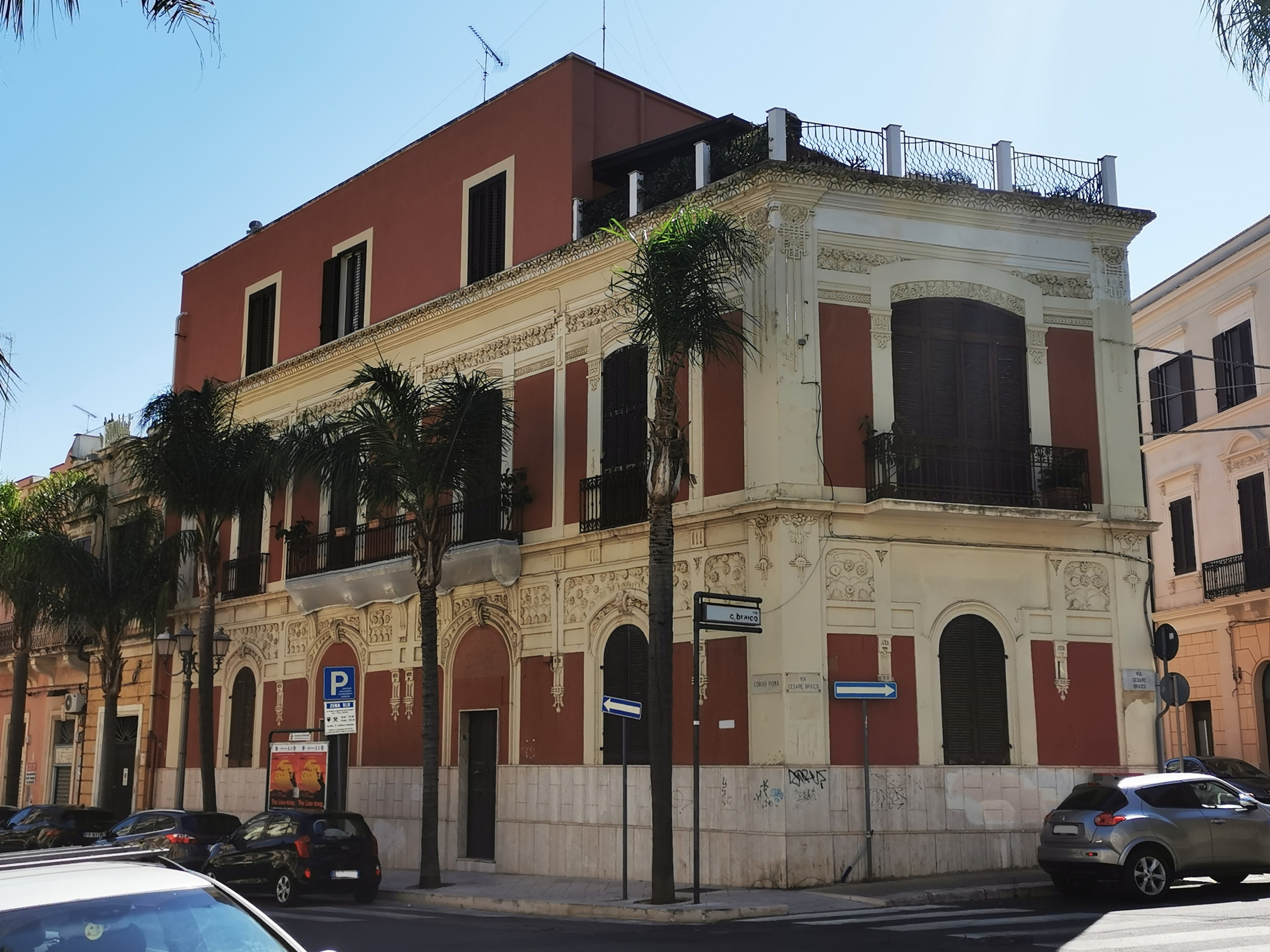
Palazzo Lisco
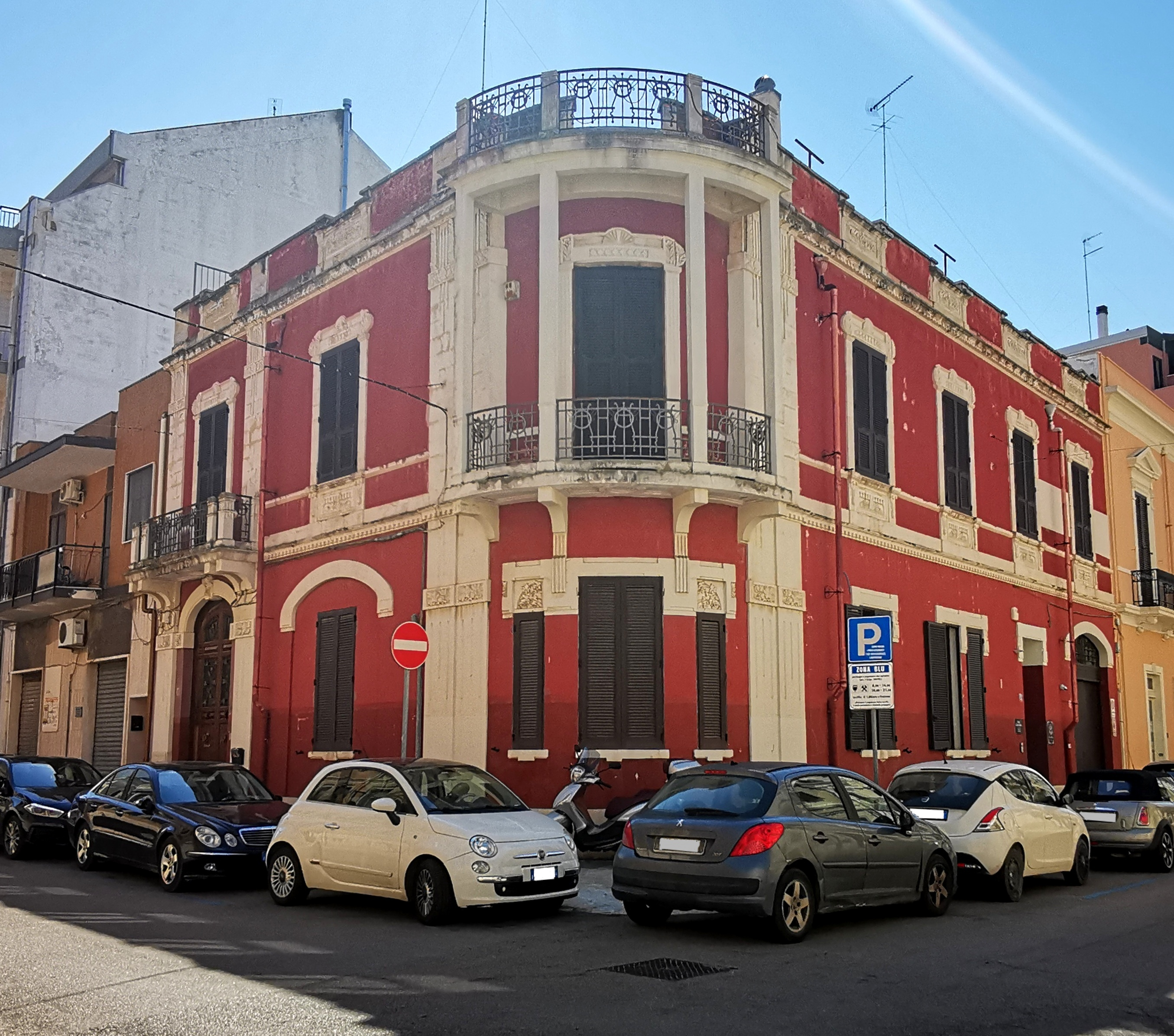
Palazzina liberty in via Bari
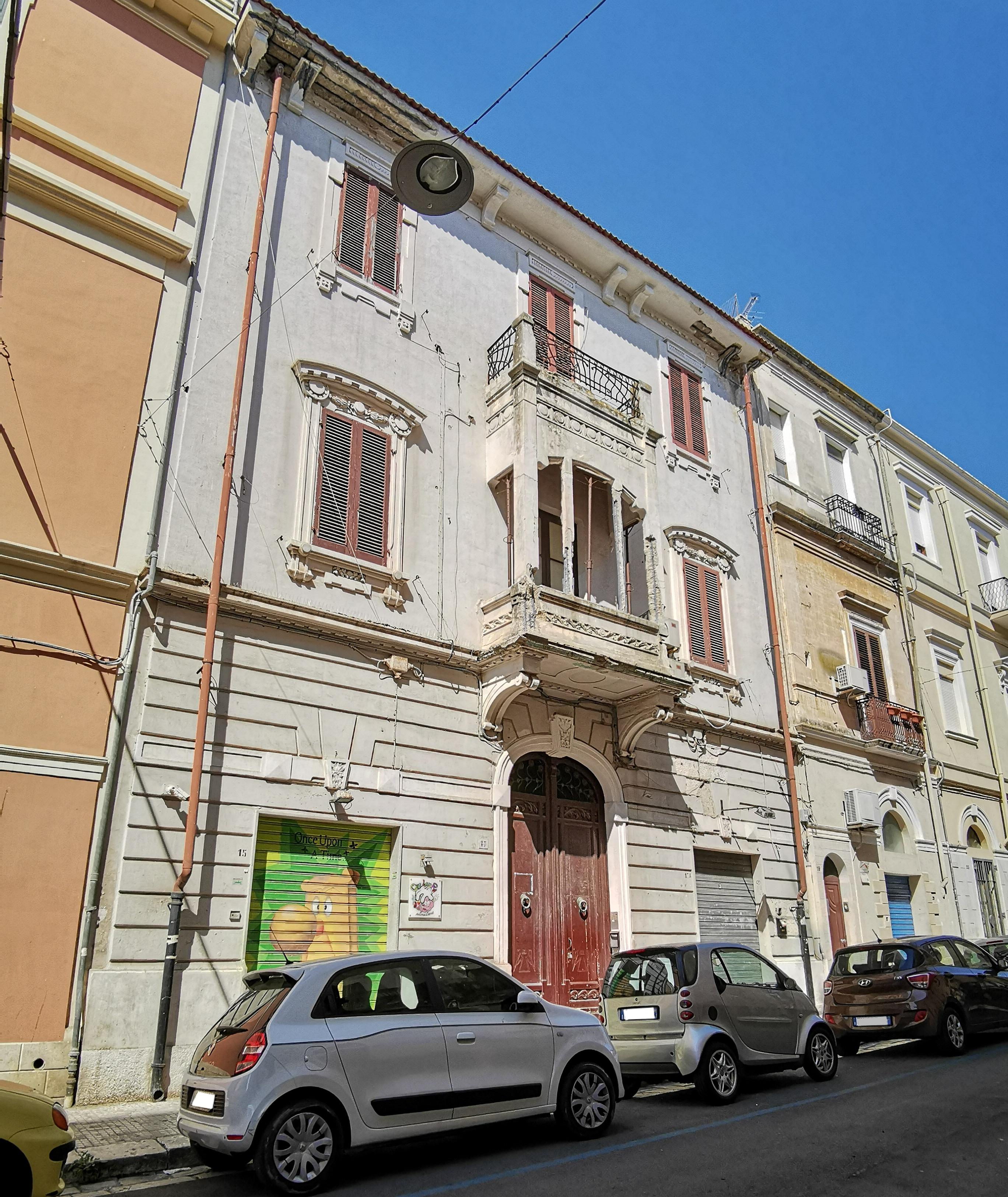
Palazzina liberty in via Palestro
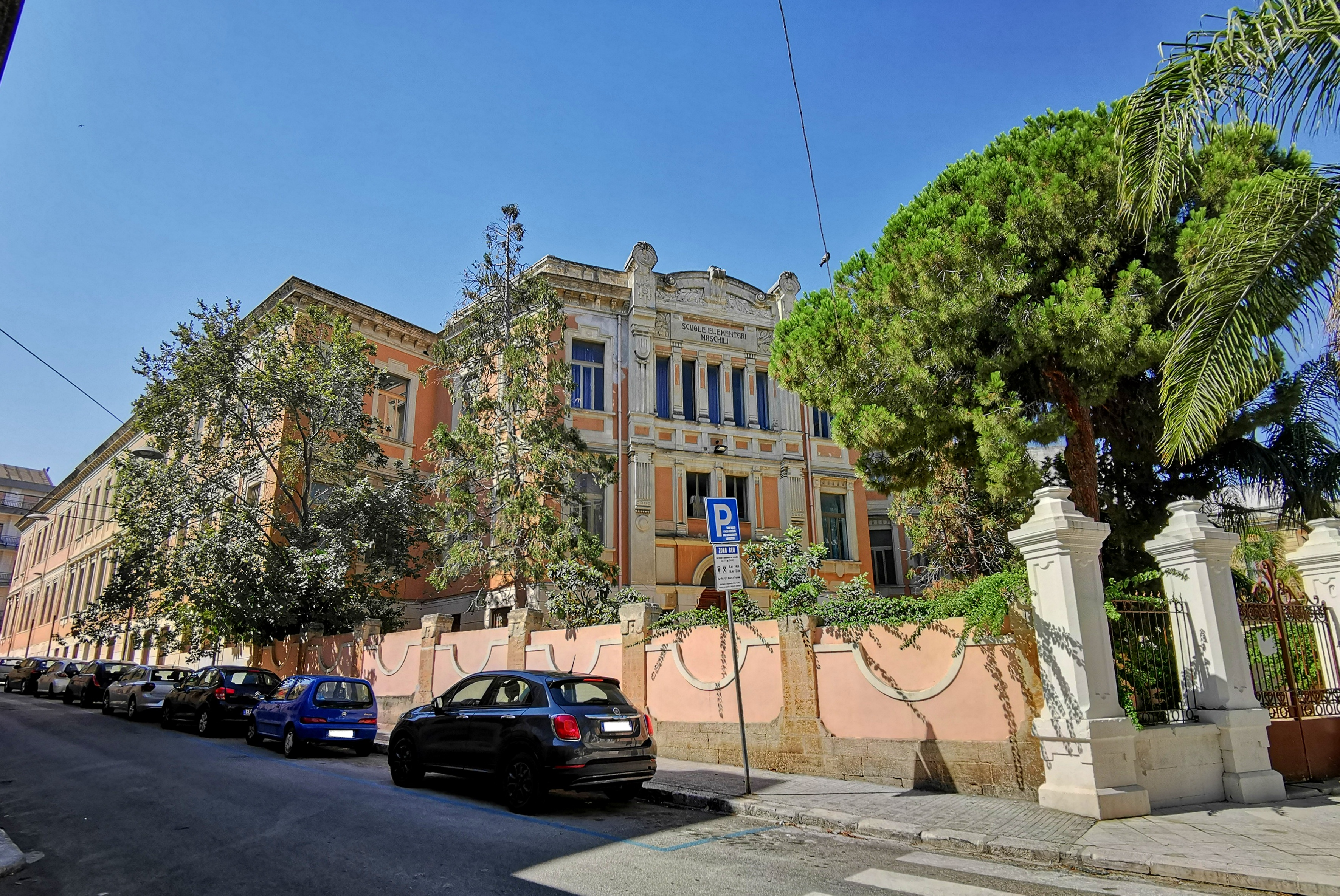
Scuola elementare Perasso

### Calabria
Reggio Calabria

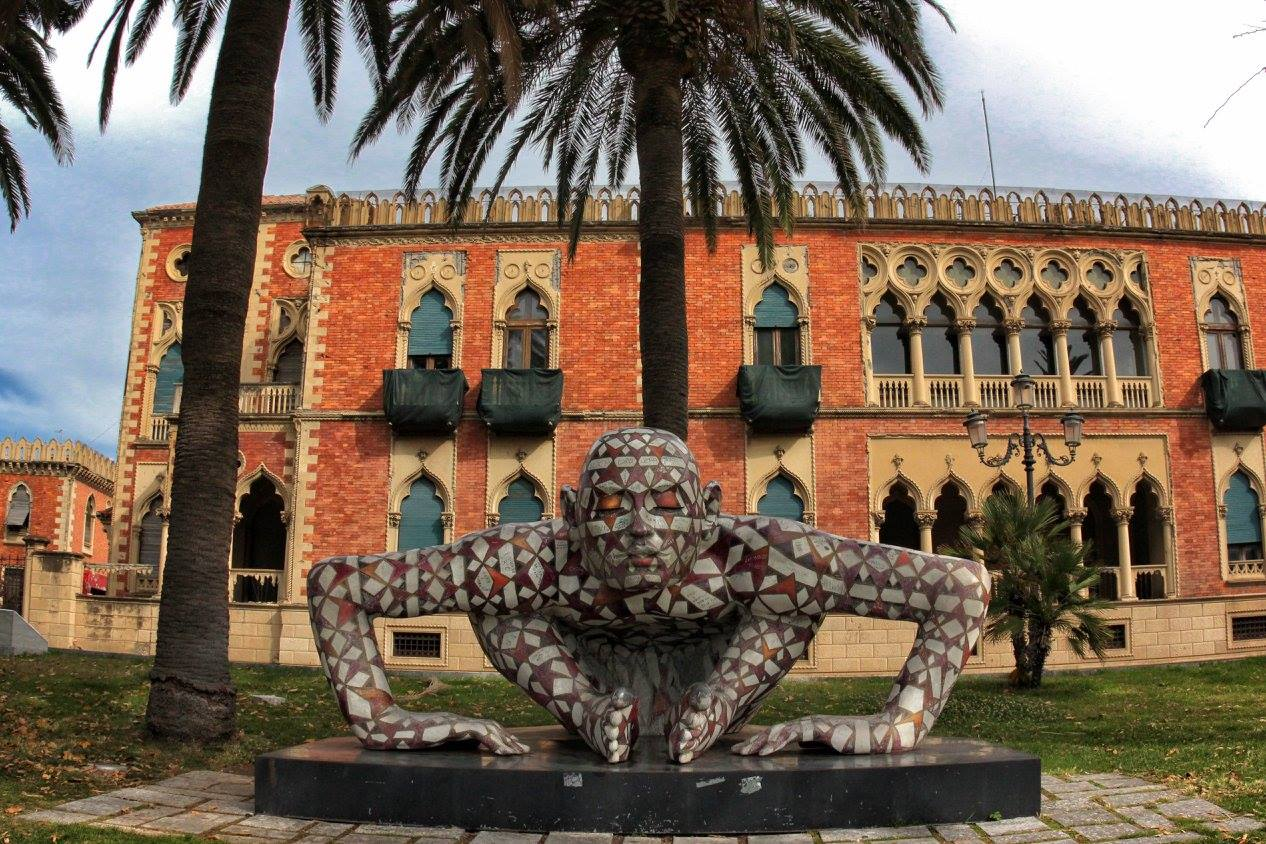
Villa Genoese Zerbi
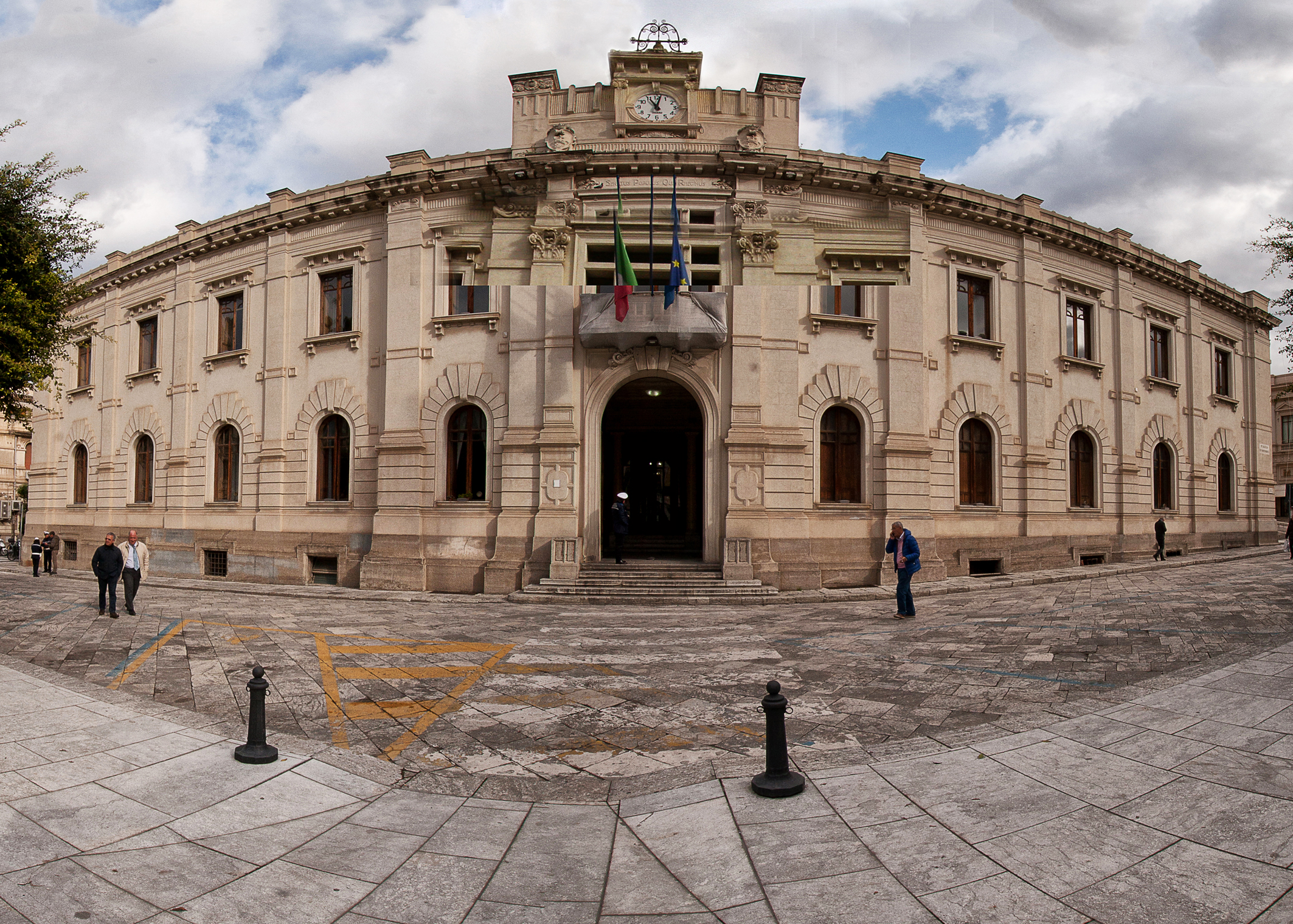
Palazzo San Giorgio
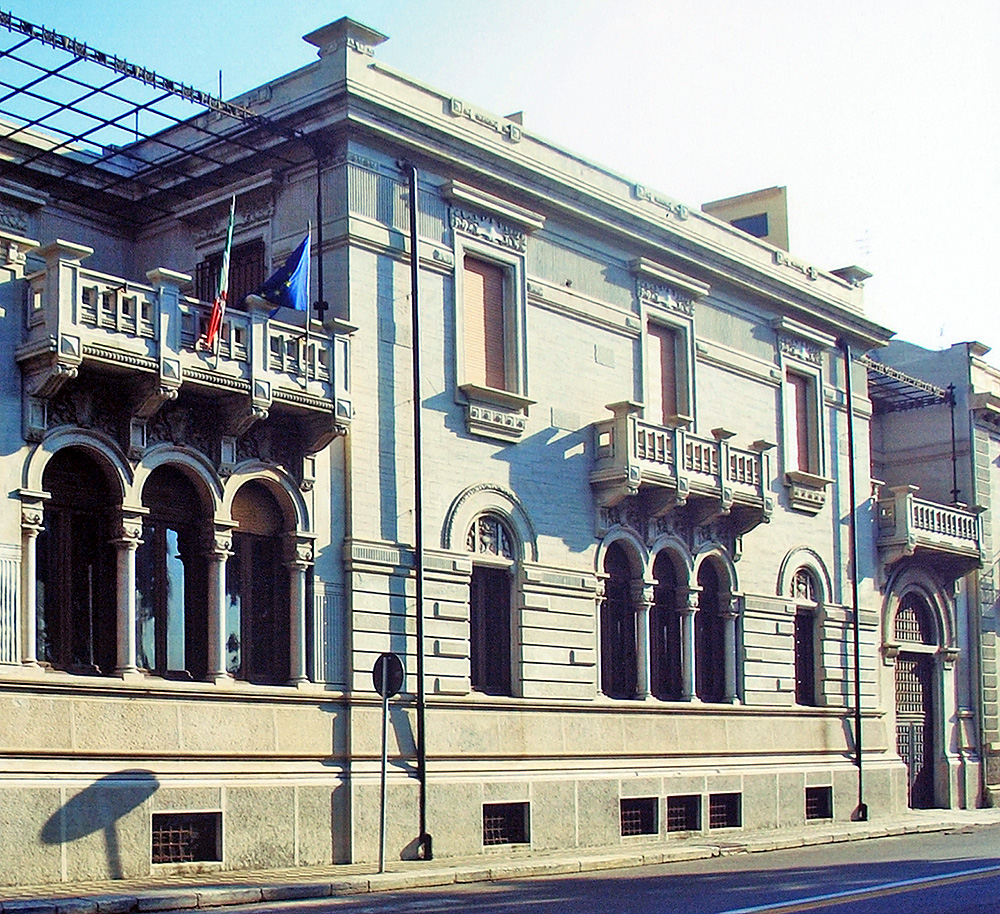
Palazzo Spinelli
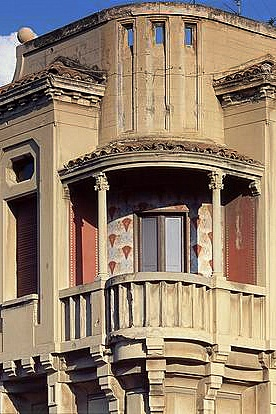
Palazzo Fiaccadori

### Sicilia

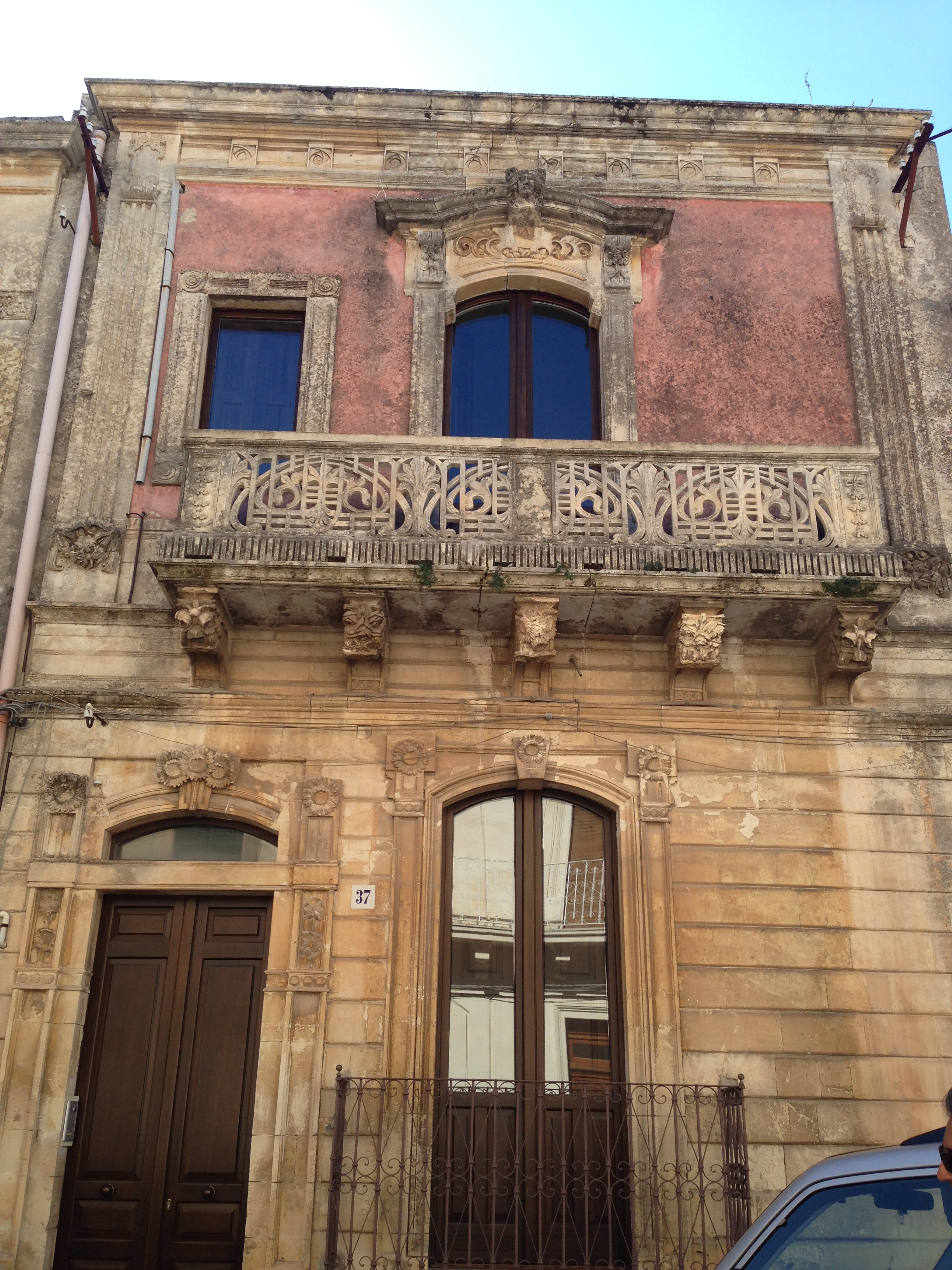
Canicattini Bagni
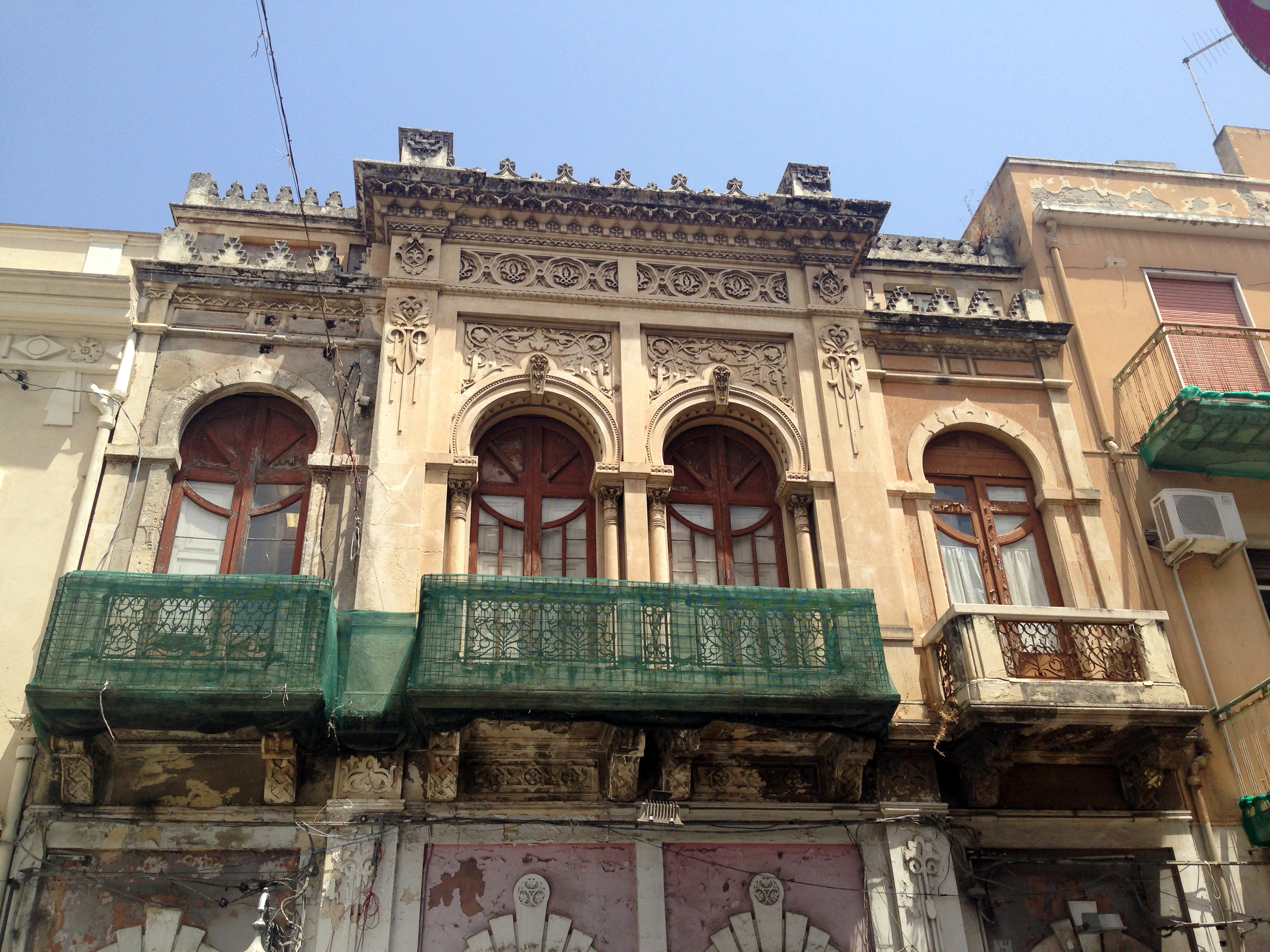
Augusta

Catania

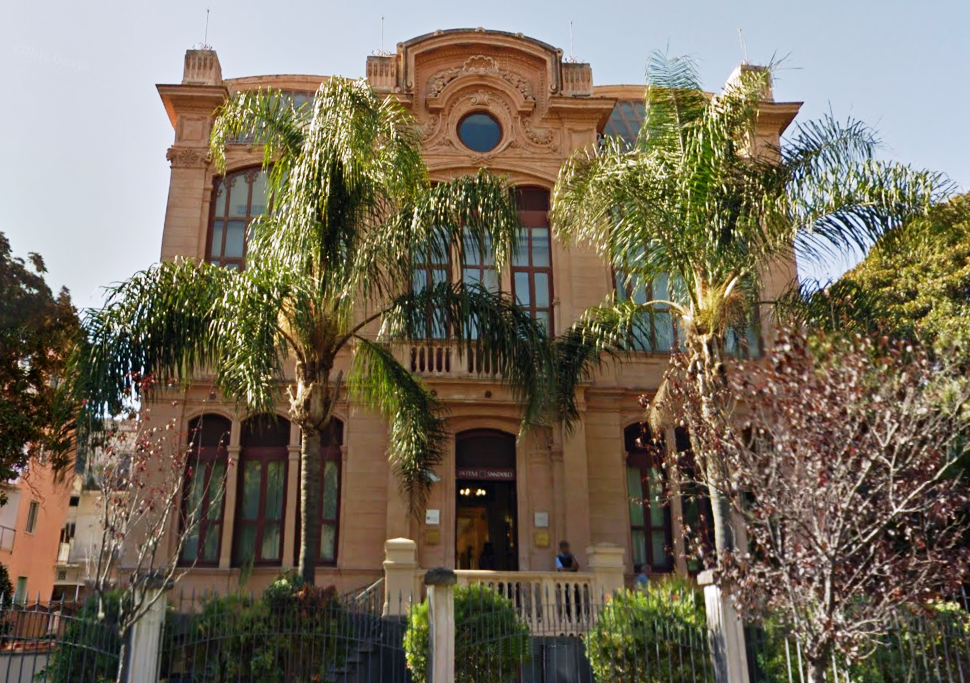
Clinica Clementi, 1901-04
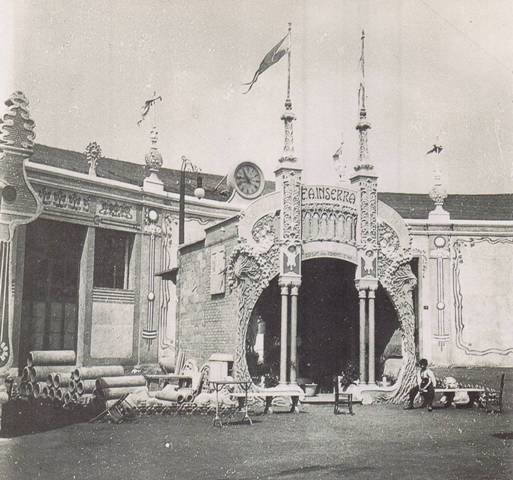
Chiosco Inserra, 1907
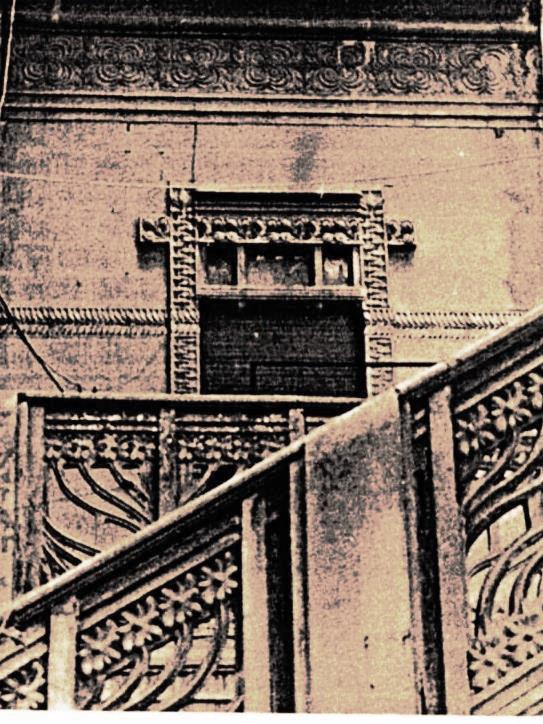
Villa Fichera
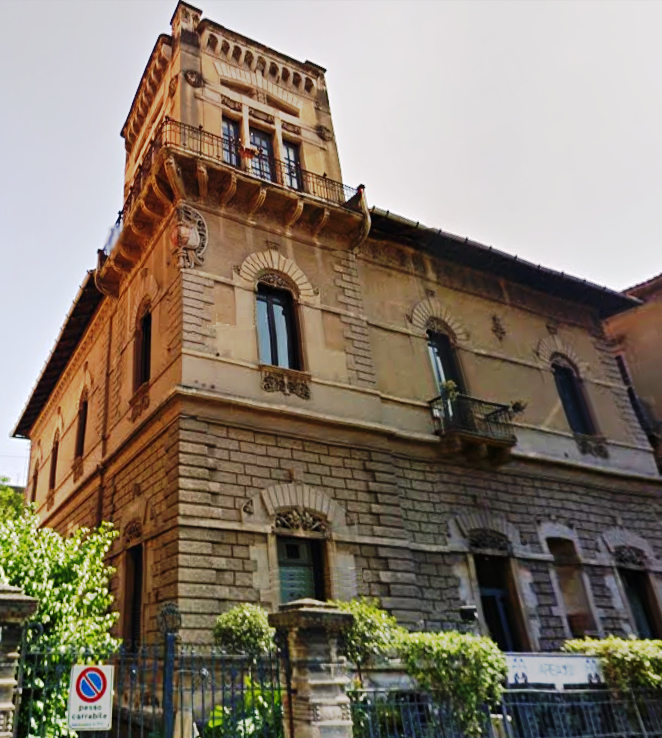
Villa Miranda
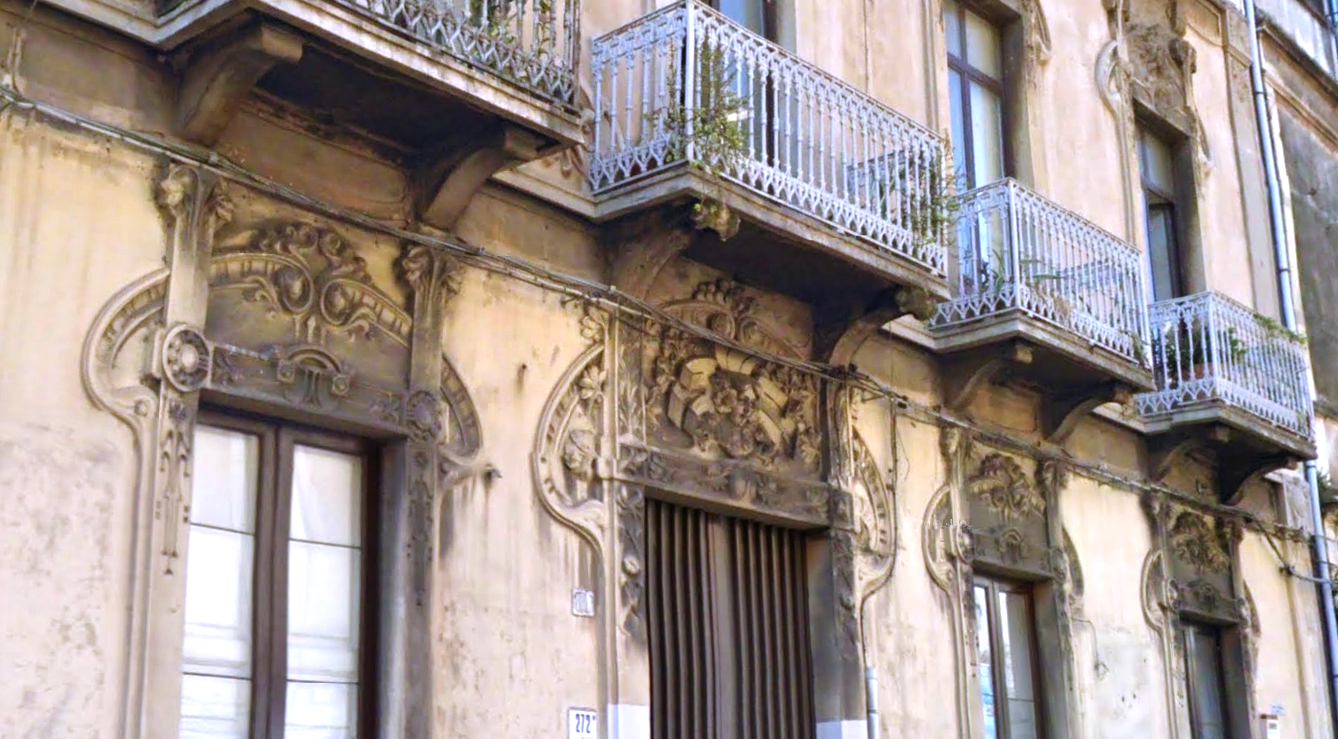
Palazzo Marano Giuffrida
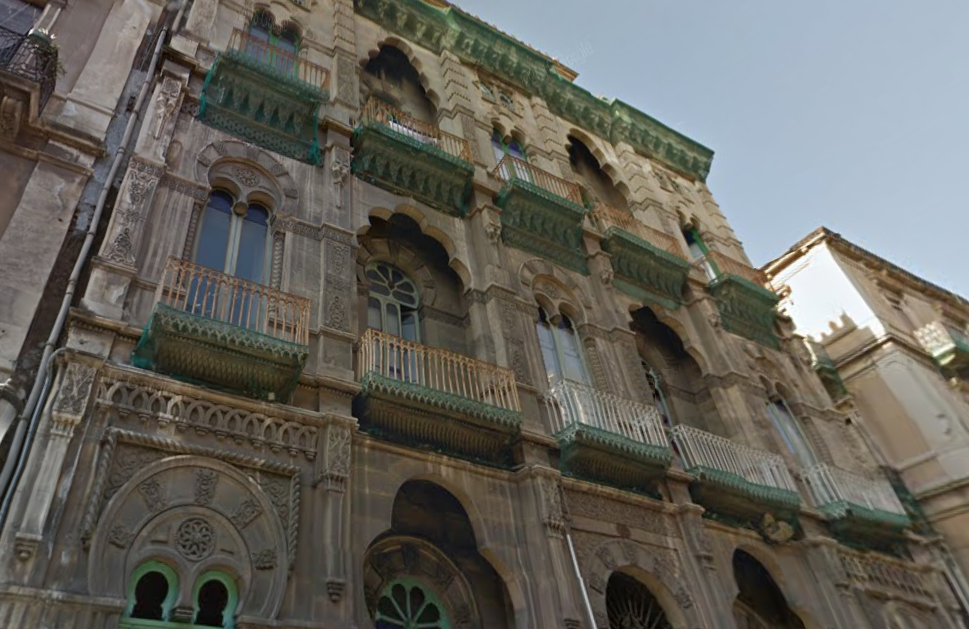
Palazzo Mazzone
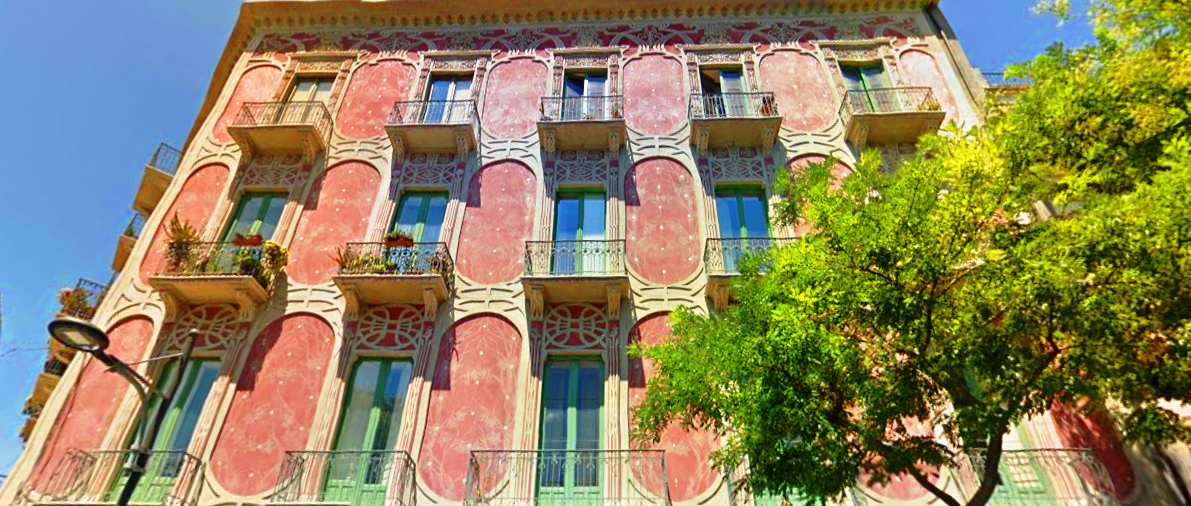
Palazzo Rosa
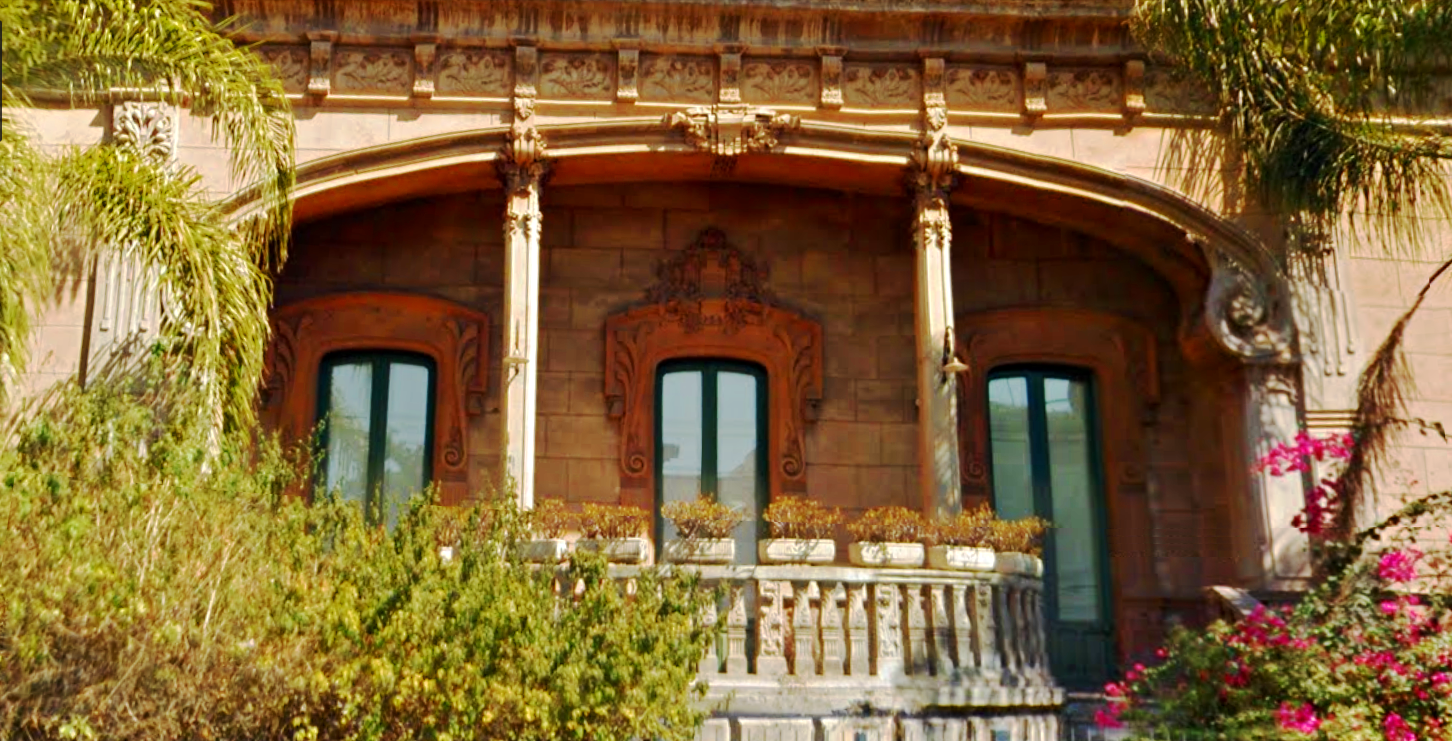
Villa Ardizzone
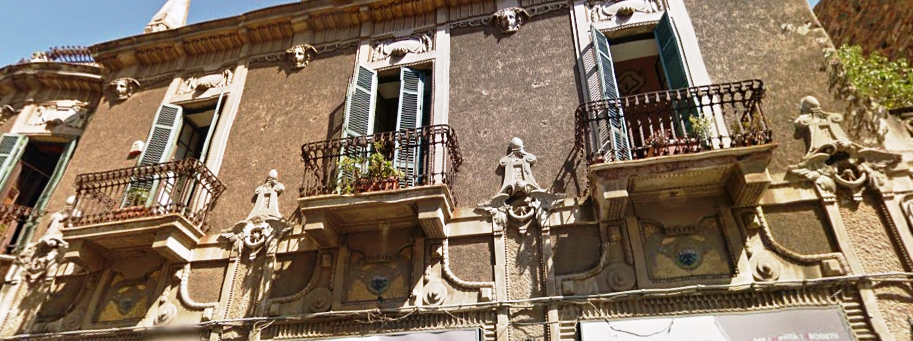
Garage Musmeci, 1928
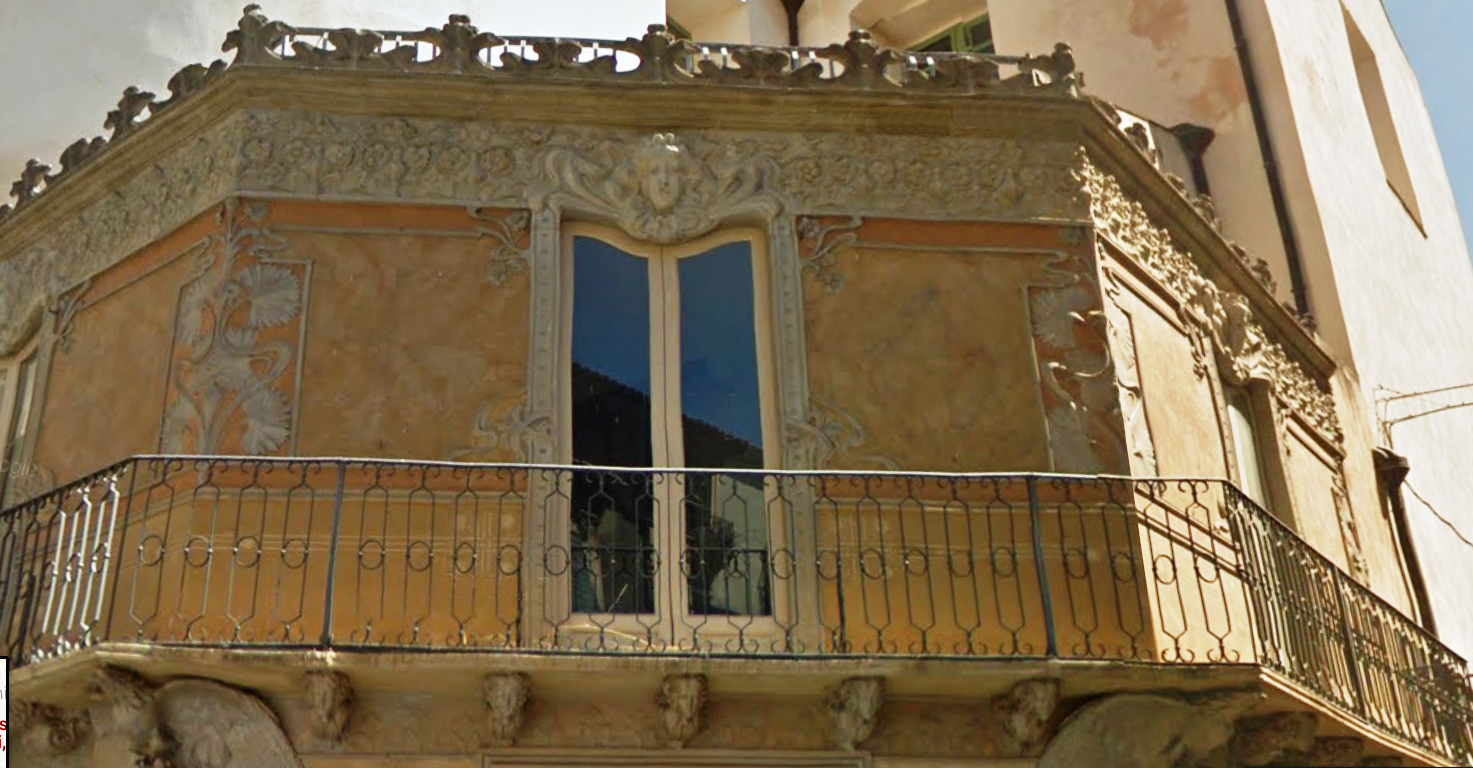
Negozio Frigeri
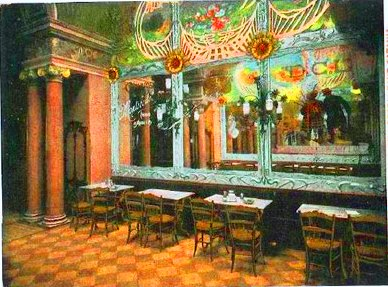
La Birraria Svizzera

Messina

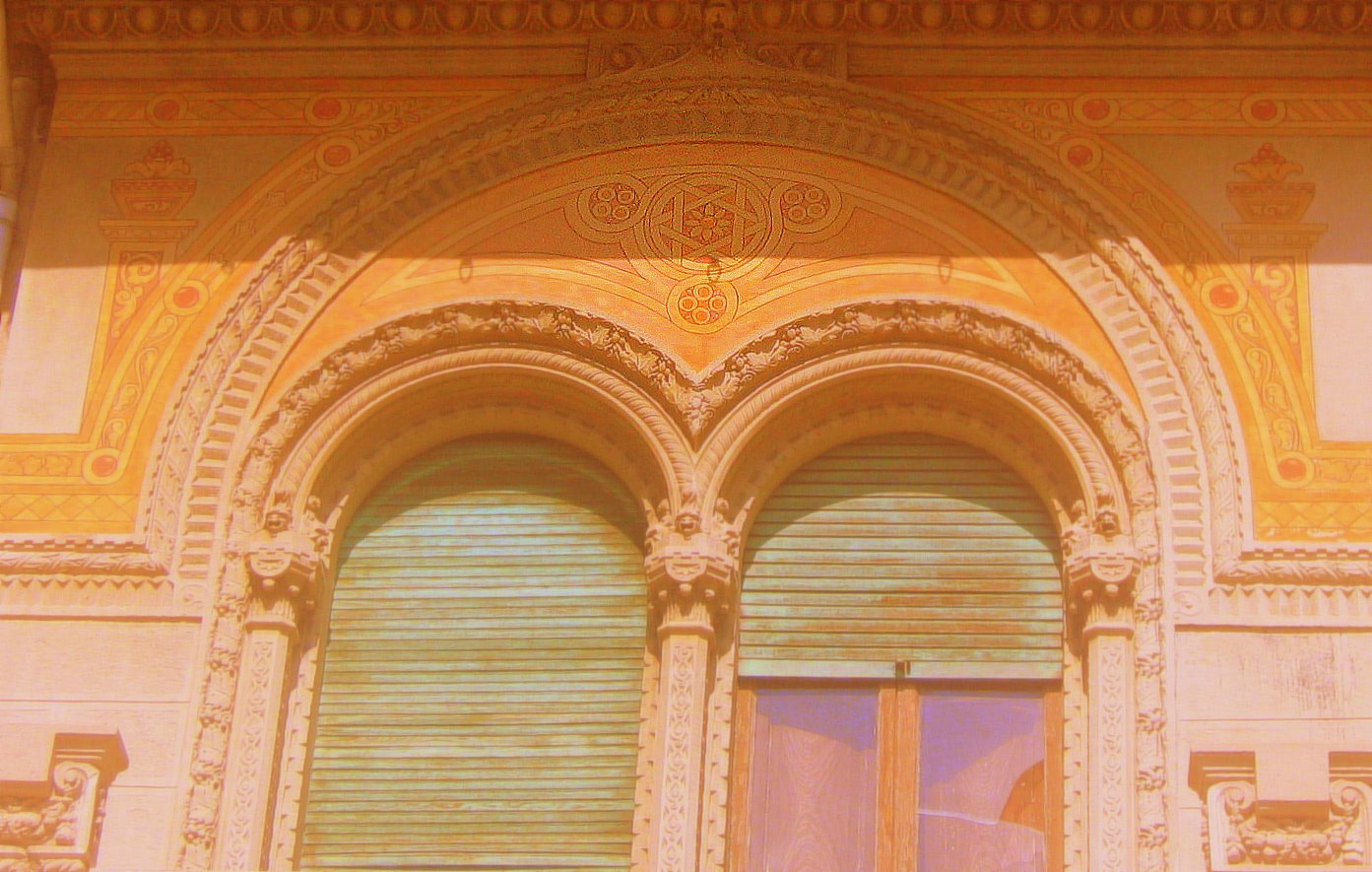
Particolare di Palazzo Magaudda (Gino Coppedè)
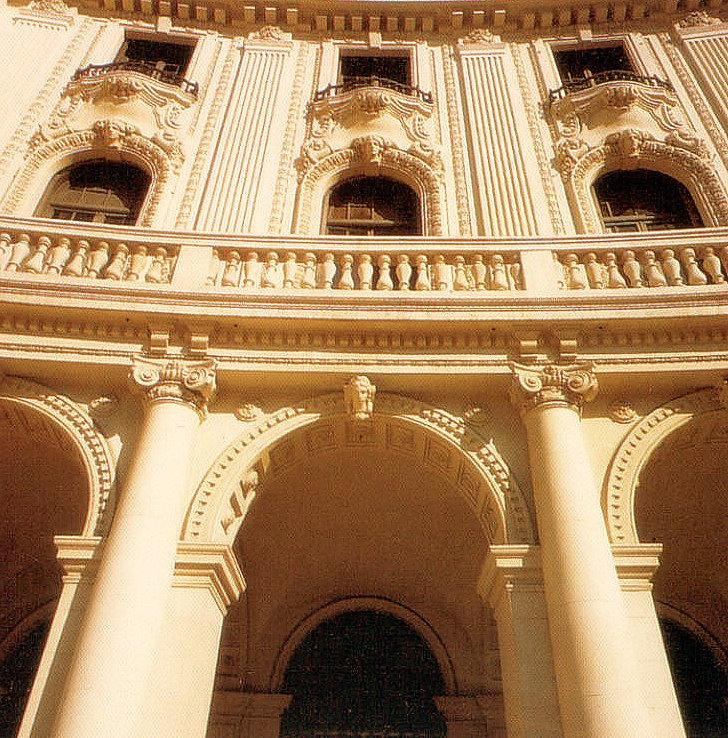
Particolare della Galleria Vittorio Emanuele
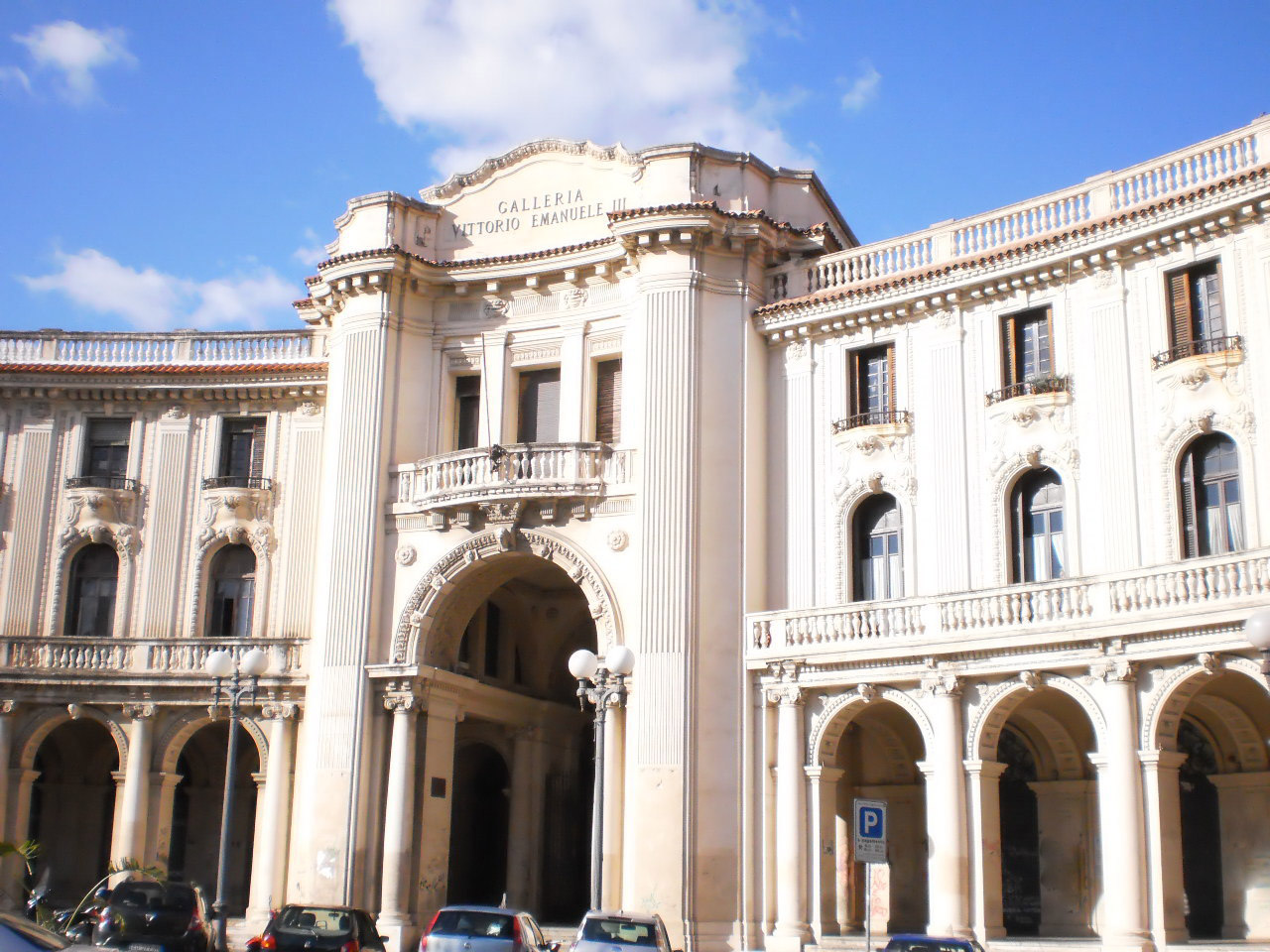
Particolare della Galleria Vittorio Emanuele III
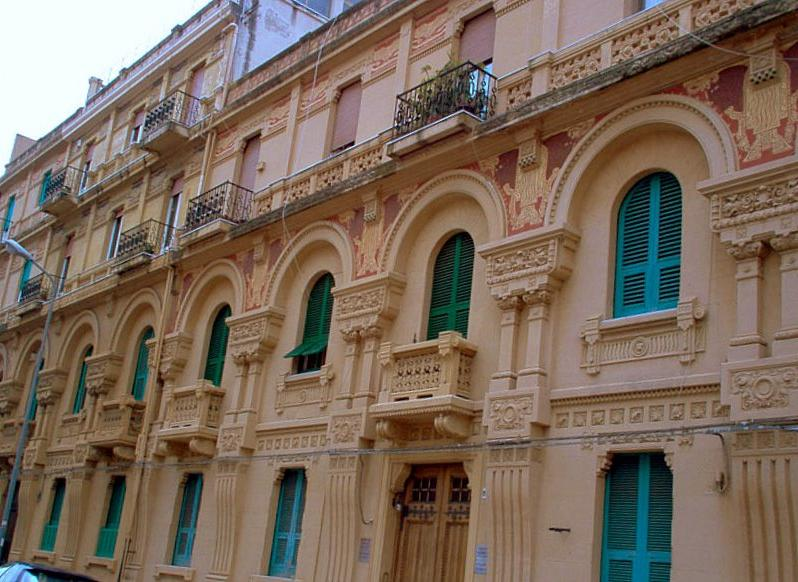
Palazzo Tremi
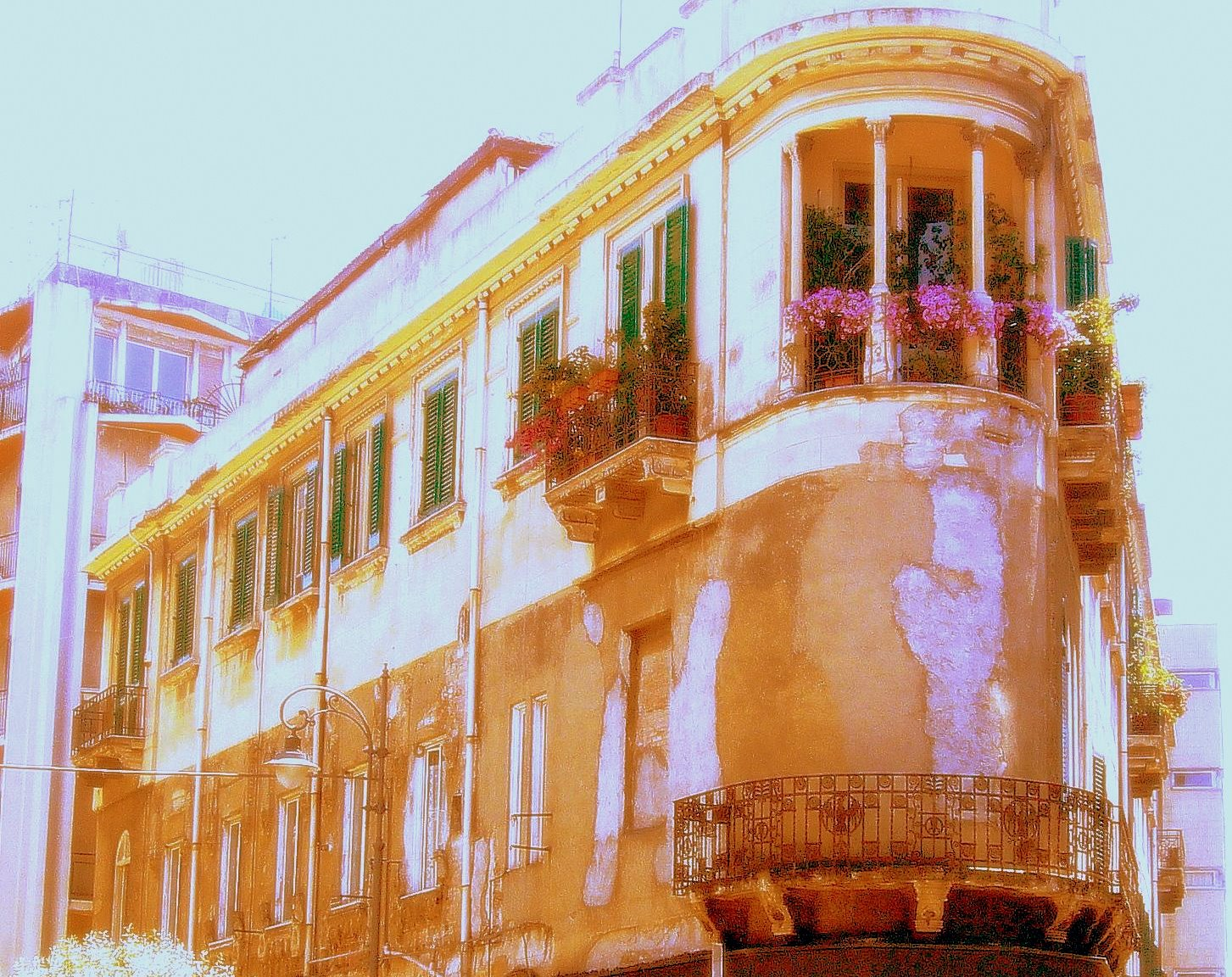
Palazzetto Coppedè

Palermo

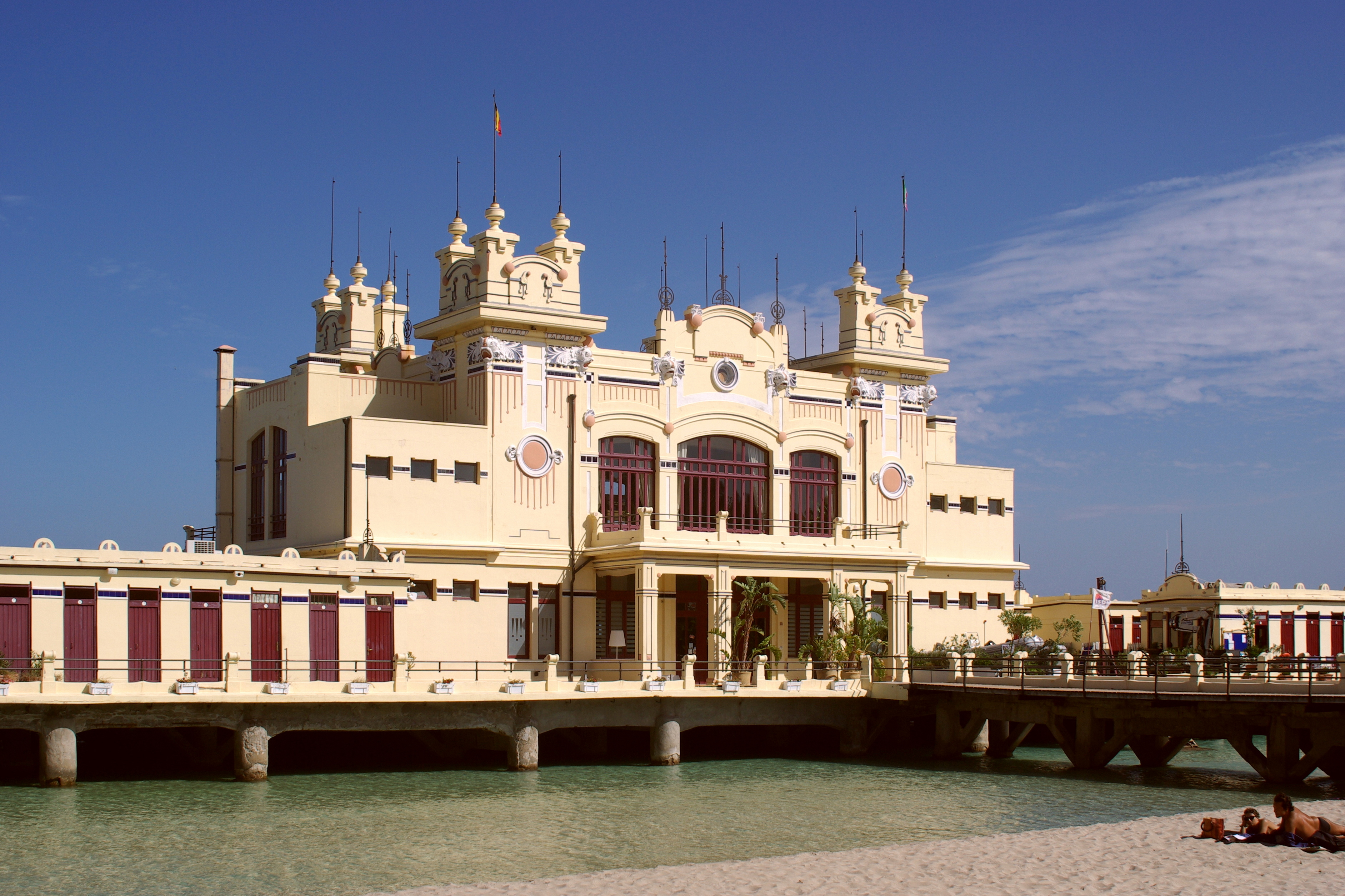
Stabilimento balneare Charleston a Mondello
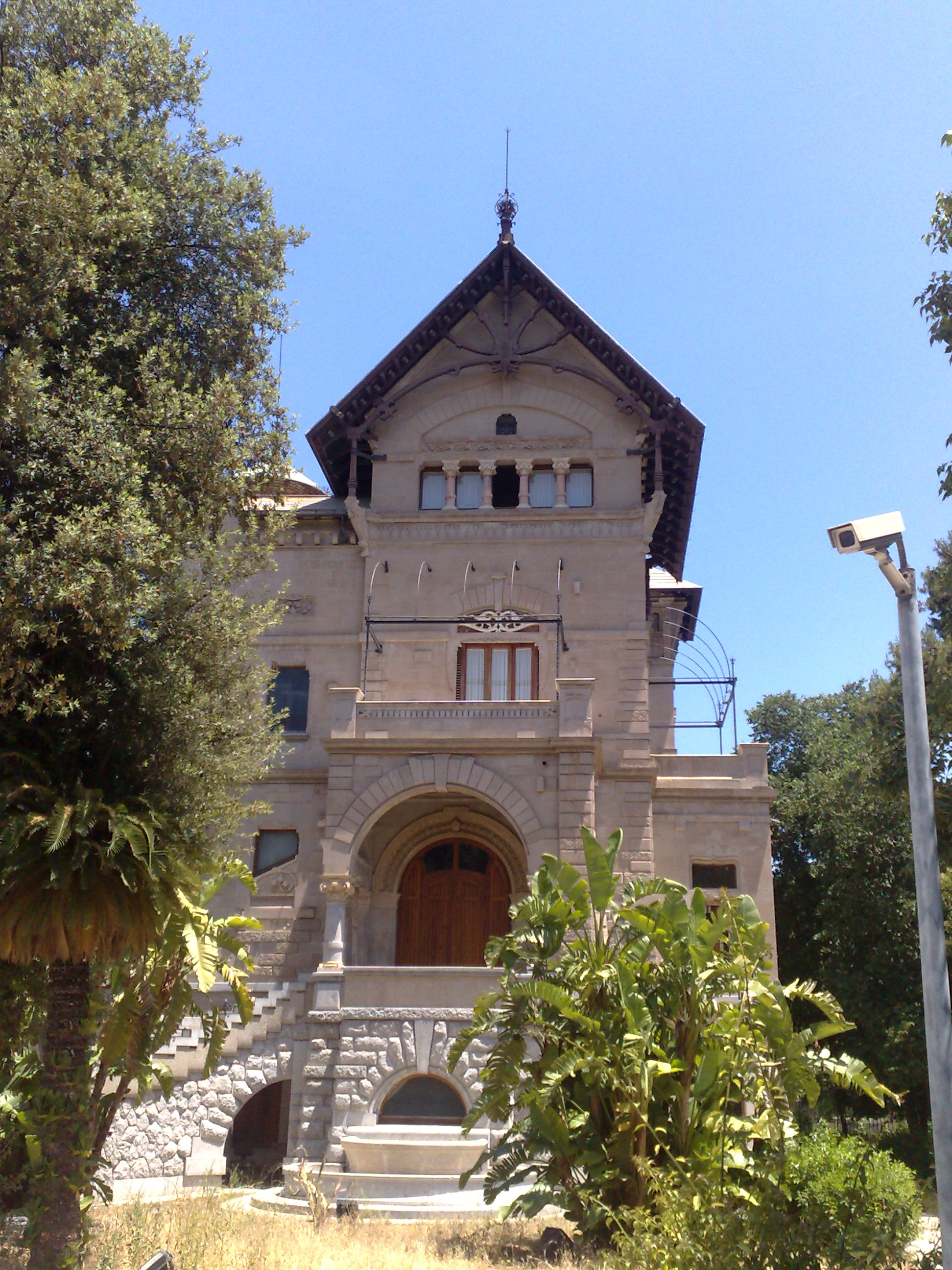
Villino Florio
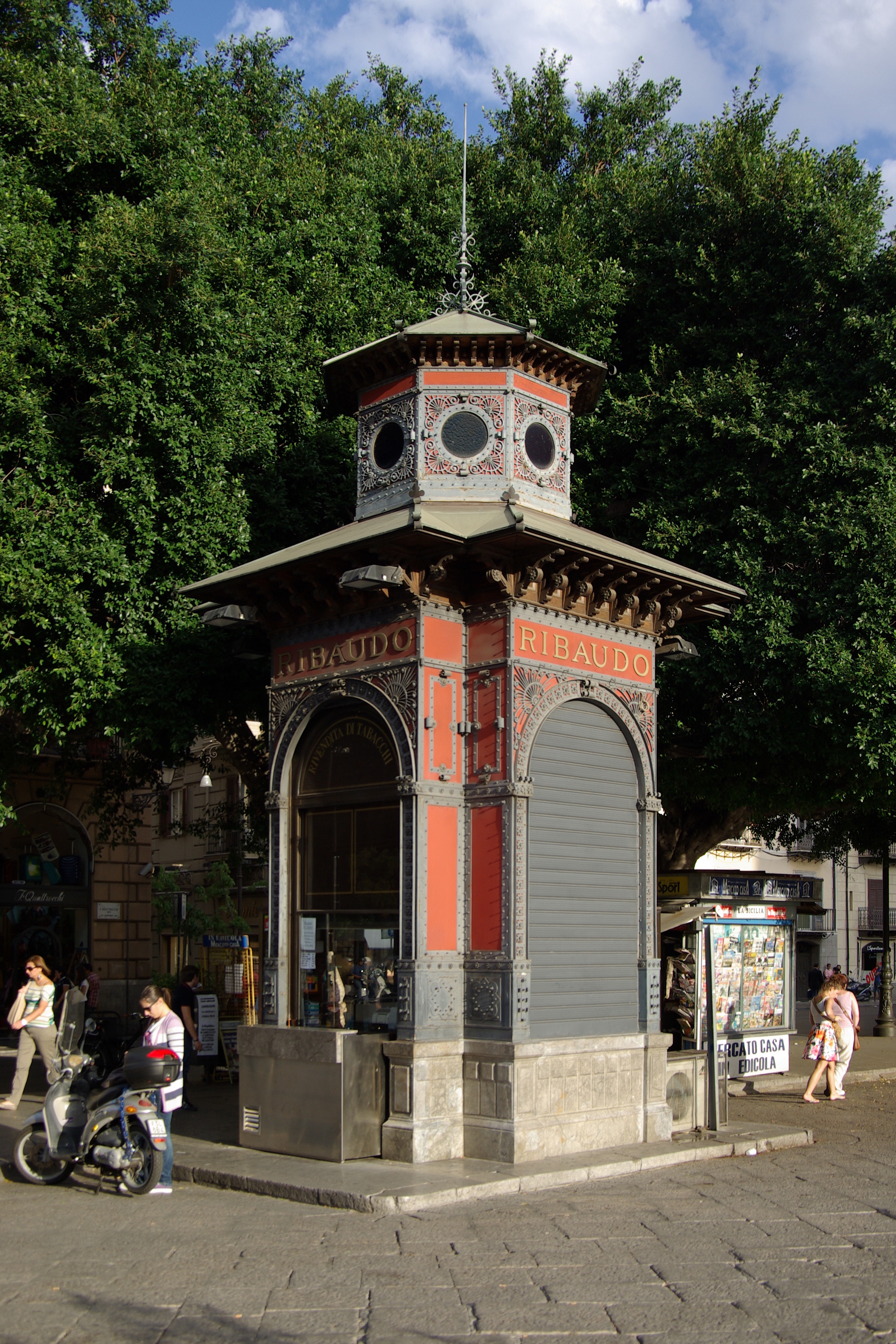
Chiosco Ribaudo a piazza Verdi
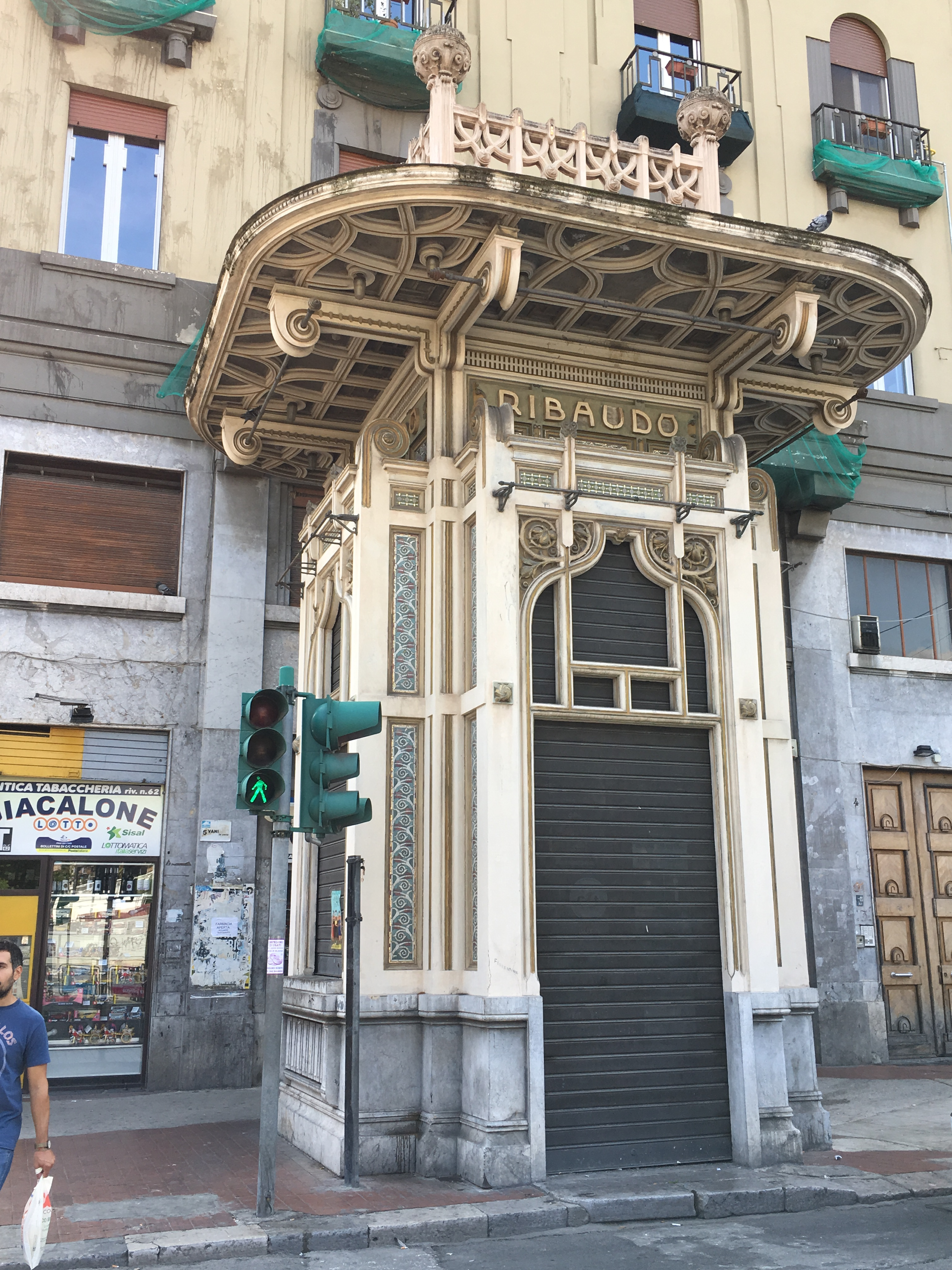
Chiosco Ribaudo a piazza Castelnuovo
Sala Basile di Villa Igiea
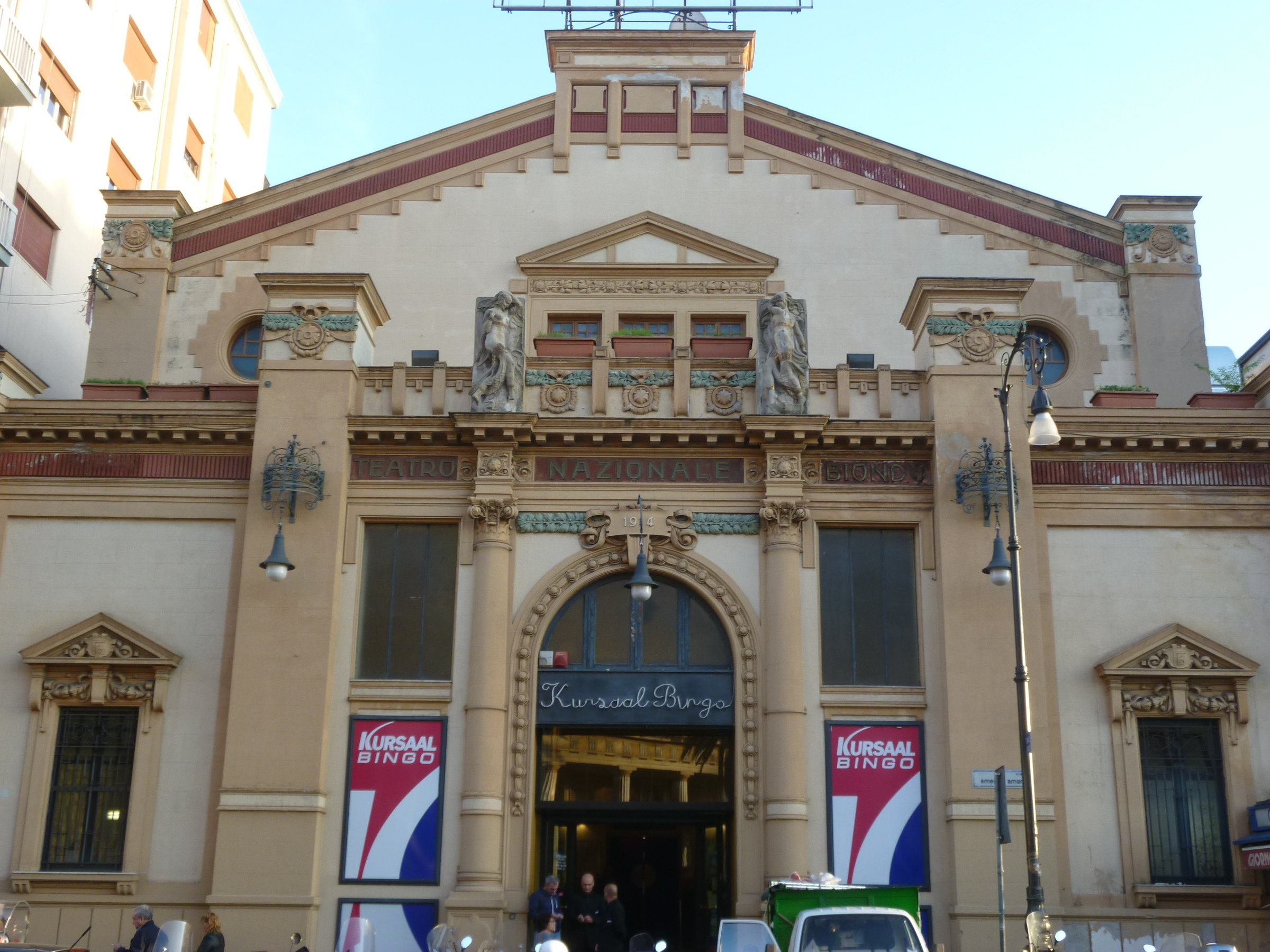
Kursaal Biondo
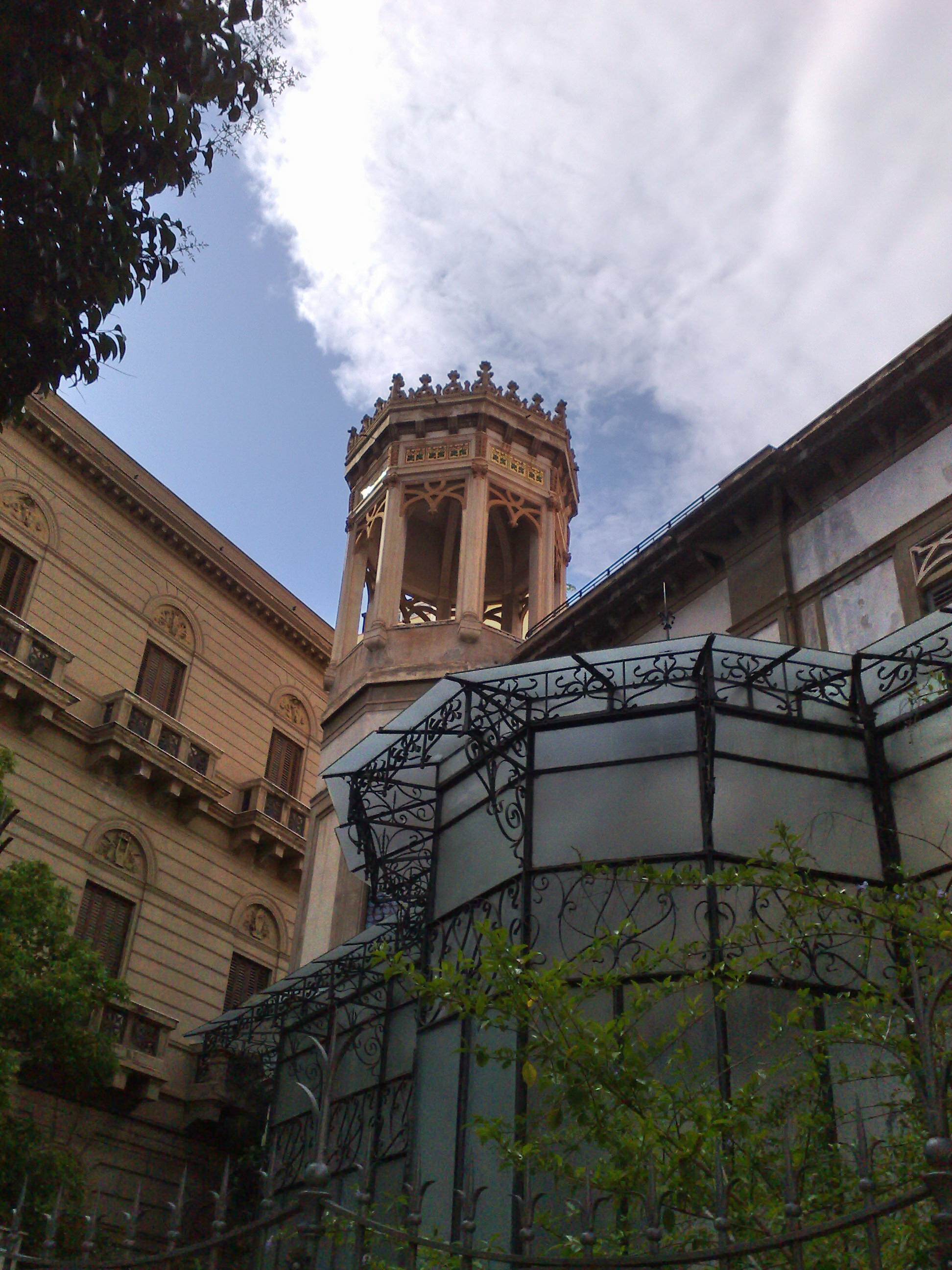
Villino Favaloro
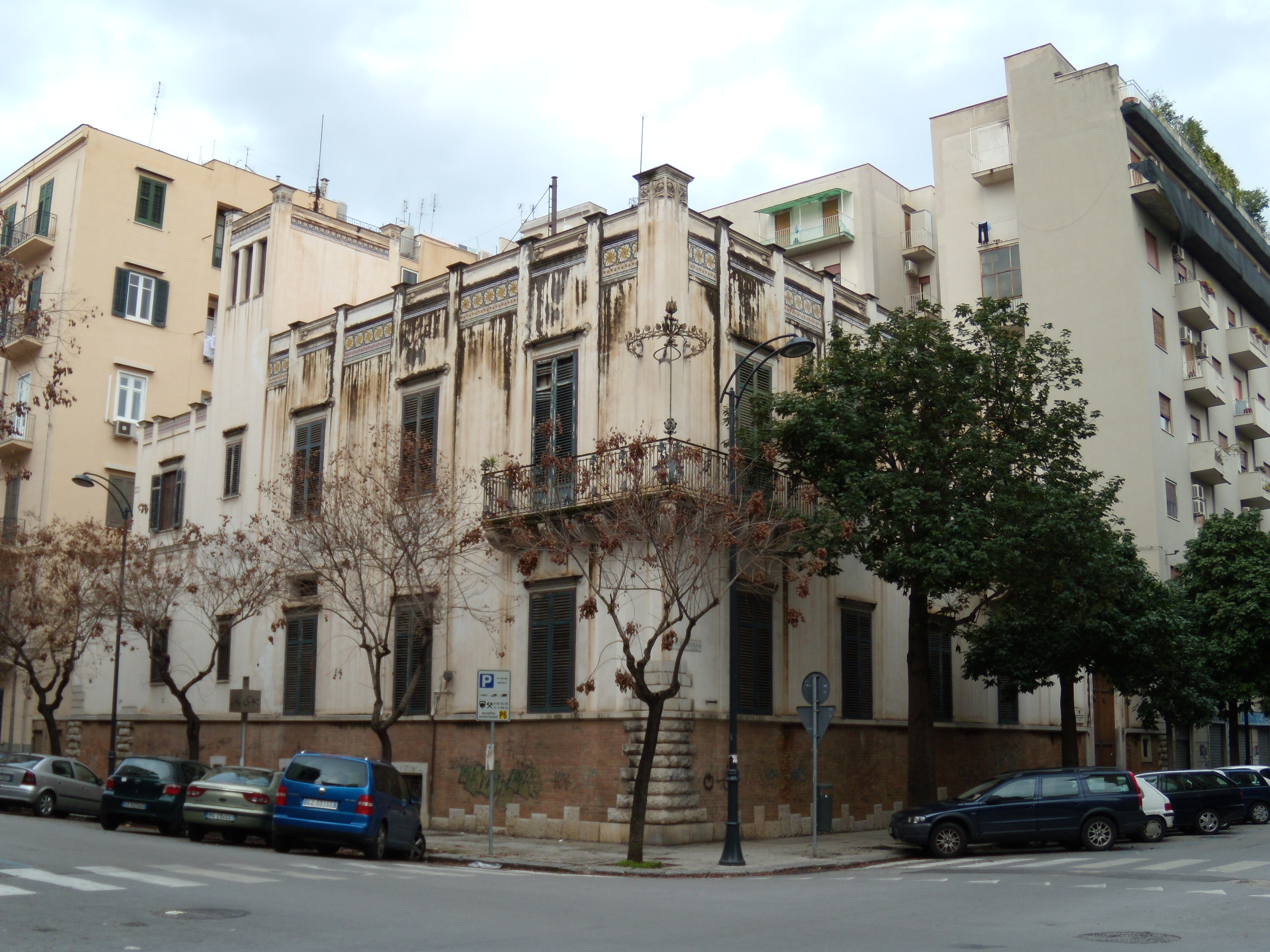
Villino Ida Basile
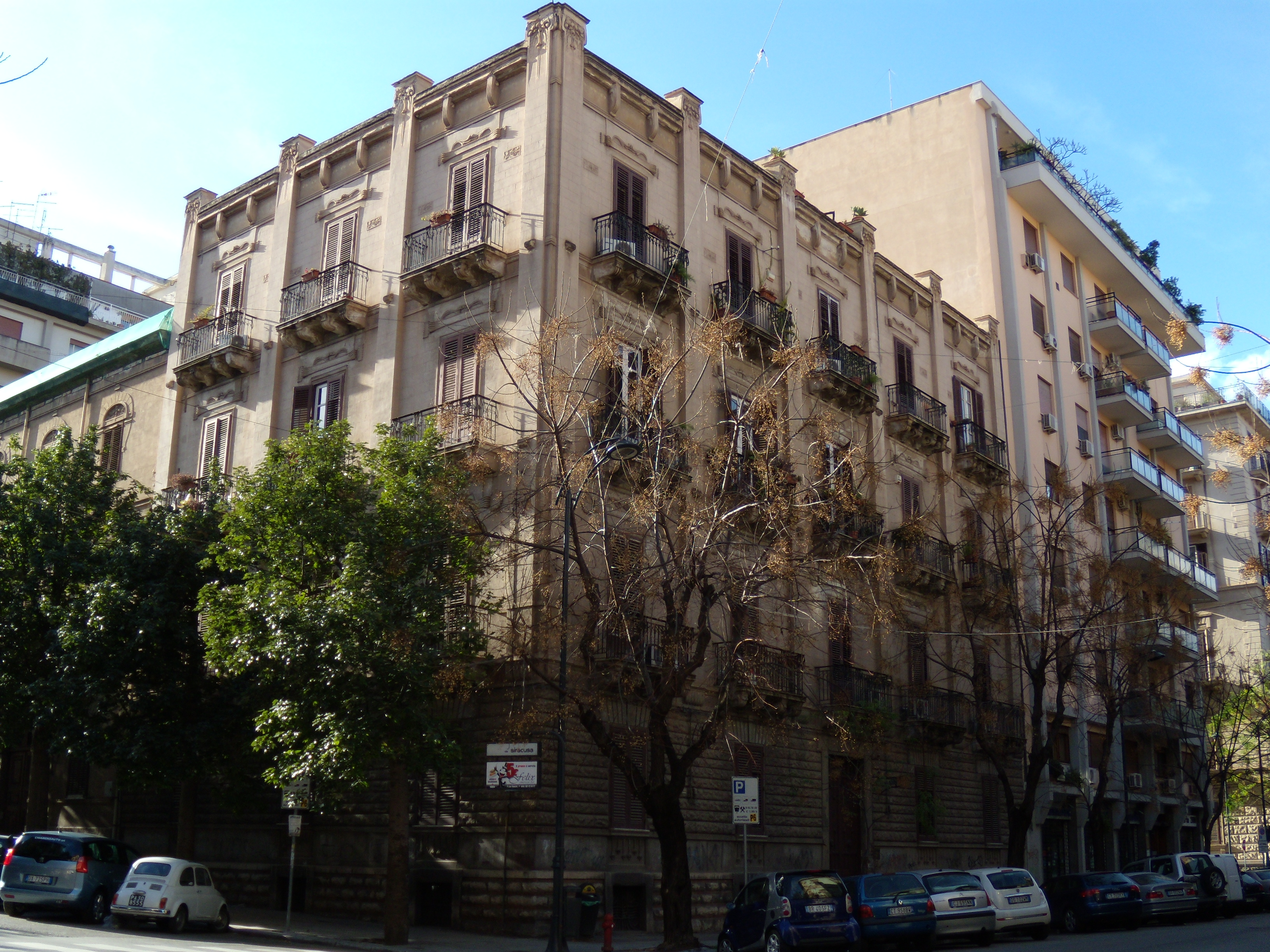
Casa Utveggio
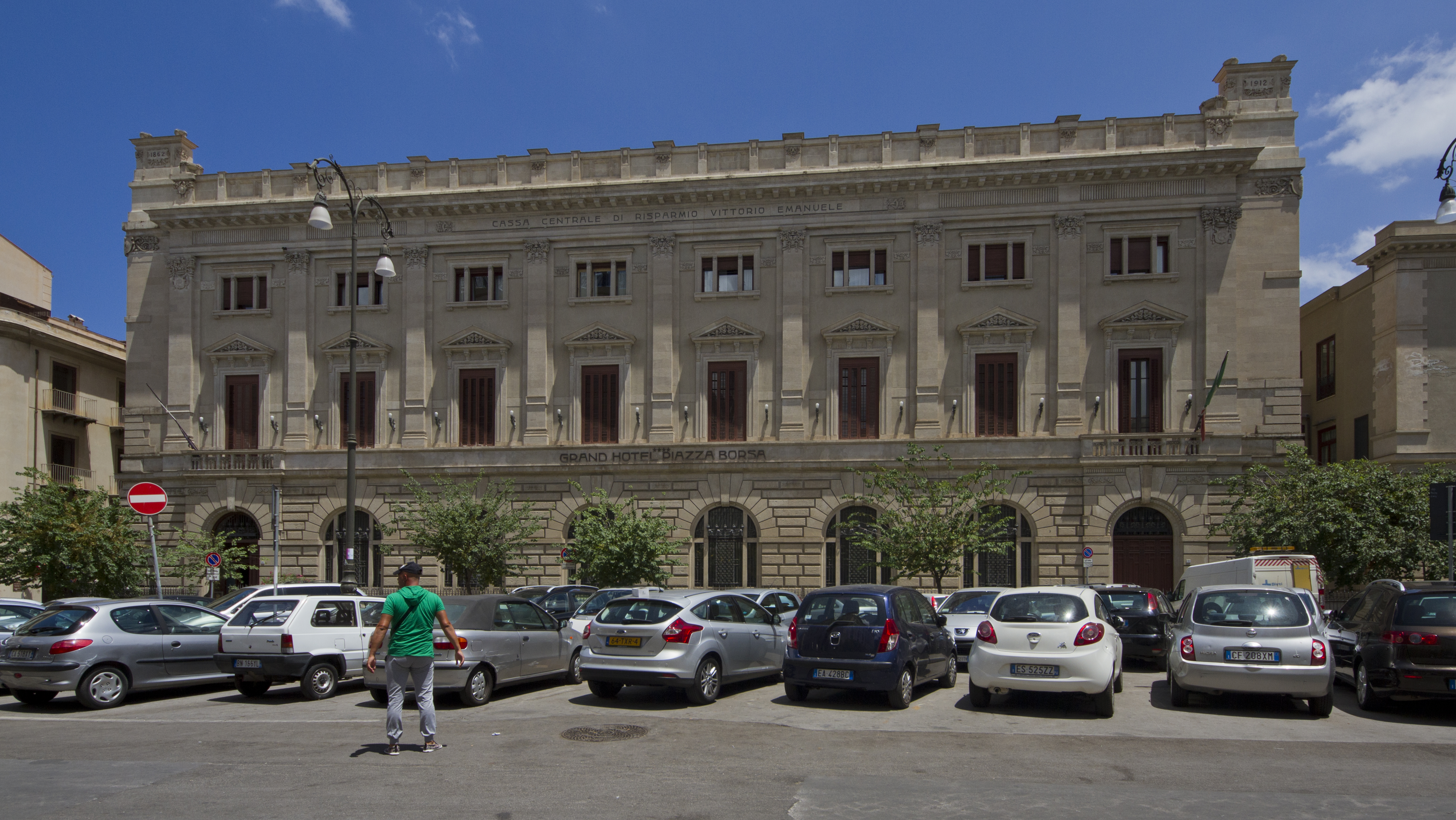
Ex cassa centrale di risparmio (oggi Grand Hotel Piazza Borsa)

### Sardegna
Cagliari

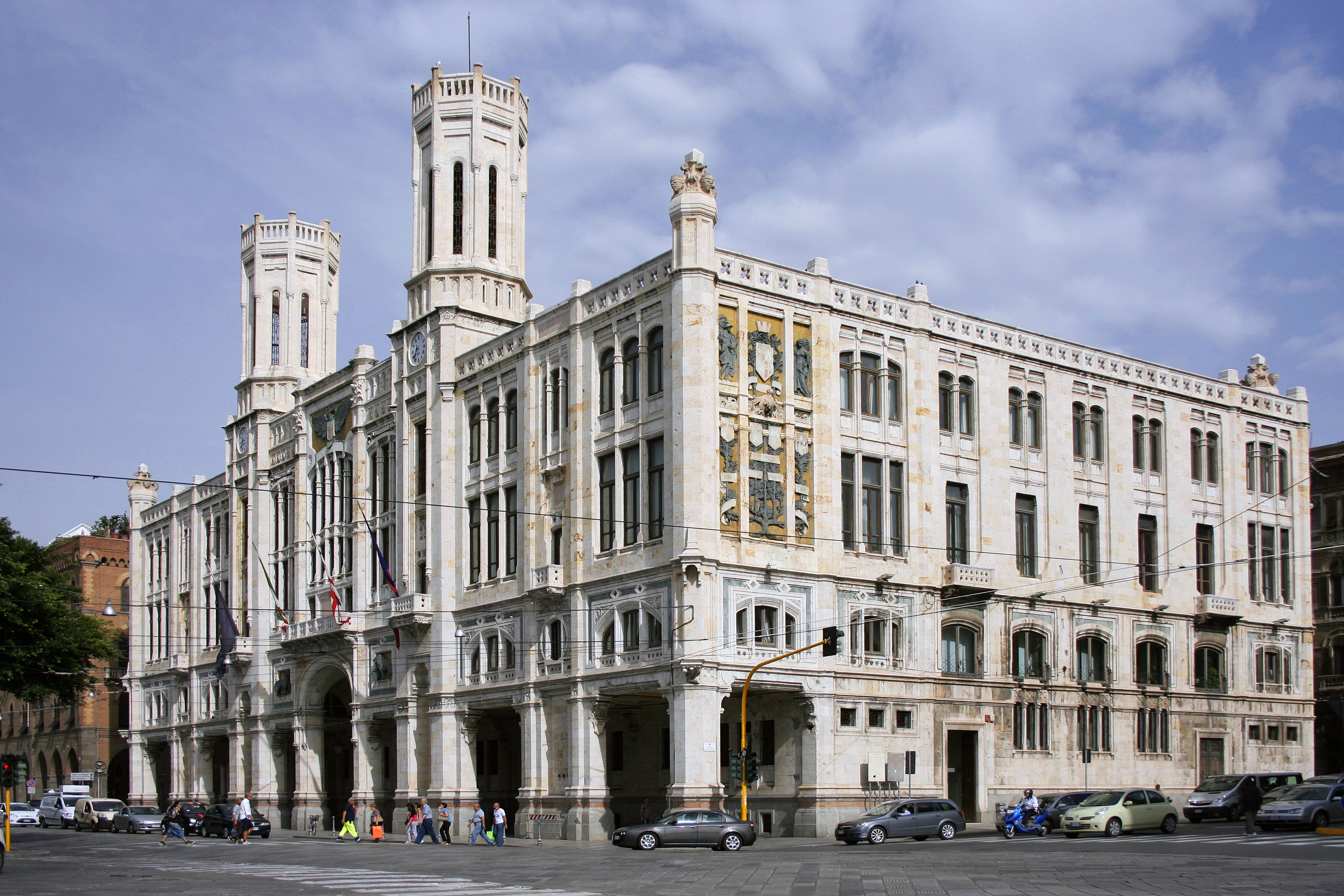
Palazzo Civico, di Crescentino Caselli, 1899-1907
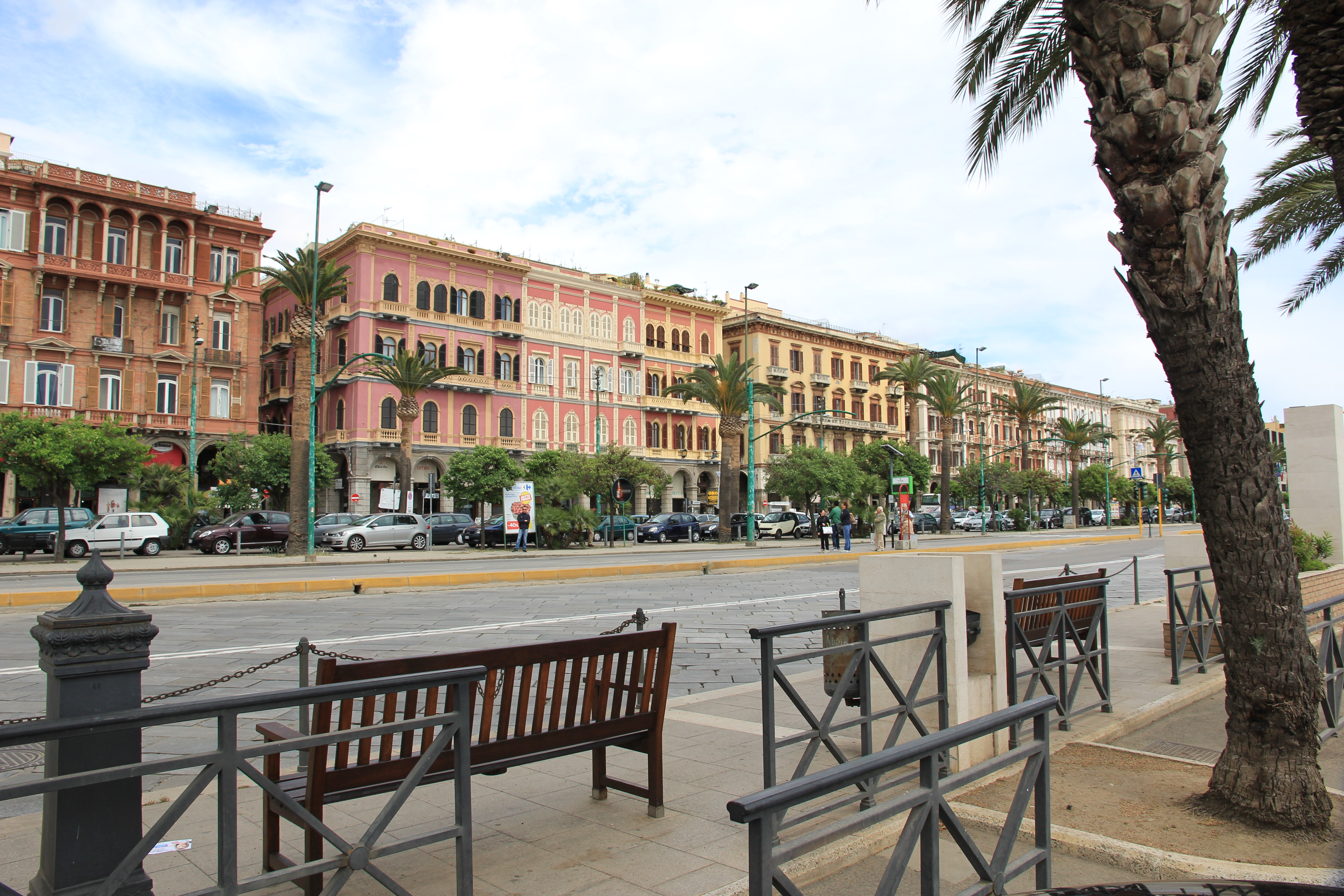
Palazzi di via Roma